# Collection de peintures du musée des Beaux-Arts de Chartres
Pour un article plus général, voir musée des Beaux-Arts de Chartres.

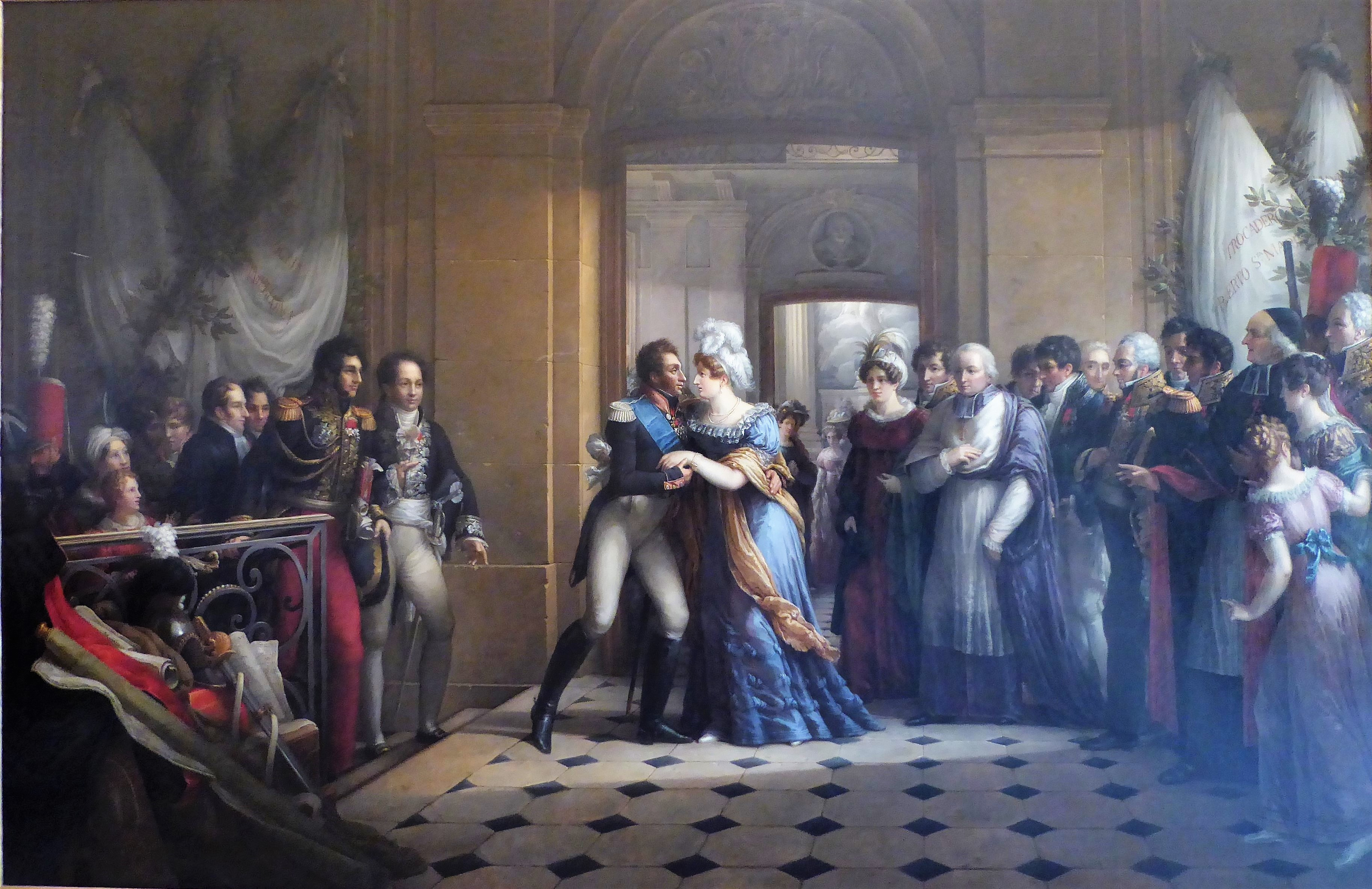
Entrevue du duc et de la duchesse d'Angoulême, à Chartres, en 1823 ; derrière le couple, la salle à l'italienne et la chapelle du palais de l'évêché, aujourd'hui musée des Beaux-Arts, Garnier, 1826.

Cette liste, non exhaustive, vise à présenter les principaux tableaux de la collection de peintures du musée des Beaux-Arts de Chartres.

## Historique des premiers catalogues
- La première édition du catalogue, réalisée en 1863 par P. Anctin, sous le titre « Catalogue des tableaux et sculptures du Musée de Chartres », liste 95 peintures (24 pages)[Bellier 1875 1] ;
- En 1875, la deuxième édition, publiée par Émile Bellier de La Chavignerie, recense 146 œuvres, dont 100 attribuées à un auteur identifié[Bellier 1875 2] ; chaque artiste est accompagné d'une courte biographie et ses œuvres munies d'une description précise (93 pages) ;
- En 1882, la troisième édition, publiée au nom du musée, en comporte 158, dont 107 d'auteurs nommés (135 pages)[1] ;
- En 1893, la quatrième édition est à nouveau signée par Bellier qui recense alors 199 peintures, sans compter les collections Layé (34 peintures, du no 395 au no 428) et Justin Courtois (72 peintures, du no 453 au no 524), soit 305 œuvres (184 pages)[Bellier 1893 1] ;
- En 1906, Marcel Langlois (1871-1941), sous l'égide de la Société archéologique d'Eure-et-Loir, évoque environ 400 tableaux et présente 28 gravures (122 pages)[Langlois 1].

## Galeries des collections et liste des peintres
Selon le ministère de la Culture, les artistes « phares » du musée sont Zurbaran, Teniers, Rigaud, Déruet, Dughet, Largillière (XVIIe siècle), Chardin, Van Loo, H. Robert, Lancret, Fragonard, Drouais (XVIIIe siècle), Gérard, Cochereau (XIXe siècle), Vlaminck, Soutine (XXe siècle).

### Galerie de peintures de la Renaissance

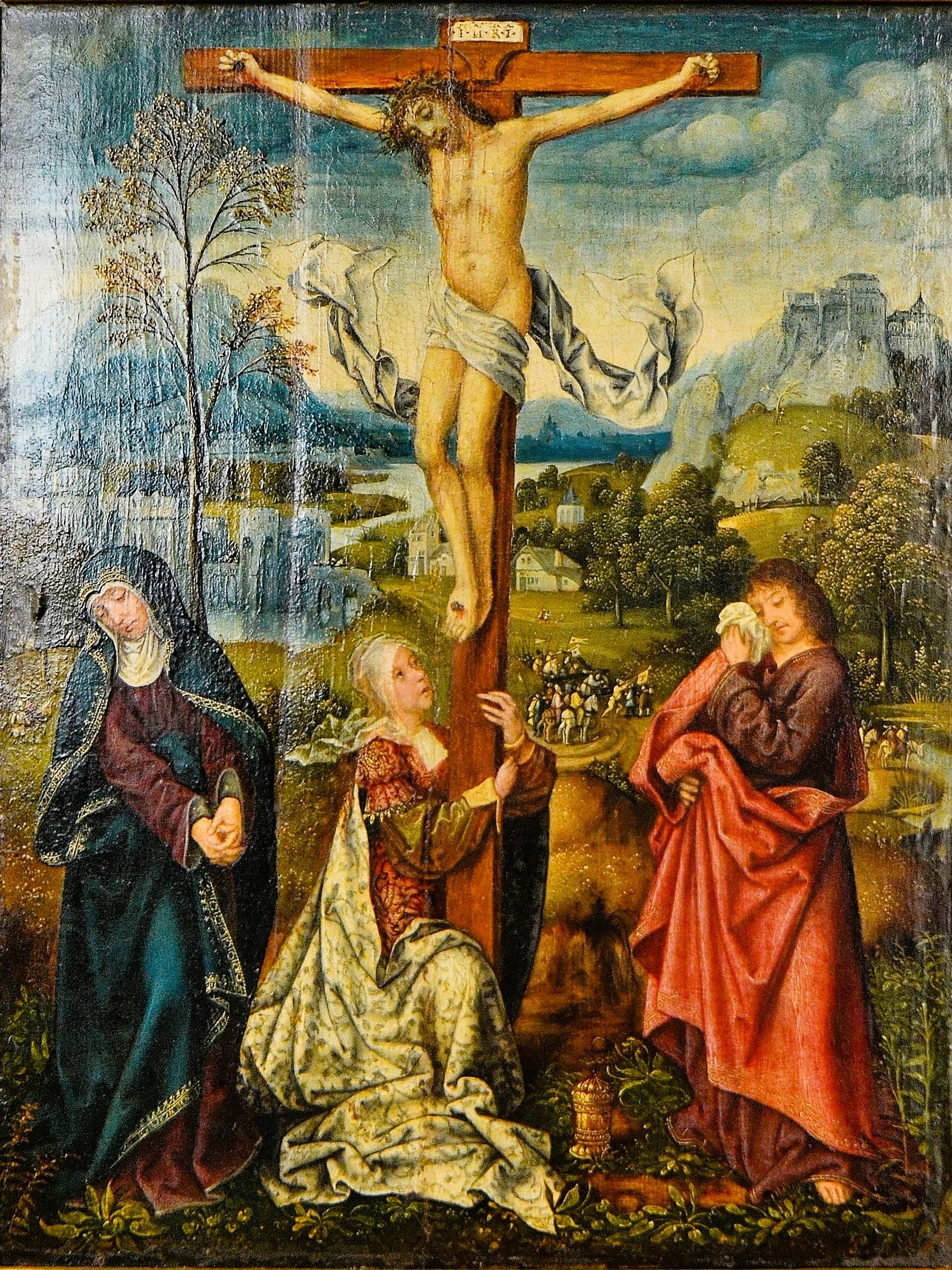
Metsys (1466-1530), La Vierge, Marie Madeleine et saint Jean au pied de la Croix.
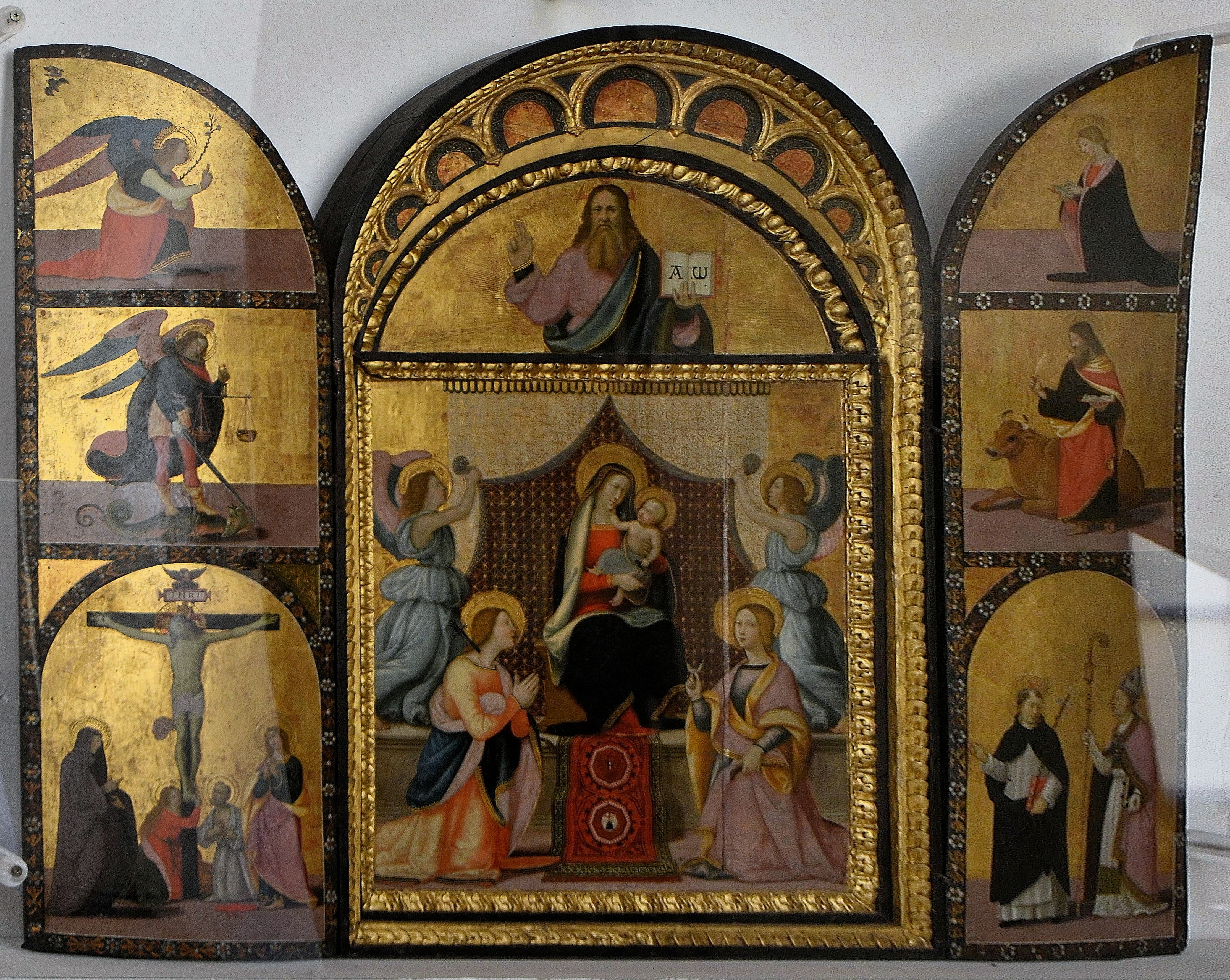
Albertinelli (1474-1515), Glorification de la Vierge.
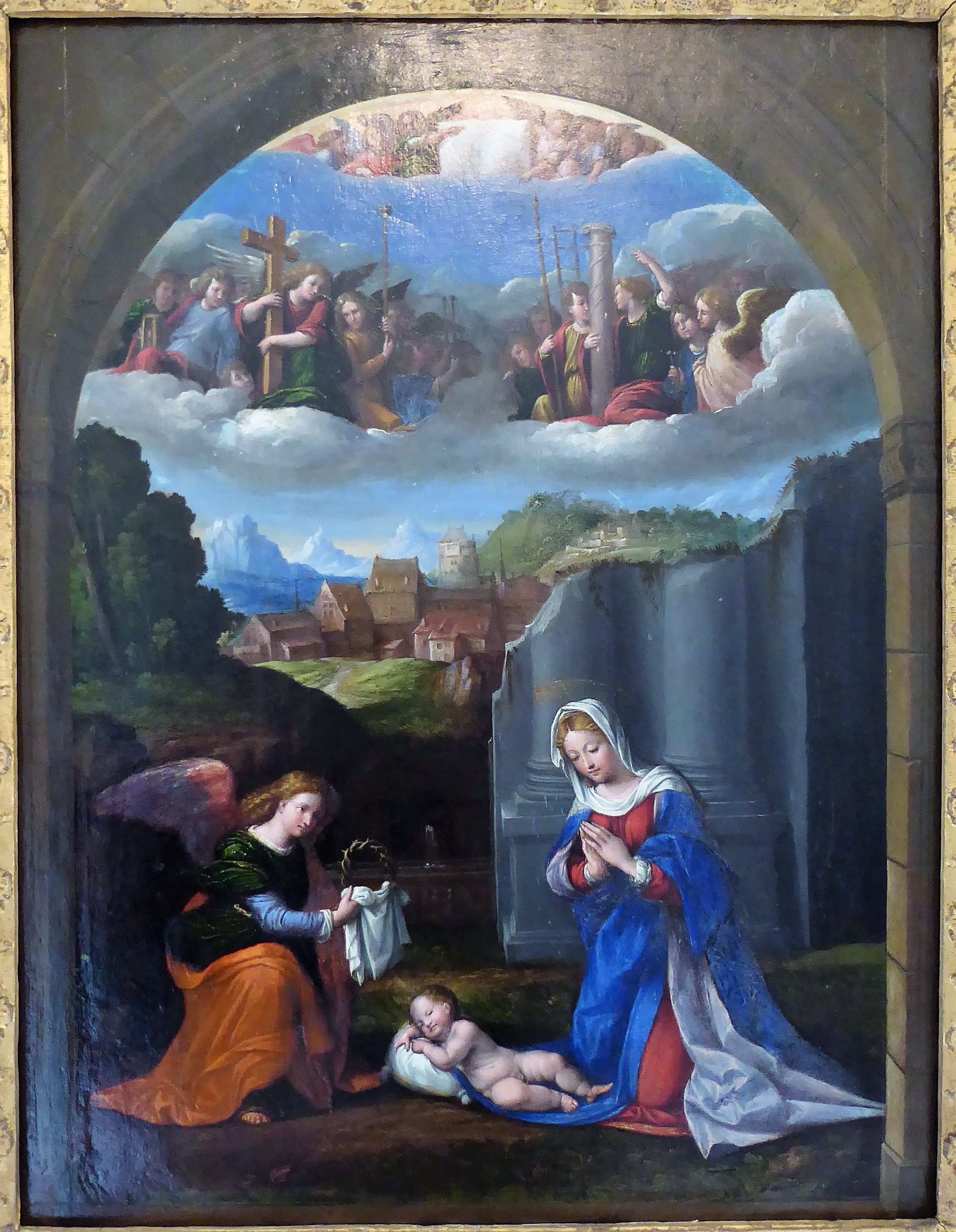
Tisi (1481-1559), Adoration de l'Enfant.
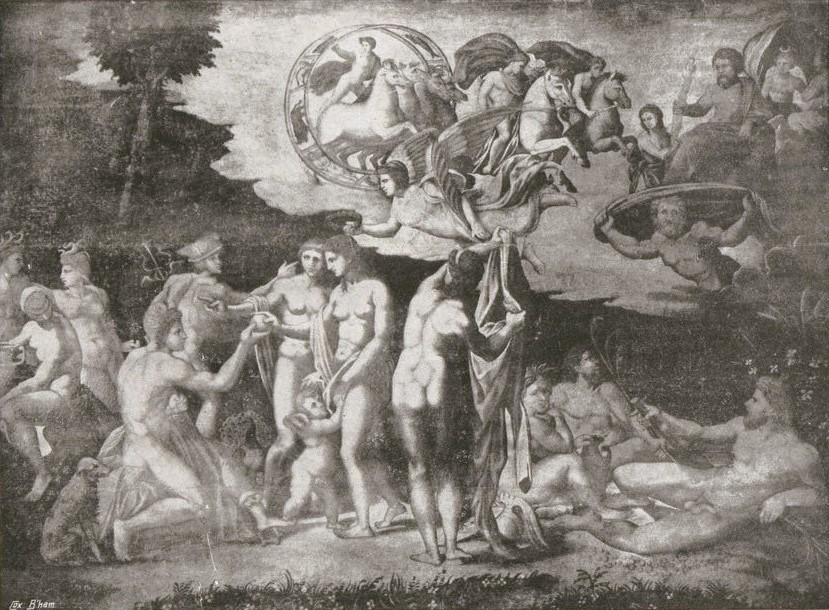
Raphaël (1483-1520) (copie du XVIIe siècle d'après), Le Jugement de Pâris.
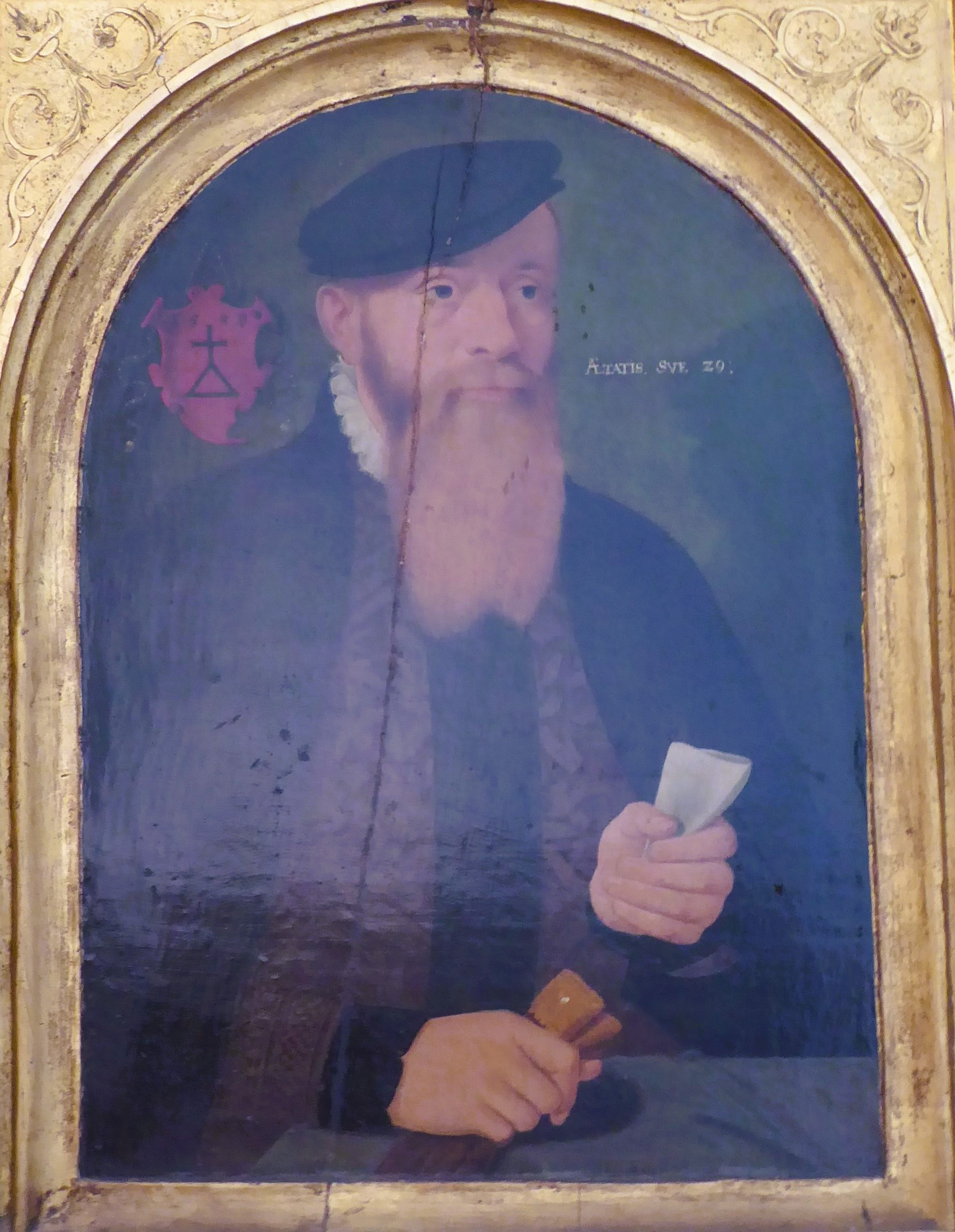
Hans Asper (en) (1499-1571), Portrait d'homme.
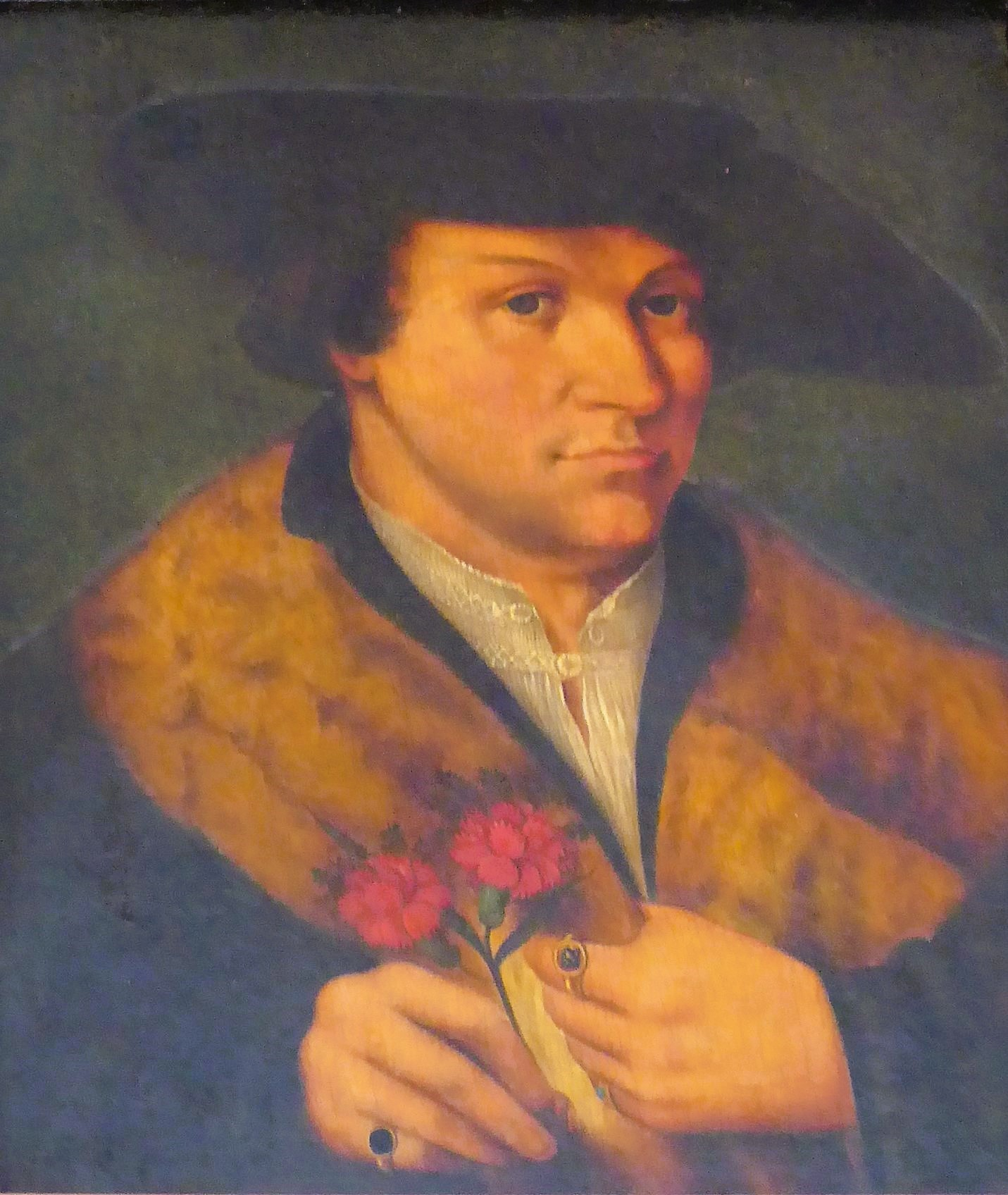
Hans Brosamer (ca 1506-1554) (d'après), L'homme à l’œillet... • Début XVIe siècle.
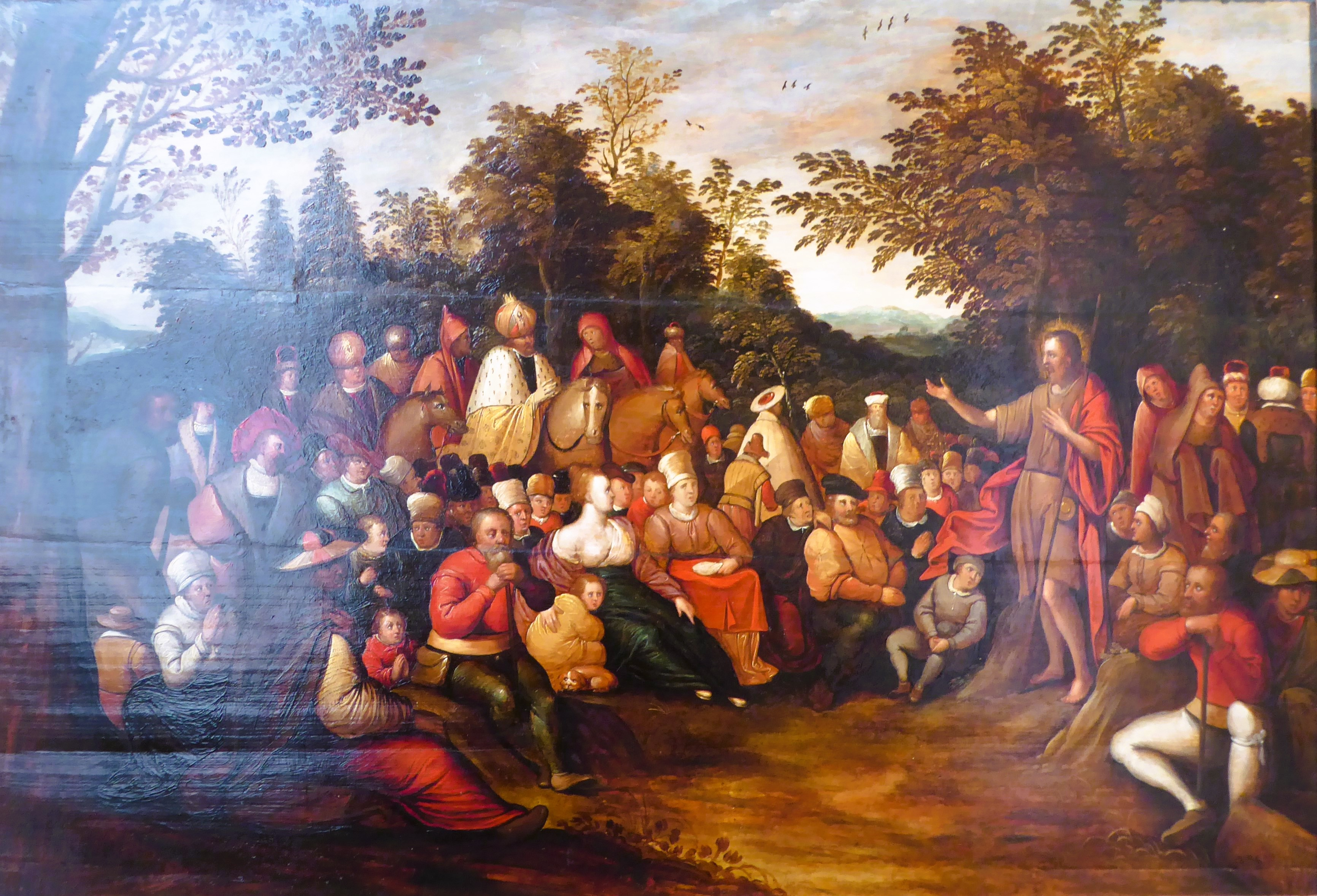
Momper le Vieux (1516-1559), Prédication de saint Jean Baptiste • Début XVIe siècle.
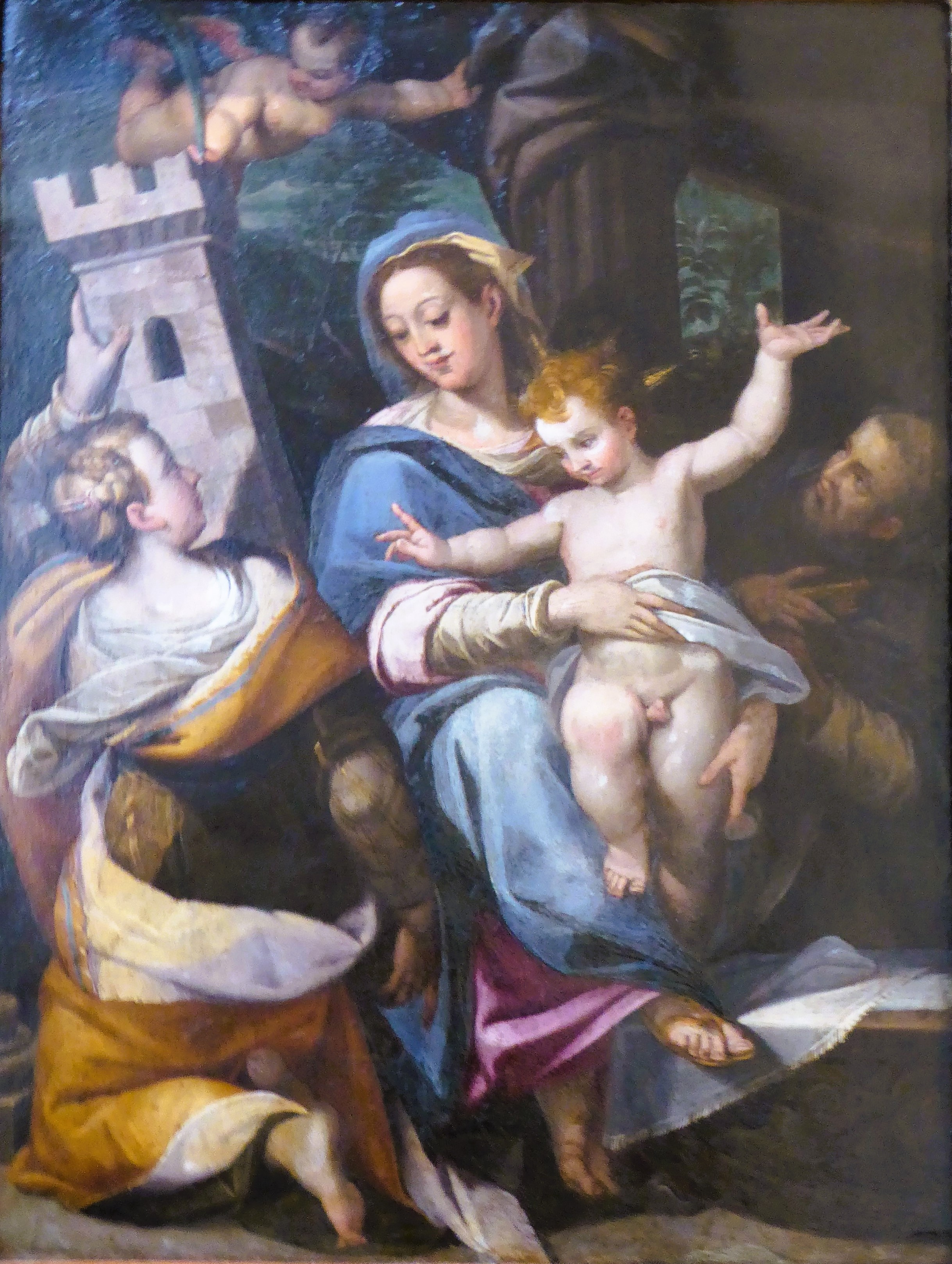
Sammachini (1532-1577), La Vierge et l'Enfant....
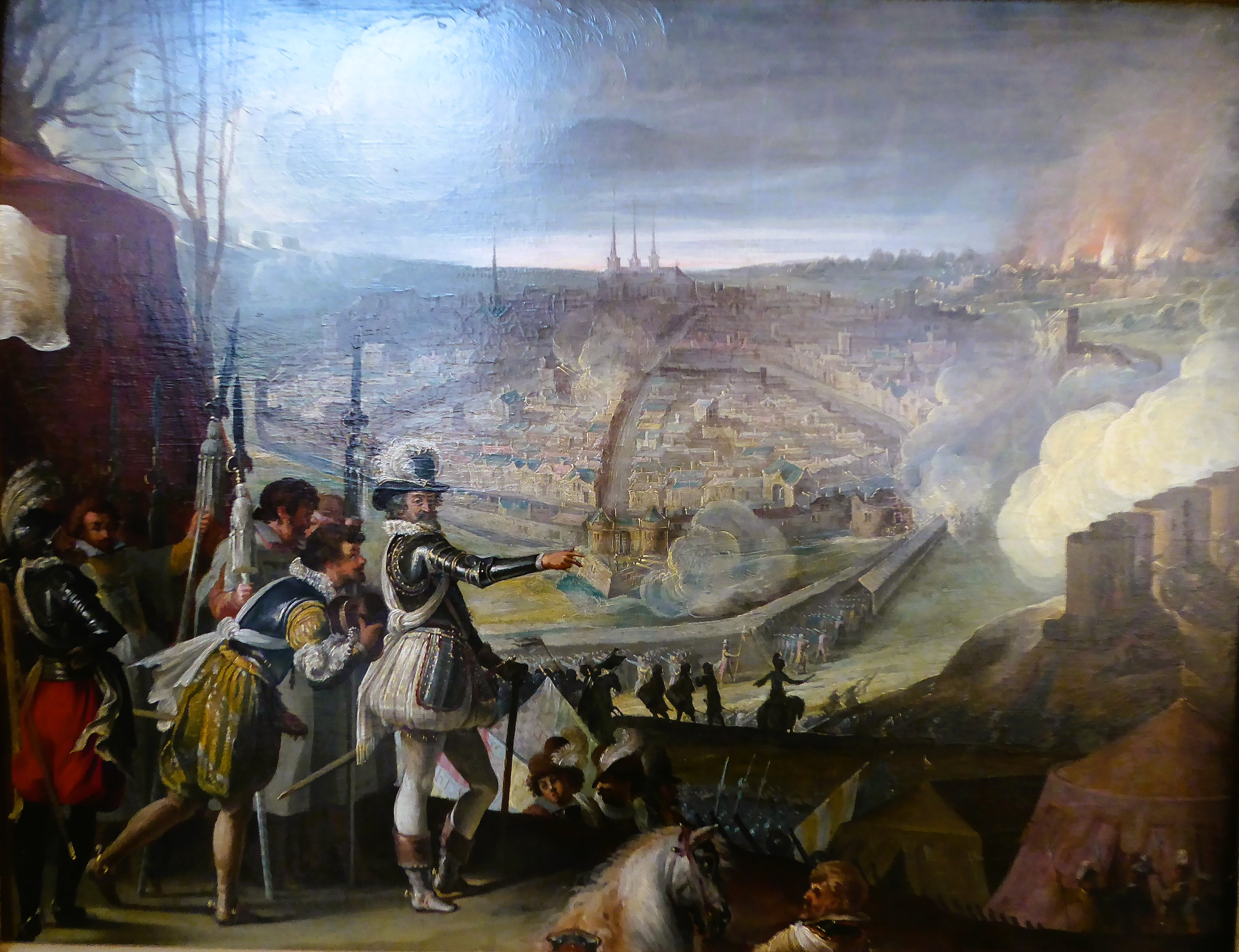
Gillis van Coninxloo (1544-1606), Siège d'une ville par Henri IV • ca 1594.
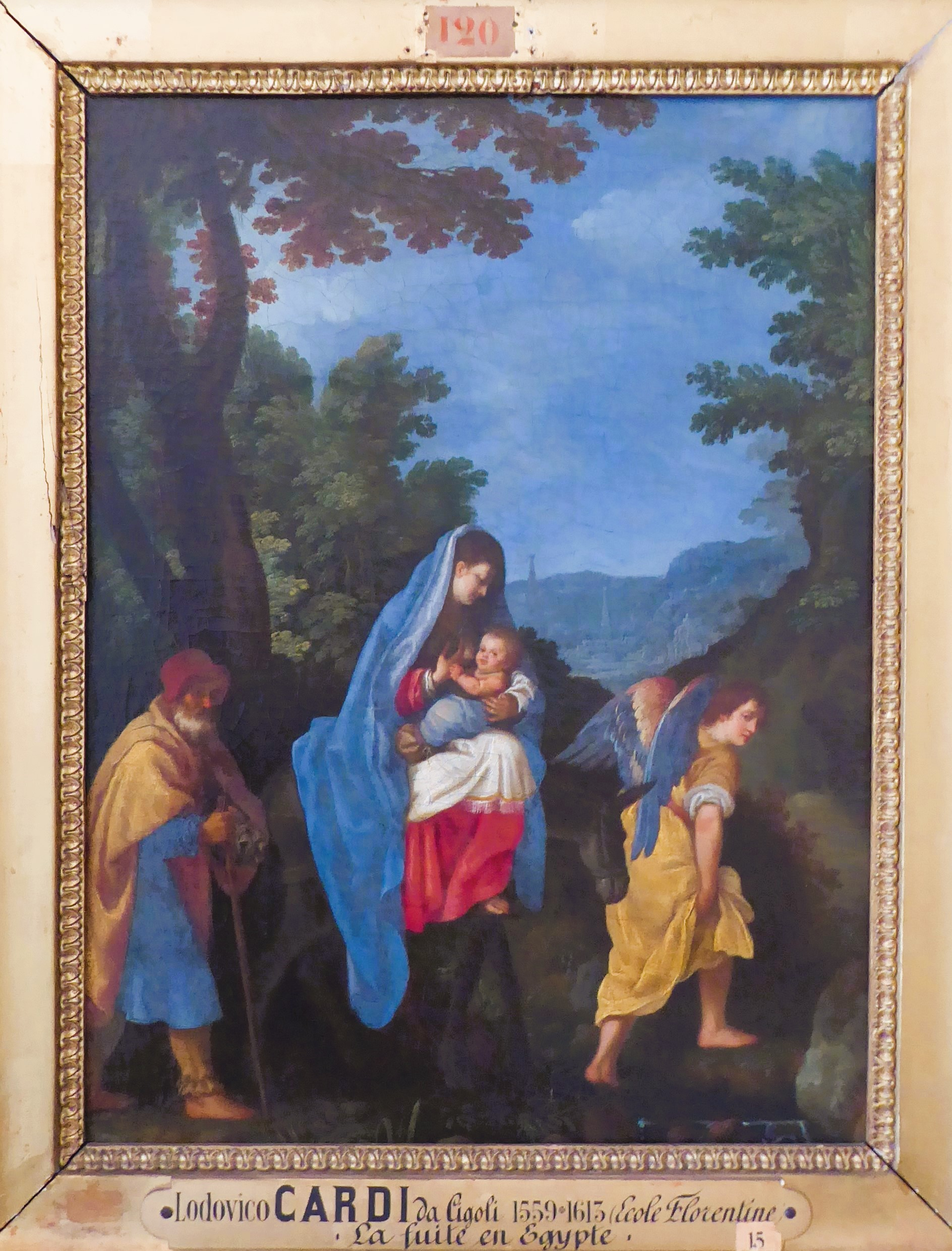
Cigoli (1559-1613), La fuite en Égypte • Fin.
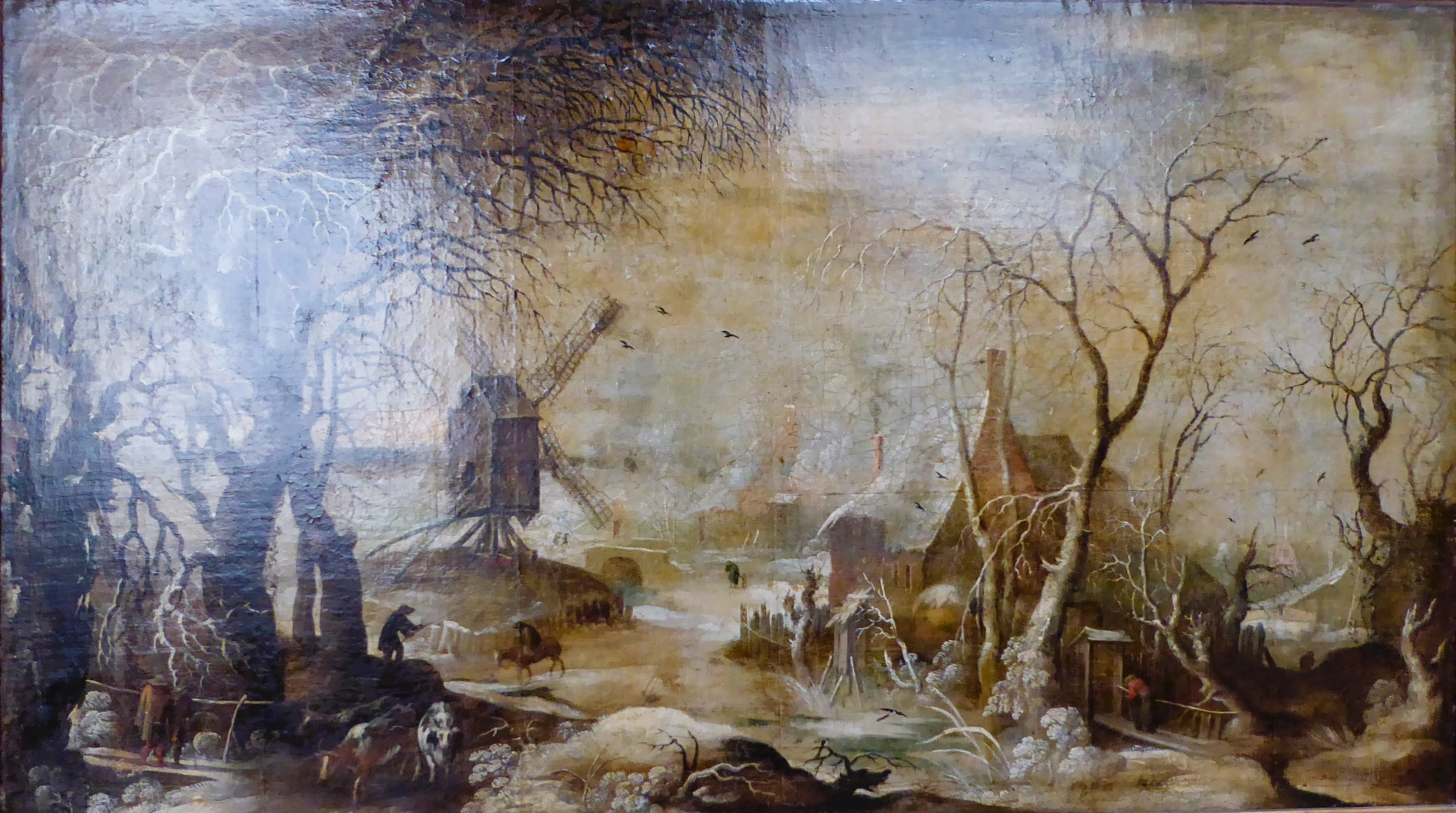
Roelandt Savery (1576-1639), Paysage de neige au moulin à vent • ca 1600.
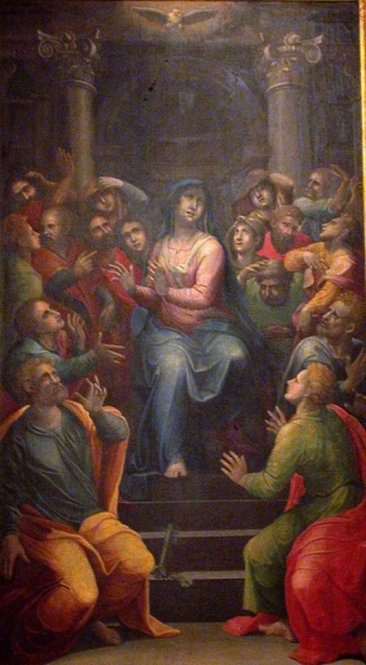
Billò (fl. 1562-1581) La Pentecôte.

### Liste alphabétique des peintres et de leurs œuvres
A
- Haut – A
- B
- C
- D
- E
- F
- G
- H
- I
- J
- K
- L
- M
- N
- O
- P
- Q
- R
- S
- T
- U
- V
- W
- X
- Y
- Z

- Anna Maria Barbara Abesch (Sursee, 1706-1776), peintre suisse
  - Vierge à l'Enfant, huile sous verre, 1744, don M.-J. de Suze, veuve Moncelle, 1998 (inv. no 98.2.3).
- Mariotto Albertinelli (Florence, 1474-1515)
  - Glorification de la Vierge, triptyque, huile et feuille d'or sur bois, 94,5 × 120,5 cm (ouvert), provenant de la collection Campana (no 221), don de l’État en 1876 (inv. 3812)[Bellier 1893 2],[Vallès-Bled 1],[Commons 1].
- Jacopo Amigoni (Naples ou Venise, 1682 - 1752, Madrid)
  - Sainte Catherine d'Alexandrie et Saint André, huile sur toile, 55 × 31 cm, don Justin Courtois, 1888 (inv. 5640)[a], précédemment attribué par Bellier en 1893 à Giovanni Lanfranco[Bellier 1893 3].
- Alexandre Antigna (Orléans, 1817 - 1878, Paris), école française
  - Aux Écoutes, huile sur toile 117,3 × 110 cm, vers 1867[Bellier 1875 3].
- Hans Asper (Zurich, 1499 - Zurich, 1571)
  - Portrait d'homme, huile sur bois, don Justin Courtois, 1888 (inv. 5646)[Langlois 2],[Commons 2].

B
- Haut – A
- B
- C
- D
- E
- F
- G
- H
- I
- J
- K
- L
- M
- N
- O
- P
- Q
- R
- S
- T
- U
- V
- W
- X
- Y
- Z

- Jan van Balen (Anvers, 1611 - 1654), peintre flamand
  - Saint Antoine de Padoue recevant l'enfant Jésus des mains de la Vierge, marbre octogone 27 × 22 cm[Bellier 1875 3].
- Fiori ou Frédéric Barocci (Urbino, vers 1535 - 1612)
  - Sainte Famille ou La Vierge et l'Enfant Jésus entre Sainte Barbe et Saint Dominique, huile sur cuivre, 38 × 29 cm, collection Courtois (inv. 5639)[Bellier 1893 4],[Vallès-Bled 2].
- Giuseppe Bazzani (Mantoue, 1690 - 1769)
  - Une sainte lisant (Sainte Gertrude la Grande ou de Helfta[3] ou Marguerite-Marie Alacoque), huile sur toile  61 × 49 cm, dépôt du musée du Louvre (inv. MNR 618)[4],[5],[Joubeaux 1].
- Clément-Louis-Marie-Anne Belle (Paris, 1722-1806)
  - Copie de Athalie interrogeant Joas, de Charles Antoine Coypel (1741), format agrandi 200 × 144 cm réalisé pour la manufacture des Gobelins afin de compléter la tenture des scènes d'opéra, de tragédie et de comédie[Bellier 1875 4],[6].
- Jean-Joseph Bellel (Paris, 1816 - 1898, Paris)
  - Vue prise aux environs de Naples, toile, 57 × 95 cm, 1854, acquisition de 1858[Bellier 1875 5].
- Bernardo Bellotto (1721-1780) (entourage de)
  - La Place Saint-Marc à Venise, huile sur toile, 72,5 × 97,5 cm, don M. de Bassoncourt, Mme Guillaume de Basson-Ouri, 1892 (inv. 6068)[7],[Commons 3].
- Édouard Bertin (Paris, 1797-1871), acquisition par legs, 1940[8]
  - Paysage de montagnes, dessin, mine de plomb sur papier, 23 × 37,5 cm ;
  - Paysage de campagne, dessin, mine de plomb sur papier, 28,5 × 30 cm ;
  - Entrée d'un village de campagne, Arpino, dessin, mine de plomb sur papier, 34 × 26 cm ;
  - Campagne aux environs de Rome (Italie) , dessin, mine de plomb sur papier, 23 × 32 cm ;
  - Campagne aux environs de Rome (Italie) , dessin, mine de plomb sur papier, 21,5 × 29 cm.
- Tiberio Billò (Sienne, fl. 1562-1581), (Voir sur Wikidata)[b]
  - La Pentecôte[9],[Commons 4].
- Rosa Bonheur (1822-1899)
  - Cheval, huile sur toile, 37 × 45 cm, 1883, achat en 1900 (inv. 6773)[Langlois 3],[Vallès-Bled 3].
- François Boucher (1703-1770)
  - Lever de Vénus (école de), gouache ovale, 37 × 30 cm, don de M. de Bassoncourt en 1892[Bellier 1893 5] ;
  - Le coucher de Vénus (école de), gouache ovale, 37 × 30 cm, don de M. de Bassoncourt en 1892[Bellier 1893 5] ;
  - Le petit joueur de flûte (Jeune berger endormi), bois, 17 × 21 cm, collection Courtois : « Un jeune berger, vêtu d'une veste rouge et tenant une flûte, dort couché sur le dos entre son chien à gauche et ses moutons à droite »[Bellier 1893 6],[10].
- François Bouchot (1800-1842) [Bellier 1875 6],[Commons 5]
  - La mort des fils de César (Brutus commandant ses fils), toile 19 × 32 cm, esquisse, copie du tableau de Léthière, au Luxembourg en 1875, au Louvre en 1893 ;
  - Oreste et Pylade investis par les bergers, toile 113 × 145 cm ou 136 × 169 cm, deuxième au prix de Rome de 1822 (inv. no 1006), en dépôt au musée des Beaux-Arts d'Orléans[11] ;
    - Étude pour Oreste et Pylade investis par les bergers, crayon noir sur papier 21 × 31 cm, don de l'Association des amis du musée des Beaux-Arts de Chartres, 2018[11].

  - Bacchus et Érigone (Une Bacchante), huile sur toile 154 × 202 cm, 1827, provenant de la collection Louis La Caze, dépôt du musée du Louvre[12] ;
  - Mort de Marceau, esquisse (inv. 56.19.1)[c] ;
  - Funérailles du général Marceau, toile 484 × 666 cm, 1835 ;
  - La Tour-d'Auvergne devant l'ennemi, esquisse, toile 113 × 145 cm.
- Louis-Jean-Baptiste Boulangé (1812-1828) (Voir sur Wikidata)
  - Paysage de moulin, huile sur toile 65,5 × 55,5 cm, collection Layé[Bellier 1893 7],[13].
- Sébastien Bourdon (1616-1671) (attribué à)[d]
  - La délivrance de saint Pierre (Saint Pierre délivré par un ange), huile sur bois 30 × 28 cm, acquisition en 1876 à la vente Camille Marcille ; il figurait au catalogue sous le no  10 (inv. no 3805)[Bellier 1893 8].
- Joseph Boze (1745-1826), ou sa fille Fanny Boze (Voir sur Wikidata)
  - Portrait de Camille Desmoulins, toile, 46 × 37 cm, collection Courtois[Bellier 1893 9],[Commons 6].
- Domenico Brandi (Naples, 1683 - 1736, Naples)
  - Paysage d'Italie, huile sur toile, 73 × 62 cm, XVIIIe siècle, provenant de la collection Louis La Caze, dépôt du musée du Louvre (inv. 3487)[14].
- François-Paul (?) Bréa (1704 ? - après 1752) 
  - Portrait d'un ecclésiastique, huile sur toile, 74 × 52 cm, 1727, achat en 1872 par Camille Marcille et Émile Bellier de la Chavignerie (inv. no 3438)[Bellier 1875 7],[Joubeaux 2].
- Félix Brissot de Warville (1818-1892)
  - Portrait du conventionnel Brissot de Warville, né à Ouarville, le 14 janvier 1754, décapité à Paris le 31 octobre 1793, toile, 60 × 48 cm, 1846, don de l'auteur[Bellier 1875 7].
- Hans Brosamer (ca Fulda, 1506 - 1554, Erfurt)
  - Portrait d'homme tenant un œillet ou L'homme à l’œillet, portrait de Marx Schwab, huile sur bois, 45 × 36 cm, 1515, d'après un tableau original de Leonhard Beck (1480-1542), don de Justin Courtois, 1888, auteur inconnu de Bellier en 1893 (inv. 5645)[Bellier 1893 10],[Vallès-Bled 4].

C
- Haut – A
- B
- C
- D
- E
- F
- G
- H
- I
- J
- K
- L
- M
- N
- O
- P
- Q
- R
- S
- T
- U
- V
- W
- X
- Y
- Z

- Antoine-François Callet (Paris, 1741-1823)
  - Portrait de Louis XVII, toile, 47 × 39 cm, collection Courtois[Bellier 1893 9].
- Canaletto (Giovanni Antonio Canal, dit) (Venise, 1697-1768), école vénitienne
  - Place Saint-Marc, à Venise, toile, 72 × 97 cm, don de M. de Bassoncourt en 1892[Bellier 1893 11].
- Carolus-Duran (Charles Émile Durand, dit) ((1837-1917)
  - Portrait du sculpteur Auguste Préault, huile sur toile, 1877, don Jules Prévet, 1915 (inv. 7070).
- Lodovico Carracci (Louis Carrache en français) ((Bologne, 1555 - 1619, Bologne), école de peinture de Bologne
  - Vénus, Cérès et Bacchus, toile, 118 × 168 cm, don du docteur Moreau[Bellier 1893 12].
- Jacques Carrey (1649-1726)
  - Vue d'Athènes en 1674, tableau peint pour le marquis de Nointel[Commons 7].
- Francesco Casanova (1727-1803)
  - Paysage italien (La Ruine italienne), huile sur cuivre ovale, 25 × 33 cm, don Justin Courtois, 1888 (inv. 5642)[Bellier 1893 13],[Commons 8].
- Giovanni Benedetto Castiglione, mouvement baroque, école génoise (Gênes, 1609 - 1664, Mantoue))
  - Adoration des bergers, cuivre, 66 × 50 cm[Bellier 1875 8]
- Michel-Ange Cerquozzi, mouvement baroque (Rome, 1602 - 1660, Rome)
  - Bamboche tenant un mousquet, bois, 90 × 47 cm, collection Courtois[Bellier 1893 14]
- Michel-Ange Challe (1718-1778)
  - Joueuse de guitare, toile, 46 × 39 cm, collection Courtois[Bellier 1893 15].
- Philippe de Champaigne (Bruxelles, 1602 - 1674, Paris)
  - Autrefois attribué : Portrait de Turenne, toile ovale, 63 × 53 cm, « provenant probablement de Crécy », un des châteaux de Madame de Pompadour, XVIIe siècle, acquis en 1866 à la vente Lamésange de Dreux (no 23, photogravure planche V)[Bellier 1875 9],[Langlois 4].
- Jean Siméon Chardin (1699-1779)[Commons 9]
  - Le singe antiquaire, huile sur toile, 28 × 23 cm, Salon de 1740, don Mme Garnier-Courtois, 1898 (inv. 6596)[15],[Vallès-Bled 5] ;
  - Le singe peintre, huile sur toile, 28 × 23 cm, 1735, Salon de 1740, don Mme Garnier-Courtois, 1898, réplique d’une œuvre du musée du Louvre (inv. 6597)[16],[Vallès-Bled 6] ;
  - Nature morte, toile, 32 × 40 cm, attribué à Chardin par M. Courtois[Bellier 1893 16] ;
  - Copie anonyme de Le Jeu de l'Oie, toile, 44 × 35 cm, collection Courtois[Bellier 1893 16].

- Jeanne Choppard-Mazeau, XIXe siècle, artiste chartraine (Voir sur Wikidata)
  - Bouquetière (inv. 6091)[Langlois 5].
- Eugène Cicéri (1813-1890)
  - Paysage, panneau, 10 × 16 cm, collection Layé : « Une mare à la lisière d'un bois par un soleil couchant »[Bellier 1893 7].
- Carlo Cignani (Bologne, 1628 - 1719, Forlì)
  - Les jeux de l'enfance, toile, 123 × 92 cm, acquisition en 1859, provenant de la collection de M. David de Thiais : « Des enfants nus et ailés jouent avec un mouton, sur lequel l'un d'eux est à cheval, au milieu d'un paysage »[Bellier 1875 10].
- Lodovico Cigoli (Lodovico Cardi, dit) (1559-1613) (attribué à)
  - La fuite en Égypte, huile sur toile 53 × 38 cm, fin XVIe siècle-XVIIe siècle, dépôt du musée du Louvre  (inv. 10192)[4].
- Félix Clouet, (Le Puiset, 1828 - Paris, 1882), (Voir sur Wikidata)
  - Gibier, nature morte, toile, 94 × 74 cm, 1882[Bellier 1893 17].
- François Clouet (Tours, avant 1520 - 1572, Paris)
  - Portrait de Charles IX, toile, 31 × 17 cm, collection Courtois, « copie du Clouet du Louvre »[Bellier 1893 18],[17].
- Mathieu Cochereau (Montigny-le-Gannelon, 1793 - 1817, mer Ionienne)[Commons 10]
  - Boulevard des Capucines à Paris, 1814, huile sur toile, 65 × 81,5 cm, achetée à Mme Souchay, sœur de l’artiste, en 1873 (inv. 3492) ; la vue est prise de la maison de Prévost, maintenant le no 29 du boulevard [Bellier 1875 11],[Vallès-Bled 7] ;
  - Cours fait par Prévost pour apprendre à peindre les panoramas (Cochereau et Augustin Massé), huile sur toile, 51 × 64 cm (inv. 7114)[Bellier 1893 19] ;
  - Cité en 1893 : Intérieur de l'atelier de l'artiste (Autoportrait du peintre Mathieu Cochereau dans son atelier), huile sur toile, 49 × 59 cm, 1er quart du XIXe siècle ; exposé en 2023 au musée des Beaux-Arts et d'Histoire Naturelle de Châteaudun.
- Louis-Eugène Cœdès, (1810-1905)
  - Portrait de Gustave Leprince (Voir sur Wikidata), toile ovale, 63 × 52 cm, don de M. Gilbert (Victor)[Bellier 1893 20].
- Léon Cogniet (1794-1880)
  - Métabus, roi des Volsques (Métabus et Camille), 3 × 2 m, 1821[Bellier 1875 12],[18].
- Louis Coignard (1812-1880)
  - Paysage avec animaux. Effet d'orage, toile, 25 × 40 cm, acquisition en 1858[Bellier 1875 12].
- Gillis van Coninxloo (1544-1606)
  - Siège d'une ville par Henri IV (Chartres ?, Rouen ?), huile sur bois, ca 1594, acquisition à Nogent-le-Roi (collection Gillard), 1858 (inv. 923).
- Gonzales Coques (1614-1684)
  - Portrait de Buckingham, cuivre ovale, 11 × 9 cm, collection Courtois[Bellier 1893 21].
- Camille Corot (1796-1875)
  - Le repos des chevaux, huile sur toile 60 × 102 cm, réplique postérieure du tableau peint vers 1855, dépôt du musée du Louvre (inv. RF 1590 ; peint-53)[Vallès-Bled 8],[4],[19].
- Jacques Courtois, le Bourguignon (1621-1676)
  - Une bataille, toile, 62 × 49 cm, acquisition en 1849[Bellier 1875 13].
- Thomas Couture (1815-1879)
  - Jeune fille endormie, huile sur toile, 64 × 53 cm, 1850 (inv. 95-8-1 ; peint-52)[Vallès-Bled 9],[Commons 11].
- Charles Antoine Coypel (1694-1752)[Bellier 1875 4]
  - La Vierge et l'Enfant (Le Sommeil de l'Enfant Jésus), toile 92 × 72 cm, 1732, don de Mme Massot-Delaunay, 1871 (inv. no 3270) : « La Vierge assise veille sur son fils endormi dans un berceau, entouré de draperies rouges, et ramène sur lui ces draperies. »[20] ;
  - Athalie interrogeant Joas, copie par Clément Belle en format agrandi 200 × 144 cm destiné à la manufacture des Gobelins[6].

D
- Haut – A
- B
- C
- D
- E
- F
- G
- H
- I
- J
- K
- L
- M
- N
- O
- P
- Q
- R
- S
- T
- U
- V
- W
- X
- Y
- Z

- Charles-François Daubigny (1817-1878)
  - Le Printemps, huile sur toile, 97 × 193 cm, 1857, affecté au musée du Louvre puis au musée d'Orsay (inv. RF.76)[Vallès-Bled 10],[21],[22],[e].
- Adrien Dauzats (1804-1868)
  - La Cathédrale de Chartres (porche septentrional), huile sur toile 65 × 46 cm, 1860-1868[5],[13].
- André Derain (Chatou, 1880 - 1954, Garches), un des fondateurs du fauvisme
  - Portrait du père de l'artiste, huile sur toile, 28,5 × 23,7 cm, 1904-1905, dépôt du Centre national d'art et de culture Georges-Pompidou (inv. AM 1994.77)[23] ;
  - Portrait de Vlaminck, vers 1905, huile sur papier 41 × 33 cm, collection privée, en dépôt au musée des Beaux-Arts de Chartres[24].
- Auguste Victor Deroy (1823-1906)
  - Une rue de Maintenon, aquarelle 26 × 20 cm[13].
- Claude Déruet (Nancy, 1588 - 1669, Nancy)
  - Chasse d'Anne d'Autriche ou La chasse de la duchesse Nicole de Lorraine ou Allégorie de l’air, toile, 134 × 214 cm ; provenant du château de Baronville, le tableau est acquis en 1851[Bellier 1875 14],[Joubeaux 3],[25].
- Jean-Alfred Desbrosses (Paris, 1835 - 1906, Paris)
  - Le Pas-de-la-Cère (Cantal), huile sur toile 241,3 × 165,8 cm, Salon de 1888[26],[11].
- Eugène Deshayes (1828-1891)
  - Trois panneaux et deux toiles intitulées Paysage, collection Layé[Bellier 1893 22].
- Jean-Germain Drouais (1763–1788)
  - Philoctète sur l'île de Lemnos, huile sur toile, 225 × 176 cm, 1787-1788 (inv. 5354)[Vallès-Bled 11],[27].
- Honoré Jean Dubois-Duperray (Chartres, 1770 - Grogneul, 1857)[Bellier 1875 15] (Voir sur Wikidata)
  - Forêt de la Grande-Chartreuse aux environs de Grenoble, 45 × 53 cm, 1846, don de l'auteur.
- Gaspard Dughet (1615-1675)
  - Paysage d'orage ou La tempête, huile sur toile, 74,7 × 99,2 cm, legs Madame Heurtault, 1950 (inv. 50.9.1)[Vallès-Bled 12].
- Léon-Victor Dupré (1816-1879)[Bellier 1875 16]
  - Paysage, toile, 34 × 58 cm, 1848, exposé en 1849, don de l'État ;
  - Environs de Nemours, toile, 35 × 54 cm, 1852, acquisition en 1859.
- Antoine van Dyck ((1599-1641), primitifs flamands
  - Le Christ en croix, esquisse, bois, 34 × 24 cm, collection Courtois[Bellier 1893 21].

E
- Haut – A
- B
- C
- D
- E
- F
- G
- H
- I
- J
- K
- L
- M
- N
- O
- P
- Q
- R
- S
- T
- U
- V
- W
- X
- Y
- Z

- École flamande, d'après Pierre Paul Rubens (1577-1640)
  - Jésus et saint Jean jouant avec un mouton, toile, 79 × 115 cm[Bellier 1875 17].
  - Têtes de seigneurs, toile, 50 × 66 cm, legs Courtois, no  491, « copie d'une partie de l'apothéose de Henri IV dans la galerie de Médicis au Louvre, représente Roger de Bellegarde et le marquis de Sillery, d'après l'inventaire Courtois »[Bellier 1893 23],[Langlois 6].
- École française de peinture, anonymes (XVIIe et XVIIIe siècles)
  - Galerie des illustres, huiles sur toile, fin XVIe siècle-début XVIIe siècle, 25 portraits (inv. no 6966) ; l'ensemble, témoin de la décoration initiale du palais dans la salle dite des Portraits, comporte 74 ou 75 portraits : « Environ la moitié d'entre eux regroupe les grandes figures historiques du XVIe et XVIIe siècles, l'autre moitié représente les personnages de la mythologie de l'Antiquité grecque ou romaine »[Vallès-Bled 13] ;
  - Histoire d'Abraham, provient du décor de l'ancien évêché, 2e quart du XVIIe siècle[Joubeaux 4] :
    - Dieu apparaît à Abraham (et lui annonce son innombrable postérité), huile sur toile, 138 × 108 cm (inv. no 6963 ou no 7585) ;
    - L'Ange apparaît à Agar enceinte et lui ordonne de retourner vers sa maîtresse, huile sur toile, 141 × 101 cm (inv. no 7585) ;
    - L'Ange apparaît à Agar et Ismaël chassés dans le désert par Abraham, huile sur toile, 136 × 76 cm (inv. no 7585).

  - Portrait de femme, XVIIe siècle, legs Courtois, no 508[Langlois 7] ;
  - Virginie Pariturae, huile sur toile, 29 × 19 cm, XVIIe siècle (inv. no 986)[Vallès-Bled 14] ;
  - Monseigneur de Fleury, évêque de Chartres de 1746 à 1780, huile sur toile, XVIIIe siècle, legs Rémy, 1867 (inv. 3031).
- Écoles italiennes de peinture, anonymes
  - Le Calvaire, panneau 46 × 33 cm, d'après Buonarotti, dit Michel-Ange ((Caprese, 1475 - 1564, Rome)[Bellier 1875 18] ;
  - Copies d'après Raphaël (Raffaello Sanzio) (1483-1520) :
    - Le Jugement de Pâris, panneau 79 × 108 cm, XVIIe siècle, acquisition 1863 (no 130, photogravure, planche XII)[Bellier 1875 19],[Langlois 8] ;
    - La Visitation, toile, 189 × 148 cm, copie ancienne d'un tableau de Raphaël conservé dans la sacristie du monastère royal de Saint-Laurent (l'Escurial, Espagne), don de Mme Noury-Coquart, en 1889[Bellier 1893 24].

  - Pietà, huile sur toile, 146,5 × 151,5 cm, début du XVIIe siècle, d'après Annibale Carracci (Bologne, 1560 - 1609, Rome) (inv. no 2011.0.1847)[11] ;
  - Portrait de Ferdinand Gonzague, duc de Mantoue (1587-1626), huile sur toile, 61 × 48 cm, Italie ?, début du XVIIe siècle ?, don de M. d'Aligre en 1845 (inv. no 5401)[Joubeaux 5] ;
  - Paysanne de la campagne romaine, huile sur toile, XVIIe siècle, 99 × 74,5 cm (inv. no 3483)[Vallès-Bled 15].
- Juste d'Egmont (Leyde, 1601 - 1674, Anvers), école flamande
  - Madame de Normanville, huile sur bois, 36 × 27 cm, 1658, don de Justin Courtois, 1888 (inv. 5654)[Bellier 1893 25].
- Pierre van der Elst (Dordrecht, 1618-1678), école hollandaise
  - Paysage, bois, 25 × 29 cm : « Une bergère appuyée sur un rocher, garde ses moutons au bord d'un ruisseau sortant d'un bois »[Bellier 1893 26].
- Vigilius Erichsen (1722-1782)
  - Portait équestre de la tsarine Catherine II, en uniforme d'officier (régiment Préobrajenski), huile sur toile, 99 × 91 cm (inv. 58.1.2)[28],[Vallès-Bled 16].
- Raymond Noël Esbrat (Paris, 1809 - 1856, Paris), école française (Voir sur Wikidata)
  - Paysage avec animaux, toile, 25 × 34 cm, acquisition en 1855[Bellier 1875 20].
- Willem Eversdijck (Goes, entre 1616 et 1620 - 1671, Middelbourg) 
  - Artiste peintre ou Autoportrait présumé de William Everdyck, huile sur bois, 26,2 × 21,5 cm, vers 1661, conservé au château d'Azay-le-Rideau(inv. no 49-7-2)[Vallès-Bled 17],[29].

F
- Haut – A
- B
- C
- D
- E
- F
- G
- H
- I
- J
- K
- L
- M
- N
- O
- P
- Q
- R
- S
- T
- U
- V
- W
- X
- Y
- Z

- Jean-Baptiste Fauvelet (Bordeaux, 1819 - 1883, Chartres), école française[Bellier 1893 27]
  - Rigolo, bois, 10,5 × 13 cm, Chartres septembre 1869, offert à M. G. Miné, acquisition en 1883 ;
  - Nature morte, toile, 55 × 50 cm, acquisition vente Hénault, 1889.
- Marie-Anne-Julie Forestier (1782-1853)
  - Guillard, poète dramatique né à Chartres (1752-1814), toile 192 × 160 cm, 1811, don de M. Joliet[Bellier 1875 21].
- Charles Fournier des Ormes (1777-1850)
  - L'Eure aux Trois Ponts à Chartres (Vue des Trois-Ponts, près Chartres), huile sur toile, 45 × 36 cm, don de Mme Fournier des Ormes[Bellier 1875 21],[13] ;
  - Paysage, huile sur toile, 37 × 45 cm[13] ;
  - Le passage du gué, huile sur toile, 46,5 × 56 cm[13] ;
  - Vallée de l'Eure, huile sur toile, XIXe siècle (inv. 12588).
- Jean-Honoré Fragonard (1732-1806)
  - Paysage (le Gué), huile sur toile, 28 × 38 cm, don Justin Courtois, 1888 (inv. 5638)[Bellier 1893 28],[Vallès-Bled 18].
- François-Louis Français (Plombières-les-Bains, 1814 - 1897, Paris)
  - Sous-Bois, huile sur toile, seconde moitié du XIXe siècle (inv. 7041)[30],[11].
- Frans Francken I (1542-1616)
  - Prédication de saint Jean-Baptiste (attribué à), panneau, 72 × 102 cm, don de M. le marquis de La Rochejaquelein en 1839[Bellier 1875 22].
- Frans Francken II (1581-1642)[Bellier 1875 23]
  - La multiplication des pains, cuivre, 15 × 23 cm, don de Mme Rémy en 1867 ;
  - Les Noces de Cana, cuivre, 15 × 23 cm, don de Mme Rémy en 1867.
- Pierre-Édouard Frère (1819-1886)
  - Intérieur de cuisine, toile, 28 × 34 cm, 1850[Bellier 1875 24] ;
  - Une blanchisseuse, toile, 44 × 36 cm, 1850[Bellier 1875 24] ;
  - La leçon de lecture, bois ovale, 21 × 17 cm, collection Courtois, 1852[Bellier 1893 29].

G
- Haut – A
- B
- C
- D
- E
- F
- G
- H
- I
- J
- K
- L
- M
- N
- O
- P
- Q
- R
- S
- T
- U
- V
- W
- X
- Y
- Z

- Jean-Joseph Gallot-Blot (Chartres, 1801 - ?)[13]
  - Église Saint-André de Chartres, aquarelle 21 × 28,5 cm.
- Alphonse Galot-Lesage (Chartres, 1806 - mort au Brésil), cousin du précédent[13]
  - Vue de Bailleau-sous-Gallardon, lithographie 19 × 23 cm ;
  - Moulin du Pont à Bonneval, lithographie 20,3 × 24,5 cm ;
  - Fontenay-sur-Eure, lithographie 18,5 × 23 cm ;
  - Vue de Chartres prise des hauteurs des Filles-Dieu, toile, 177 × 230 cm, don de l'auteur[Bellier 1875 25]
- Alexandre Gamba de Preydour (Paris, 1846 - 1933, Nice)
  - Copie d’après Le Parnasse de Mantegna (Louvre), huile sur toile 160 × 192 cm, vers 1874 (inv. 2009.96.1)[5].
- Étienne-Barthélémy Garnier (Paris, 1759 - 1849, Paris)
  - Esquisse pour le tableau Entrevue du duc[f] et de la duchesse d'Angoulême[g], papier (encre, lavis) 21 × 31 cm, vers 1824, don de l'Association des amis du musée des Beaux-Arts de Chartres, 2022[31],[11] ;
  - Entrevue du duc et de la duchesse d'Angoulême, à Chartres, en 1823, huile sur toile 267 × 403 cm, 1826, Salon de 1827 (inv. 3538)[h],[Bellier 1875 26],[Joubeaux 6],[32],[Commons 12].

- François Gérard (Rome, 1770 - 1837, Paris)
  - Entrée de Henri IV à Paris le 22 mars 1594, format réduit 168 × 320 cm, dépôt du musée du Louvre (inv. D. 4748)[Vallès-Bled 7],[4],[Commons 13] ;
  - Portrait de Charles X, toile ovale, 87 × 71 cm, don de l’État[Bellier 1875 27].
- Francesco Gessi (Bologne, 1588 - 1649, Bologne)
  - Sainte Catherine à la roue, toile, 66 × 51 cm, provient de la collection Campana, no 566, don de l'État[Bellier 1875 28].
- Pierre Gilbert (?-?)[i]
  - Portrait de femme, huile sur toile 61 × 50,5 cm, 1852[5].
- Pierre Vincent Gilbert (Thiverval-Grignon, 1801 - 1883, Chartres), école française, professeur au collège de Chartres[Bellier 1875 29] (Voir sur Wikidata)
  - Portrait de M. de Villiers, fondateur du musée de Chartres, toile, 60 × 49 cm, don de Mme de Villiers en 1855 ;
  - Portrait de l'abbé Jumentier (1749-1840), chanoine de Chartres, toile, 80 × 64 cm, don de Mme Gouin.
- Louis-Eugène Ginain (Paris, 1818 - 1886, Paris), école française[Bellier 1875 30] (Voir sur Wikidata)
  - Le retour d'une Razzia, toile, 248 × 178 cm, exposé en 1869, don de l'État de la même année.
- Paul-Dominique Gourlier (Paris, 1813 - 1869, Paris)
  - Éducation de Bacchus (Enfance de Bacchus), huile sur toile 172,5 × 130,5 cm, Salon de 1844, don de l’État en 1852 (inv. no 2009.101.1)[33],[Bellier 1875 31].
- Émile Goury (1813-1847), école française[Bellier 1875 31] (Voir sur Wikidata)
  - Vue des environs de Rome, toile, 95 × 160 cm, exposé en 1842, don de l'État en 1854.

- Jan van Goyen (Leyde, 1596 - 1656, La Haye), école hollandaise[Commons 14]
  - Paysage, huile sur bois 30 × 34 cm, don de M. Prévôteau en 1867 (inv. 2899)[Bellier 1875 32] ;
  - Paysage (Paysage hollandais), huile sur bois, 21 × 26 cm, collection Courtois (inv. 5656)[Bellier 1893 30] ;
  - Paysage (Paysage avec animaux), bois, 26 × 39 cm, legs Courtois (no 472, photogravure, planche VIII)[Langlois 9],[Bellier 1893 30].
- Jean-Baptiste Greuze (Tournus, 1725 – 1805, Paris)
  - Portrait de Cambacérès, bois ovale, 27 × 21 cm, collection Courtois[Bellier 1893 30],[34].
- Jean Guérin (Paris 1903 -  1966, Villefranche-sur-Mer)[35] (Voir sur Wikidata)
  - (Liste des œuvres à déterminer).

H
- Haut – A
- B
- C
- D
- E
- F
- G
- H
- I
- J
- K
- L
- M
- N
- O
- P
- Q
- R
- S
- T
- U
- V
- W
- X
- Y
- Z

- Godefroy de Hagemann (Naples, 1820 - 1877, Paris), école allemande (Voir sur Wikidata)
  - Paysage, toile, 64 × 50 cm, collection Layé[Bellier 1893 31].
- Johann Julius Heinsius (Hildburghausen, 1740 - 1812, Orléans)
  - Portrait de femme (Portrait d'une dame en robe verte. Mme Piogey ?), huile sur toile 64 × 55 cm, dépôt du musée du Louvre (inv. MNR 189 ; D. 61.1.1)[4],[5].
- Auguste Herst (Rocroi, 1825 - 1900, Nice)
  - Intérieur de Basse-cour, panneau, 24 × 18 cm, collection Layé[Bellier 1893 31].
- Hans Holbein le Jeune (?) (Augsbourg, vers 1497 - 1543, Londres)
  - Portrait d’Érasme, huile sur bois, 36,1 × 27, (inv. no 48-12-1) : « soit une des versions, soit une copie de l'un des prototypes iconographiques d'Holbein, conservé à Longford Castle »[Vallès-Bled 19].
- Charles Hoguet, (Berlin, 1821 - 1870, Berlin)
  - Paysage, 30 × 44 cm, collection Layé[Bellier 1893 32].

J
- Haut – A
- B
- C
- D
- E
- F
- G
- H
- I
- J
- K
- L
- M
- N
- O
- P
- Q
- R
- S
- T
- U
- V
- W
- X
- Y
- Z

- Philippe-Auguste Jeanron (Boulogne-sur-Mer, 1808 - 1877, château de Comborn)
  - Scène de Paris, huile sur toile 97 × 130 cm, 1833[36] ;
  - Le camp d'Équihem en septembre 1854, toile, 155 × 207 cm, don de l’État[Bellier 1875 32].
- Félix Armand Marie Jobbé-Duval (Carhaix, 1821 - 1889, Paris), école française
  - La Conscience soutient le Devoir, toile, 248 × 155 cm, exposé en 1865, don de l’État à la même date[Bellier 1875 32].
- Antoine Victor Edmond Joinville (Paris, 1801 - 1849)[Bellier 1875 33] (Voir sur Wikidata)
  - Le Campo Vaccino à Rome, toile, 40 × 56 cm, 1836, don de M. Baudet du Larry en 1869.
- Antonio Joli (Modène, 1700 - 1777, Naples) : copies d'époque d'originaux, attribuées en 1893 à Caspar van Wittel (1653-1736)[Bellier 1893 33] ; cette attribution est infirmée en 1995 lors de l'étude précédant l'exposition « Italies »[Commons 15]
  - Procession de la Fête-Dieu à Naples, huile sur toile, 27 × 46 cm, don Justin Courtois, 1888 (inv. 5647)[Vallès-Bled 12] ;
  - Parade militaire à Naples, huile sur toile, 27 × 46 cm, don Justin Courtois, 1888 (inv. 5648).
- Johan Jongkind (Lattrop, 1819 - 1891, Saint-Égrève)
  - Paysage, huile sur toile, 1860, 26 × 40 cm, collection Layé (inv. 1171)[Bellier 1893 34],[Vallès-Bled 9].
- Eugène de Jonquières (Grasse, 1850 - 1919, Paris), amiral, poète et dessinateur ; seize de ses dessins sont référencés dans la plateforme ouverte du patrimoine[37], dont :
  - Maraou, reine de Tahiti en 1880, cinq ans après son mariage avec Pomaré V, fusain sur carton, 31 × 18,5 cm ;
  - Manini, sœur de la reine de Tahiti, fusain sur carton, 31,7 × 20,6 cm ;
  - Pomaré V, roi de Tahiti, fusain sur carton, 22,5 × 15,5 cm ;
  - Tahitienne, fusain sur papier, 50,5 × 39,4 cm ;
  - Lac de Vahiria, une mer morte perdue dans les montagnes du centre, Tahiti, fusain sur papier, 24 × 32 cm ;
  - Vue du mouillage de Rapa, fusain sur papier, 40,6 × 59,5 cm ;
  - Mahiahana ; danseuse d'Atuona, iles Marquises, fusain sur papier, 47,2 × 31,2 cm ;
  - Danseur marquisien, fusain sur papier, 41,5 × 29,7 cm ;
  - Teapaï - Huaheïne, portrait de femme de Polynésie française, aquarelle sur papier, 23,5 × 20,4 cm ;
  - Taïpihau ; Anaïapa, portrait d'homme tatoué de Polynésie française, fusain sur papier, 38,3 × 27,8 cm ;
  - Main tatouée, Polynésie française, fusain sur papier, 16,2 × 9,5 cm.

K
- Haut – A
- B
- C
- D
- E
- F
- G
- H
- I
- J
- K
- L
- M
- N
- O
- P
- Q
- R
- S
- T
- U
- V
- W
- X
- Y
- Z

- Antoon Kruysen (Boxtel, 1898 - 1977, Chartres)[13]
  - Clochard, huile sur toile, entre 1928 et 1930 (inv. 96.5.4) ;
  - Portrait de Louck, huile sur toile, 1947 (inv. 96.5.3) ;
  - Le clochard au violon, huile sur toile, vers 1950 (inv. 96.5.4) ;
  - La Cathédrale illuminée, vue du pont Saint-Hilaire, huile sur toile, 1956 (inv. 56.36.1) ;
  - La Cathédrale de Chartres, huile sur toile, 1960 (inv. 96.5.5 ;
  - Funérailles, huile sur toile, 1973 (inv. 96.5.7) ;
  - La Paysanne, huile sur toile (inv. 96.5.4.).

L
- Haut – A
- B
- C
- D
- E
- F
- G
- H
- I
- J
- K
- L
- M
- N
- O
- P
- Q
- R
- S
- T
- U
- V
- W
- X
- Y
- Z

- Jean-Baptiste Lallemand (Dijon, 1716 - 1803, Paris)[Commons 16]
  - Soleil couchant sur un port méditerranéen, huile sur toile 54 × 70 cm, dépôt du musée du Louvre (inv. MNR 715 ; D.54.4.1)[4],[5] ;
  - Vue d'un port avec fontaine, huile sur toile 54 × 70 cm, dépôt du musée du Louvre (inv. MNR 758 ; D.54.4.2)[4],[5].

- Adolphe Lalyre (Rouvres-en-Woëvre, 1848 – 1933, Courbevoie)
  - Sainte Cécile, 1896.

- Nicolas Lancret (Parsi, 1690 - 1743, Paris), collection Courtois[Bellier 1893 35],[Vallès-Bled 20]
  - Scène de Mazet de Lamperrochio (conte de La Fontaine), toile, 40 × 31 cm, no 474 ;
  - Scène de Mazet de Lamperrochio (conte de La Fontaine), toile, 40 × 31 cm, no 475.

- Giovanni (Jean) Lanfranco (1582-1647)
  - Nouvelle attribution en 2023 de Saint André et Sainte Catherine, toile, 55 × 31 cm, collection Courtois[Bellier 1893 3] ; ce tableau, exposé, est attribué à Jacopo Amigoni (inv. 5640).

- Nicolas de Largillierre (1656-1746)[Commons 17]
  - Portrait de Fontenelle (attribué à), toile, 62 × 46 cm, collection Courtois (inv. 5632)[Bellier 1893 36] ; « le personnage représenté est un homme âgé, dont les traits ne permettent pas de conclure avec certitude qu'il s'agit bien de Fontenelle »[Vallès-Bled 21] ;
  - Portrait de Charles Gobinet, docteur en Sorbonne, principal du collège du Plessis, écrivain religieux (d'après), huile sur toile 60 × 49 cm, acquisition, quatrième quart XVIIe siècle (inv. 3544)[Bellier 1875 34],[38].

- Jean-Pierre Laurens (1875-1932)
  - Portrait de Charles Péguy, dessin à l'encre 43,5 × 29 cm (inv. 49.1.1).

- Jean-Charles-Marie Leblanc (Paris, 1815 - Chartres, 1875), (Voir sur Wikidata)
  - Nature morte, toile, 69 × 54 cm, acquis en 1875, à la vente après sa mort[Bellier 1893 37].

- Auguste-Louis-Gabriel Leconte de Roujou  (Blois, 1819 - Montrichard, 1902),
  - Paysage, toile, 27 × 39 cm, collection Layé[Bellier 1893 34]

- Le Corrège (Antonio Allegri, dit) (Correggio, 1489 - 1534, Correggio), école de Parme
  - Danaé ou Danaé et la pluie d'or, huile sur toile 104 × 86 cm, copie avec variante de la Galerie Borghèse[Bellier 1875 35].

- Jean Legros (Paris, 1917 - 1981, Malakoff)
  - Quiétude 1, acrylique sur toile, 100 × 185 cm, 1975[11].

- Eugène Lejeune (Beaumont-les-Autels, 1818 - 1897), (Voir sur Wikidata)
  - Portrait de Pierre Nicole, toile, 64 × 53 cm, commandé par le musée en 1854[Bellier 1875 36] ;
  - Michel Chasles, toile, 69 × 57 cm, don de M. H. Chasles, 1881[Bellier 1893 38] ;
  - Adelphe Chasles, toile 69 × 57 cm, don de M. Chasles, 1882[Bellier 1893 38].

- Georges-Jean Lemare (Coutances, 1866 - 1942, Tunis)
  - Nu féminin, huile sur toile 81 × 117 cm, 1920-1930, probablement exposé au Salon des artistes tunisiens de 1927, don de Jacques Lemare, petit-fils (« acquisitions récentes » présentées en 2023)[39],[11].

- Le Nain (Frères)
  - Portrait de François de Villiers Saint-Paul, sieur de Marquéglise, toile, 80 × 65 cm, acquisition à la vente Lamésange à Dreux en 1867[Bellier 1875 37].

- Nicolas-Bernard Lépicié (Paris, 1735 - 1784, Paris)
  - La piété de Fabius Dorso, toile, 322 × 322 cm, vers 1781 (1775-1785) (inv. 3481)[Bellier 1875 38],[Vallès-Bled 22].

- Anne-Xavier Leprince, (Paris, 1799 - 1826, Nice)[Bellier 1893 39]
  - Portrait de Anne-Pierre Leprince, peintre, père de l'auteur, toile, 56 × 48 cm, 1824, don de M. Gilbert ;
  - Portrait de Pierre-Gustave Leprince, enfant, peintre, frère de l'auteur, toile, 66 × 44 cm, 1824, don de M. Gilbert.

- Léopold Leprince (Paris, 1800 - Chartres, 1847)
  - Vue des Alpes (Vue prise aux environs de Zurich), toile, 46 × 54 cm, 1826[Bellier 1875 39].

- Eustache Le Sueur (Paris, 1616 - 1655, Paris)
  - L'ange Raphaël, bois, 81 × 53 cm, provient de l'hôtel Lambert, pour la décoration duquel il a été fait, acquis en 1876 à la vente de M. Marcille (no 44)[Bellier 1893 40].

- Charles André van Loo (Nice, 1705 - 1765, Paris)[Commons 18]
  - Pomone, huile sur toile, 93,5 × 74 cm, 1739 (inv. 58.1.3)[Vallès-Bled 23] ;
  - Adoration des bergers, huile sur toile, 1re moitié du XVIIIe siècle (inv. 49.7.6).

- Pierre-Jérôme Lordon (Le Moule, 1779 - 1838, Paris)
  - Raphaël présenté au Pérugin, 1820-1825, huile sur toile, précédemment galerie La nouvelle Athènes de Paris, acquis en 2025 par les Amis du musée des Beaux-Arts de Chartres[40].

- André Lucatelli (Rome, 1695 - 1741, Rome), école romaine[Bellier 1875 40]
  - Paysage, toile, 61 × 73 cm, collection Lacaze, provient du Louvre, donné par l'administration des Beaux-Arts en 1872 ;
  - Paysage, panneau rond, hauteur 14 cm ;
  - Paysage, panneau rond, hauteur 14 cm.

M
- Haut – A
- B
- C
- D
- E
- F
- G
- H
- I
- J
- K
- L
- M
- N
- O
- P
- Q
- R
- S
- T
- U
- V
- W
- X
- Y
- Z

- Jules Louis Machard (Sampans, 1839 - 1900, Meudon)
  - Narcisse et la Source, toile, 167 × 224 cm, exposé au salon de 1872, don du ministère des Beaux-Arts en 1876[Bellier 1893 41].

- Adrien Manglard (Lyon, 1695 - 1760, Rome)
  - Marine (2), toile, 97 × 134 cm, (nos 62-63 ; inv. 992)[Bellier 1875 41],[Vallès-Bled 18].
- Girolamo Marchesi (Cotignola, vers 1471 - 1550, Rome), école bolonaise
  - La Vierge et l'Enfant et saint François d'Assises, toile, 73 × 55 cm, collection Campana (no 323)[Bellier 1875 42].
- François Marcille (1790-1856)[Bellier 1875 43],[41]
  - Portrait de Claude François Chauveau-Lagarde, défenseur de la reine Marie-Antoinette et de Charlotte Corday, toile, 100 × 80 cm, don de l'auteur ;
  - Portrait de Lacroix-Frainville (Joseph), député d'Eure-et-Loir, bâtonnier de l'ordre des avocats de Paris, toile, 100 × 80 cm, don de l'auteur ;
  - Portrait de Robert-Joseph Pothier ;
  - Portrait de Jules Courtois.
- Camille Marcille (1816-1875), fils du précédent et conservateur du musée de Chartres à partir de 1862
  - Enterrement d'un petit enfant en Beauce, 78 × 62 cm, 1869 : « Un prêtre et son enfant de chœur conduisent à l'église de Nogent-le-Phaye (Eure-et-Loir), le cercueil d'un petit enfant que porte le bedeau et que suit sa mère en larmes »[42] ;
  - Portrait de Pétion de Villeneuve (Jérôme), maire de Paris, né à Chartres en 1753, mort en 1793, toile, 65 × 54 cm, don de l'auteur[Bellier 1875 44] ;
  - Portrait de Mathieu Cochereau, peintre, né à Montigny-le-Gannelon (Eure-et-Loir) le 9 février 1793, mort en mer le 30 août 1817, toile, 55 × 47 cm, don de l'auteur en 1874[Bellier 1875 44] ;
  - Portrait de Le Blanc (Charles), conservateur du musée de Chartres : dimensions 118 × 85 cm[43],[41] ;
  - Portrait de Mme Jules Courtois[41].
- Maurice Marinot (1882-1960)
  - Étude d'atelier, huile sur toile, 1904, don Florence Marinot 1991 (inv. 92.2.1) ;
  - Étude d'atelier, huile sur toile, 1905, don Florence Marinot 1991 (inv. 92.2.2) ;
  - Femme de face au bord de la mer, huile sur carton toilé, 41 × 33 cm, Maroc, 1917 (inv. 91.2.3)[j].
- Louis Matifas ((1847-1896) (Voir sur Wikidata)
  - Environs de Préfaille (Loire-Inférieure) à marée basse, exposé au salon de 1885 sous le no 1697, mentionné, don de l'État en 1887[Bellier 1893 42].
- François-Guillaume Ménageot (1744-1816)
  - Les Adieux de Polyxène à Hécube (Le sacrifice de Polyxène), huile sur toile 480 × 322 cm, Salon de 1777, acquis par l’État pour servir de modèle à la manufacture des Gobelins (inv. 3488)[Bellier 1875 45],[Vallès-Bled 24],[Joubeaux 7] ; en dépôt au musée d'Orléans en 2018[44].
- Quentin Metsys (1466-1530)
  - La Vierge, Marie Madeleine et saint Jean au pied de la Croix, huile sur bois, 49 × 39 cm, don Justin Courtois, 1888 (inv. 5663). Attribué en 1893 par Bellier[Bellier 1893 43] et en 1906 par Langlois à Rogier van der Weyden (vers 1400-1464) sous le titre Saintes femmes au pied de la Croix (no 503, photogravure planche XIII)[Langlois 10],[Commons 19].
- Émile Michel (1828–1909)
  - Semailles d'automne, huile sur toile 110,7 × 155 cm, 1873, dépôt du musée d'Orsay (inv. RF. 388)[45],[46].
- Victor-Augustin Michel (1828-1891)[Bellier 1893 44]
  - Portrait de l'abbé Jean-Nicolas-Augustin Calluet, chanoine honoraire, ancien principal du collège de Chartres, conservateur du musée de cette ville, né à Chartres le 5 mai 1791, mort à Chartres le 16 mai 1863, dessin rehaussé, 34 × 28 cm, 1863 (inv. no 253) ;
  - Portrait d'Adolphe Lecocq, archéologue, né à Chartres en 1815, mort en cette ville en 1881, dessin rehaussé, 27 × 18 cm,  1881, d'après Pidoux 1852 (inv. no 254) ;
  - Portrait de M. Mouton, ancien ingénieur des chemins de fer de l'ouest, conservateur du musée de Chartres, décédé à Chartres le 27 octobre 1885, dessin rehaussé, 33 × 25 cm, 1886, d'après le comte Blanc (inv. no 255) ;
  - Portrait de M. le docteur Paul Durand, archéologue distingué, conservateur du musée et de la bibliothèque de Chartres, dessin rehaussé, 35 × 24 cm, 1883 (no 256) ;
  - Portrait de M. Chaillant, entomologiste, conservateur du musée de Chartres, dessin rehaussé ovale, 30 × 22,5 cm, août 1853 (inv. no 257).
- Paul Mignard (Avignon, 1641 - 1691, Lyon), neveu de Pierre Mignard le Romain
  - Portrait d'Homme inconnu, toile ovale, 65 × 54 cm, acquisition[Bellier 1893 45].
- Pierre Mignard dit le Romain (Troyes, 1612 - 1695, Paris)
  - Copie de Le mariage mystique de sainte Catherine, huile sur toile 138 × 106 cm, provenant du Louvre en 1872, transfert de propriété de l’État à la ville de Chartres, février 2009 (inv. 2009.90.1)[Bellier 1875 46],[k] ;
  - Portrait de Jean-Baptiste Coquelin, dit Molière, poète comique, toile, 50 × 38 cm, 1657-1658, collection Courtois (inv. no 5617): « Au catalogue de la vente faite par M. Courtois, en 1876, il est attribué à Sébastien Bourdon : il n'aurait donc pas été vendu ; enfin dans l'inventaire Courtois, il est désigné comme de Ch. Lebrun »[Bellier 1893 46],[Vallès-Bled 25].
- Joos de Momper le Vieux (1516-1559)[Commons 20] (Voir sur Wikidata)
  - Prédication de saint Jean Baptiste, huile sur panneau, début XVIe siècle, don marquis de la Rochejacquelin, 1839 (inv. 440).
- Charles Monginot (1825-1900), collection Layé[Bellier 1893 34]
  - Le Tabac du riche, toile, 26 × 34 cm ;
  - Le Tabac du pauvre, toile, 26 × 34 cm.
- Carel de Moor (1656-1738)
  - Les enfants aux chardonnerets (L'enfant à l'oiseau) (attribué à), huile sur toile 49 × 41 cm, don Justin Courtois 1888 (inv. 5660)[Bellier 1893 47].
- Louis-Gabriel Moreau (1740-1806)
  - Campagne autour de Rome (Vue d'un parc), toile, 29 × 72 cm, collection Courtois[Bellier 1893 47].
- Nicolas Morel (en) (1662–1732)
  - Vase de fleurs (Tableau de fleurs), toile, 106 × 78 cm, collection Courtois[Bellier 1893 48].
- Octave Morillot (1878-1931)
  - Léda et le Cygne, huile sur toile, mai 1925, collection du gouverneur L.-J. Bouge, legs Emma bouge, 1970.
- Jean Mosnier (Blois, 1600-1656)
  - Le sacrifice d'Abraham (attribué), huile sur toile 224,5 × 171 cm, vers 1620-1640, provenant du transept nord de la cathédrale Notre-Dame de Chartres, dépôt temporaire de l’État,  Classé MH (1982)[47],[11].
- Jean-Laurent Mosnier (1743-1808)
  - Portrait du sculpteur Charles-Antoine Bridan (copie attribuée), toile, 130 × 95 cm, vers 1788 (inv. 5661) ; l'original de ce portrait est à l'école des Beaux-Arts ; don de Mme Besnier en 1890[Bellier 1893 49].
- Isaac de Moucheron (1667 ou 1670-1744)
  - Paysage, panneau, 34 × 36 cm, don de M. Prévôteau en 1867[Bellier 1875 47].
- Édouard-Joseph Moulinet (Cloyes, 1833 - Chartres, 1891), (Voir sur Wikidata)
  - La Petite Amie, toile, 51 × 74 cm, exposé en 1866, don de l'État la même année[Bellier 1875 48] ;
  - Les politiques du Village, bois, 46 × 38 cm, étude pour un tableau exposé au Salon de 1873, acquis à la vente de l'auteur en 1891[Bellier 1893 50].
- Pedro de Moya (Grenade, 1610 - 1674)
  - Suzanne entre les deux Vieillards, toile, 198 × 156 cm, attribué à Moya (notice du catalogue de vente de la galerie Péreire), acquisition en 1885[Bellier 1893 51].
- Bartolomé Esteban Murillo (Séville, 1617 - 1682, Séville)
  - Le joueur de flûte (attribué à), toile, 93 × 75 cm, collection Courtois[Bellier 1893 48].

N
- Haut – A
- B
- C
- D
- E
- F
- G
- H
- I
- J
- K
- L
- M
- N
- O
- P
- Q
- R
- S
- T
- U
- V
- W
- X
- Y
- Z

- Robert Nanteuil (1623-1678)
  - Portrait de Molière, dessin rehaussé au pastel, sur velin, ovale, 27 × 21 cm[Bellier 1893 52].
- Charles-Joseph Natoire (1700-1777)
  - La Pêche, huile sur toile 95 × 128 cm, 1752, dépôt du musée du Louvre en 1953 (inv. MNR 897 ; D.53.3.1)[4],[5],[Commons 21].
- Pieter Neefs le Vieux (ca 1578-entre 1656 et 1661)
  - Intérieur de l'église Saint-Jacques à Anvers, huile sur toile, don comtesse de Cossé-Brissac, 1949 (inv. 49.6.1).
- Hippolyte Noël (1828-1894)
  - Les environs de Chartres, effet de neige, toile, 96 × 137 cm, don de l’État en 1871[Bellier 1875 48].

O
- Haut – A
- B
- C
- D
- E
- F
- G
- H
- I
- J
- K
- L
- M
- N
- O
- P
- Q
- R
- S
- T
- U
- V
- W
- X
- Y
- Z

- Léon Louis Oury (Chartres, 1846 - Chartres, 1929)
  - Jésus-Christ, copie d'une fresque de Bernardino Luini exposée au Louvre, toile, 100 × 70 cm, don de l'auteur en 1873[Bellier 1875 48] ;
  - Vue de la Porte-Guillaume à Chartres, toile, 48 × 64 cm, 1879[Bellier 1893 53].

P
- Haut – A
- B
- C
- D
- E
- F
- G
- H
- I
- J
- K
- L
- M
- N
- O
- P
- Q
- R
- S
- T
- U
- V
- W
- X
- Y
- Z

- François Alexandre Pernot (1793-1865)
  - Incendie de la cathédrale de Chartres, le 4 juin 1836, huile sur toile 179,5 × 260,5 cm, 1837 (inv. 3552)[13],[Vallès-Bled 8],[Commons 22] ; la vue est prise du Marché-aux-Chevaux, don de l’État[Bellier 1875 49].

- Pierre Achille Poirot (1797-1855)
  - La Porte Guillaume, huile sur toile 32,5 × 46 cm[48].
- Pierre-Paul Prud'hon (attribué à) (1758-1823), collection Courtois[Bellier 1893 54]
  - Christ en croix, esquisse, toile, 21 × 16 cm ;
  - Portrait de Marie-Louise (L'Impératrice Marie-Louise), huile sur toile, 59 × 46 cm, 1810 (?), legs Courtois (no 484, photogravure planche IV)[Langlois 11] ;
  - Portrait de Joséphine-Hortense Borghèse et son fils, toile, 40 × 31 cm ;
  - Portrait d'Hortense Beauharnais, toile, 40 × 32 cm, « semblable à celui du Louvre » ;
  - Psyché enlevée par les zéphyrs, bois, 29 × 22 cm, « réplique du magnifique dessin faisant partie de la collection Marcille » ;
  - Zéphyr prisonnier, bois, 24 × 16 cm, « Tantale au milieu des eaux, collection Jacquinot de Pampelune - Fait à Dijon, par Paul Prud'hon, le 17 octobre 1776 » ;
  - La Tribu indienne, esquisse, toile, 16 × 13 cm, « Le roman, la Tribu indienne, par Luc Bonaparte ».
- Pierre Puvis de Chavannes (1824-1898)
  - L'Été, 350 × 507 cm, 1873 (inv. no 110)[Bellier 1875 50],[Langlois 12] ; affecté au musée de Chartres de 1874 à 1985, puis au musée d'Orsay par le musée du Louvre[49]

R
- Haut – A
- B
- C
- D
- E
- F
- G
- H
- I
- J
- K
- L
- M
- N
- O
- P
- Q
- R
- S
- T
- U
- V
- W
- X
- Y
- Z

- Giacomo Raibolini (Giacomo Francia) (1484-1557)
  - Un saint moine, panneau, 46 × 36 cm, provient de la collection Campana, no 321, don de l'État[Bellier 1875 22].
- Ange-René Ravault (1766-1845)[Bellier 1893 55] (Voir sur Wikidata)
  - La Vierge, toile, 53 × 44 cm, dépôt de la Société archéologique d'Eure-et-Loir ;
  - Silène sur son âne, toile, 46 × 56 cm.
- Auguste-Jacques Régnier (Paris, 1787 - 1860, Paris)
  - Site solitaire pris aux environs de la Grande Chartreuse de Grenoble ; effets du soir (Vue des environs de la Grande Chartreuse) (Site sauvage ; souvenir des alentours de la Grande Chartreuse de Grenoble), huile sur toile 117,3 × 197,7 cm, don de l’État (inv. 3554)[50],[Bellier 1875 51],[11].
- Rembrandt (1606 ou 1607 - 1669)
  - Descente de croix (attribué à), toile, 48 × 31, collection Courtois[Bellier 1893 56].
- Jean-Charles-Joseph Rémond (1795-1875)
  - Vue d'une vallée des Vosges prise de Ribeauvilliers (Haut-Rhin), toile, 323 × 226 cm, 1835, don de l’État[Bellier 1875 52].
- Guido Reni (1575-1642)[Bellier 1875 53].
  - Judith, toile, 102 × 132 cm, « copie italienne du tableau du Guide, provenant du Louvre, donnée par l'administration des Beaux-Arts en 1872 » ;
  - Apollon et les Muses, toile, 58 × 124 cm, « copie ancienne d'un plafond du Guide qui se trouve au palais Rospogliosi », don de Mme Massot-Delaunay en 1871 ;
  - Apollon et les Muses, toile, 106 × 155 cm, « copie ancienne du même plafond du palais Rospogliosi », acquisition du musée en 1854.
- José de Ribera, dit lo Spagnoletto (« l'Espagnolet ») (Xàtiva, 1591 - 1652, Naples) (école napolitaine, entourage de)
  - Saint François d'Assise en prière, huile sur toile, achat, 1860 (inv. 944).
- François-Edme Ricois (1795-1881)
  - Château de Courtalain, huile sur toile 30,5 × 41,2 cm[13] ;
  - Vue du Château de Maintenon, huile sur toile 52 × 84 cm[13] ;
  - Paysage, toile, 72 × 90 cm, acquisition en 1875[Bellier 1893 57].
- Hyacinthe Rigaud (1659-1743)[Commons 23]
  - Portrait du duc de Saint-Simon, Vidame de Chartres, huile sur toile, 65,5 × 55,5 cm, 1685 (inv. 5409)[Vallès-Bled 25],[Joubeaux 8] ;
  - Le comte Jan Andrzej Morsztyn et sa fille (d'après)[l], huile sur toile 45 × 36 cm, collection Camille Marcille, don Jules Courtois, 1890 (inv. 5950)[51] ;
  - Portrait d'homme (attribué à), toile ovale, 70 × 55 cm (inv. 3556)[Bellier 1875 54].
- Hubert Robert (1733-1808)[Bellier 1875 55]
  - Louis XIV devant l’aqueduc de Maintenon (Vue des aqueducs de Maintenon), huile sur toile 48 × 96 cm, achat 1851 ou 1863 (inv. 893) ;
  - Restes du forum Palladium à Rome (attribué à), panneau, 59 × 45 cm, acquisition.
- Hendrick-Martens Rockes, dit Sorgh (1631? - 1670 ou 1682)[Bellier 1875 56]
  - Intérieur de Cuisine, panneau, 48 × 56 cm, acquisition en 1856.
- Camille Roqueplan (1803-1855)
  - Enfant jouant avec un chat, toile ovale, 43 × 36 cm, acquisition en 1856[Bellier 1875 57].
- Philippe Rousseau (1816-1887)
  - Une basse-cour, toile, 50 × 38 cm, don de l’État en 1849[Bellier 1875 58].

S
- Haut – A
- B
- C
- D
- E
- F
- G
- H
- I
- J
- K
- L
- M
- N
- O
- P
- Q
- R
- S
- T
- U
- V
- W
- X
- Y
- Z

- Louis-Auguste de Sainson (Paris, 1800-1874)
  - Pirogue double, île des Amis (attribué à), aquarelle sur papier, 26,5 × 33,5 cm, vers 1840 (inv. 2015.2.1)[52]

- Théodore Frédéric Salmon (1811-1876)
  - Les glaneuses (La Glaneuse), huile sur toile 150 × 110 cm, exposé en 1863, don de l’État en 1864 (inv. 2009.113.1)[5],[Bellier 1875 59].
- Orazio Sammachini (1532-1577)
  - La Vierge et l'Enfant, Sainte Barbe, Saint Raymond de Penyafort et un ange, huile sur cuivre, don Justin Courtois, 1888 (inv. 5639).
- Roelant Savery (1576-1639)
  - Paysage de neige au moulin à vent (attribution), huile sur toile, Pays-Bas vers 1600 (inv. 13904)[Commons 24].
- Alexandre Ségé (Paris, 1819 - 1885, Coubron)[Commons 25]
  - Une ferme à Ouerray, 1844, huile sur toile 33 × 46 cm[13] ;
  - Roches de Piégut (Côtes-du-Nord), toile, 78 × 120 cm, exposé à Chartres en 1869, acquisition à la même date[Bellier 1875 60] ;
  - Les chênes de Kertrégonnec, Salon de 1870, huile sur toile 135 × 204 cm, transfert de propriété par l’État à la ville de Chartres, arrêté du 27 février 2009 (inv. 11532 ; RF 555)[4] ;
  - Les Ajoncs en fleurs. Côtes du Nord, huile sur toile 195 × 202 cm, Salon de 1876, dépôt du musée du Louvre, 1946 (inv. RF 556)[4] ;
  - En pays chartrain, Salon des artistes français de 1884[53],[54], huile sur toile, 136 × 204 cm, (inv. 5358)[Bellier 1893 58],[13],[Vallès-Bled 3] ;
  - Scène de labour en Beauce, huile sur toile, 2e moitié du XIXe siècle, transfert de propriété par l’État à la ville de Chartres en 2009 (inv. 98.3.1).
- Sergent-Marceau (Chartres, 1751 - 1847, Nice)
  - Portrait à la chandelle d'Émira Marceau, 1779, pastel acquis par le musée grâce à Jules Belleudy, « l'érudit historien de Baléchou, qui lui assura la possession, de ce pastel, convoité par le Musée Carnavalet »[55] ;
  - Convois des Abus, aquatinte, avril 1789[56],[13] ;
  - Chartres, vue des Petits Près, gouache 28,5 × 41,3 cm[13].
- Paul Sérusier (1864-1927)
  - La musique ou Sainte Cécile au clavecin, huile sur toile 91 × 56 cm, 1926 (inv. 88.3.1).

- Jean Sorieul (Rouen, 1825 - 1871), (Voir sur Wikidata)
  - Bataille du Mans, 12 et 13 décembre 1793, toile, 48 × 81 cm, réduction du tableau exposé en 1852 (musée du Mans), 1853[Bellier 1893 59],[57].
- Chaïm Soutine (1893 ou 1894-1943)[58],[Commons 26]
  - La raie, 1923, huile sur toile, dépôt permanent du musée d'Orléans (inv. MO.65.1438) ;
  - Le Grand Enfant de chœur, 1925, huile sur toile 100 × 55,9 cm, dépôt du musée national d'art moderne (inv. D.25.2.1)[m] ;
  - Les Escaliers de Chartres, 1933, huile sur toile (inv. 95.4.1) ;
  - La Femme au lit ou La Liseuse[réf. nécessaire].

T
- Haut – A
- B
- C
- D
- E
- F
- G
- H
- I
- J
- K
- L
- M
- N
- O
- P
- Q
- R
- S
- T
- U
- V
- W
- X
- Y
- Z

- David Teniers le Jeune (1610-1690)[Commons 27]
  - Tabagie de singes, huile sur bois, 26,2 × 21,5 cm (inv. 49-7-2)[Vallès-Bled 17]
  - Copie Singes (Tabagie de singes), huile sur cuivre marqueté, 11 × 8 cm, don Justin Courtois 1888 (inv. 5651)[Bellier 1893 23] ;
  - Joueurs de boules dans la cour d'un estaminet, don comtesse de Cossé 1958 (inv. 58.1.4) ;
  - Copie Le concert, huile sur toile 40 × 33 cm, acquisition en 1857 (inv. 914)[Bellier 1875 61] ;
  - Copie L'Intérieur du médecin de campagne, bois, 29 × 38 cm, collection Courtois[Bellier 1893 23].
- David Teniers l'Ancien (1582-1649)
  - Copie Un Vigneron, bois, 23 × 17 cm, collection Courtois[Bellier 1893 60].
- Benvenuto Tisi dit « Il Garofalo » (1481-1559)
  - Adoration de l'Enfant, avec les instruments de la Passion, huile sur bois 58 × 45 cm, provient de la collection de Louis XIV, dépôt du musée du Louvre (inv. 696 ; MR 227 ; 10193)[4],[Vallès-Bled 1],[Commons 28].
- Constant Troyon (1810-1865)[13],[Commons 29]
  - Le retour du marché, huile sur toile, 97,5 × 131 cm, vers 1855, dépôt du musée du Louvre en 1976, puis affecté au musée d'Orsay (inv. RF.1899)[Vallès-Bled 10],[59],[60] ;
  - Moutons (Étude de moutons, La Rentrée à la ferme), huile sur toile, 36 × 26 cm, collection Courtois, « tableau de Troyon actuellement au Louvre » (inv. 5621)[Bellier 1893 61] ;
  - Paysage, esquisse, bois, 17 × 36 cm[Bellier 1893 62].
- Sosthène Troisvallet (1812-1853)[Bellier 1875 61], (Voir sur Wikidata)
  - Mignon, toile, 130 × 96 cm, exposé en 1841, don de M. Louvancourt en 1873.

V
- Haut – A
- B
- C
- D
- E
- F
- G
- H
- I
- J
- K
- L
- M
- N
- O
- P
- Q
- R
- S
- T
- U
- V
- W
- X
- Y
- Z

- Perin del Vaga (Pietro Buonaccorsi, dit) (Florence, 1501 - 1547, Rome)[Commons 30]
  - Saint Mathieu, fresque transposée sur toile 76 × 37 cm, dépôt du musée du Louvre (inv. 809 ; B 120)[4] ;
  - Saint Marc, fresque transposée sur toile 67 × 34,5 cm, dépôt du musée du Louvre (inv. 808 ; MR 540 ; no 57-7-1)[4] ; attribué en 1996 à Federico Zuccari (Sant'Angelo in Vado, 1542-1543 - 1609, Ancône)[Vallès-Bled 26].
- Pierre Vaillant (1878-1939)
  - Vieux lavoirs sur l'Eure, lithographie de 17,3 × 13,2 cm[13].

- Claude Joseph Vernet (1714-1789)
  - Marine, huile sur toile, legs Mme Chasles, 1988 (inv. 88.4.98) ;
  - Marine (Paysage rocheux avec rivière), huile sur toile, 62 × 97 cm, « le pendant de ce tableau est au Musée d'Orléans », don de M. le marquis de La Rochejaquelein en 1839, (inv. 439)[Bellier 1875 62],[Vallès-Bled 27] ;
  - Marine, toile, 30 × 47 cm, collection Courtois, « tableau inachevé attribué à Vernet »[Bellier 1893 33].
- Paul Véronèse (Paolo Caliari, dit) (copies, école de) (1528-1588) ; ces quatre tableaux auraient été rapportées de Venise en 1674 par Étienne II d'Aligre, ambassadeur de Louis XIII[Bellier 1875 63].
  - La Théologie, toile 190 × 110 cm ;
  - L'Astronomie, toile 190 × 110 cm ;
  - La Marine, toile 190 × 110 cm ;
  - La Sculpture, toile 190 × 110 cm.
- Jules Jacques Veyrassat (1828-1893)
  - Le repas des moissonneurs, huile sur toile 98 × 211 cm, 1862 (inv. 88.11.1).
- Élisabeth Vigée Le Brun (1755-1842)
  - Portrait de la comtesse Marie-Thérèse Antoinette de Cluzel, huile sur toile, 1779, 64 × 52,5 cm (inv. 55-16-4)[Vallès-Bled 28],[Commons 31] ;
  - Tête de femme, sanguine, 34 × 26 cm, don de M. Moreau : « Elle est vue de trois quarts à droite et porte un voile sur la tête. »[Bellier 1893 63].
- Claude Vignon (Tours, 1593 - 1670, Paris)
  - Le Christ devant Pilate, huile sur toile, 1630, collection de l'église Saint-Aignan de Chartres,  Classé MH (1981)[61].
- Henri Villain (1878-1938)[Commons 32]
  - L'Heure du café en Hollande, huile sur toile, œuvre de jeunesse vers 1908, don des héritiers de Mlle Villain, 1947 (inv. 12 952) ;
  - Marabout à Béni Abbès, 1927, acquisition auprès de l'auteur (inv. 10 073) ;
  - Vue de Ghardaïa, huile sur toile, 1929, don des héritiers de Mlle Villain, 1947 (inv. 12 953) ;
  - Espagne, place à Ronda, huile sur toile, 1933, don des héritiers de Mlle Villain, 1947 (inv. 12 955) ;
  - Espagne, rue à Ronda, huile sur toile, 1933, acquisition auprès de l'auteur (inv. 10 074) ;
  - Espagne, maison à la Vierge, huile sur toile, 1934, don des héritiers de Mlle Villain, 1947 (inv. 12 956) ;
  - Vieux lavoirs sur l'Eure, huile sur toile, 1936, don de Mlle Villain, sœur de l'auteur, 1940 (inv. 10 264)[n] ;
  - Intérieur de la cathédrale de Chartres, huile sur toile, 1936, dépôt 1948 (inv. D.48.1) ;
  - Intérieur de la cathédrale de Chartres, huile sur toile, 1938, don de Mlle Villain, sœur de l'auteur, 1940 (inv. 10 264)[n].
- Eugène Viollet-le-Duc (1814-1879)
  - Portail Nord de la Cathédrale, mine de plomb 49 × 32 cm[13].
- Maurice de Vlaminck (Paris, 1876 - 1958, Rueil-la-Gadelière)
  - Nature morte au panier de fruits, 1908-1914, huile sur toile 81 × 100 cm, dépôt du musée national d'Art moderne ;
  - Nature morte au pichet et à l'orange, huile sur toile 54 × 73 cm, 1910, dépôt du musée d'Orsay, 1978 (inv. RF 1978 11)[62] ;
  - Bords de Seine, huile sur toile, 38 × 55 cm, 1912, dépôt du musée d'Orsay, 1978 (inv. RF 1978 7)[63] ;
  - Bouquets de pavots, huile sur toile, 55 × 46 cm, 1914, dépôt du musée d'Orsay, 1978 (inv. RF 1978 4)[64] ;
  - Effet de neige à Beauche (Eure-et-Loir), huile sur toile 54,5 × 65,3 cm, 1932, dépôt du Centre national des arts plastiques (inv. FNAC 15 550)[65] ;
  - Les bottes de navets, huile sur toile, 74 × 92 cm, 1933, dépôt du musée d'Orsay, 1978 (inv. RF 1978 12)[66] ;
  - L'Incendie, huile sur toile, 65 × 81 cm, 1945, dépôt du musée d'Orsay, 1978 (inv. RF 1978 10)[67] ;
  - Les Meules de blé, huile sur toile 55 × 65 cm, 1950, dépôt du musée d'Orsay, 1978 (inv. RF 1978 5)[68],[13] ;
  - Vue de Saint-Maurice-lès-Charencey sous la neige, huile sur toile, 80 × 100 cm, 1950, dépôt du musée d'Orsay, 1978 (inv. RF 1978 3)[69] ;
  - La Baie des Trépassés, huile sur toile, 65 × 81 cm, 1952, dépôt du musée d'Orsay, 1978 (inv. RF 1978 9)[70],[o] ;
  - Bouquet d'anémones, huile sur toile, 55 × 38 cm, 1955, dépôt du musée d'Orsay, 1978 (inv. RF 1978 6)[71] ;
  - Marine, huile sur toile 60 × 73 cm, 1956, dépôt du musée d'Orsay, 1978 (inv. RF 1978 8)[72] ;
  - Fleurs dans un vase blanc, huile sur toile, XXe siècle, don de l'Association Maurice de Vlaminck, 1995 (inv. 95.5.1).
- Jacob Ferdinand Voet (1639-1689)
  - Portrait de Sulpicia Chigi, princesse Farnèse, huile sur toile, legs d'Eugène Layé, 1865 (inv. 1096).

W
- Haut – A
- B
- C
- D
- E
- F
- G
- H
- I
- J
- K
- L
- M
- N
- O
- P
- Q
- R
- S
- T
- U
- V
- W
- X
- Y
- Z

- Antoine Watteau (attribué à) (1684-1721), collection Courtois[Bellier 1893 64]
  - La Levée du camp, toile, 80 × 120 cm ;
  - La Promenade dans un parc, toile, 34 × 54 cm ;
  - L'Aventurière, toile, 35 × 38 cm.
- Thomas Wyck (1616-1677)
  - Halte de Bohémiens, bois, 24 × 30 cm, collection Courtois[Bellier 1893 43].

Z
- Haut – A
- B
- C
- D
- E
- F
- G
- H
- I
- J
- K
- L
- M
- N
- O
- P
- Q
- R
- S
- T
- U
- V
- W
- X
- Y
- Z

- Francisco de Zurbarán (Fuente de Cantos, 1598 - 1664, Madrid)
  - Sainte Lucie, huile sur toile, 116 × 68,5 cm, vers 1635-1640, fait pendant à un autre tableau de Zurbaran, Sancta Polonia (Louvre), provenant tous deux du couvent San José de la Merced Descalza de Séville, acheté à la vente Marcille de 1876 (inv. 3807)[Bellier 1893 65],[Vallès-Bled 29],[Commons 33] ;
  - Un Franciscain, toile, 67 × 55 cm, acquisition en 1859 à la vente David de Thiais, à Chartres[Bellier 1875 64].

### Galerie de peintures du XVIIe siècle

Peintures du XVIIe siècle - Datées
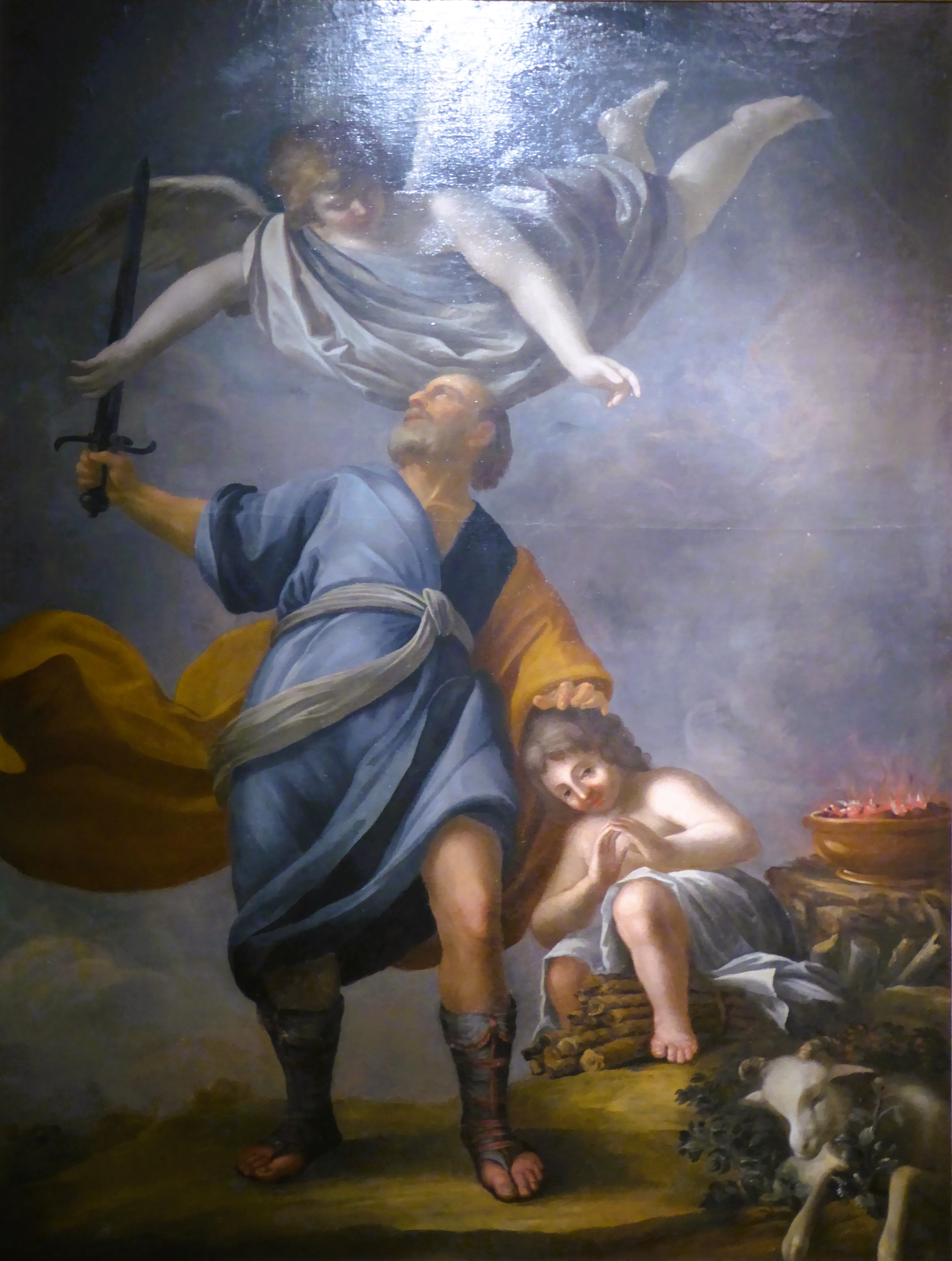
Jean Mosnier, Le Sacrifice d'Abraham • 1620-1640.
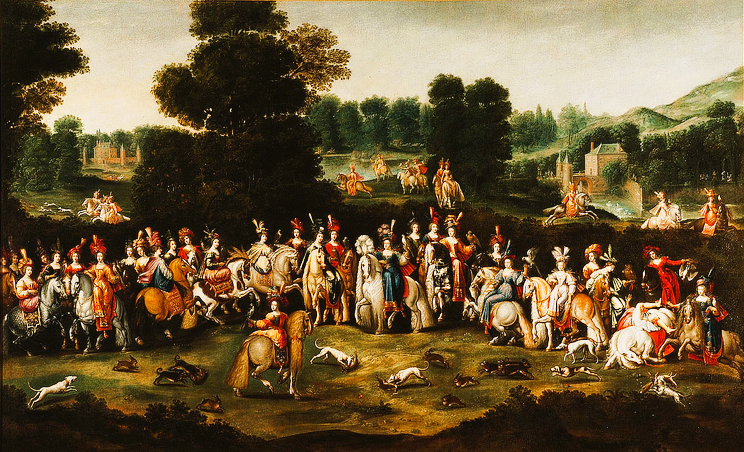
Claude Déruet, Chasse de la duchesse Nicole de Lorraine ou allégorie de l'air • c. 1625.
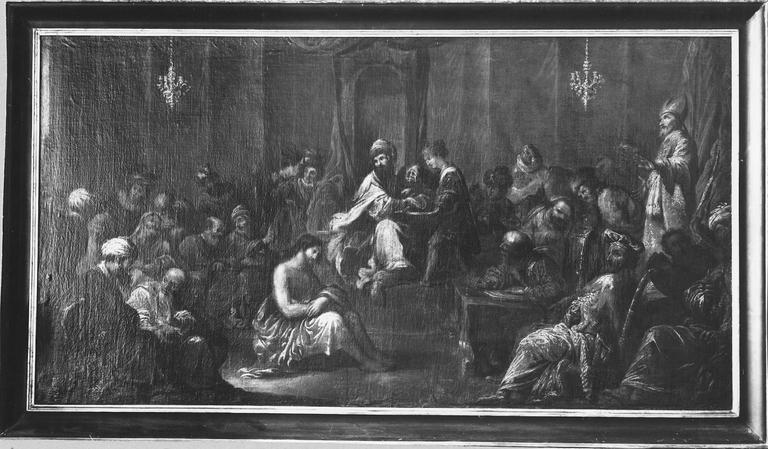
Claude Vignon, Le Christ devant Pilate • 1630.
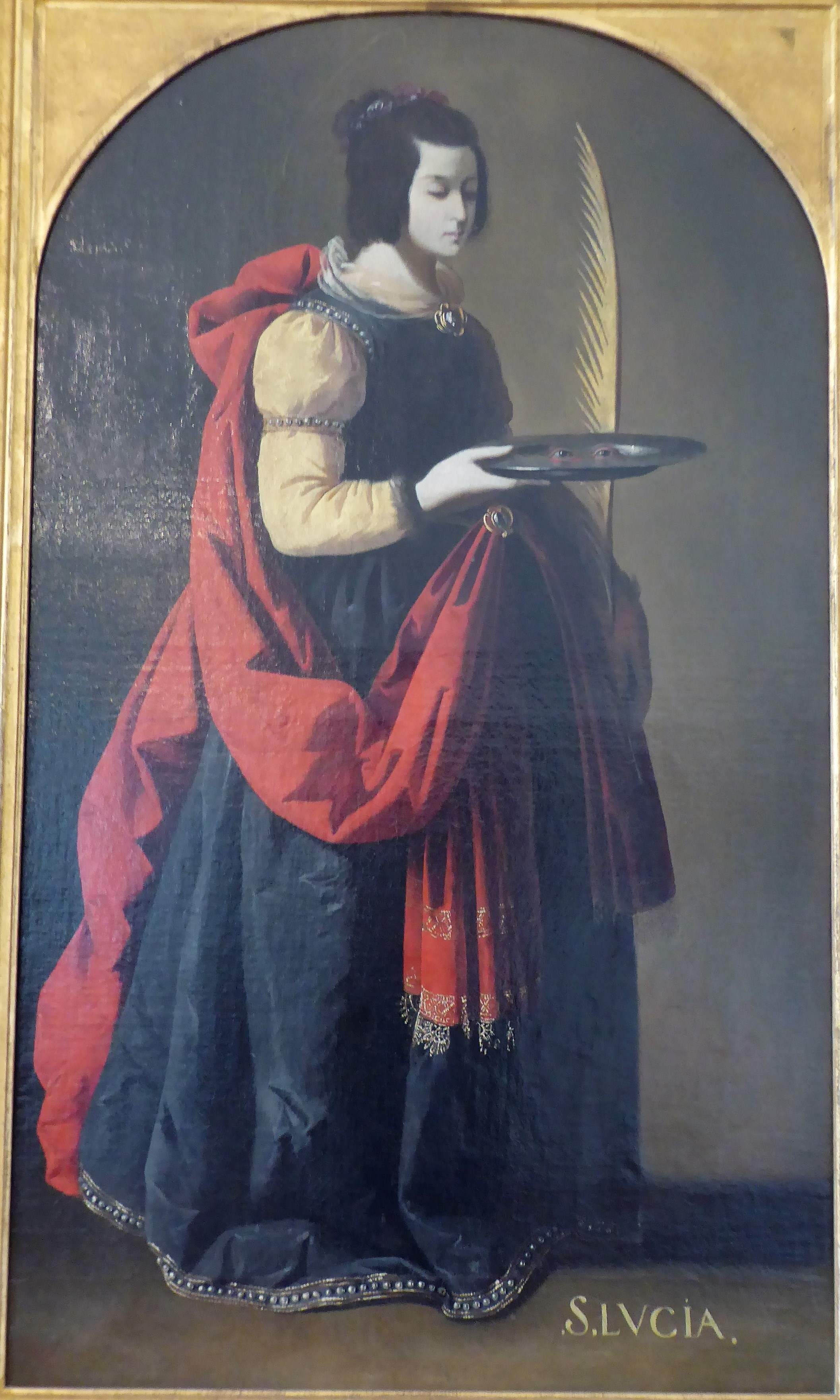
Zurbarán, Sainte Lucie • 1635-1640.
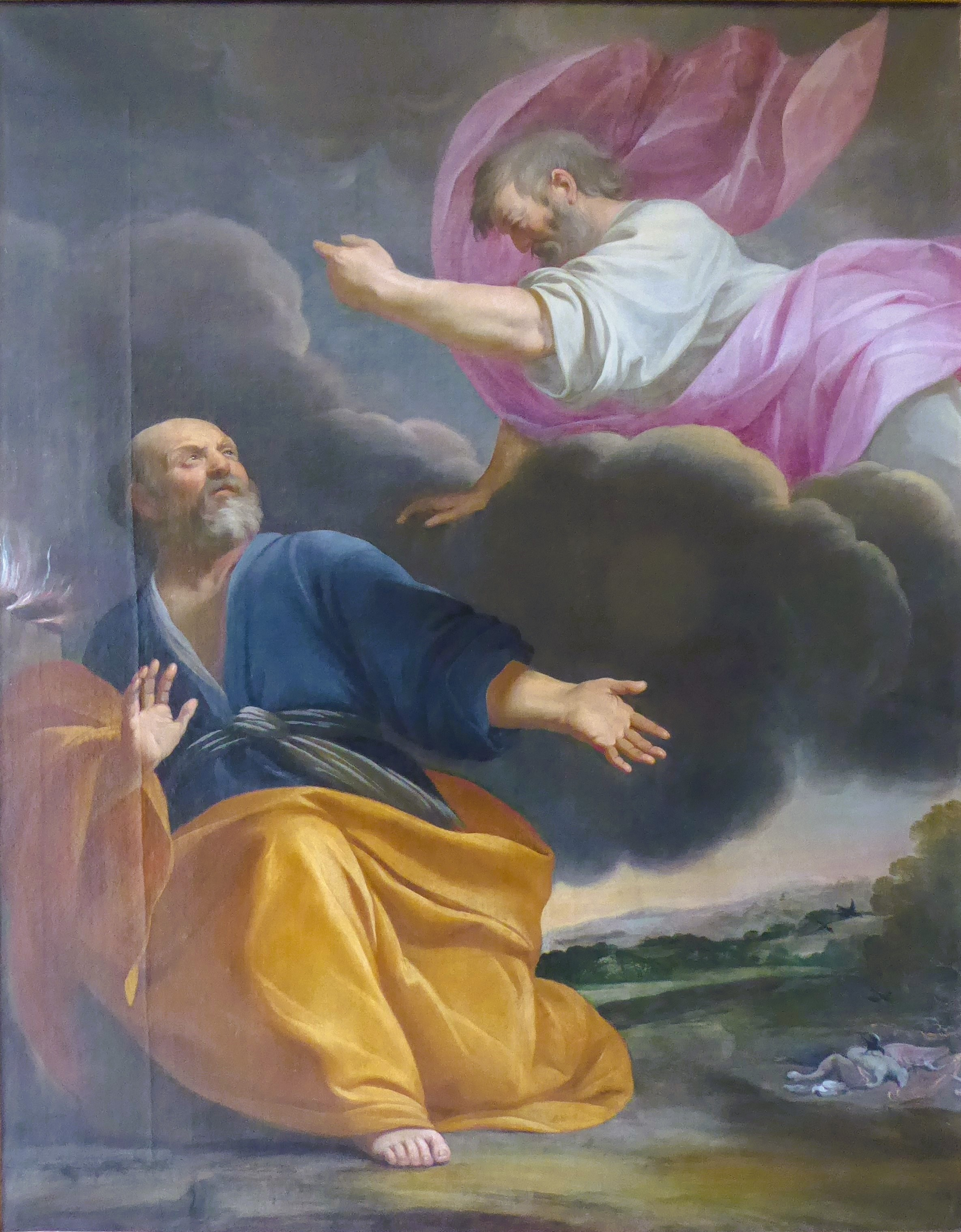
École française, Dieu apparaît à Abraham • 2e quart XVIIe siècle.
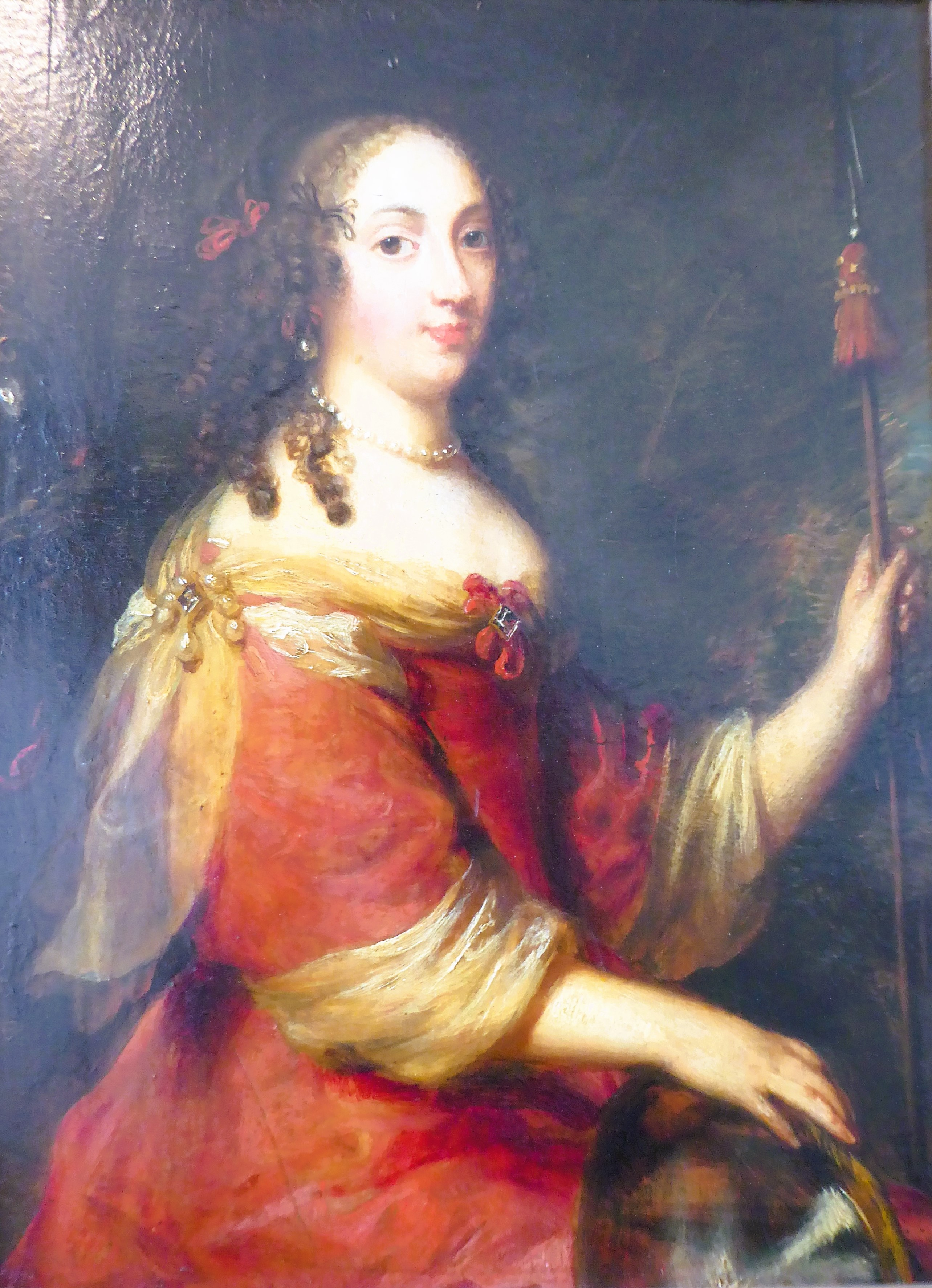
Egmont, Mme de Normanville • 1658.
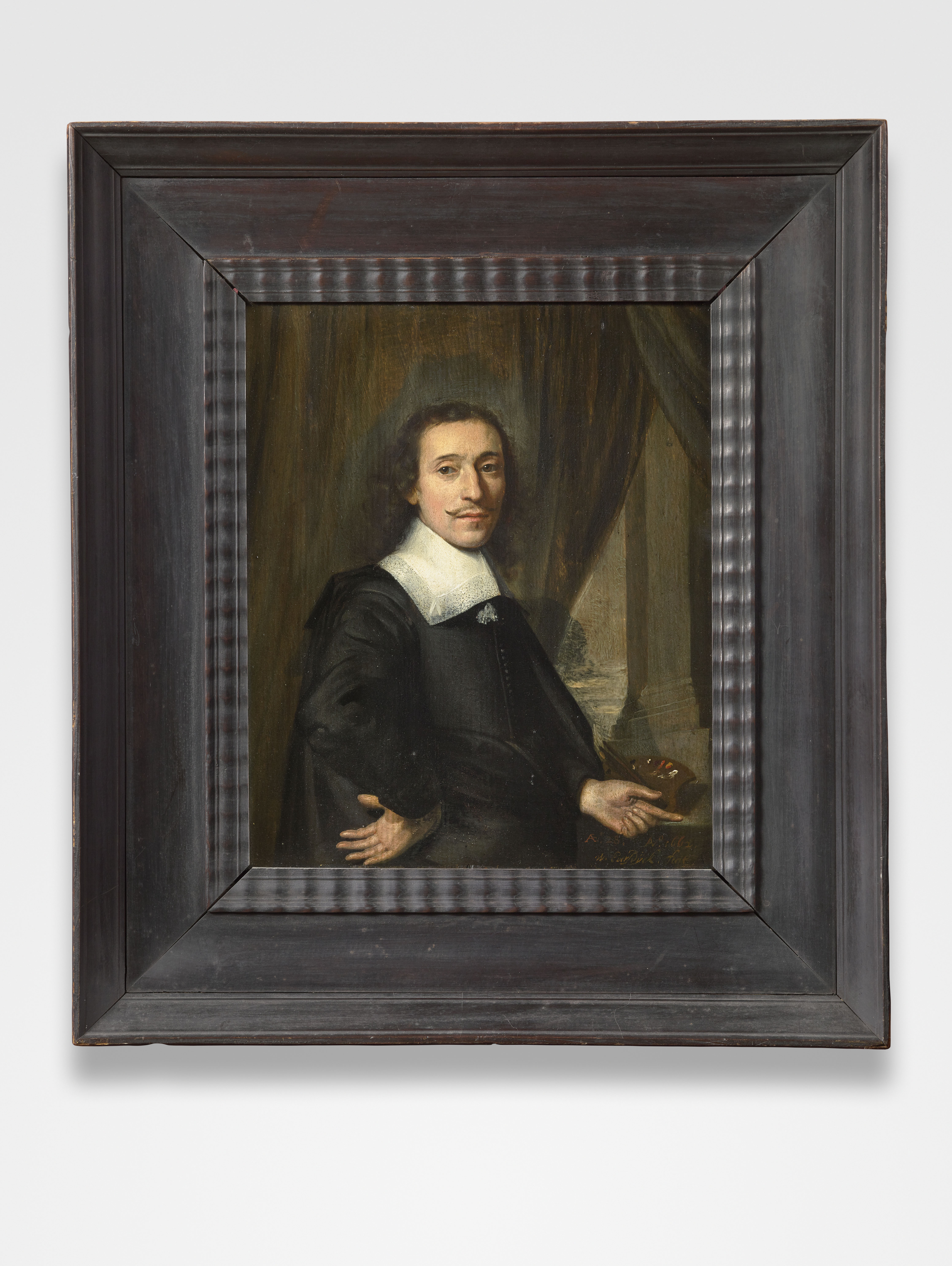
Willem Eversdijck (1616/1620-1671) Autoportrait présumé • 1661.
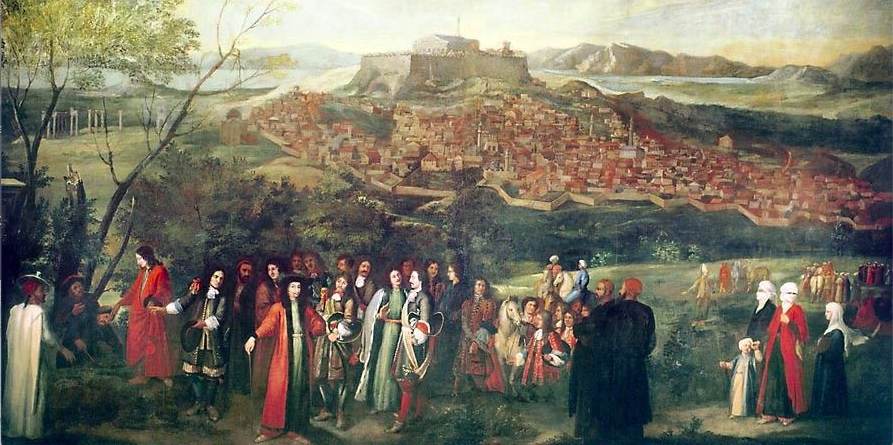
Jacques Carrey, Vue d'Athènes en 1674.
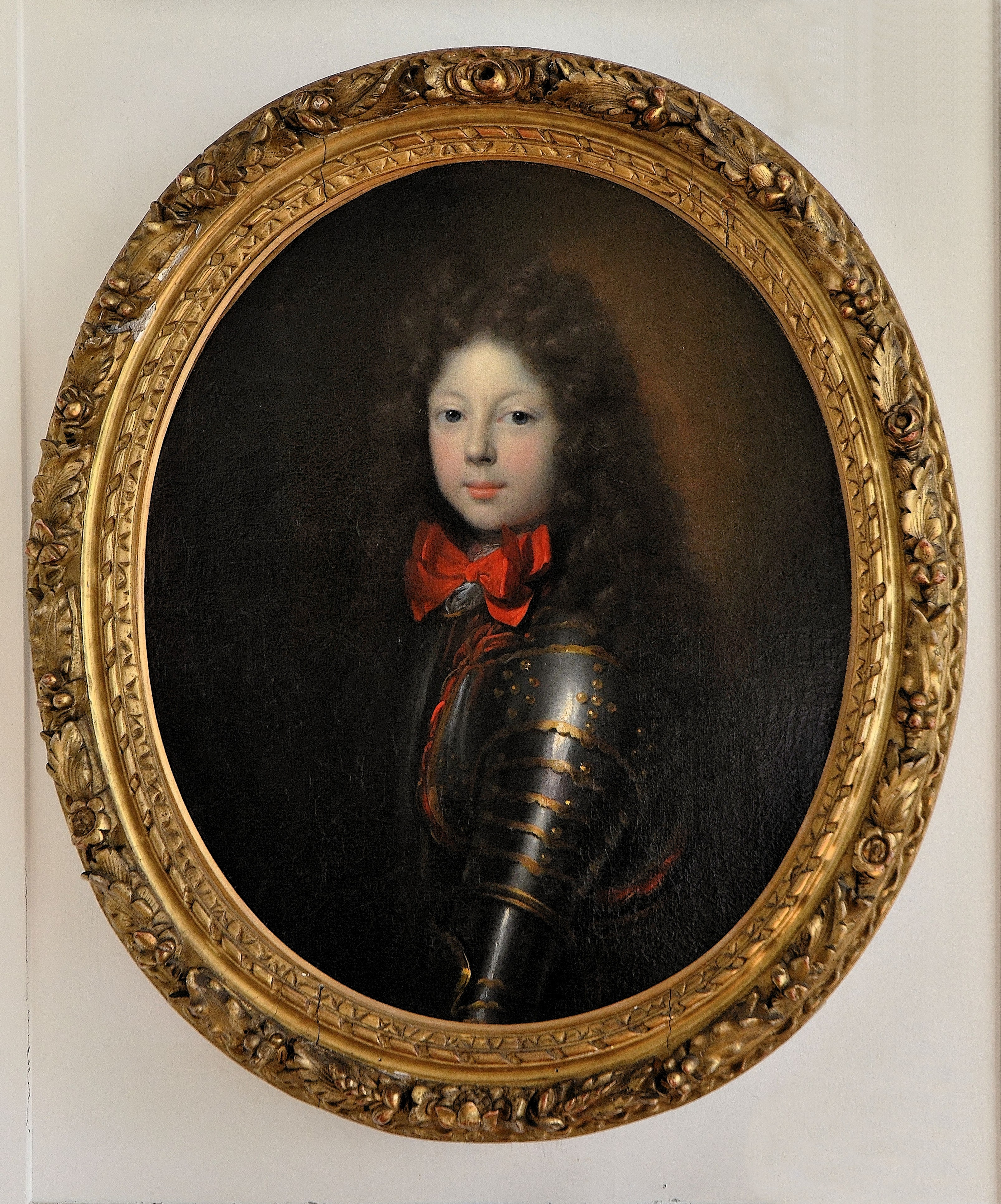
Rigaud, Portrait de Saint-Simon • 1685.
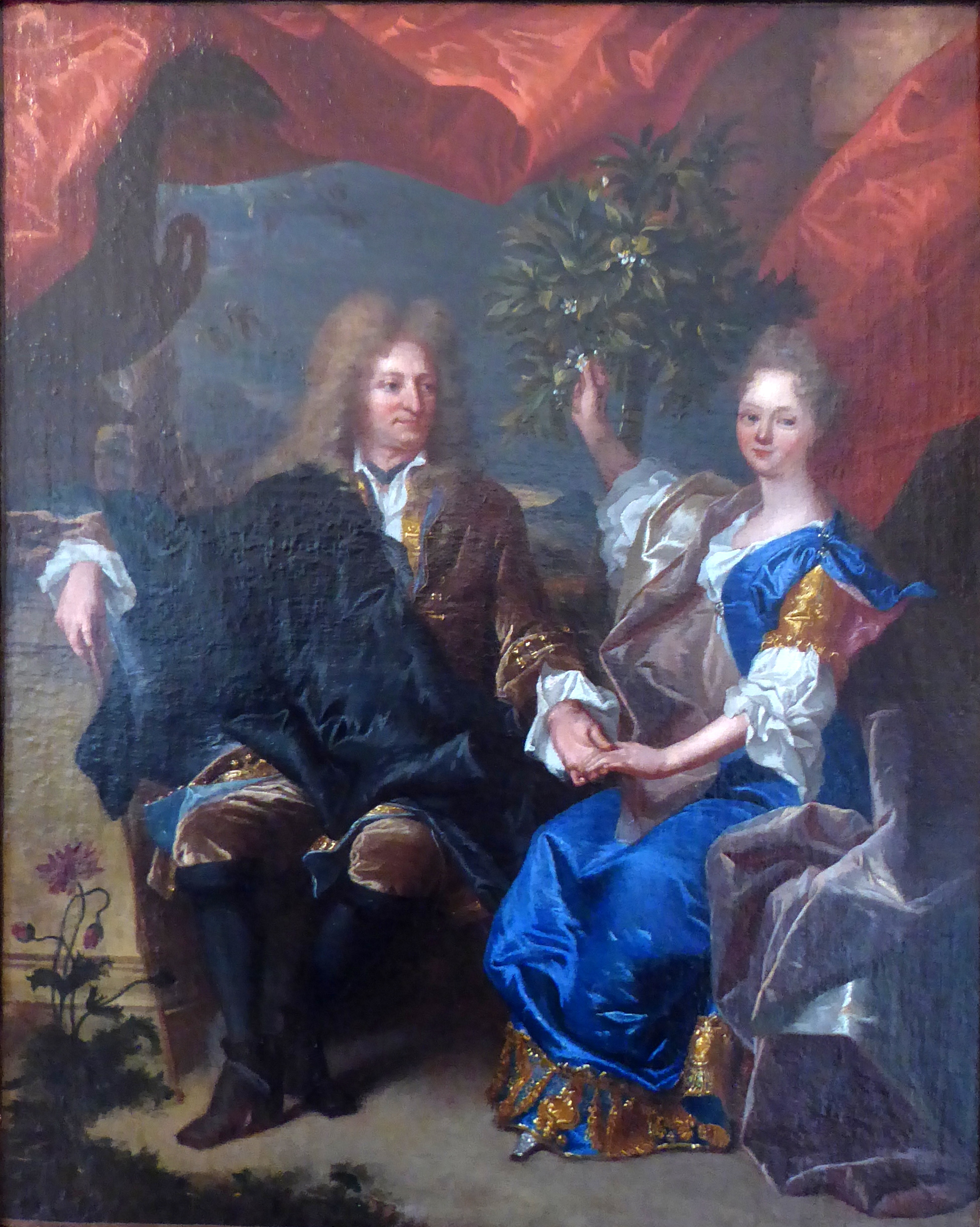
Rigaud, Le Comte Morsztyn et sa fille • 1692.
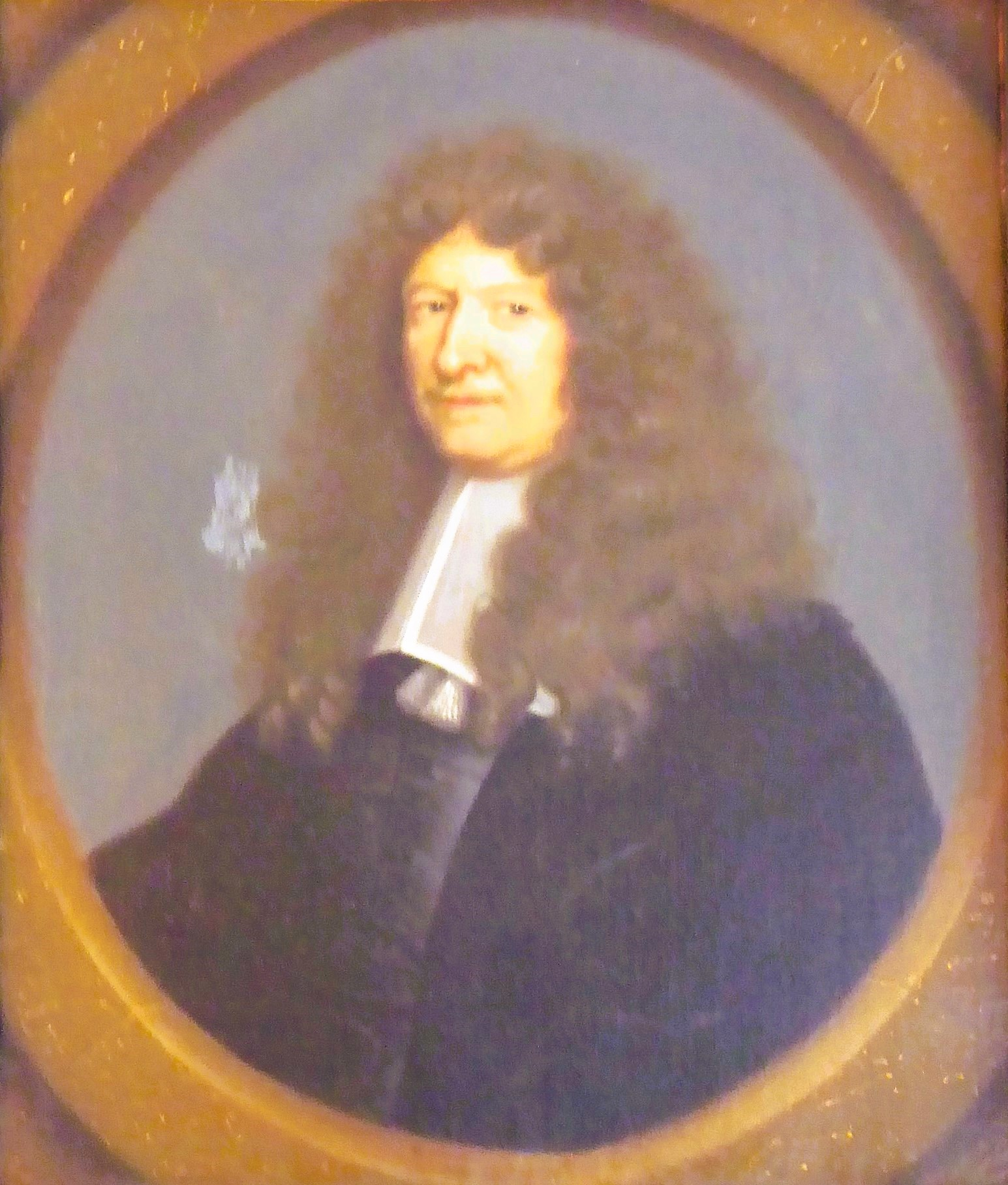
Rigaud, Portrait d'homme • Seconde moitié du XVIIe siècle.
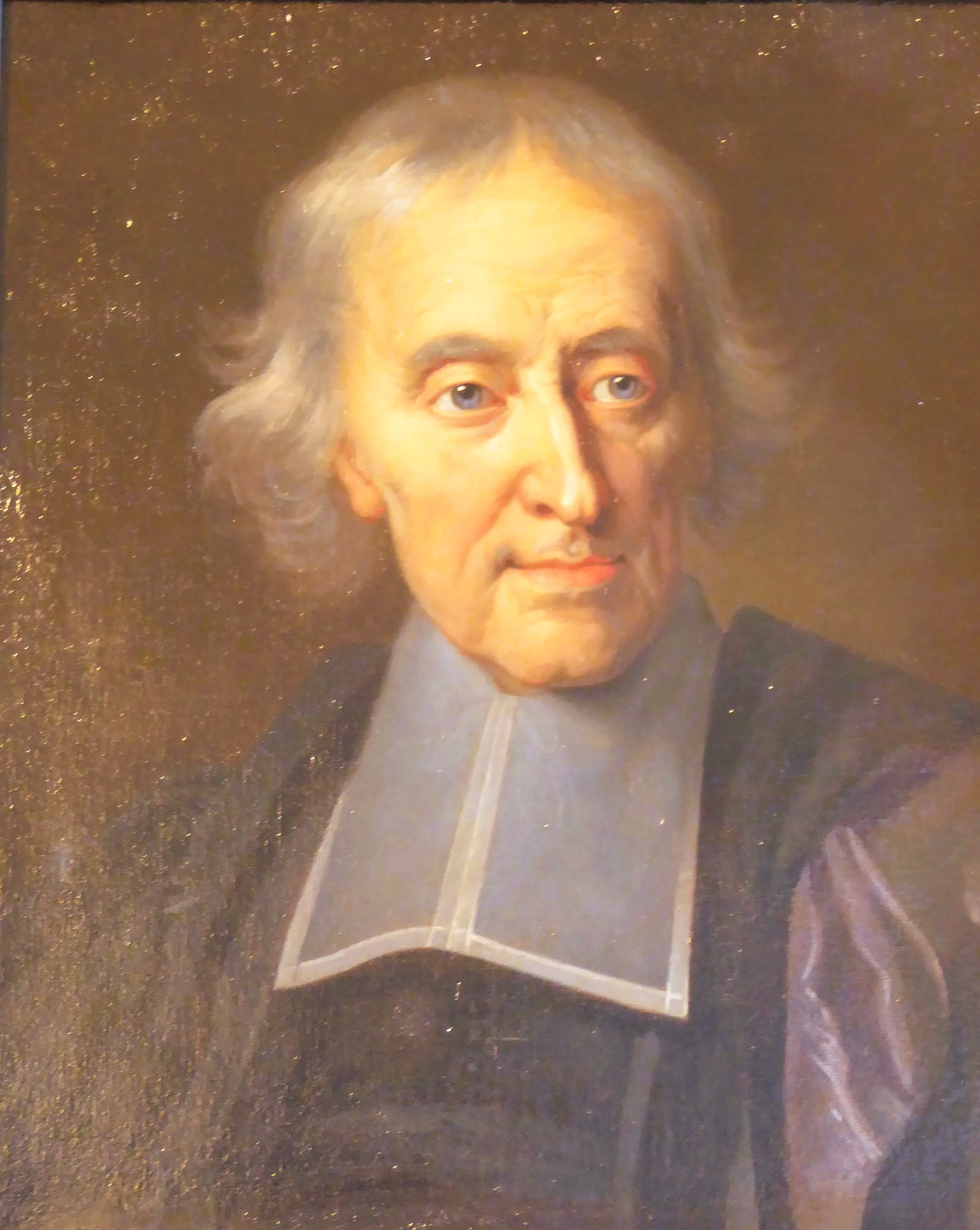
Largillierre, Charles Gobinet • 4e quart du XVIIe siècle.
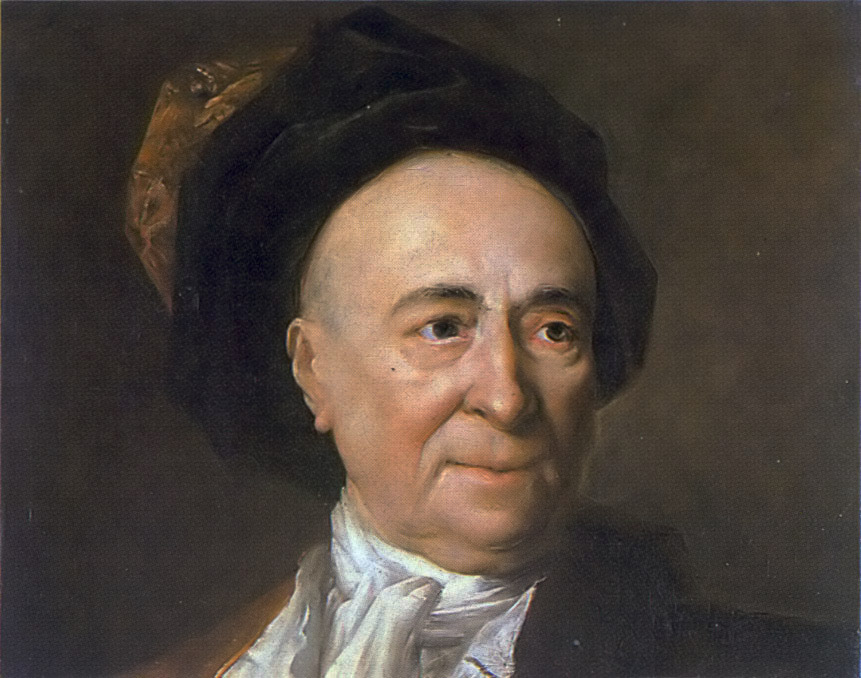
Largillierre (1656-1746), Portrait de Fontenelle.

Peintures du XVIIe siècle - Dates non documentées
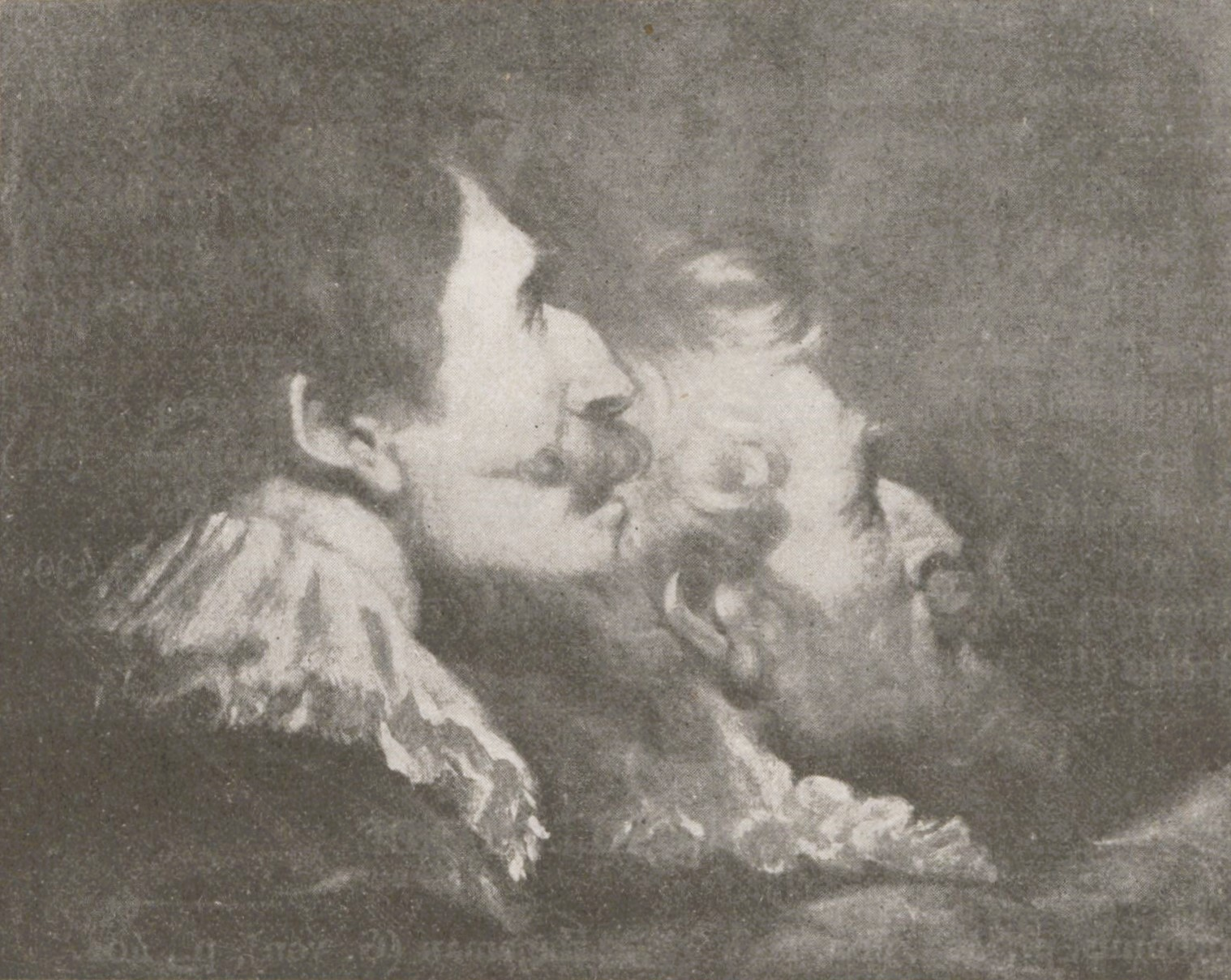
Rubens (d'après) (1577-1640), Têtes de seigneurs.
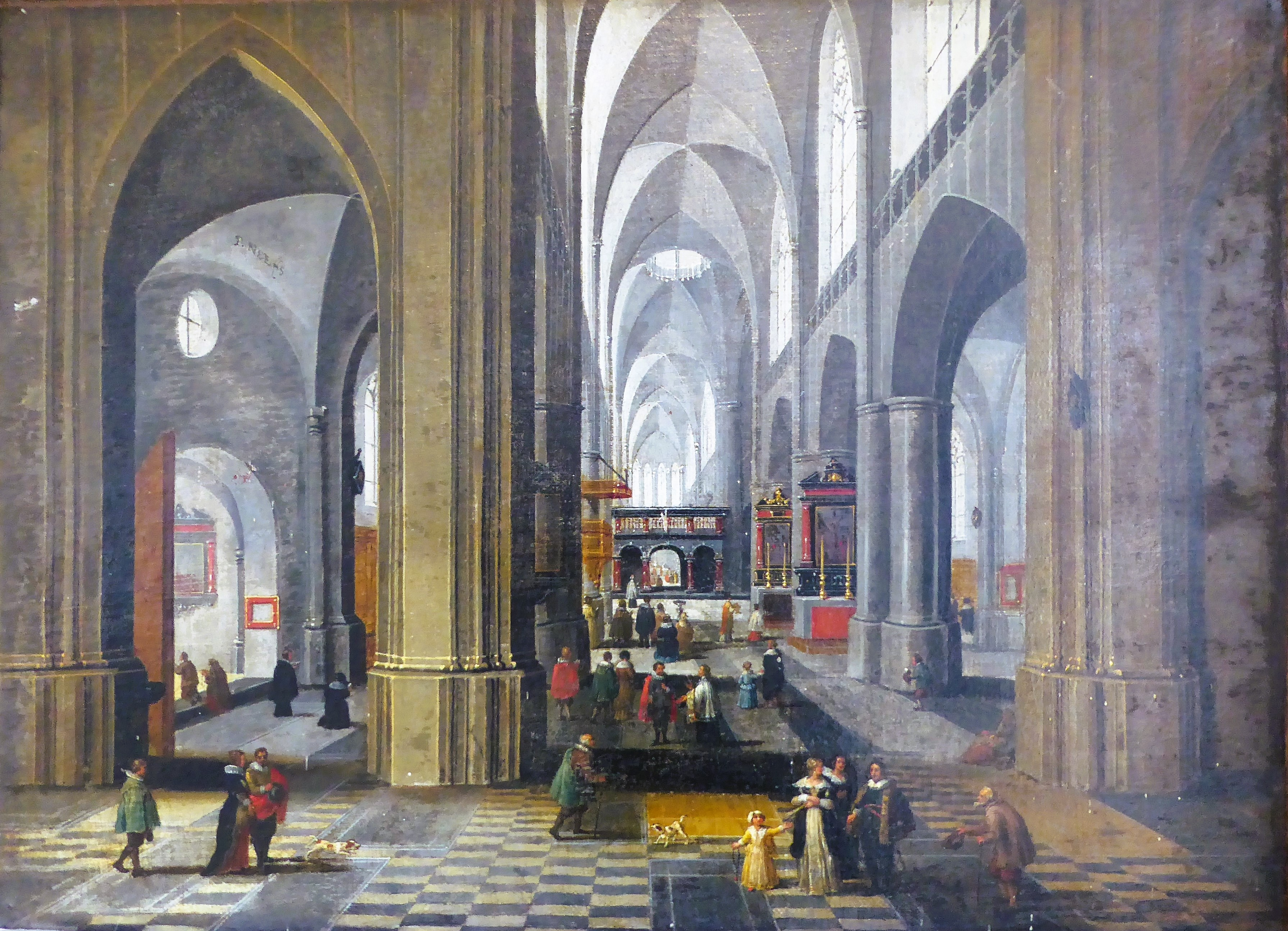
Neefs le Vieux (ca 1578-entre 1656 et 1661), Intérieur de l'église Saint-Jacques à Anvers.
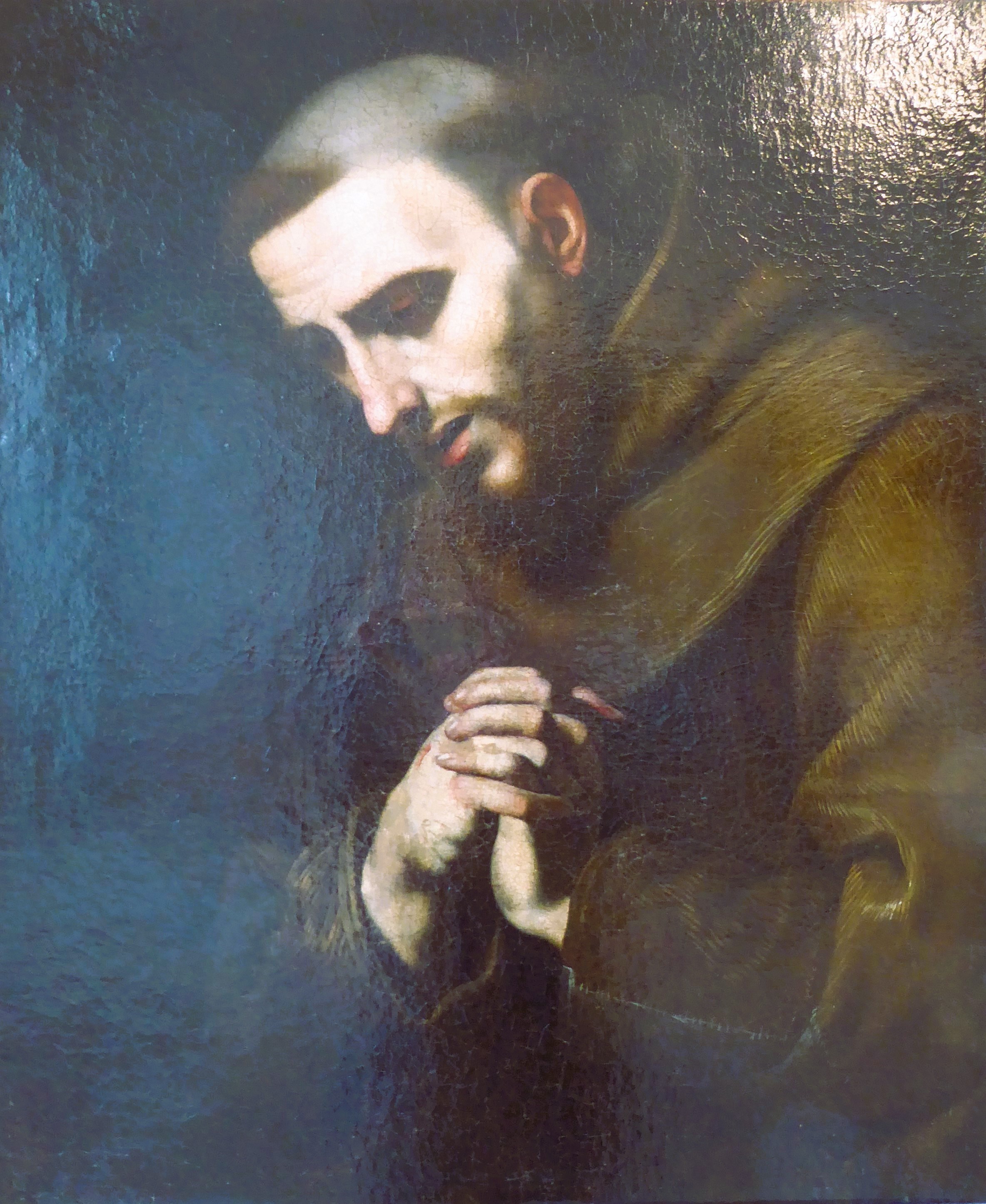
Ribera (1591-1652) (entourage de), Saint François d'Assise.
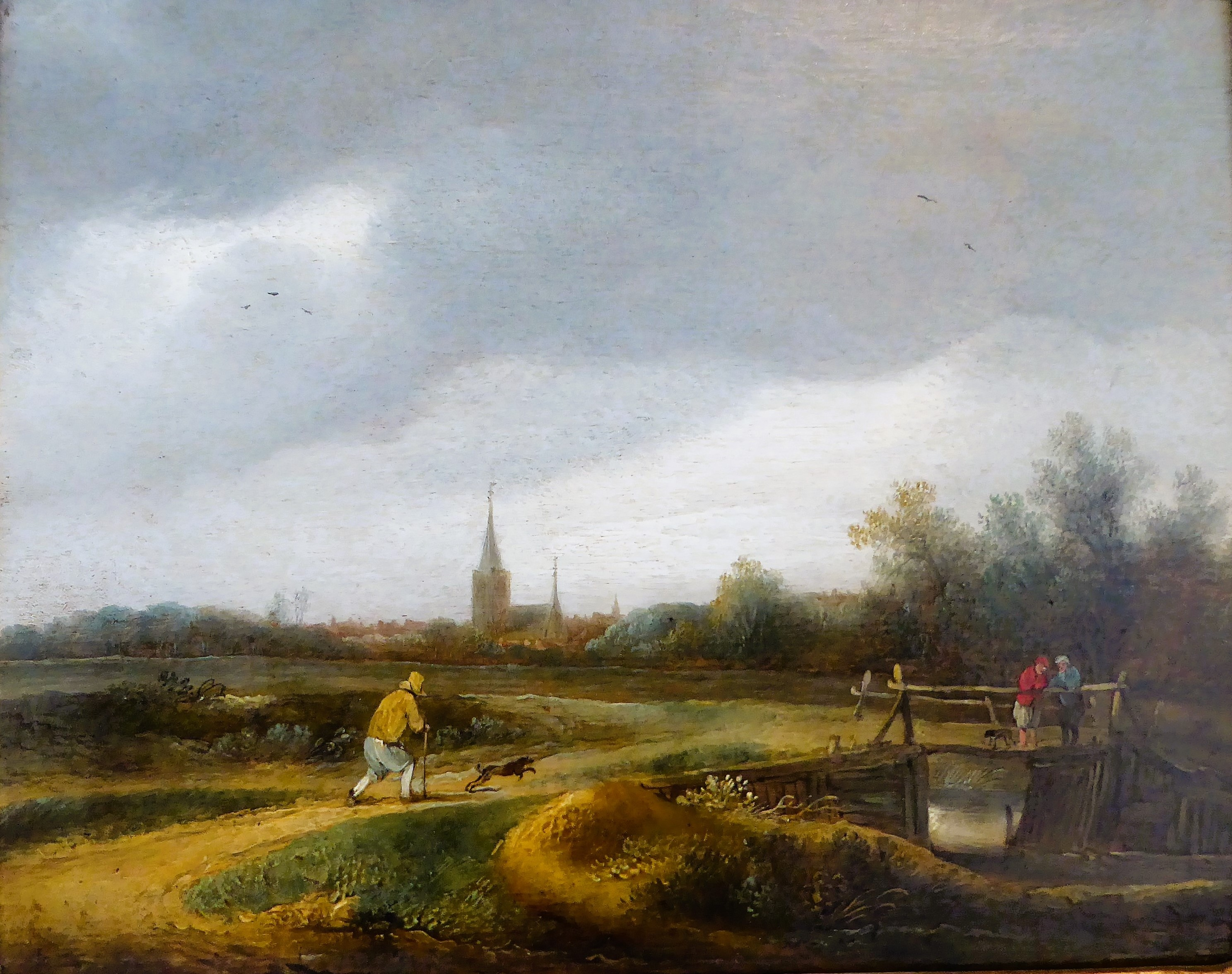
Jan van Goyen (1596-1656), Paysage.
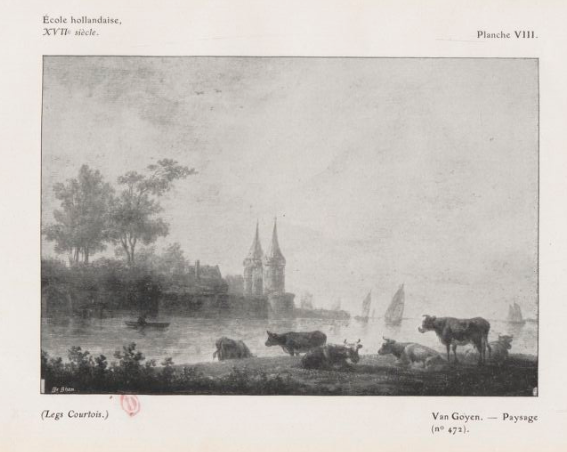
Jan van Goyen, Paysage.
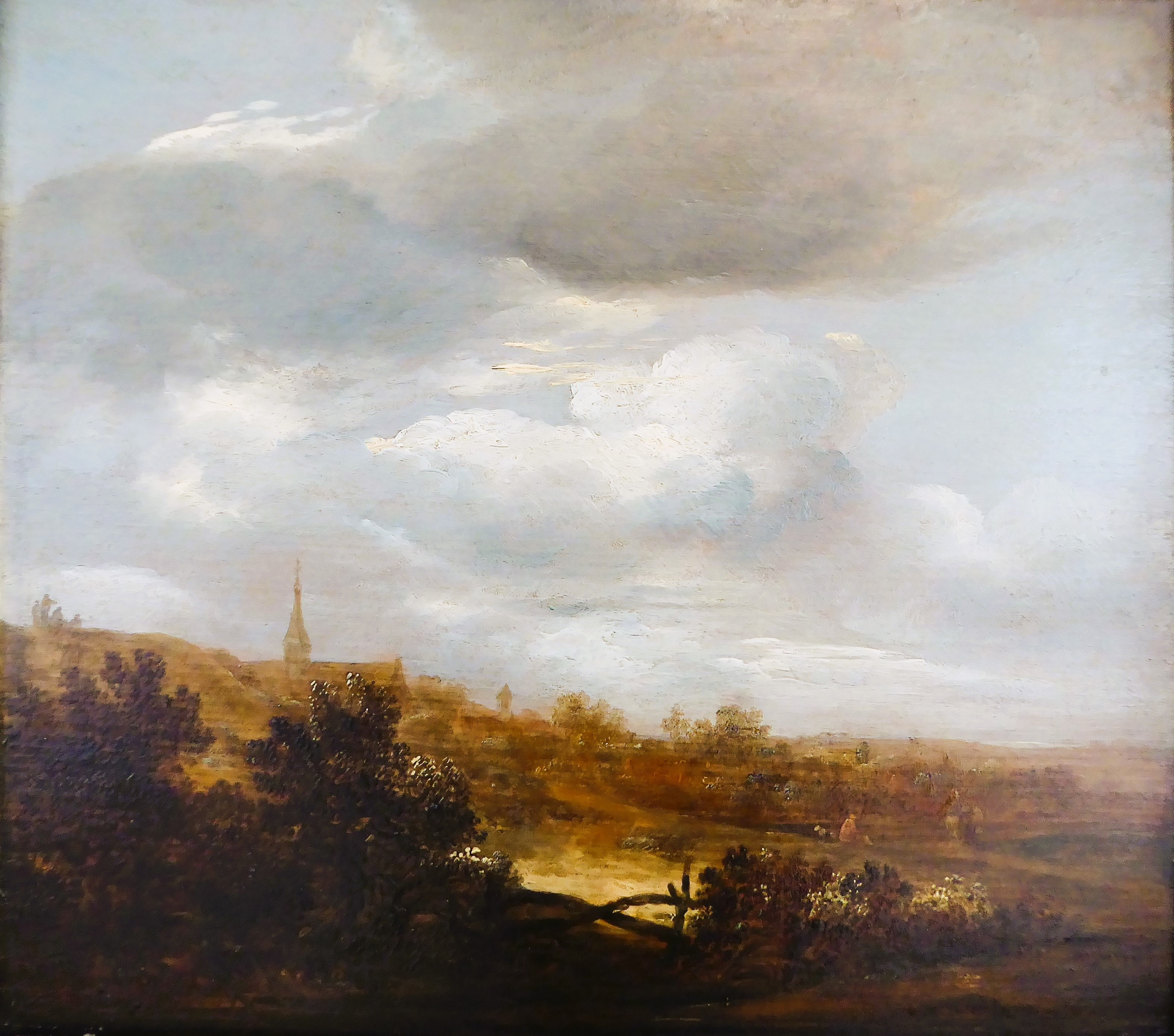
Jan van Goyen, Paysage.
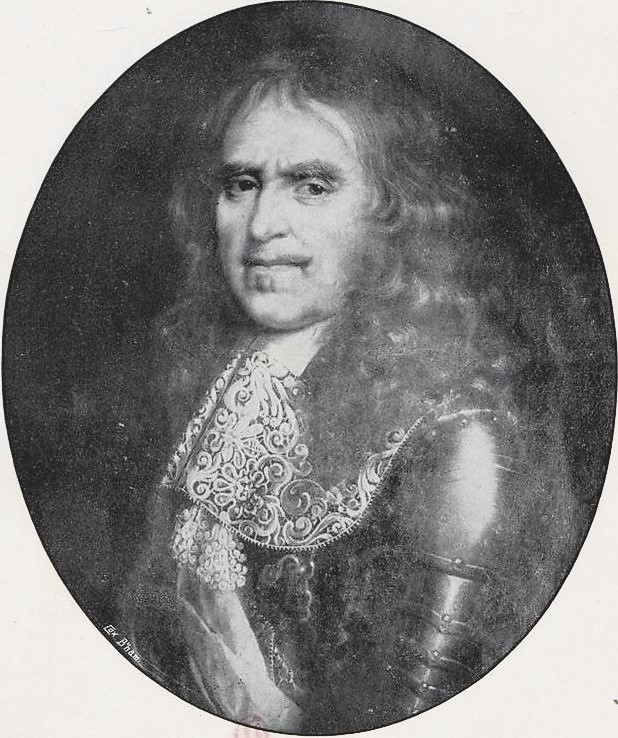
Autrefois attribué à Champaigne (1602-1674), Turenne.
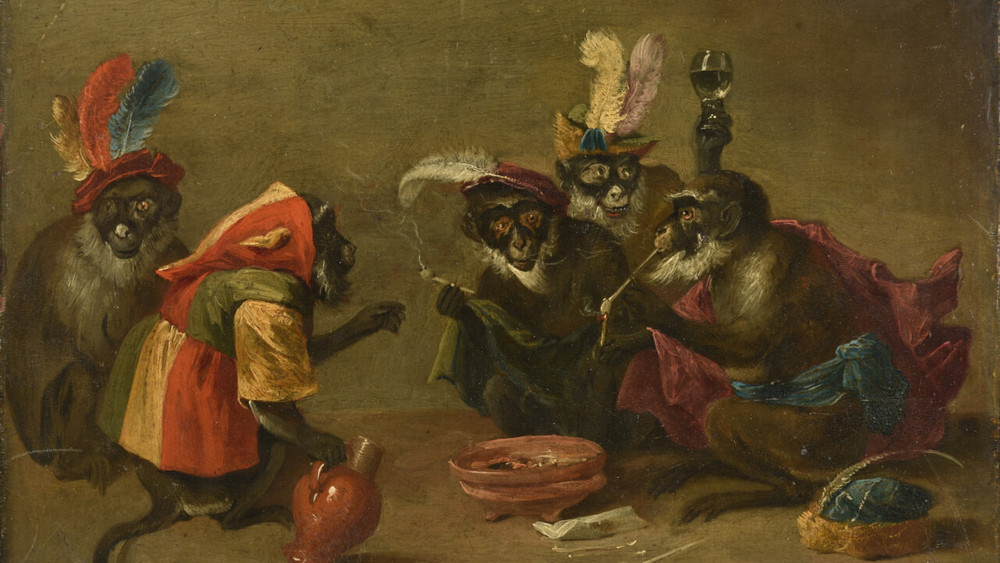
David Teniers le Jeune (1610-1690), Tabagie de singes, huile sur cuivre marqueté.
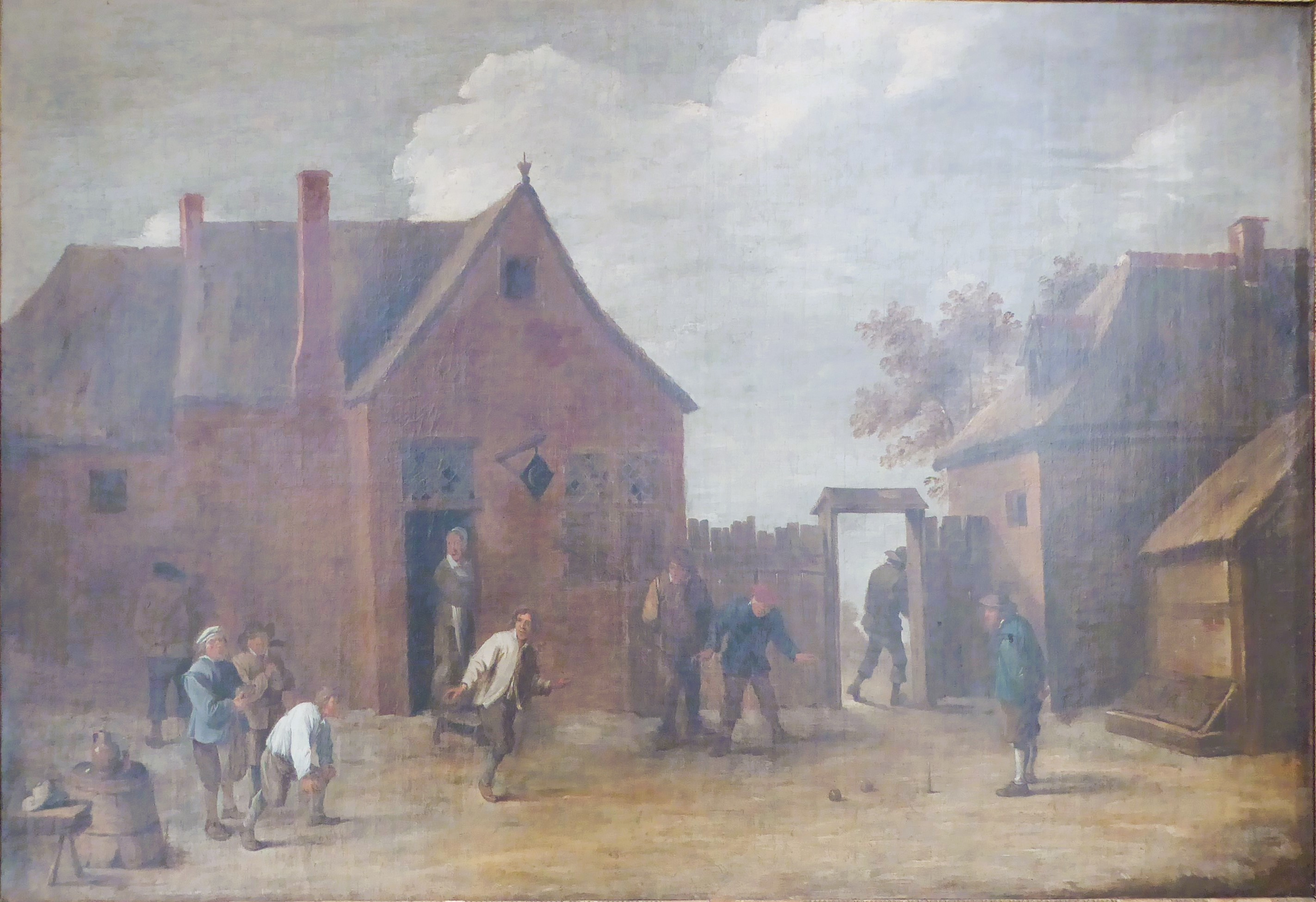
Teniers le Jeune, Joueurs de boules dans la cour d'un estaminet.
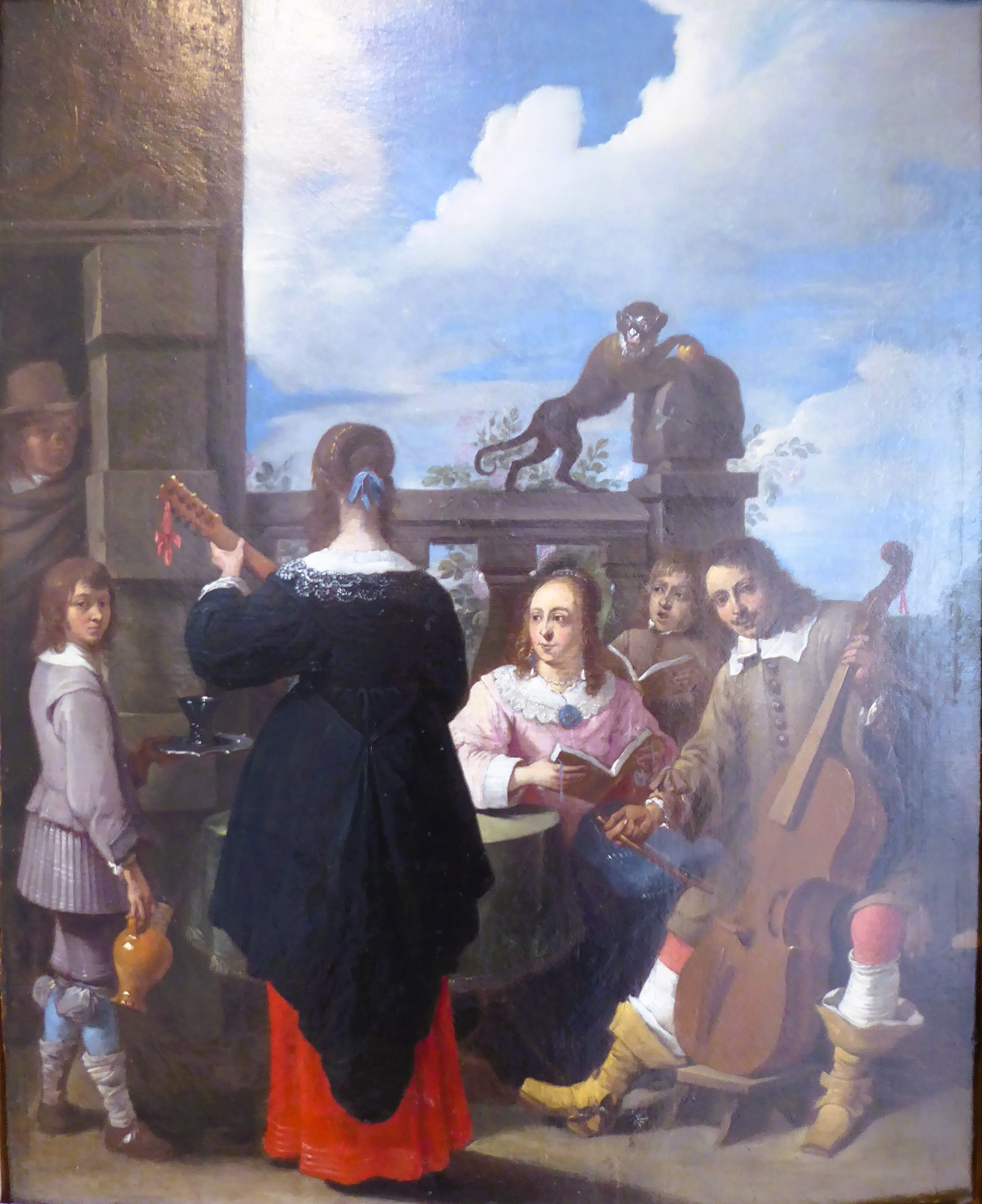
Teniers le Jeune (copie), Le concert.
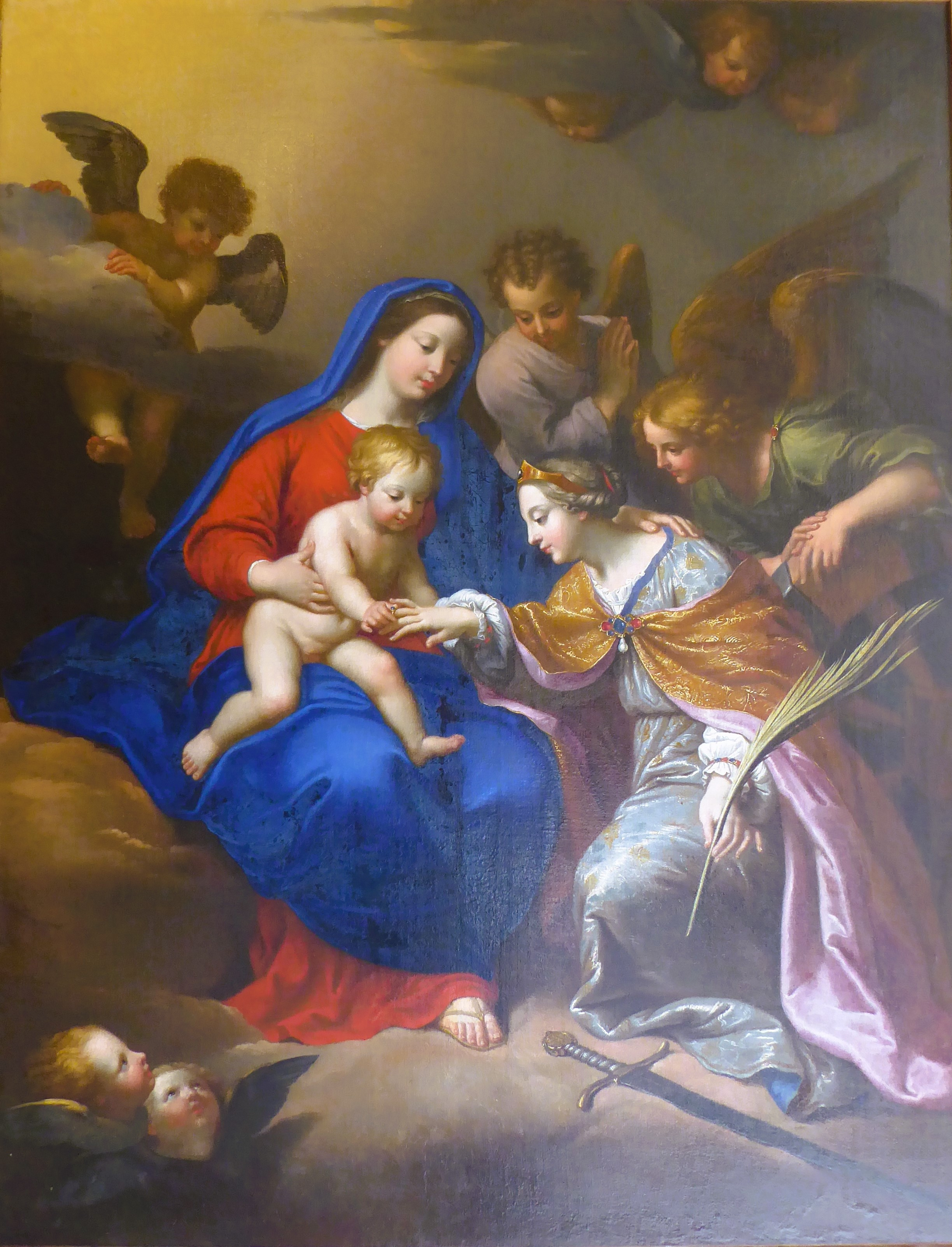
Mignard, Mariage de sainte Catherine.
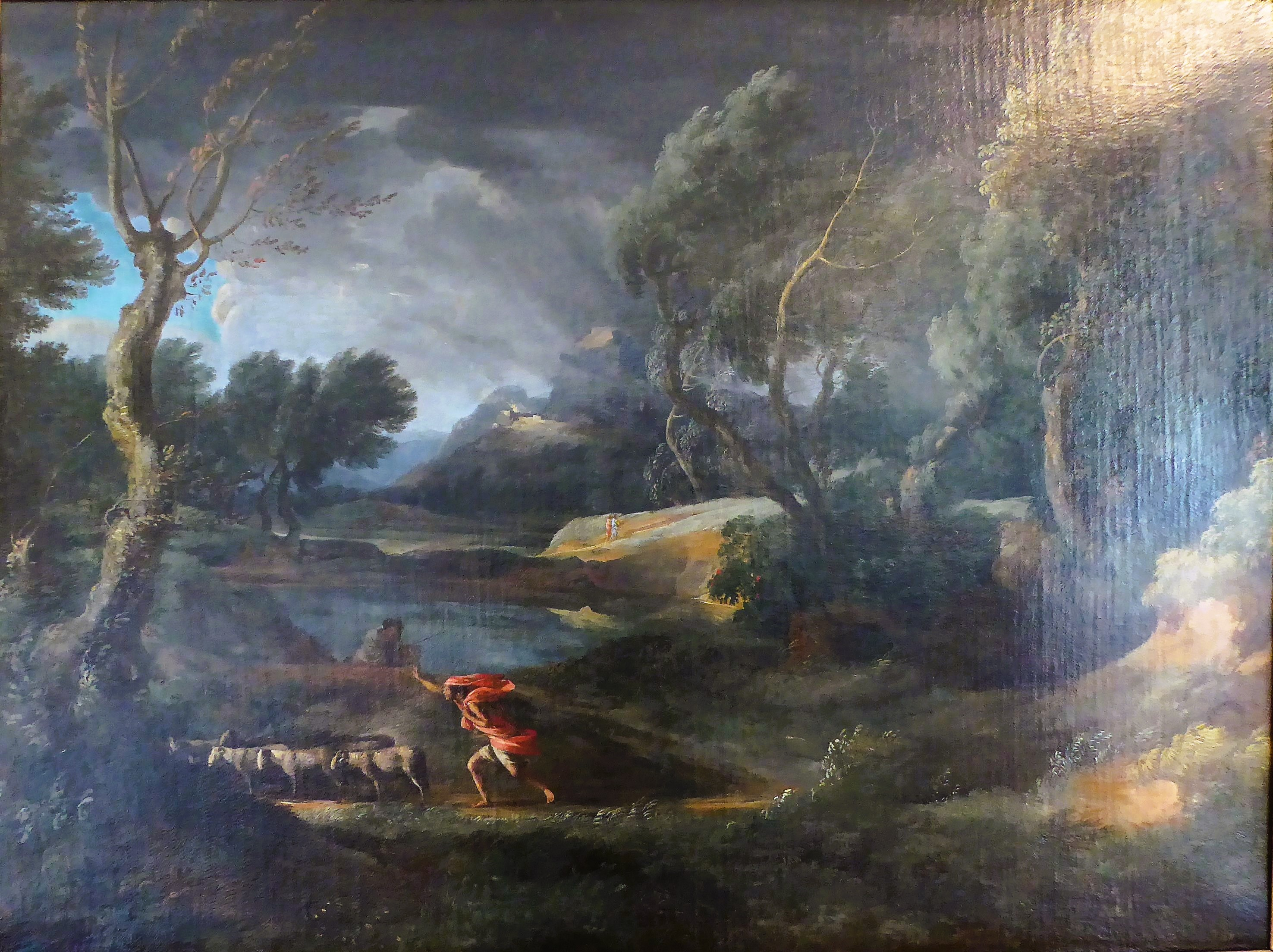
Gaspard Dughet (1615-1675), Paysage.
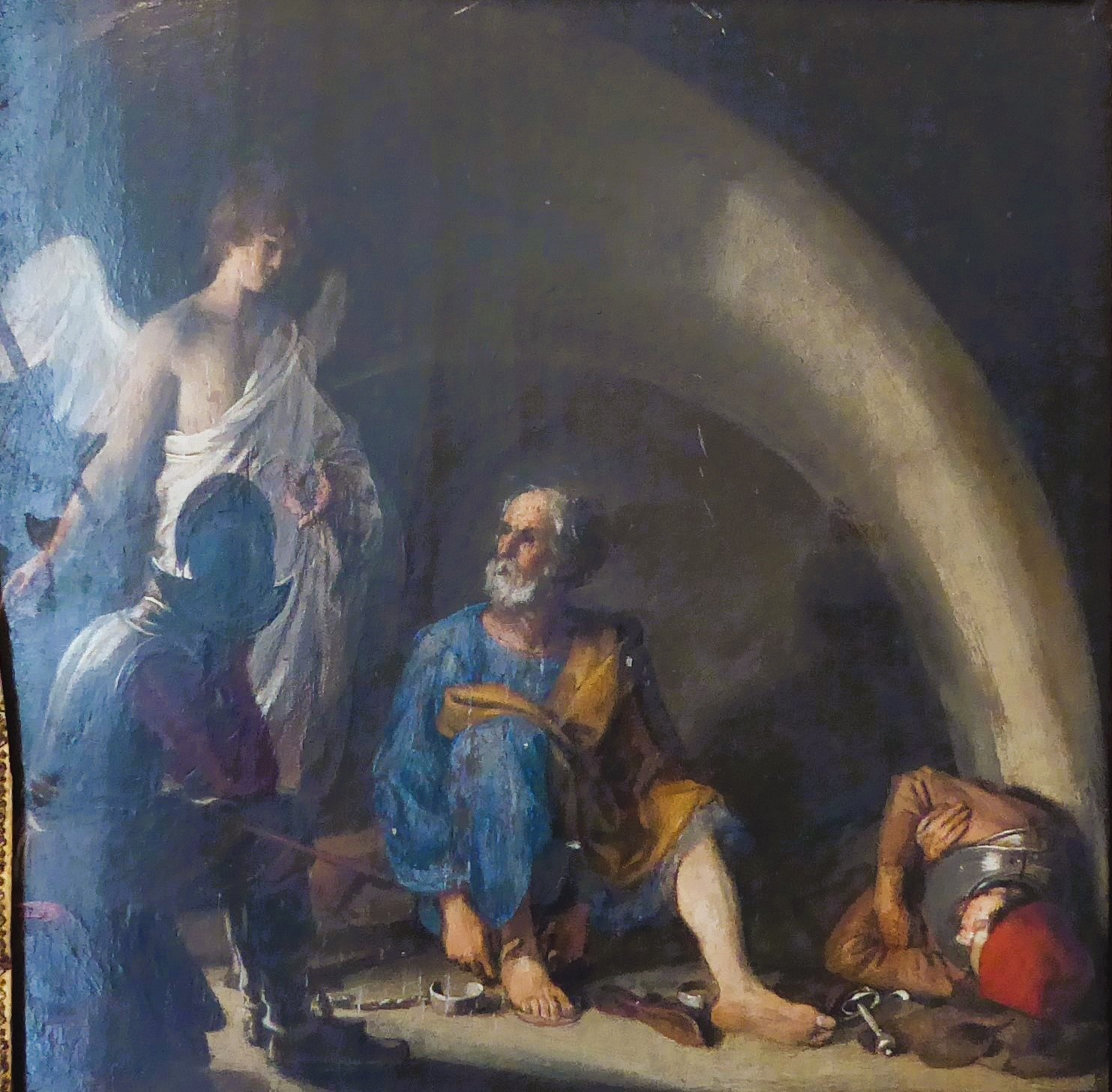
Bourdon (1616-1671), La délivrance de saint Pierre.
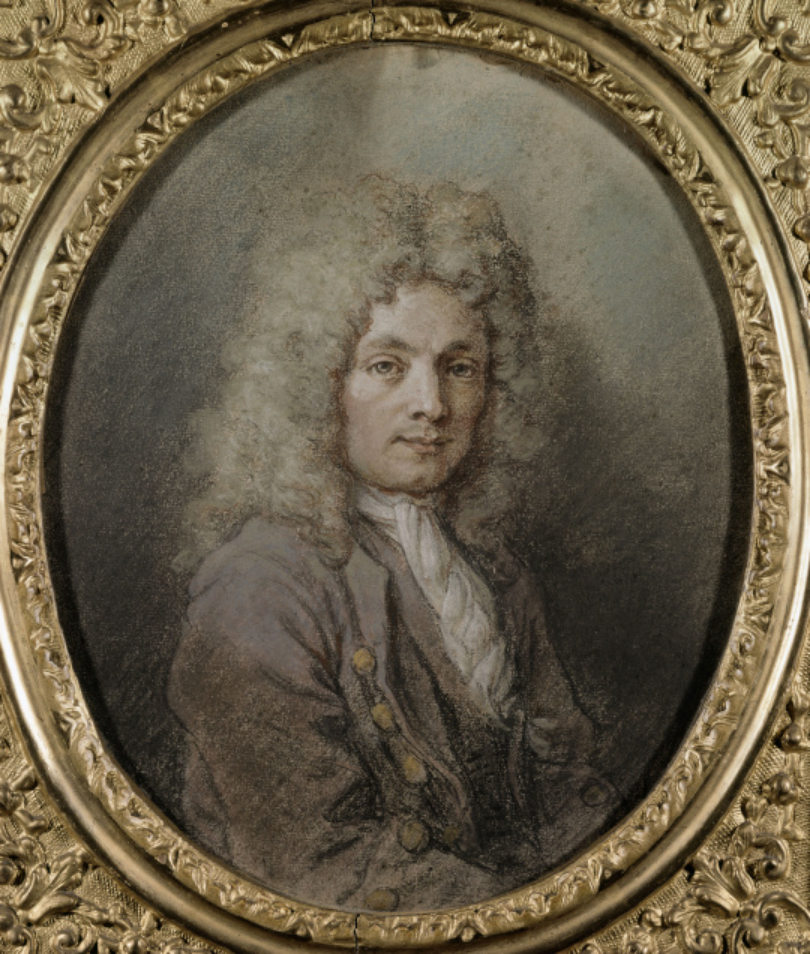
Robert Nanteuil (1623-1678), Portrait de Molière.
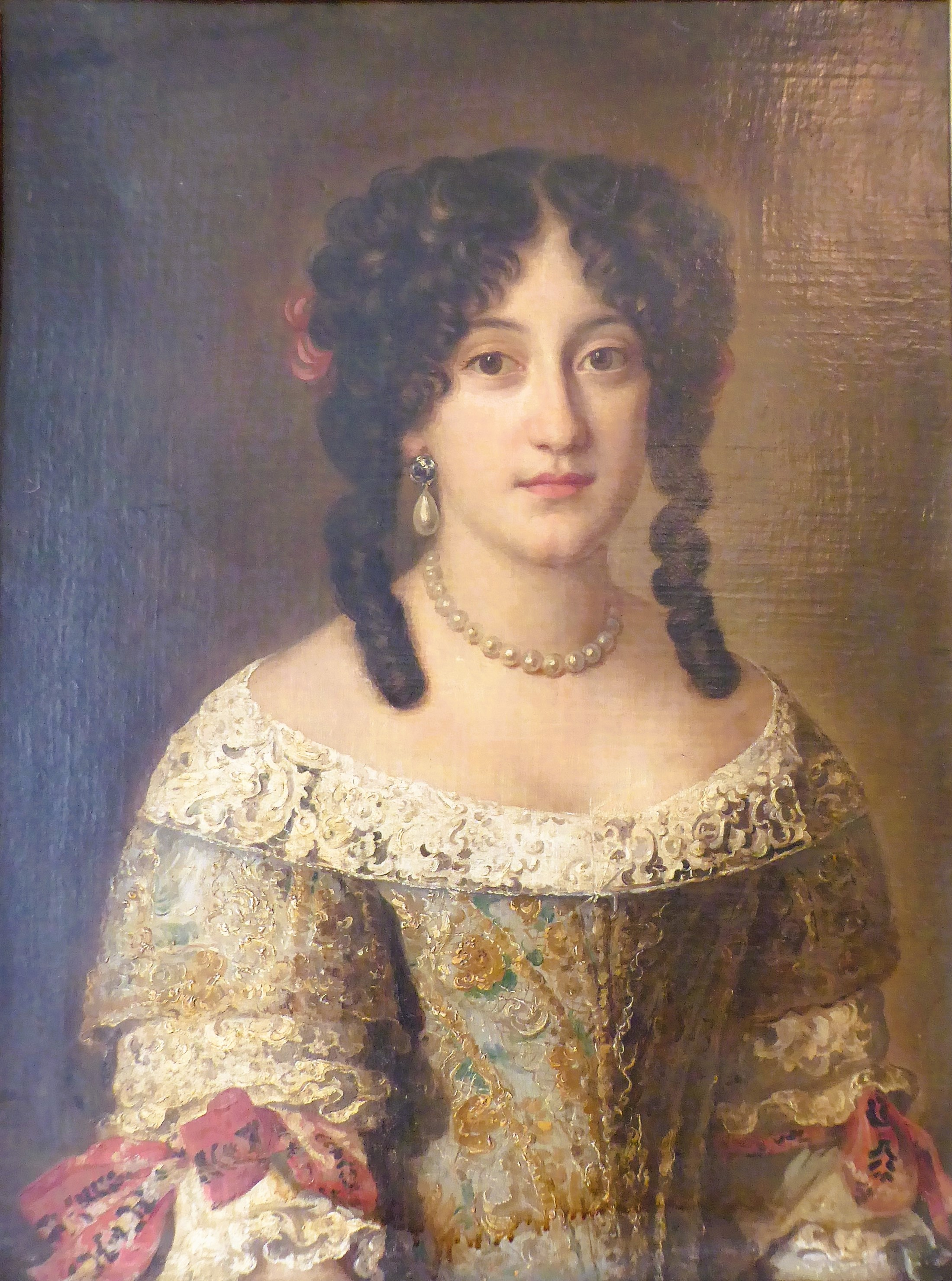
Voet (1639-1689), Sulpicia Chigi, princesse Farnèse.
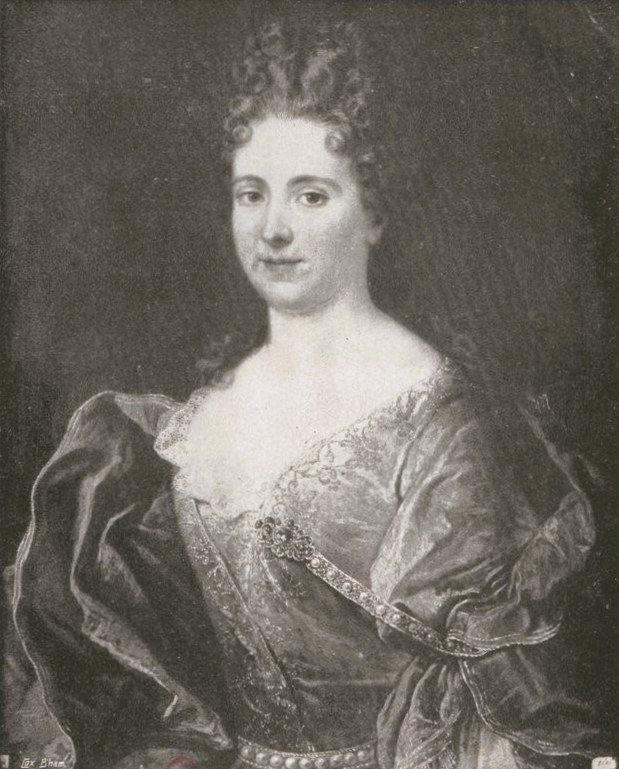
École française, anonyme, Portrait de femme.
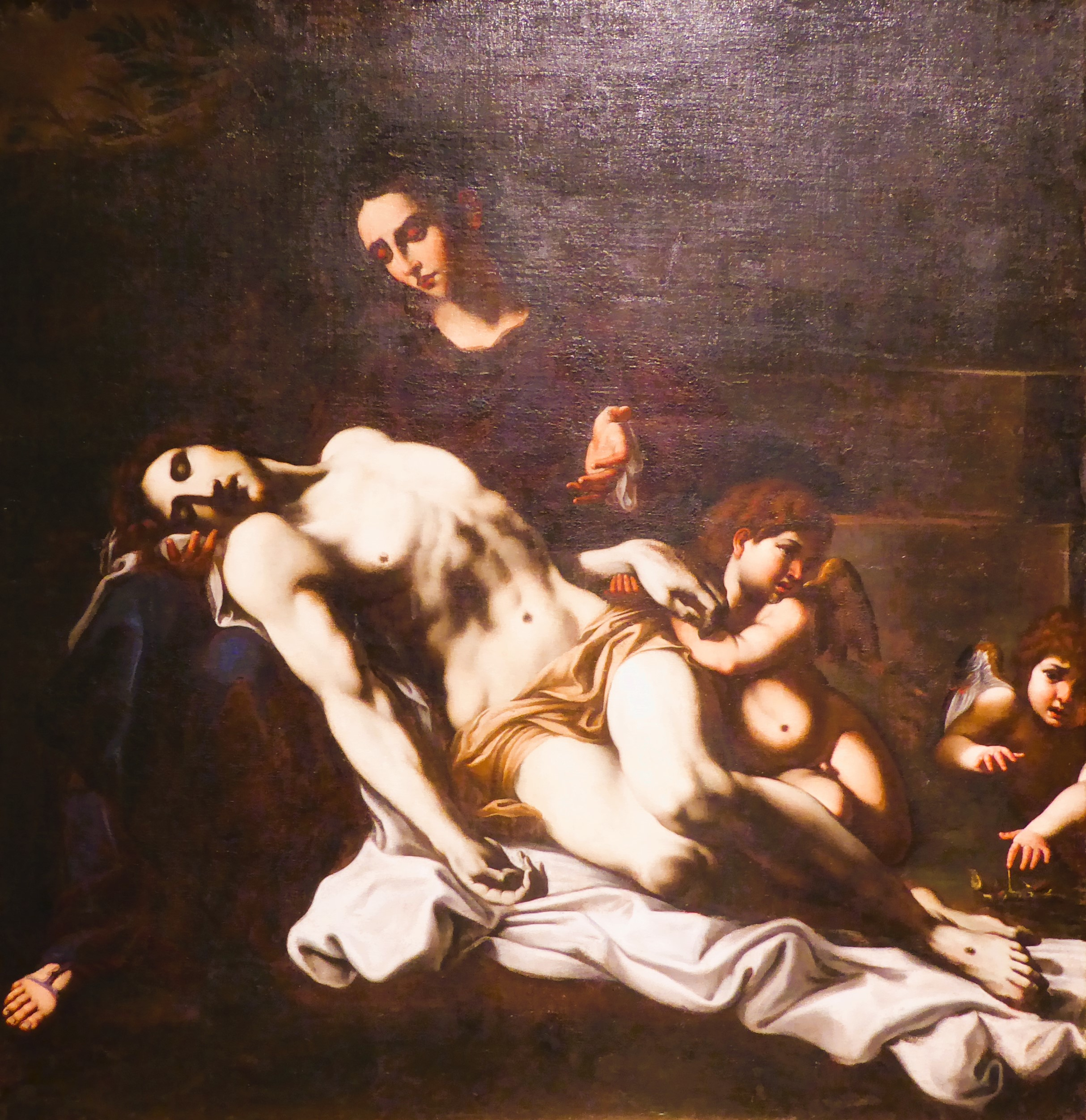
Anonyme, Pietà, copie d'après Annibale Carracci • Début XVIIe siècle.

### Galerie de peintures du XVIIIe siècle

Peintures du XVIIIe siècle - Datées
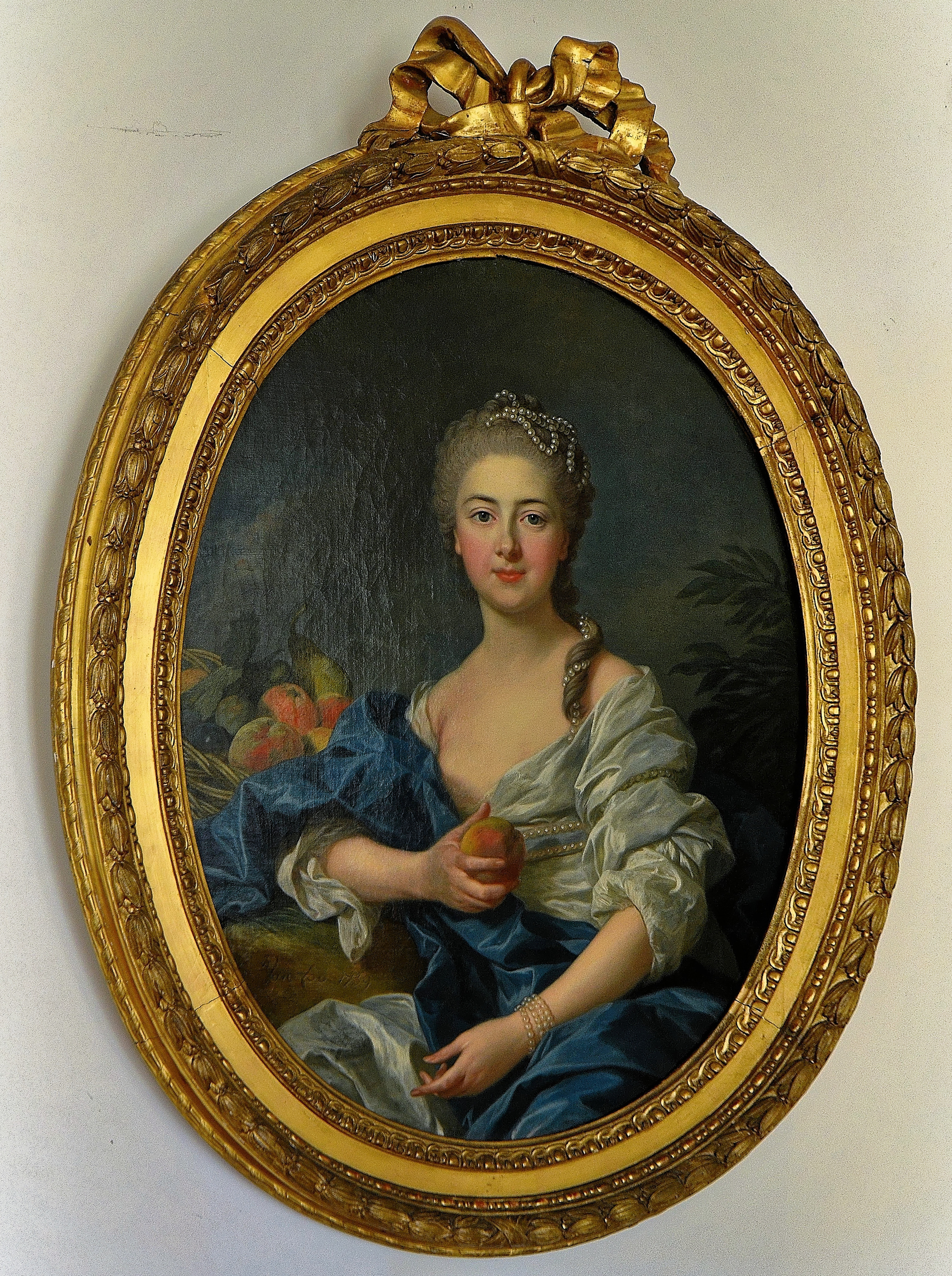
Van Loo, Pomone • 1739.
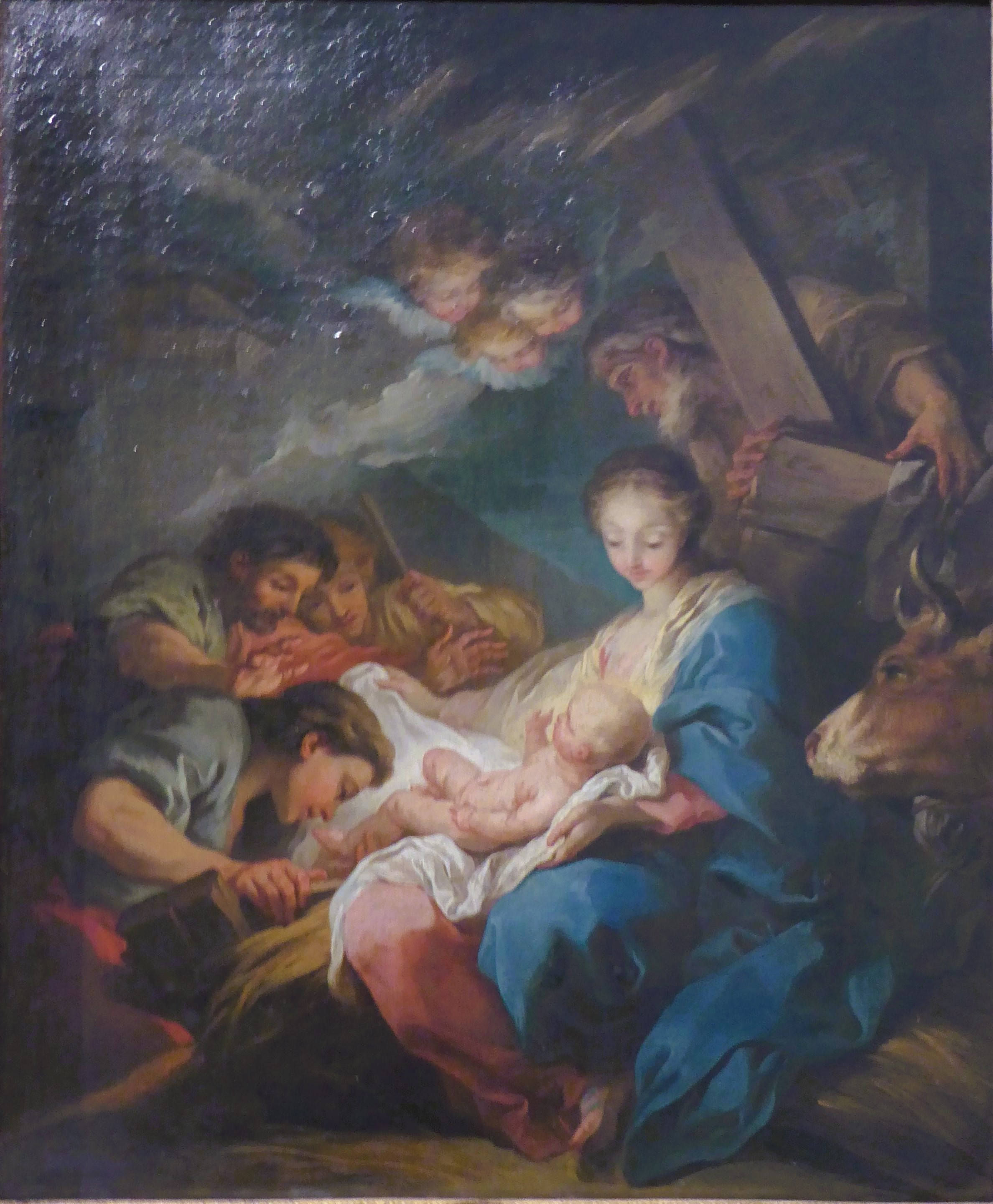
Van Loo, Adoration des bergers, 1re moitié du XVIIIe siècle.
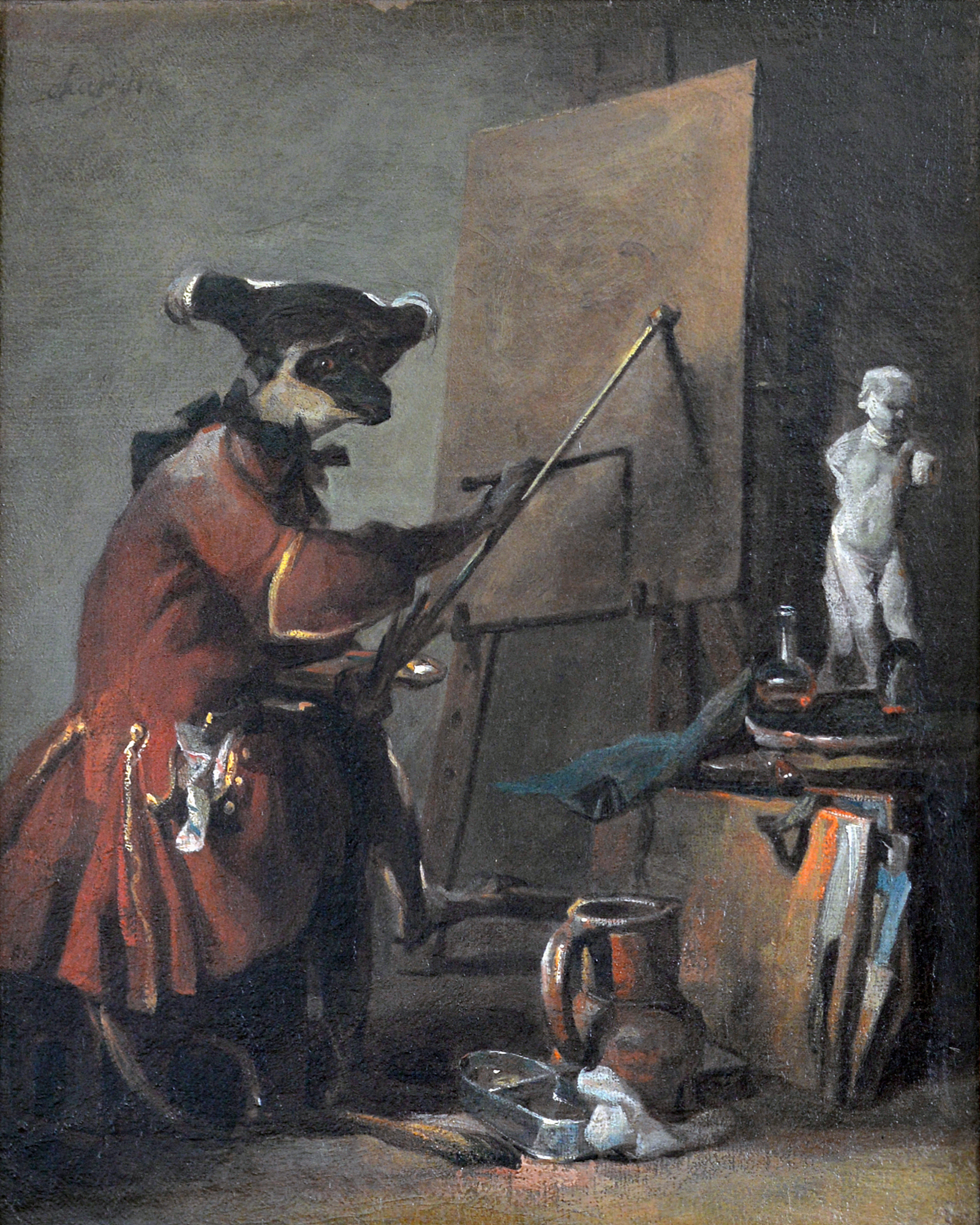
Chardin, Le Singe peintre • Salon de 1740.
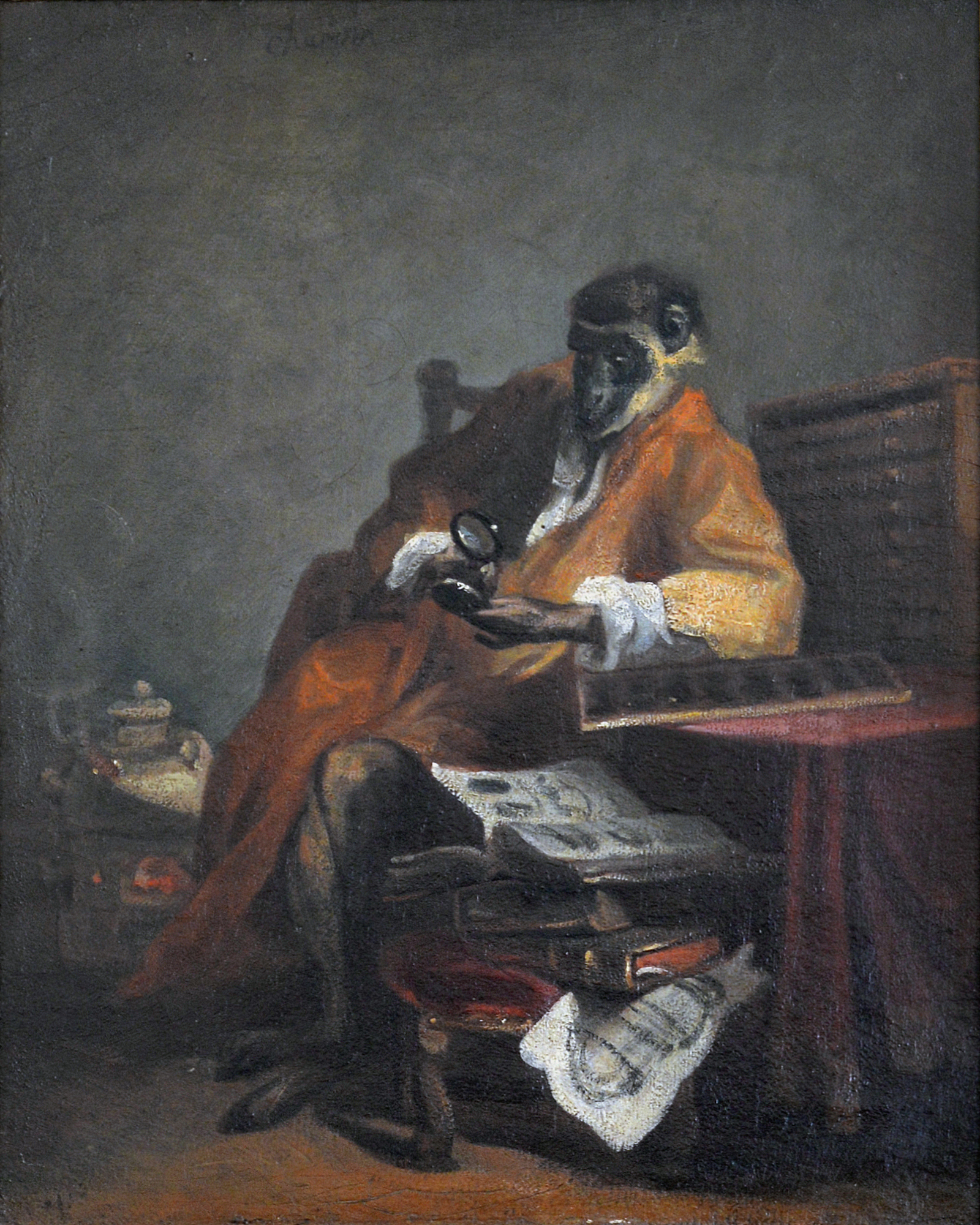
Chardin, Le Singe antiquaire • Salon de 1740.
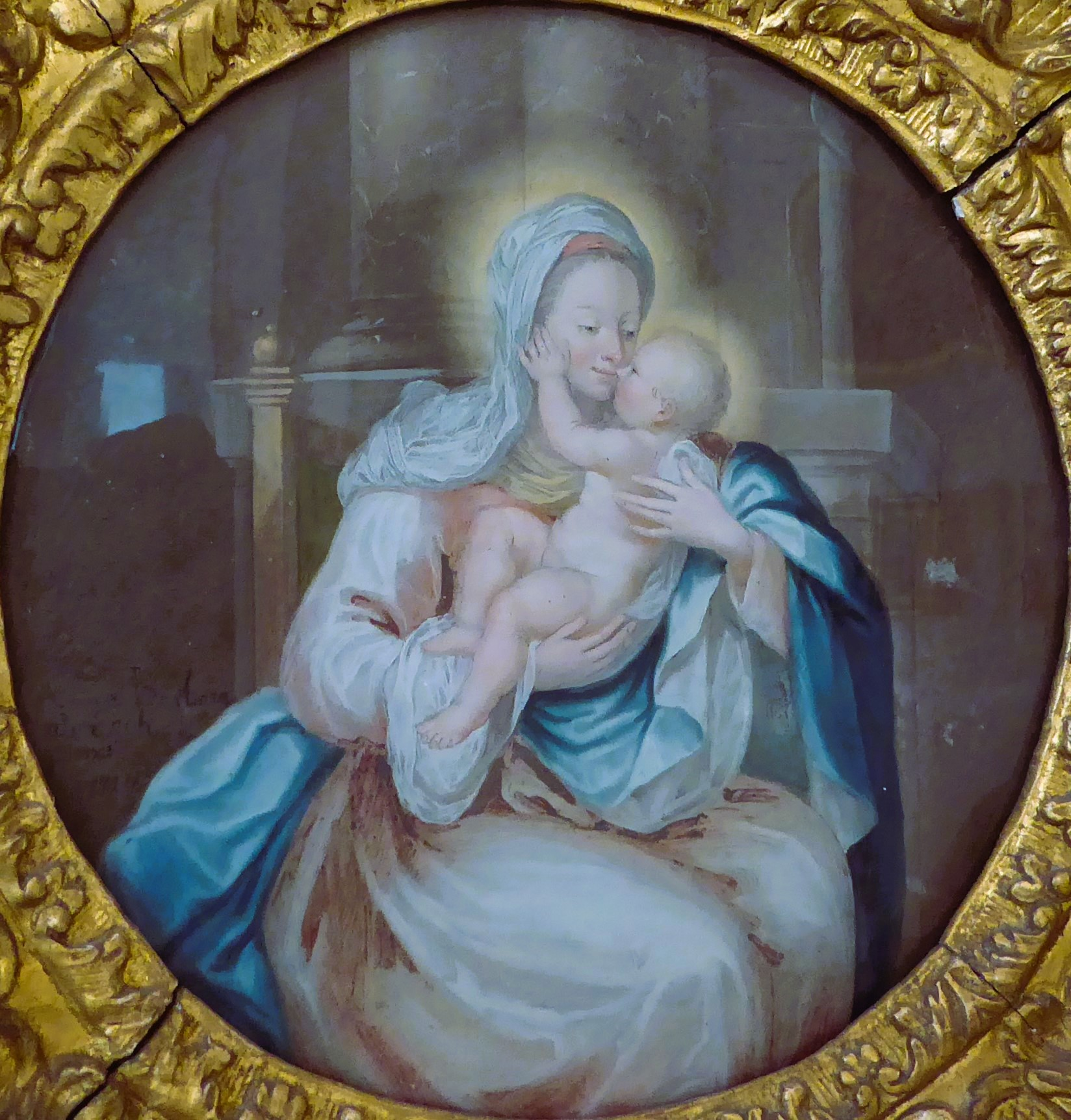
Anna Maria Barbara Abesch, Vierge à l'Enfant • 1744.
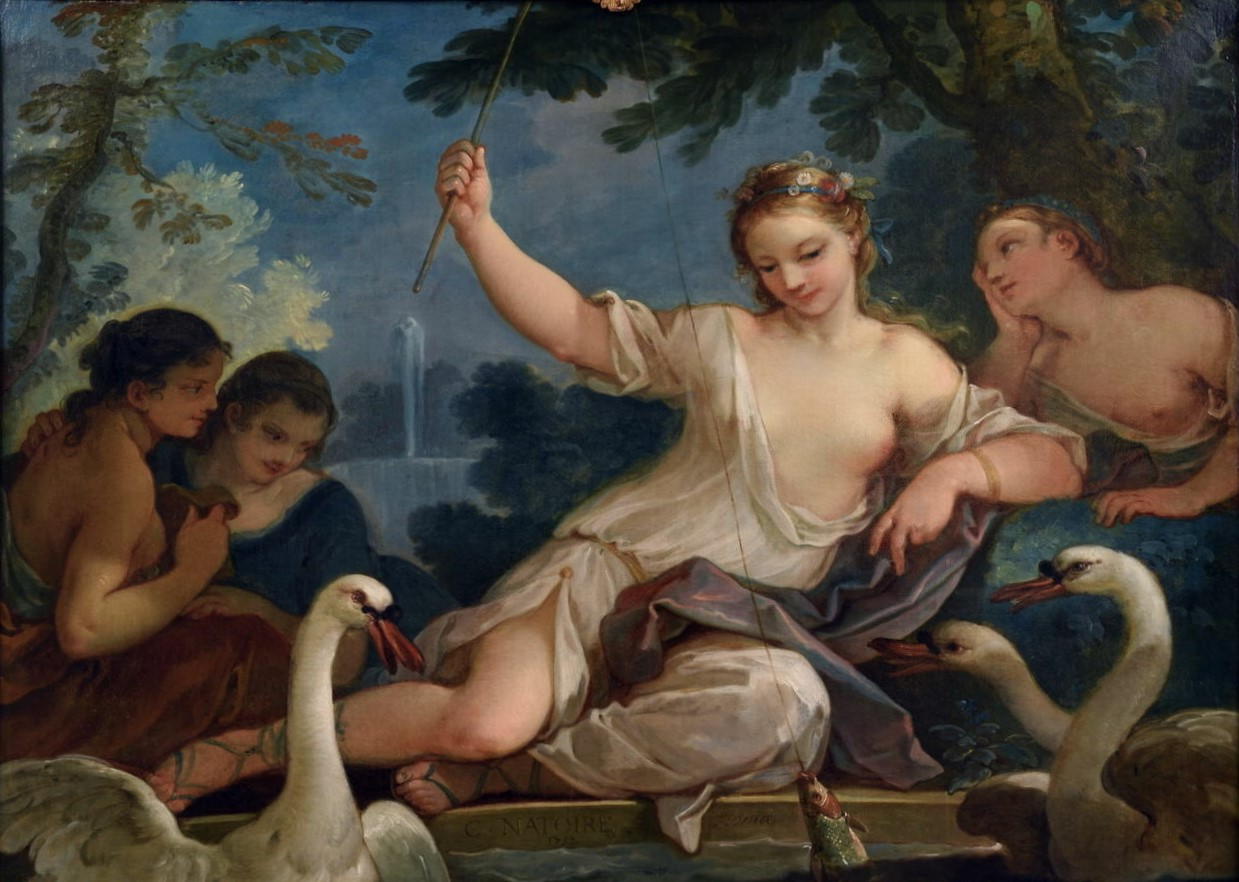
Charles-Joseph Natoire, La Pêche • 1752.
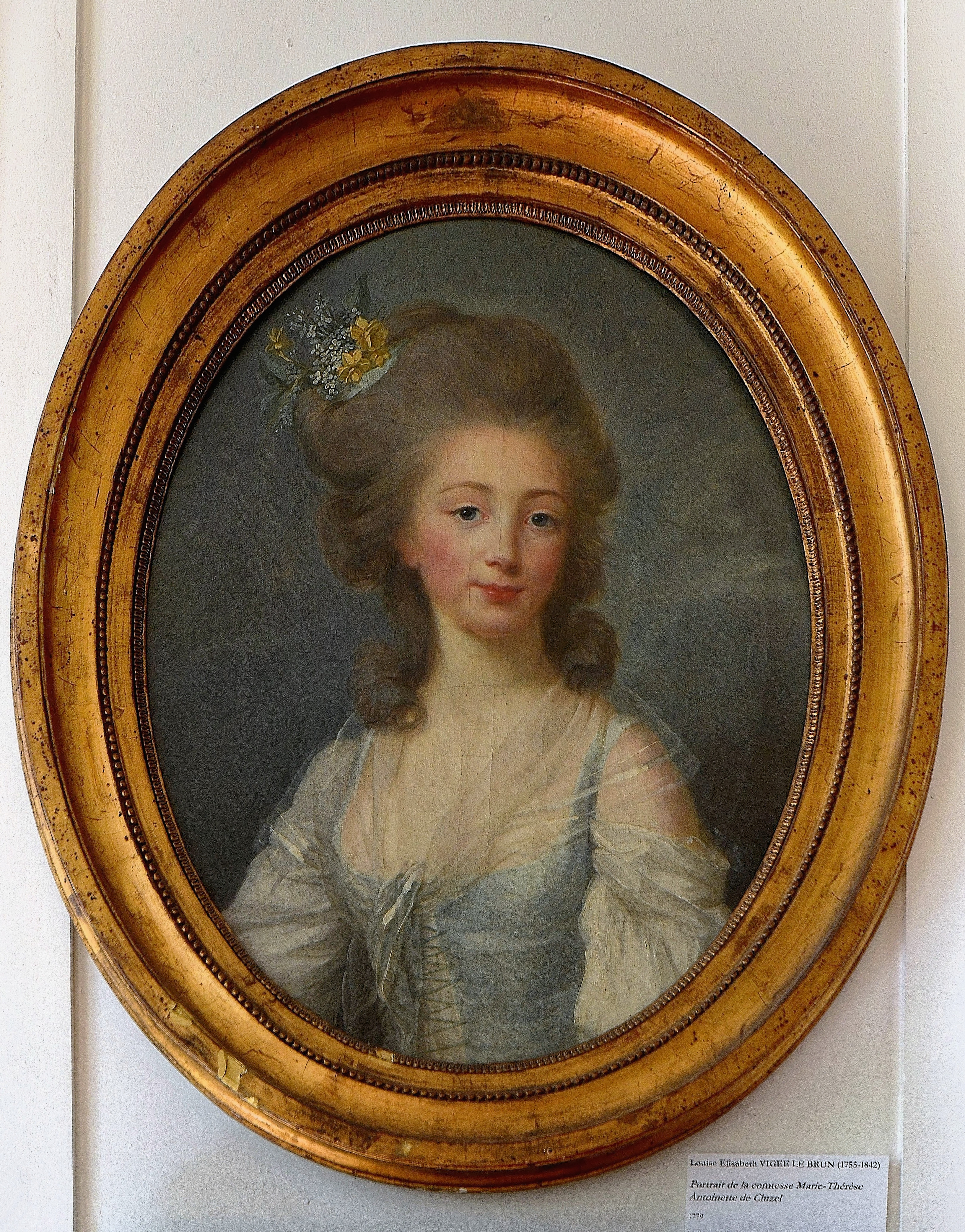
Élisabeth Vigée Le Brun, Marie-Thérèse Antoinette de Cluzel • 1779.
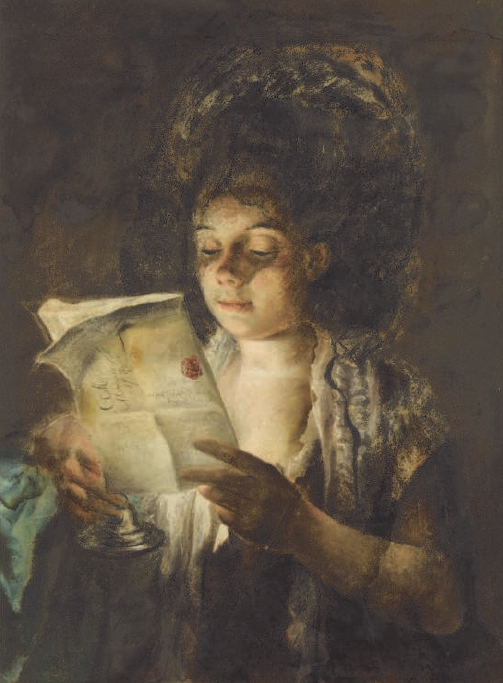
Sergent-Marceau, Émira Marceau • 1779.
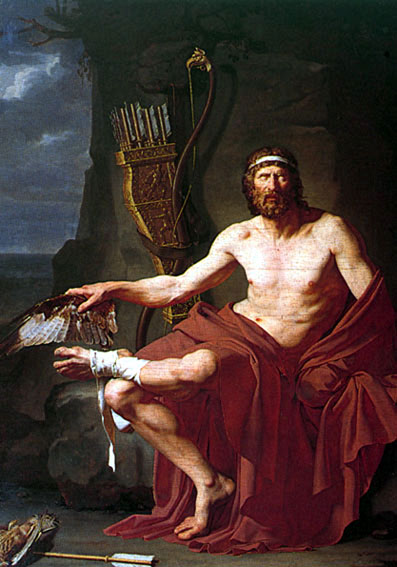
Drouais, Philoctète • 1788.
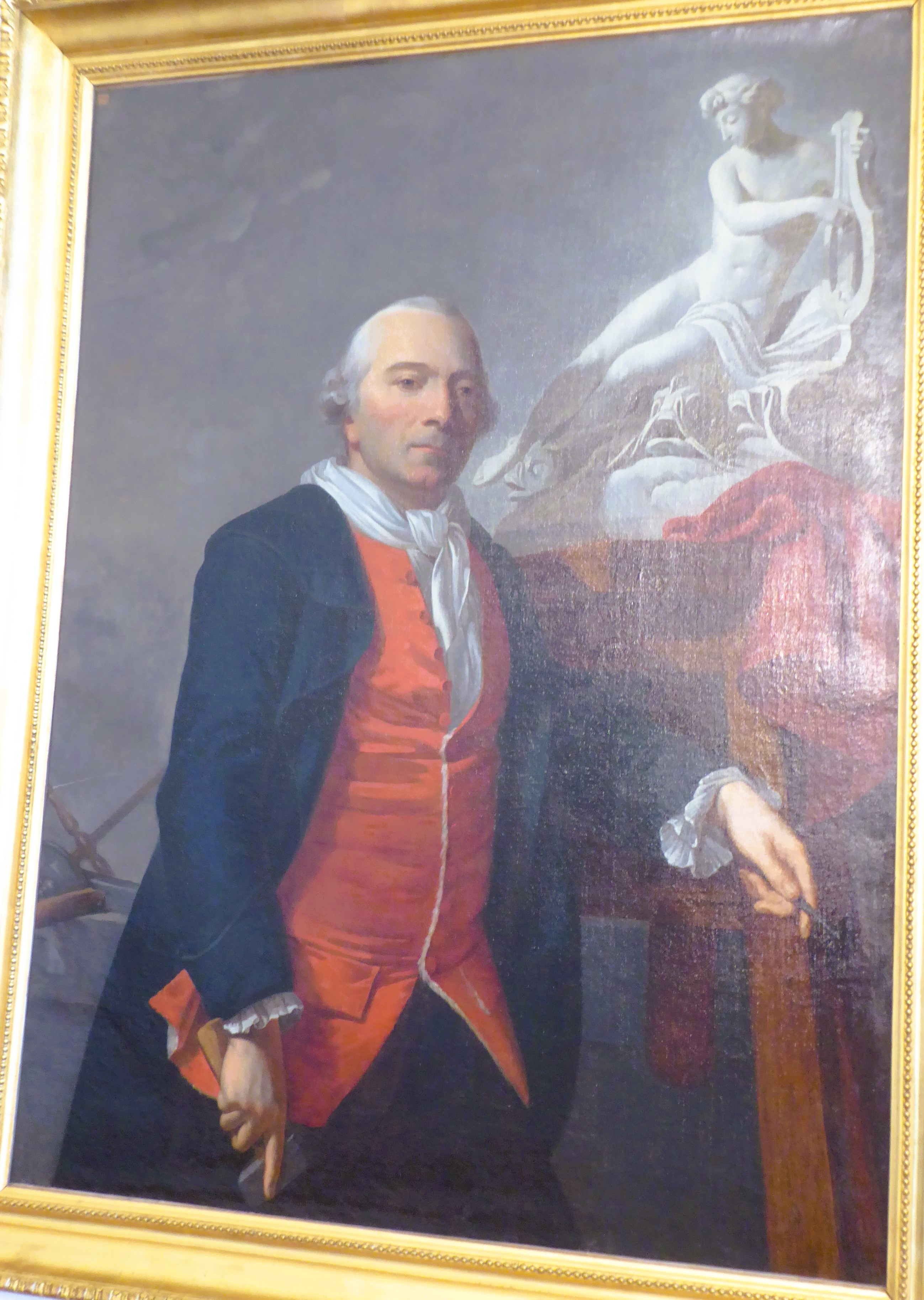
Jean-Laurent Mosnier (?), Portrait de Bridan • vers 1788.
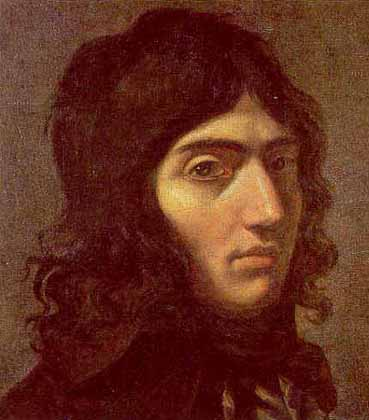
Joseph Boze, Portrait de Camille Desmoulins • 1791.

Peintures du XVIIIe siècle - Dates non documentées
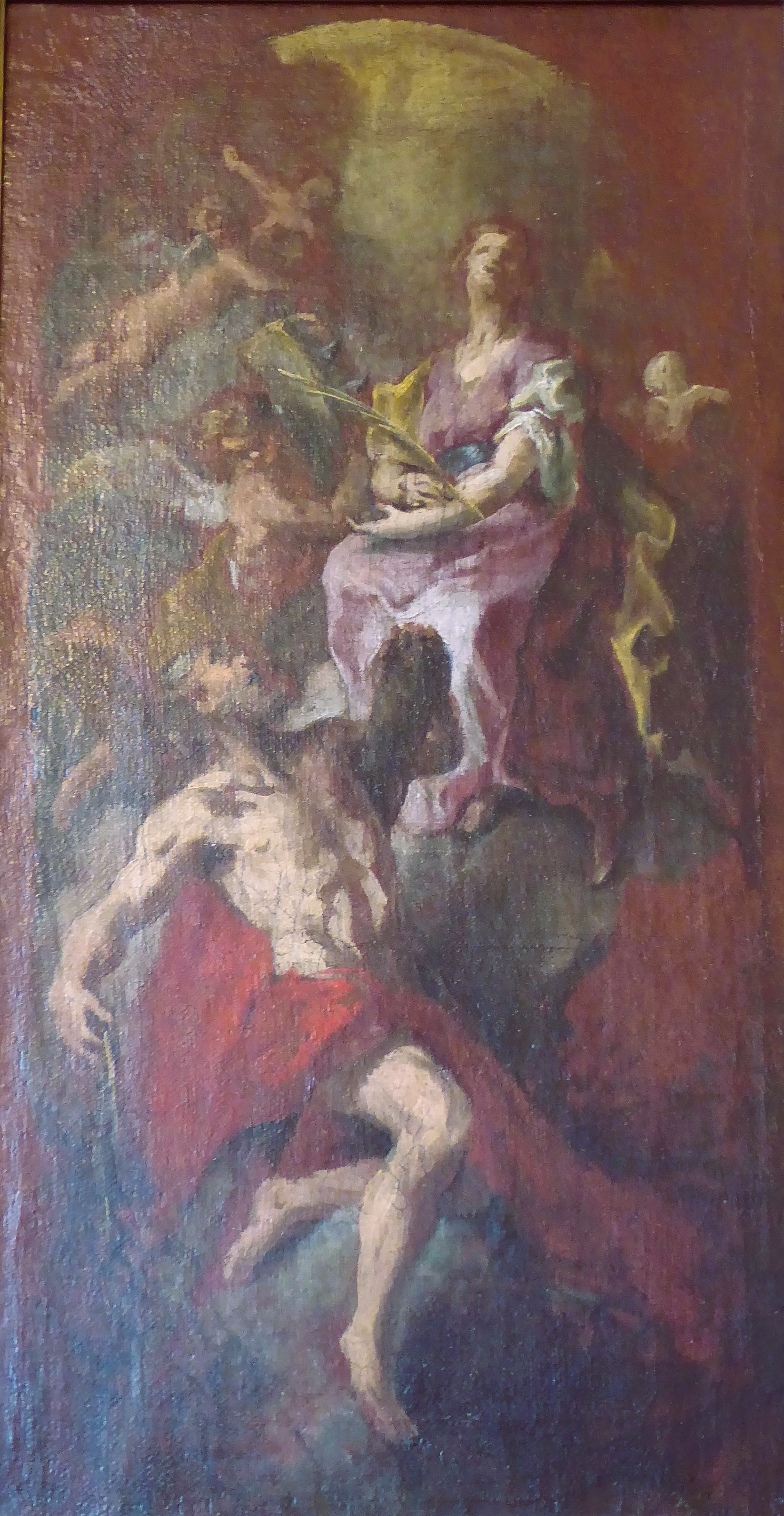
Amigoni (1682-1752) Catherine, André.
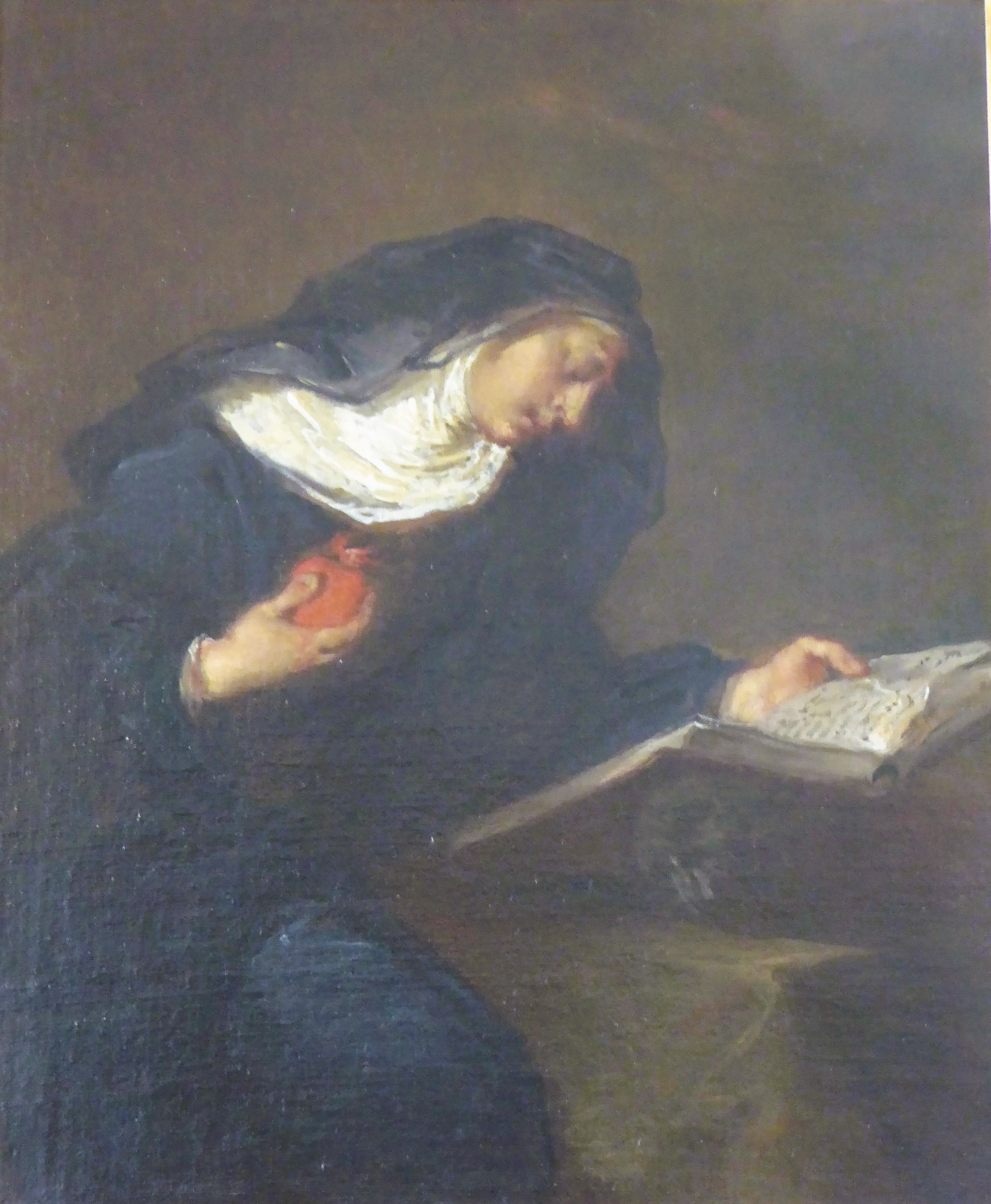
Bazzani (1690-1769), Une sainte lisant.
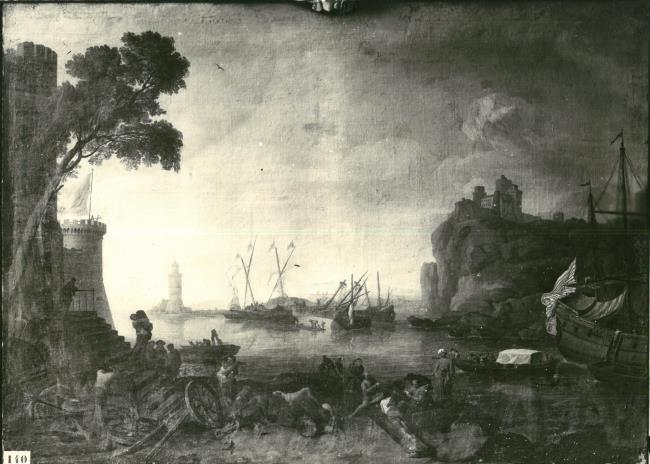
Adrien Manglard (1695-17650), Marine.
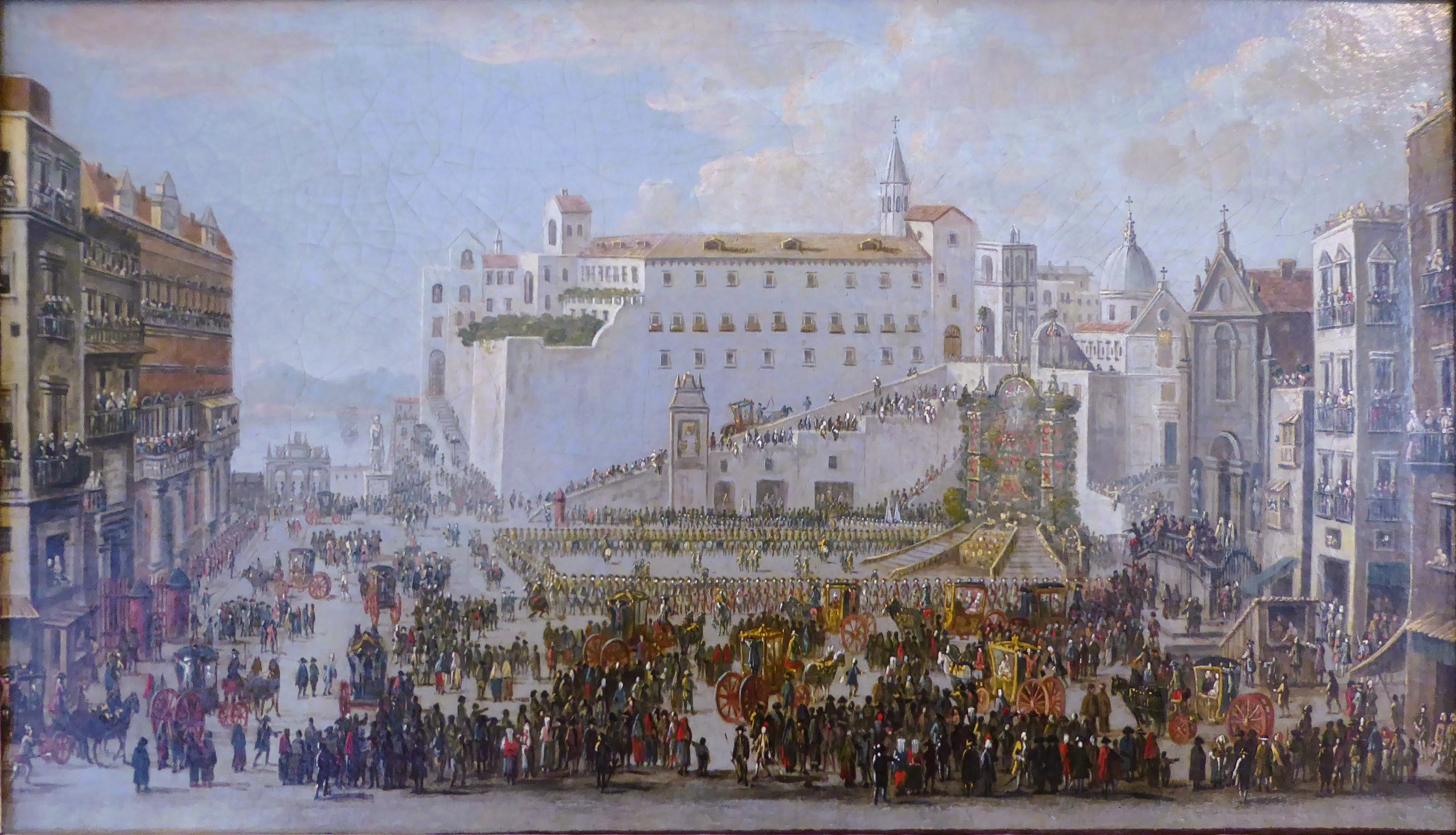
Antonio Joli (1700-1777) (copie d'époque), Procession de la Fête Dieu à Naples.
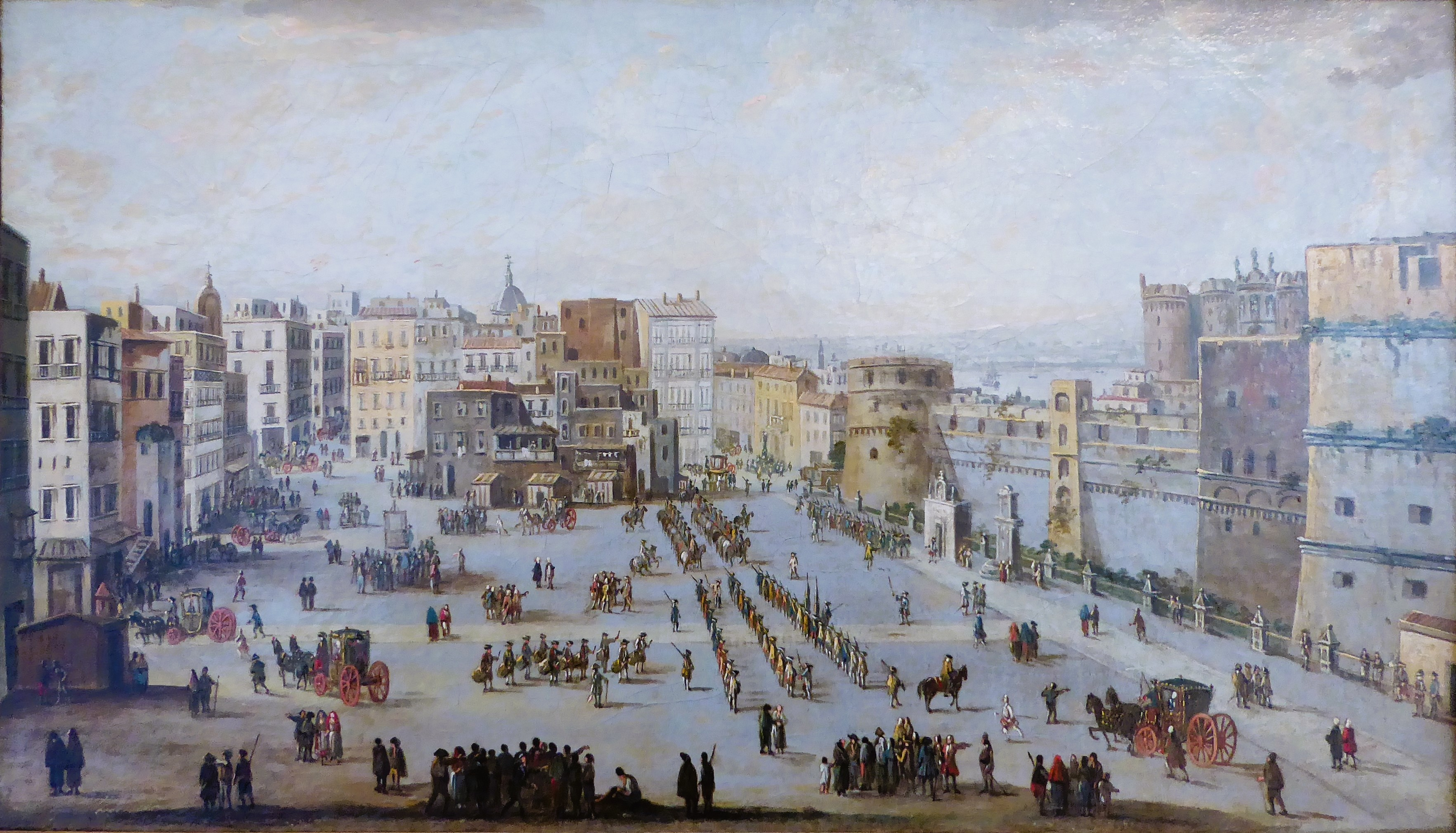
Antonio Joli (copie d'époque), Parade militaire à Naples.
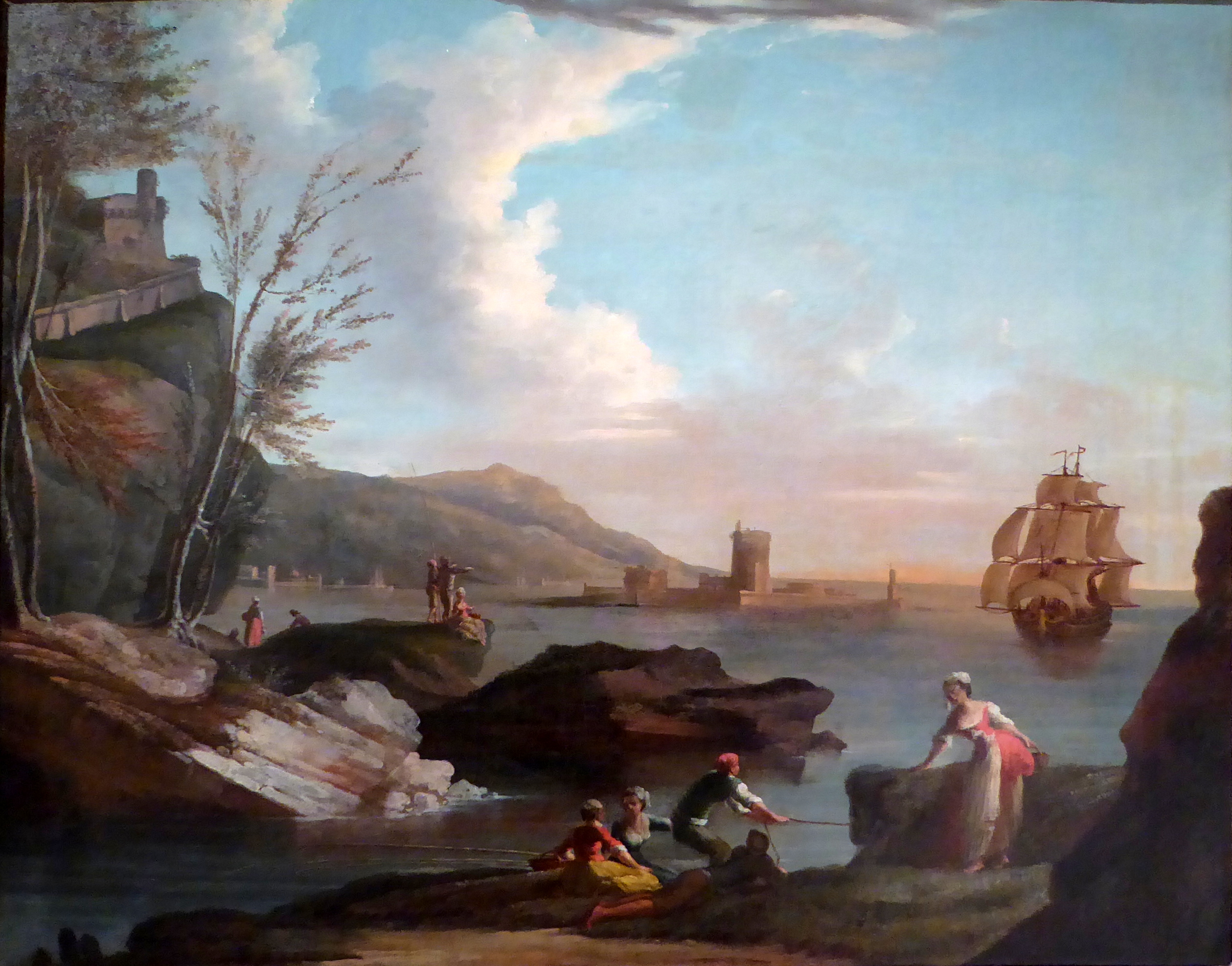
Claude Joseph Vernet (1714-1789), Marine.
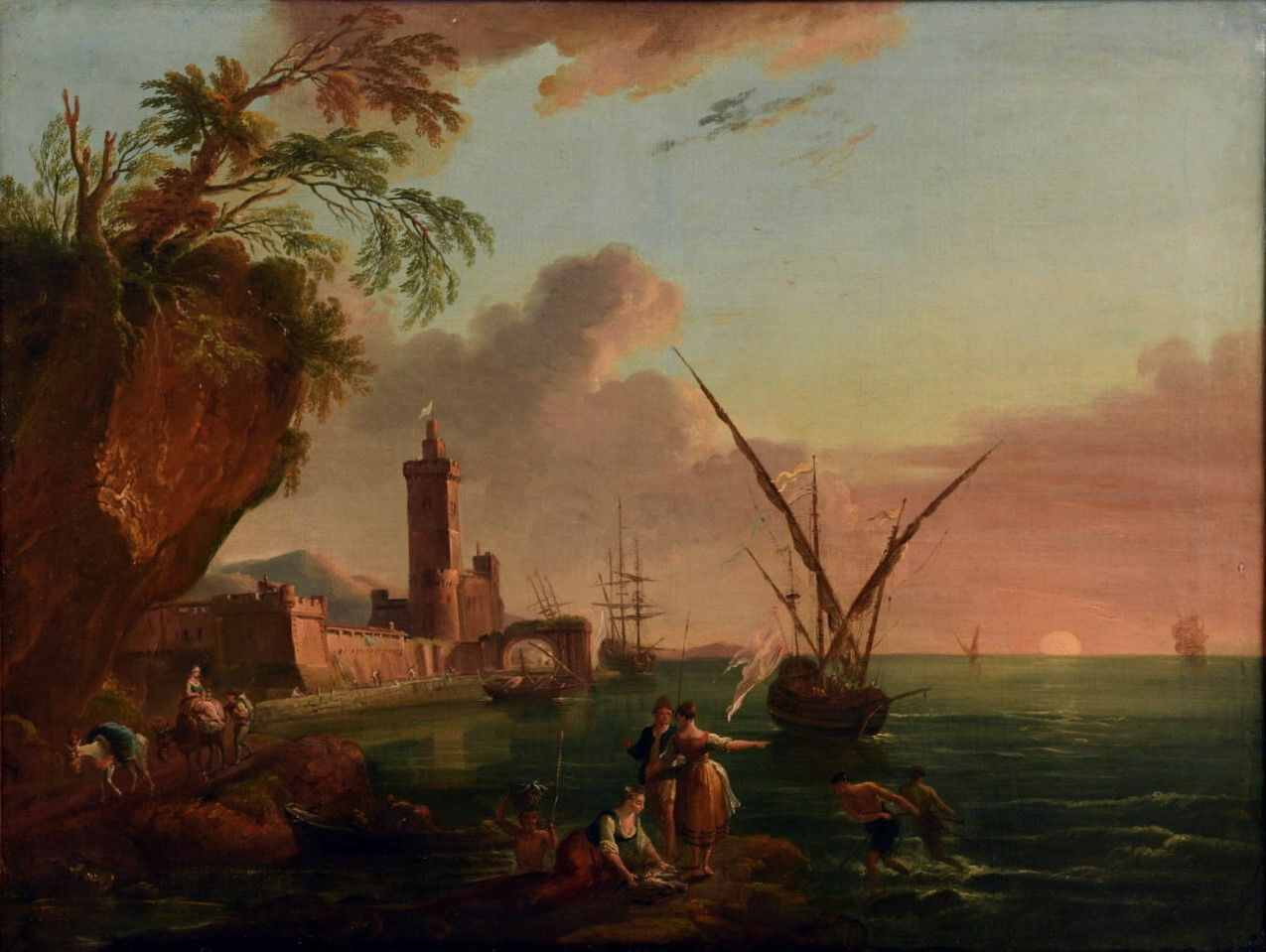
Jean-Baptiste Lallemand (1716-1803), Soleil couchant sur un port méditerranéen.
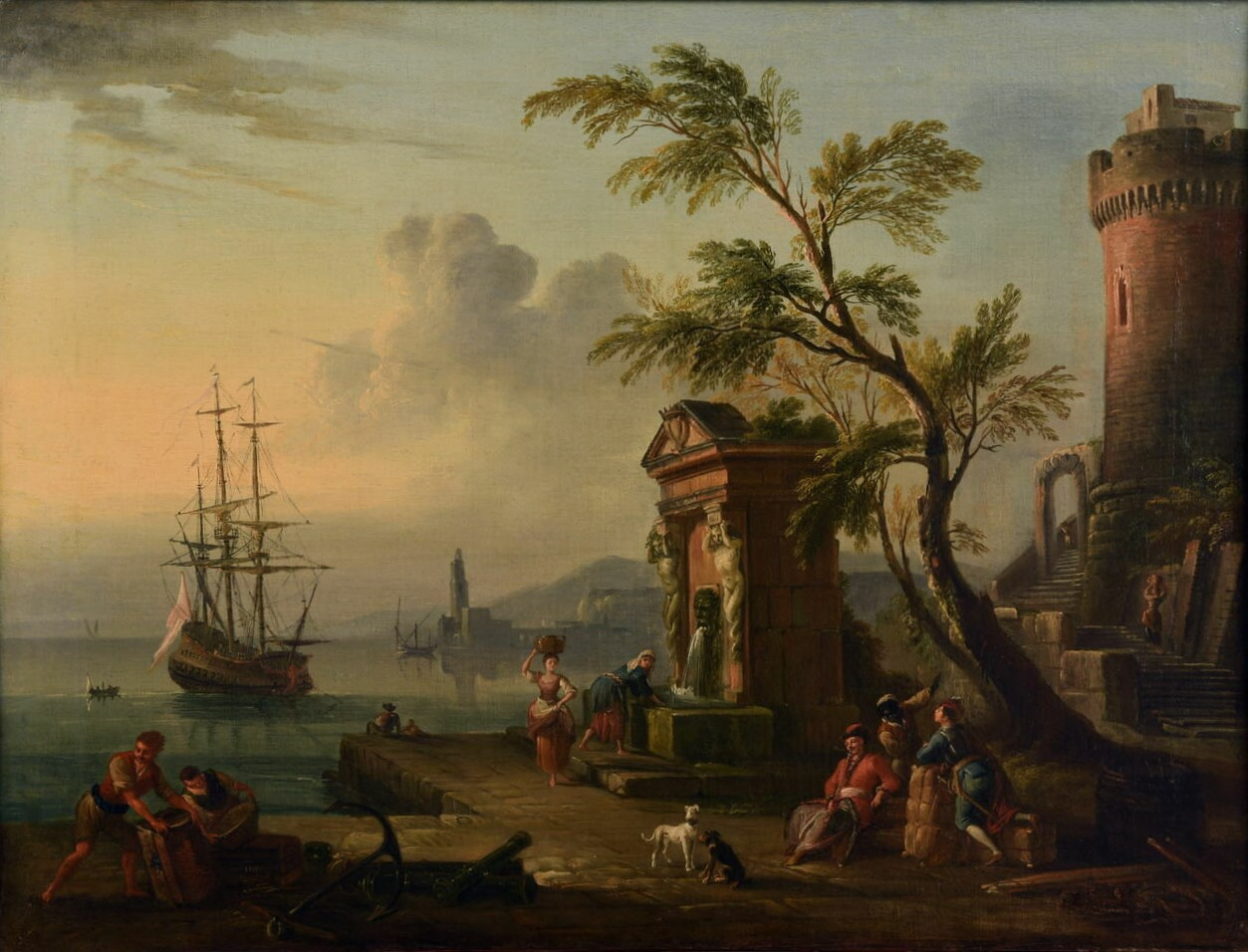
Jean-Baptiste Lallemand, Vue d'un port avec fontaine.
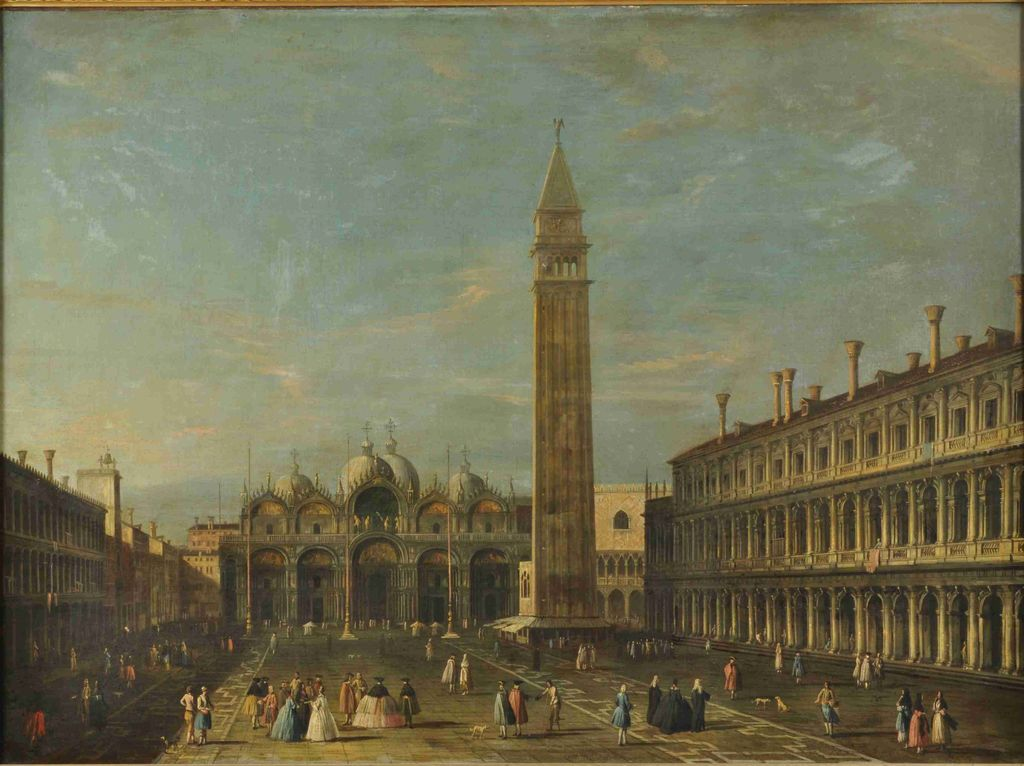
Bellotto (1721-1780) (entourage de), La Place Saint-Marc à Venise.
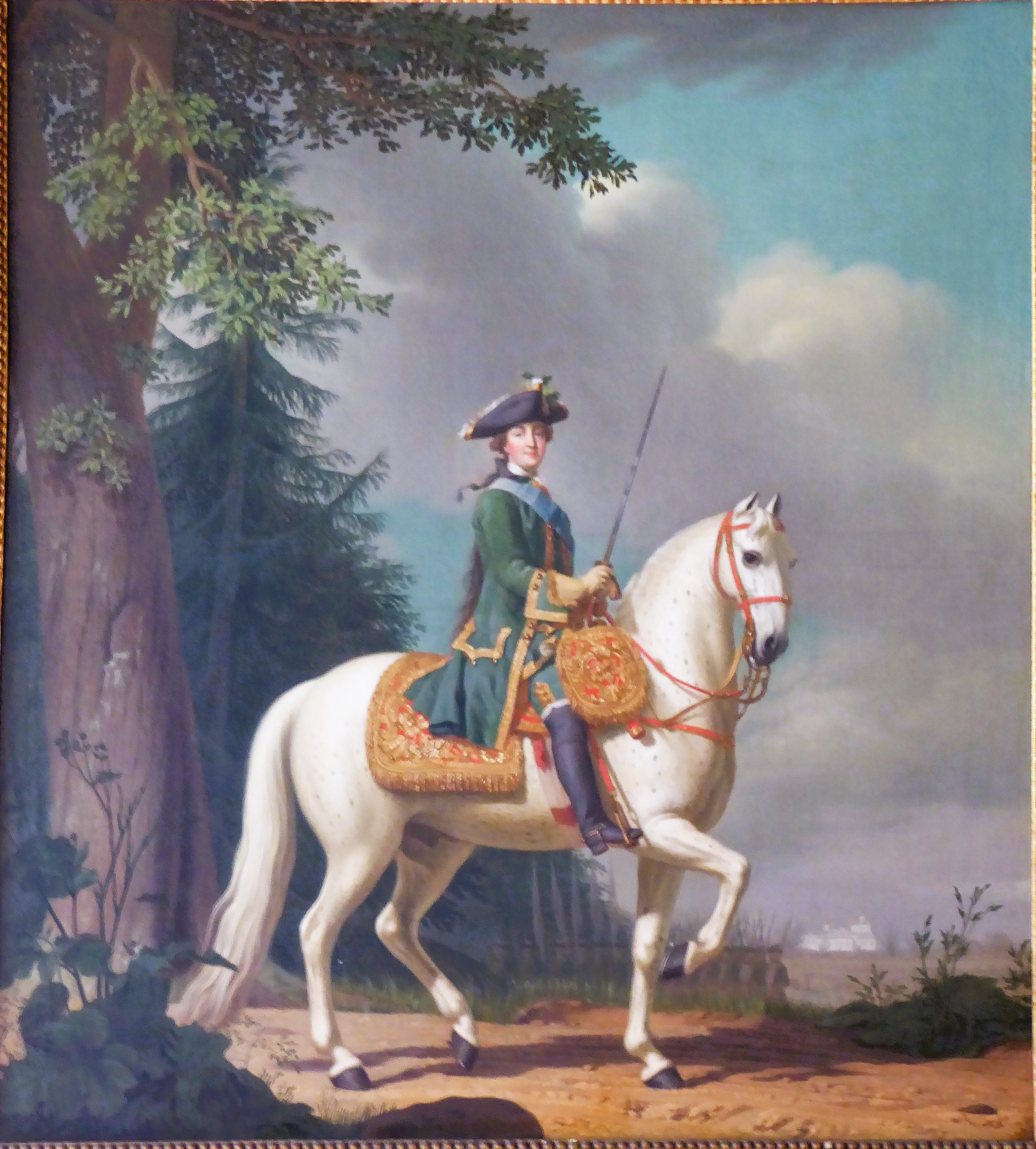
Erichsen (1722-1782), Portait équestre de la tsarine Catherine II.
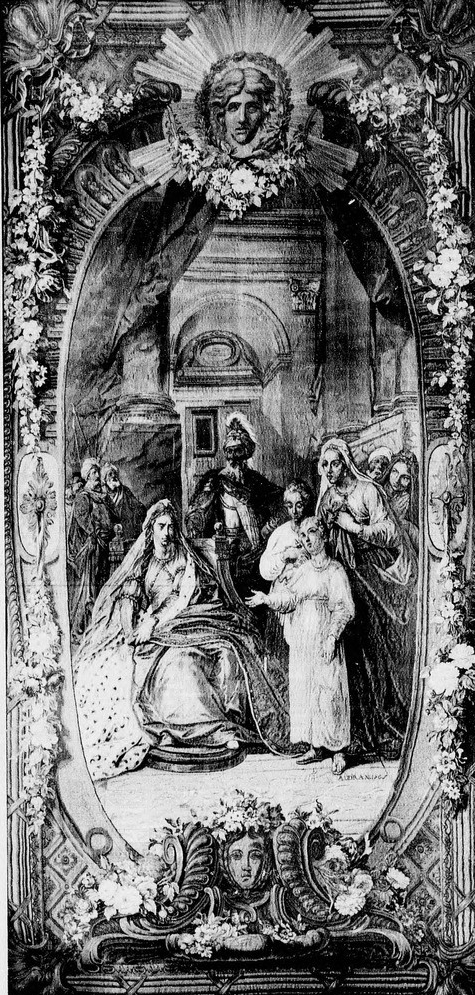
Tapisserie Belle, Athalie interrogeant Joas.
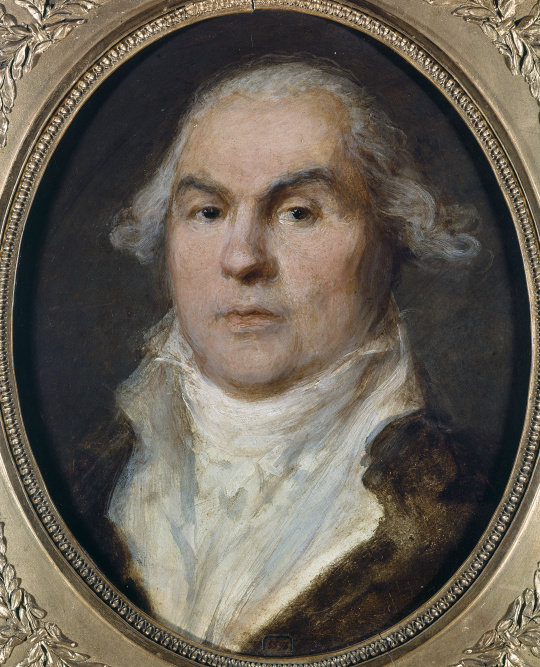
Jean-Baptiste Greuze (1725–1805), Portrait de Cambacérès.
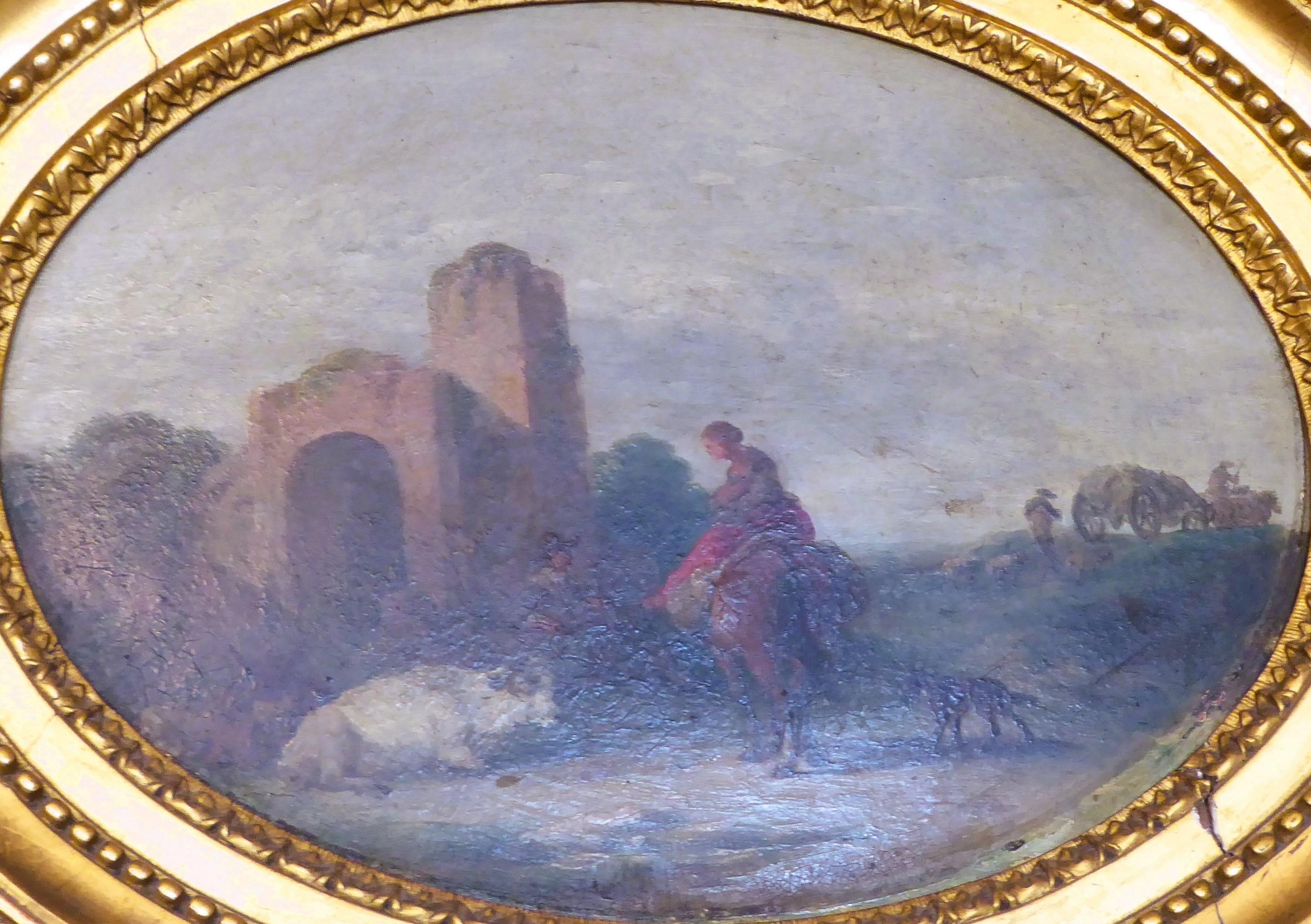
Casanona (1727-1803), Paysage italien.
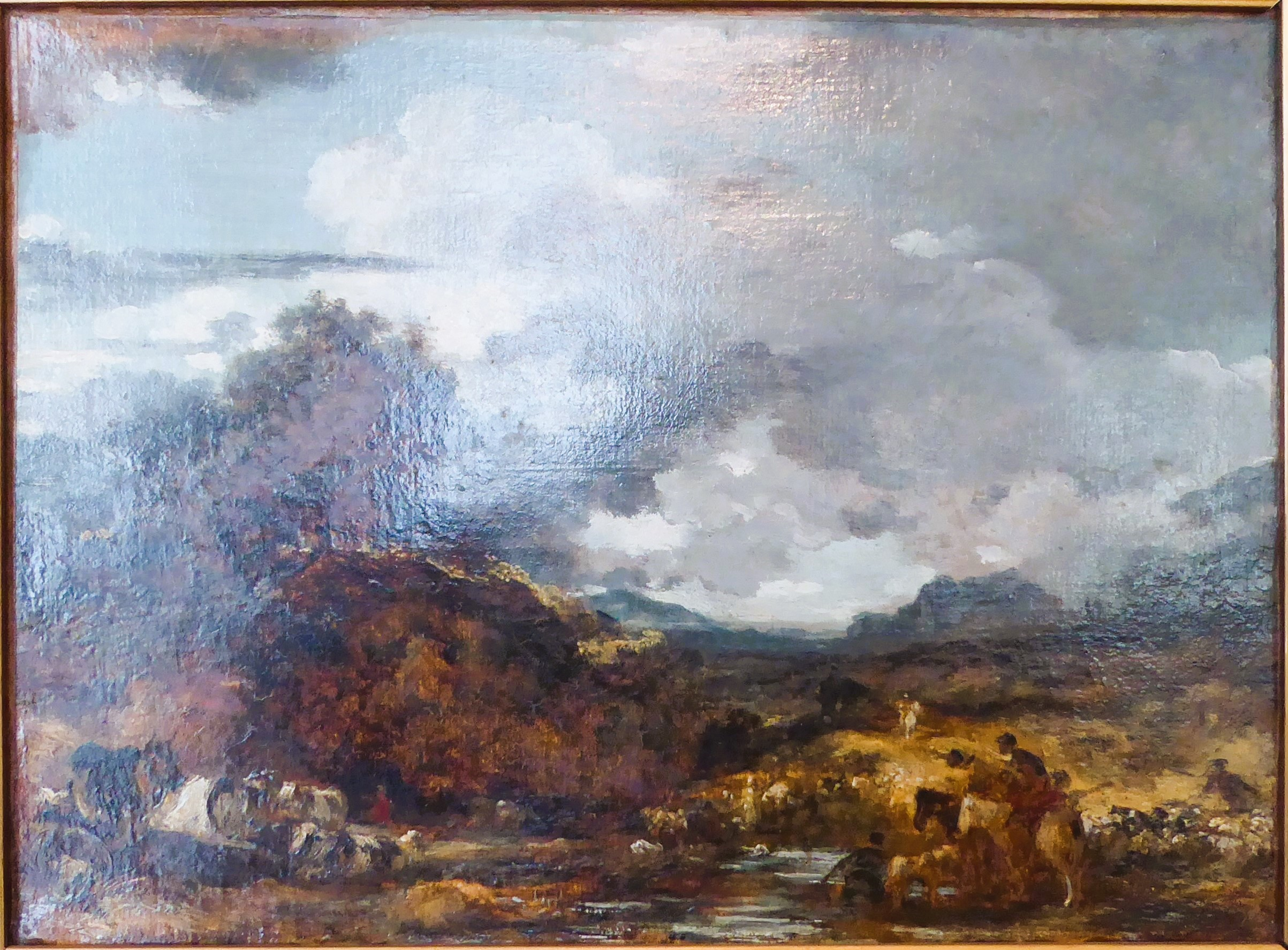
Jean-Honoré Fragonard (1732-1806), Paysage - Le Gué.
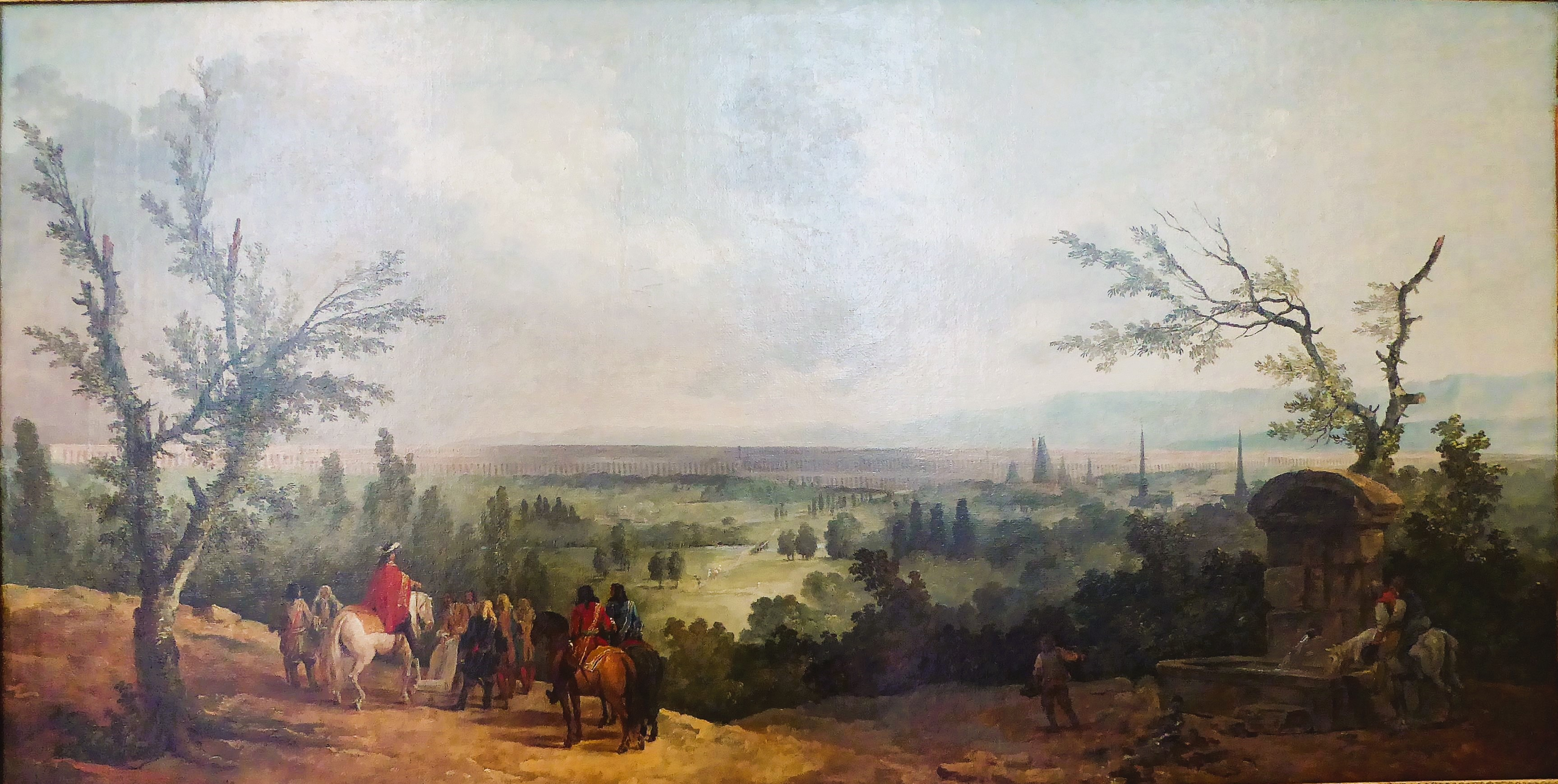
Hubert Robert (1733-1808), Vue des aqueducs de Maintenon.
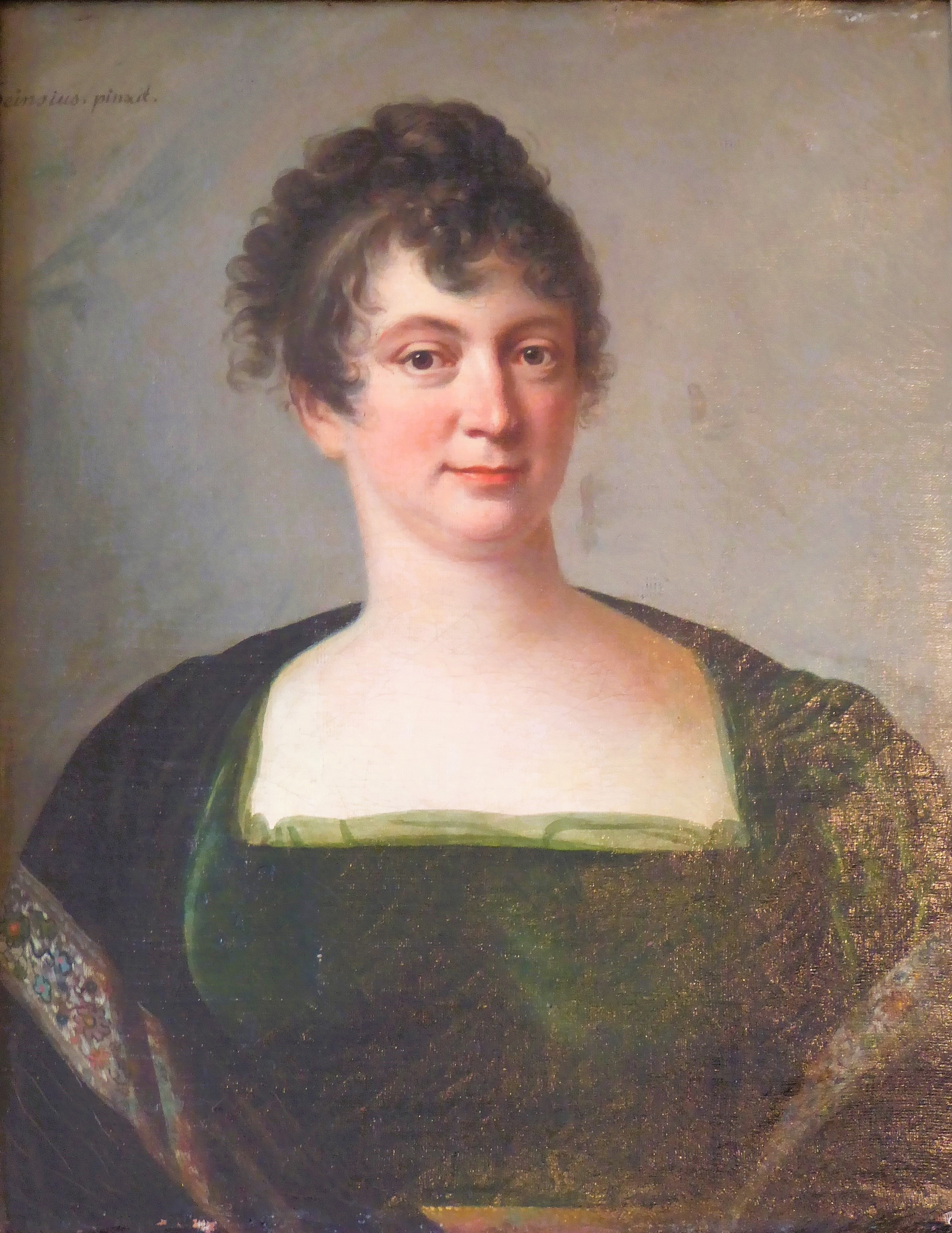
Heinsius (1740-1812), Portrait d'une dame en robe verte.
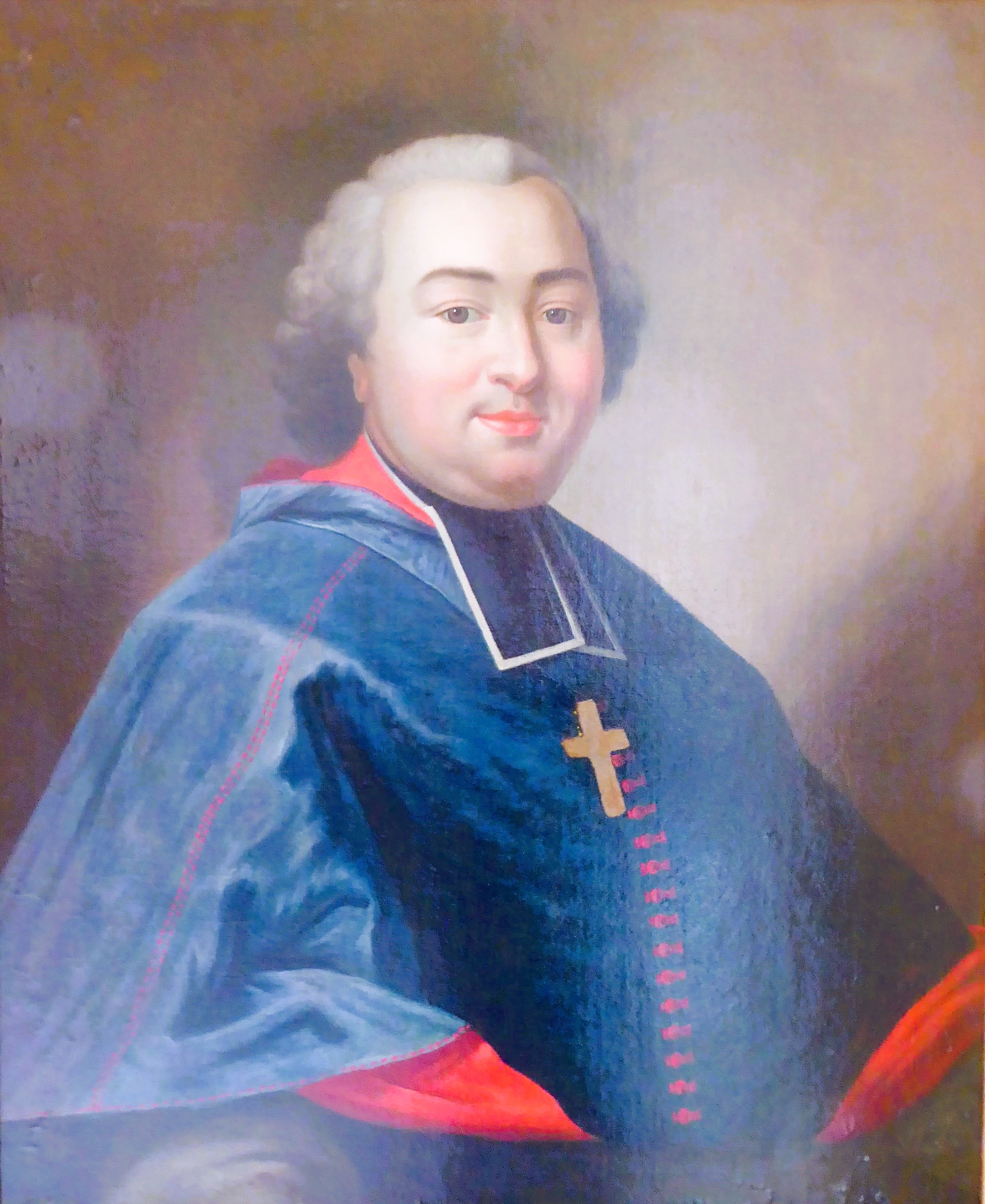
École française, XVIIIe siècle, Monseigneur de Fleury, évêque de Chartres.

### Galerie de peintures du XIXe siècle

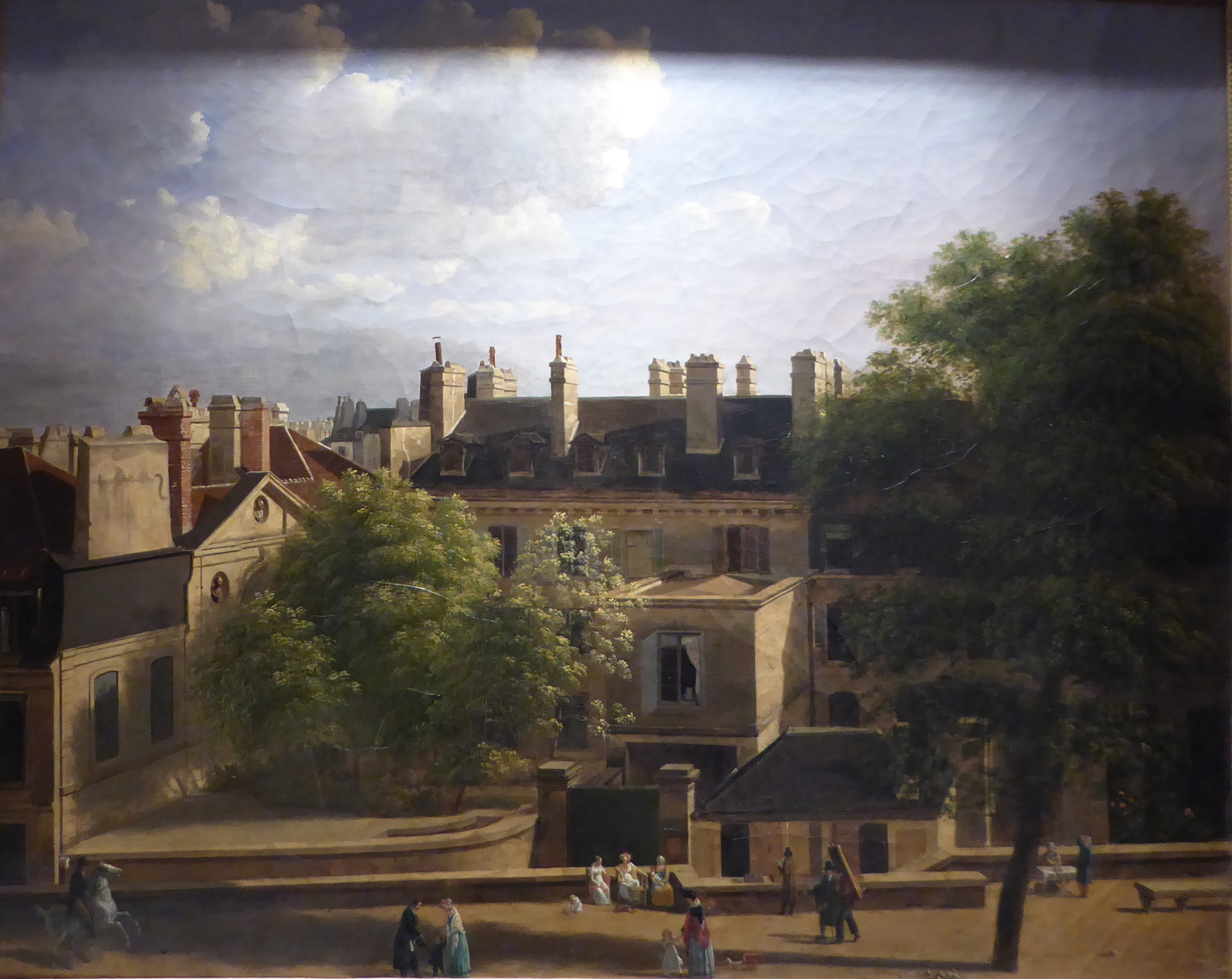
Mathieu Cochereau, Le boulevard des Capucines • 1809.
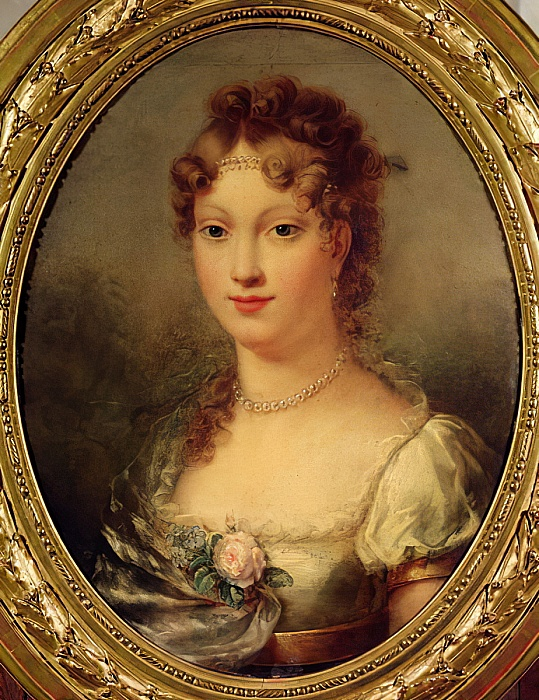
Prud'hon (attr.), Marie-Louise • 1810.
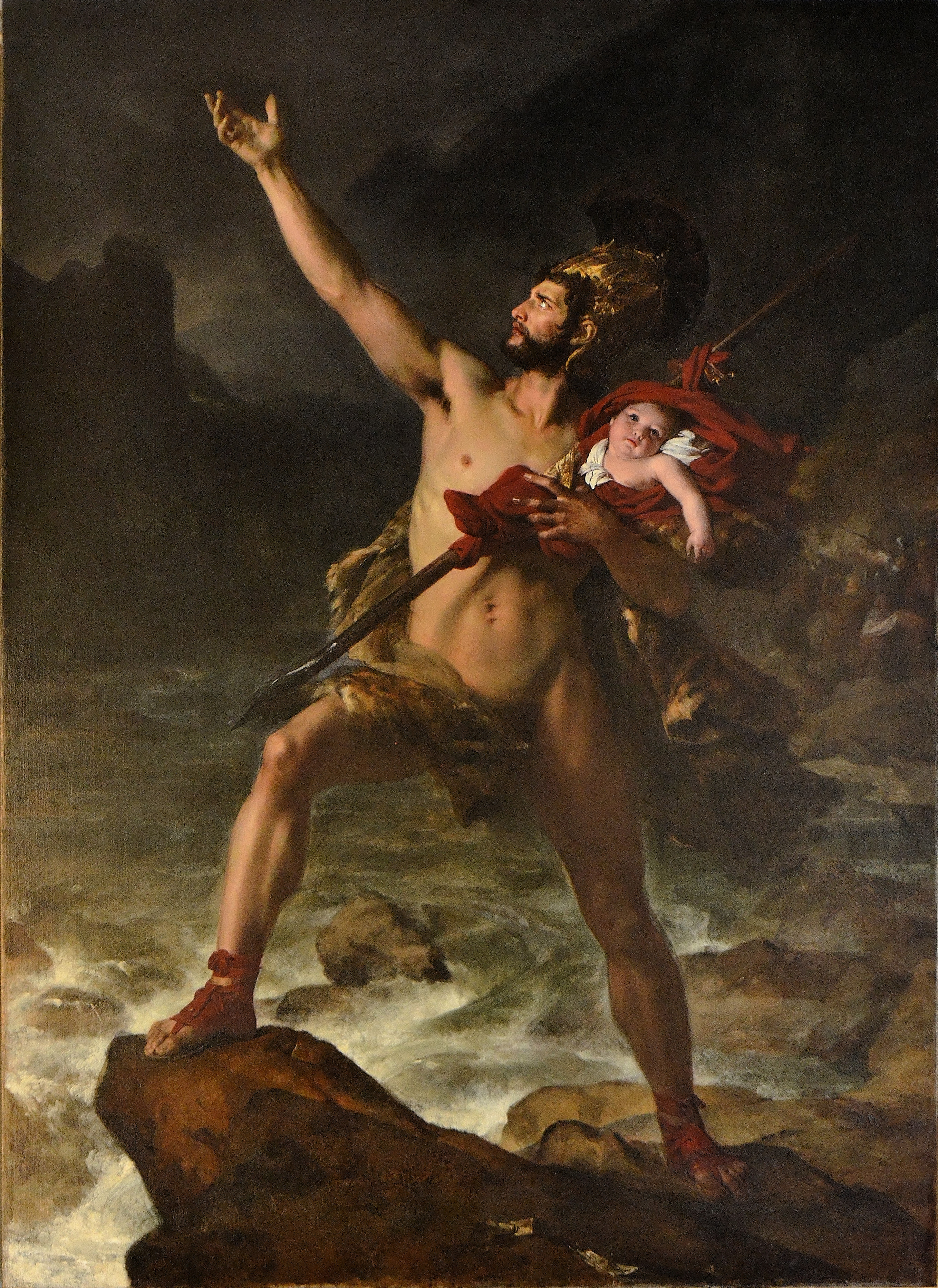
Léon Cogniet, Métabus et Camille • 1821.
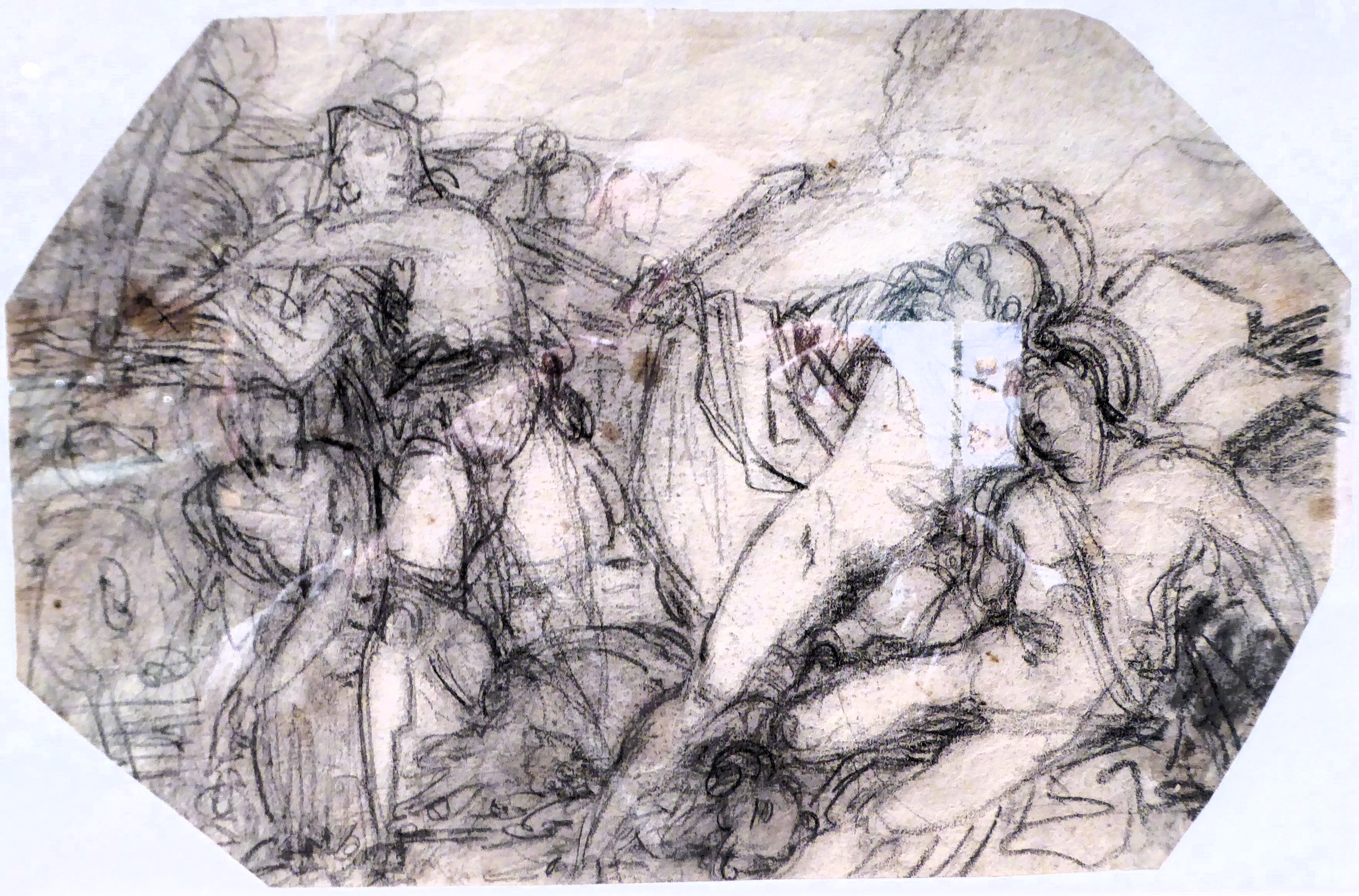
François Bouchot, Étude Oreste et Pylade investis par les bergers • 1822.
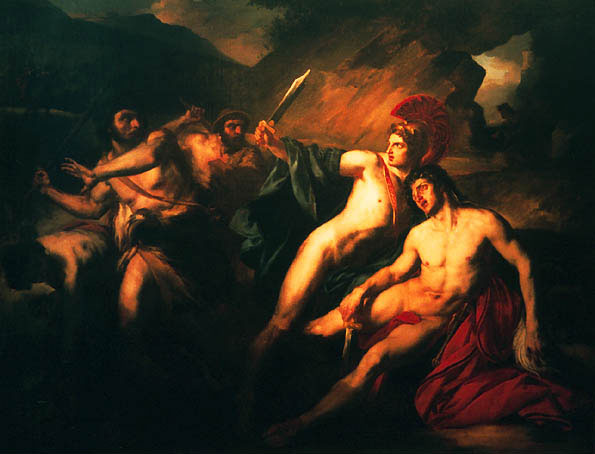
François Bouchot, Oreste et Pylade investis par les bergers • 1822.
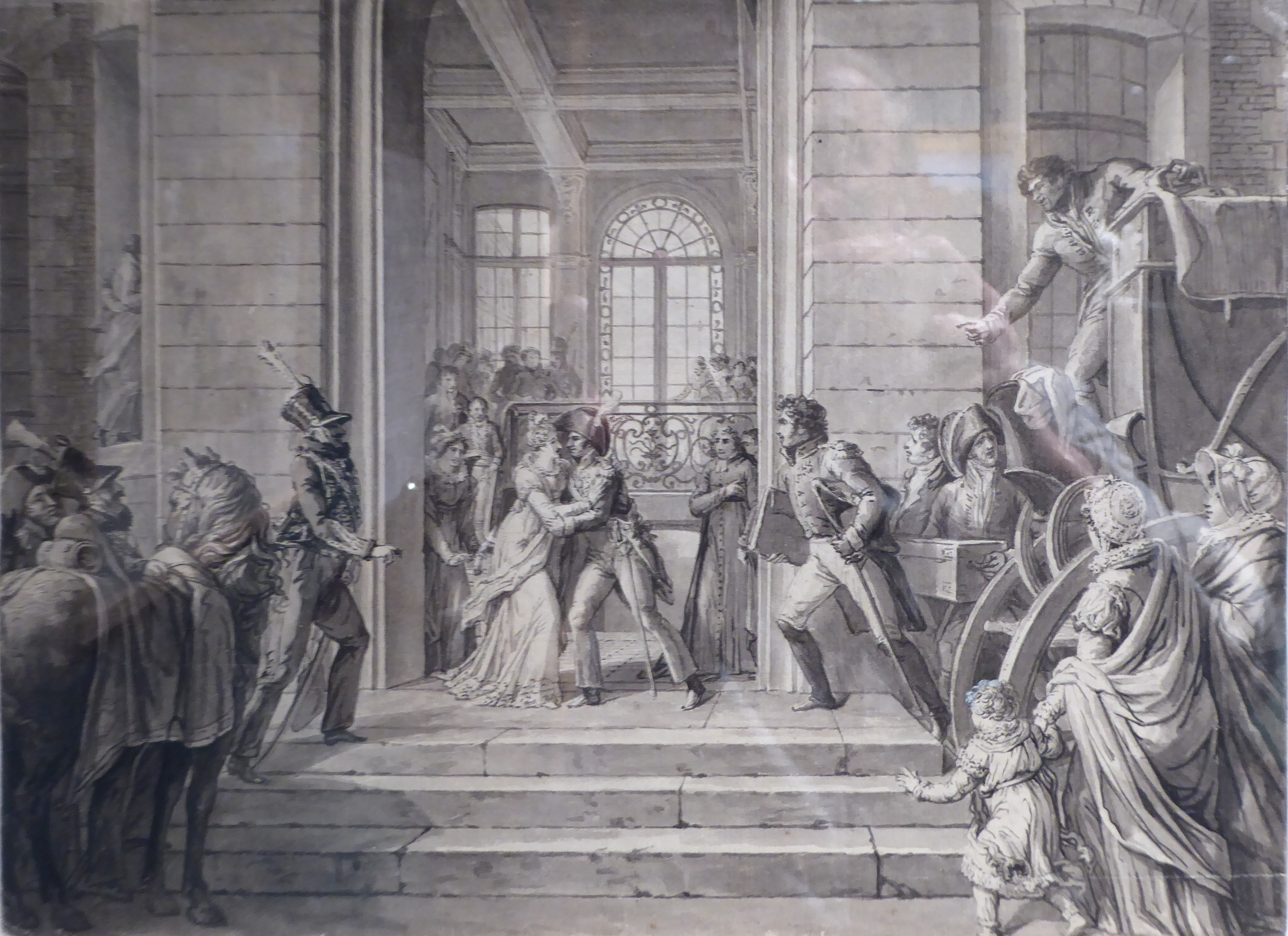
Garnier, esquisse Entrevue du duc et de la duchesse d'Angoulême sur le perron du palais de l'évêché.
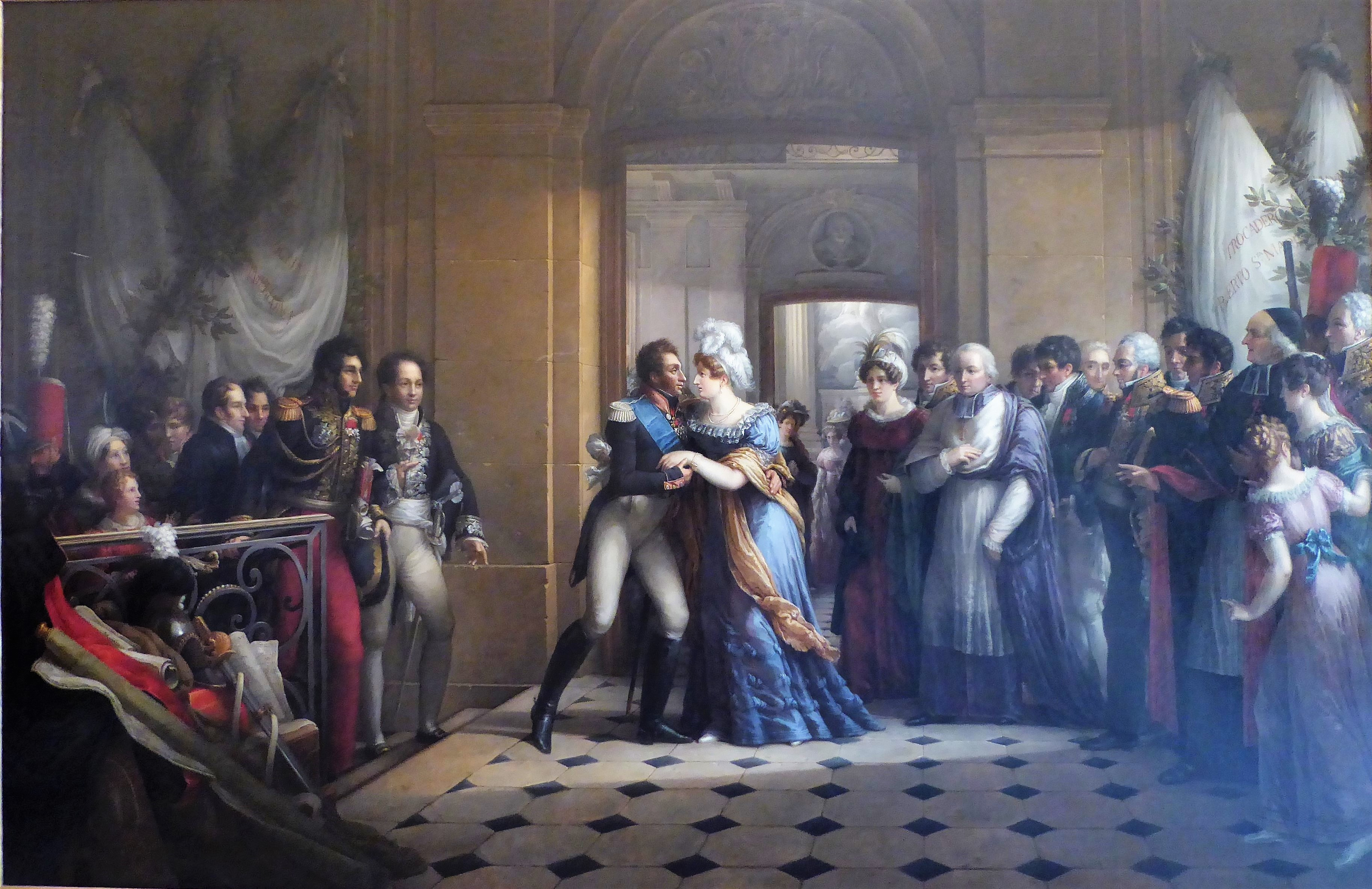
Étienne-Barthélémy Garnier, Entrevue du duc et de la duchesse d'Angoulême • 1826.
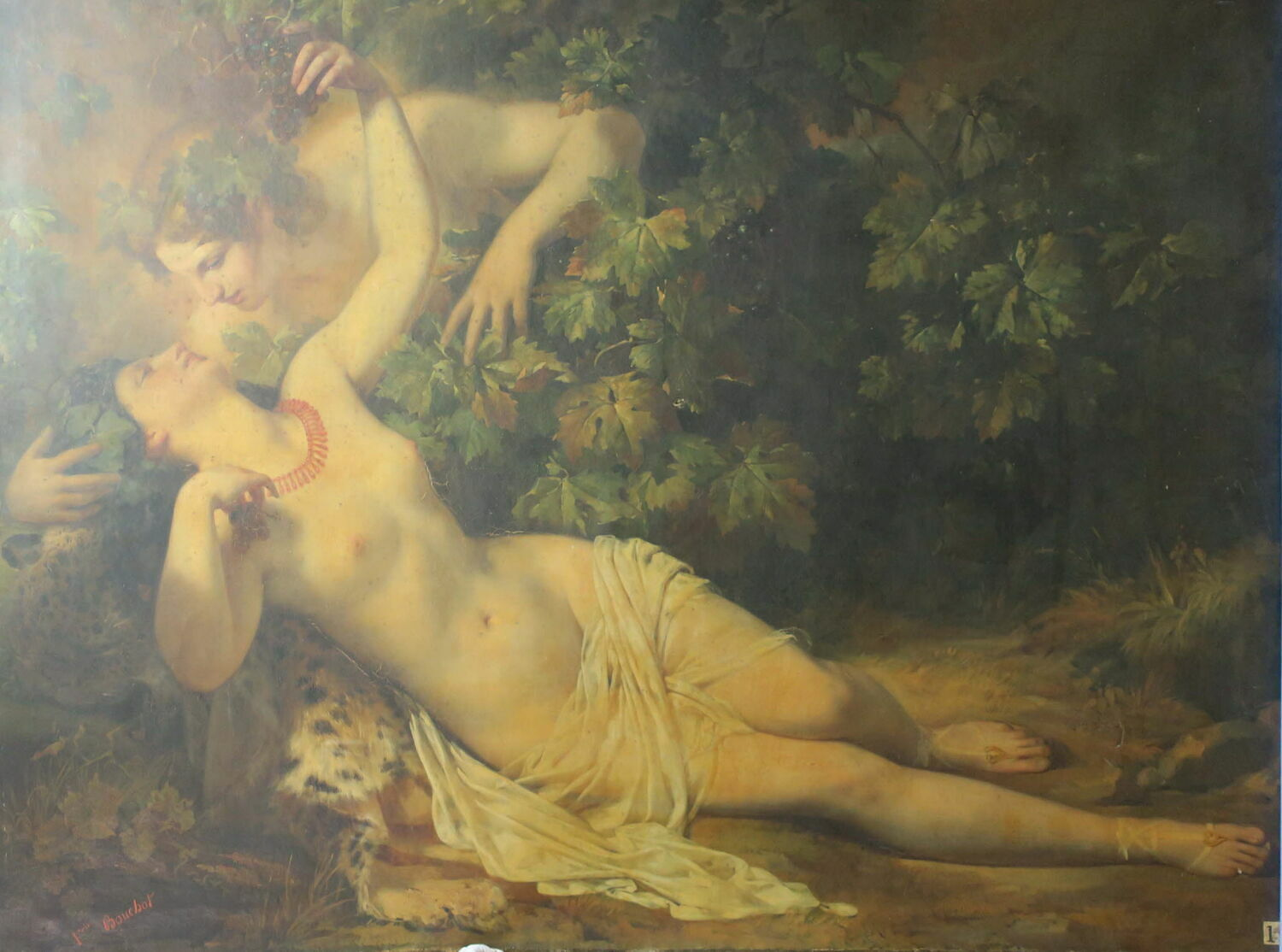
François Bouchot, Bacchus et Érigone • 1827.
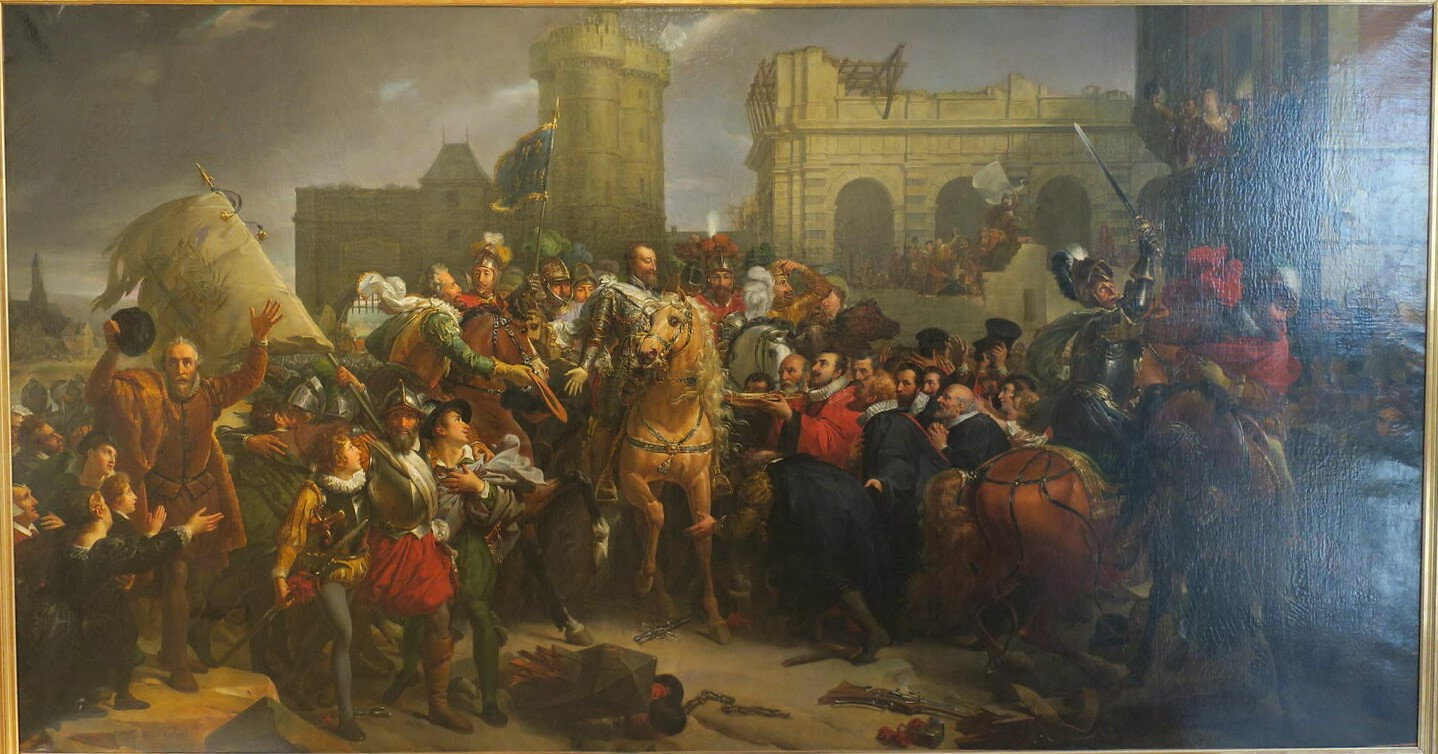
François Gérard, Entrée de Henri IV à Paris le 22 mars 1594 • 1830 (original de 1817).
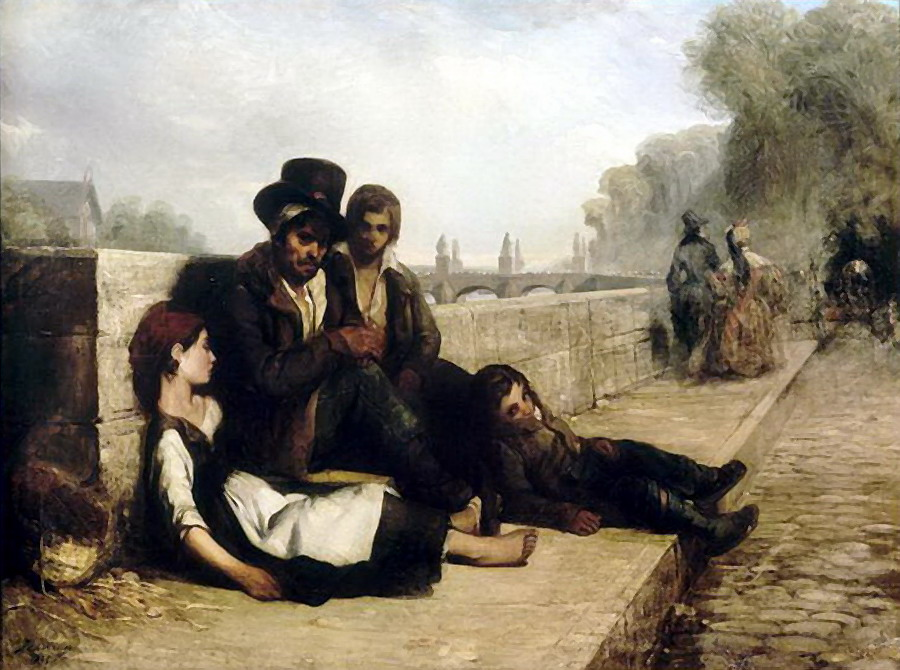
Philippe-Auguste Jeanron, Scène de Paris • 1833.
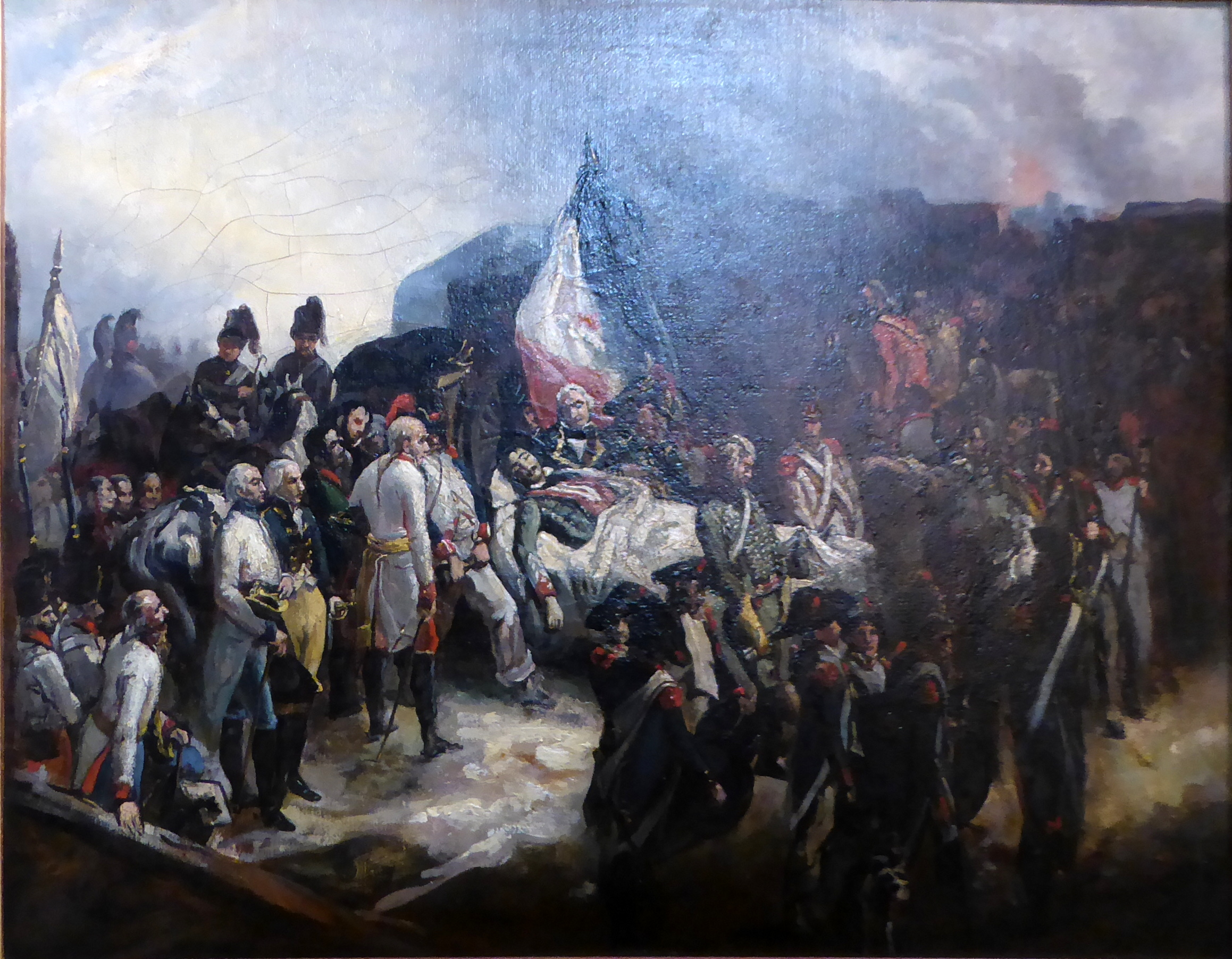
François Bouchot, Funérailles du général Marceau • 1835.
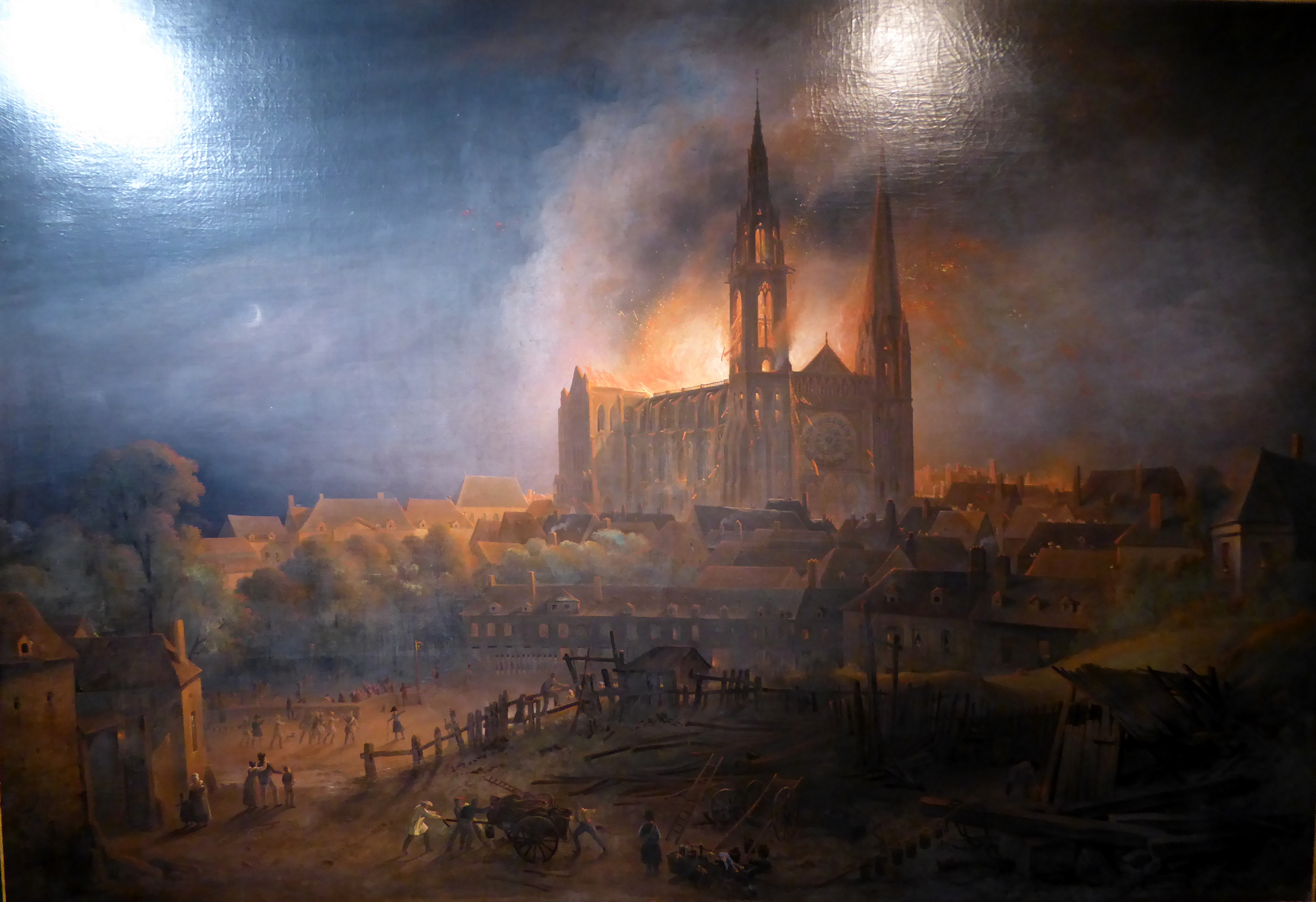
François Alexandre Pernot, Incendie de la cathédrale de Chartres, juin 1836 • 1836-1837.
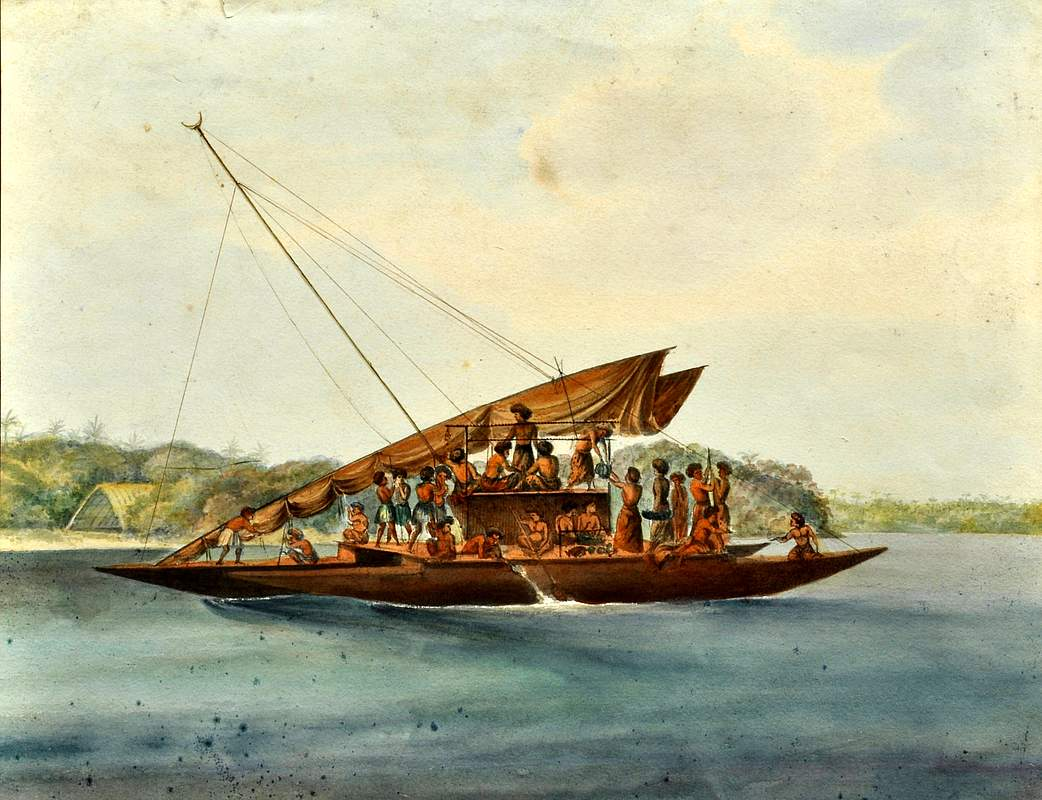
Louis-Auguste de Sainson, Pirogue double, île des Amis • Vers 1840.
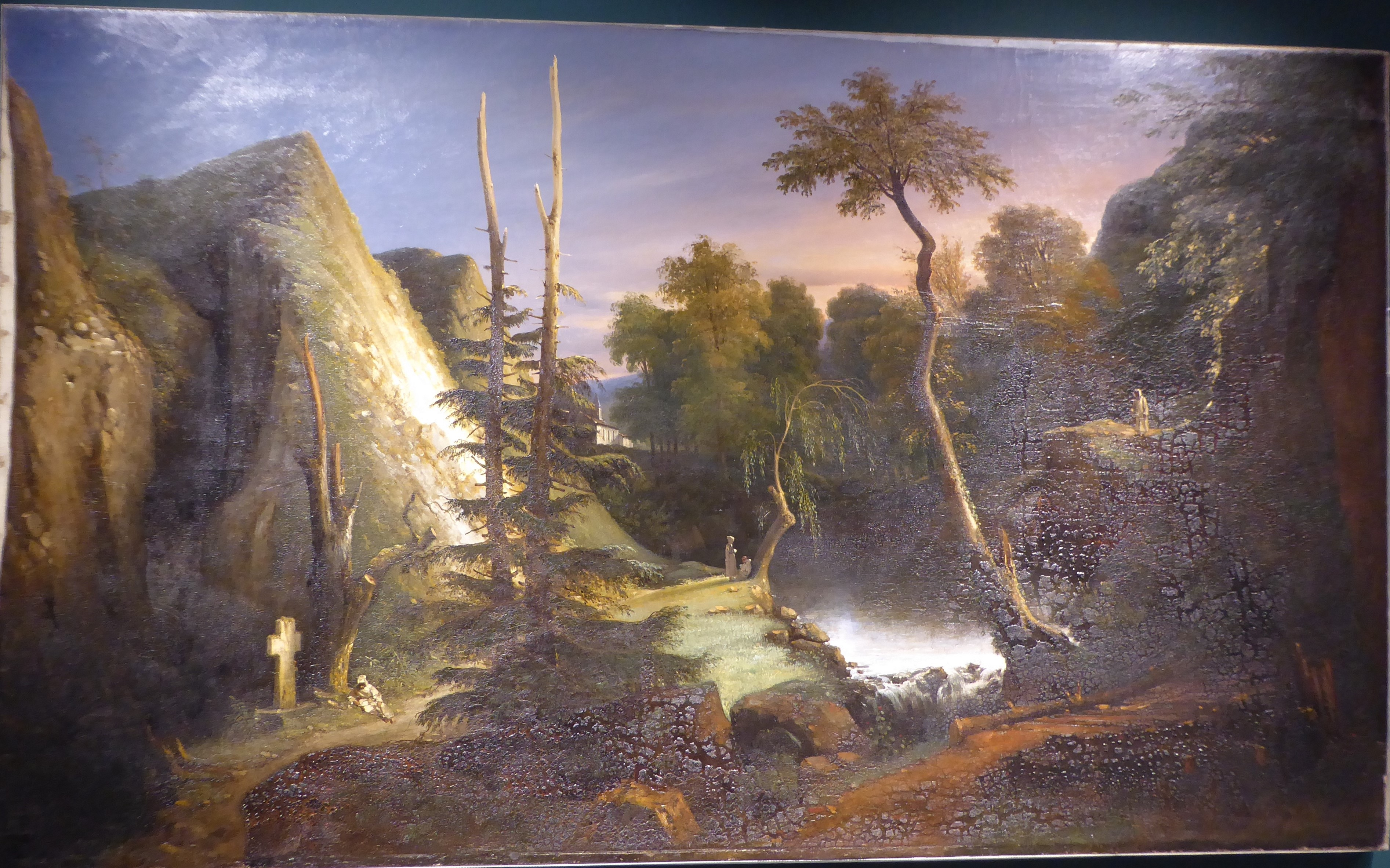
Auguste-Jacques Régnier, Environs de la Grande Chartreuse de Grenoble • 1841.
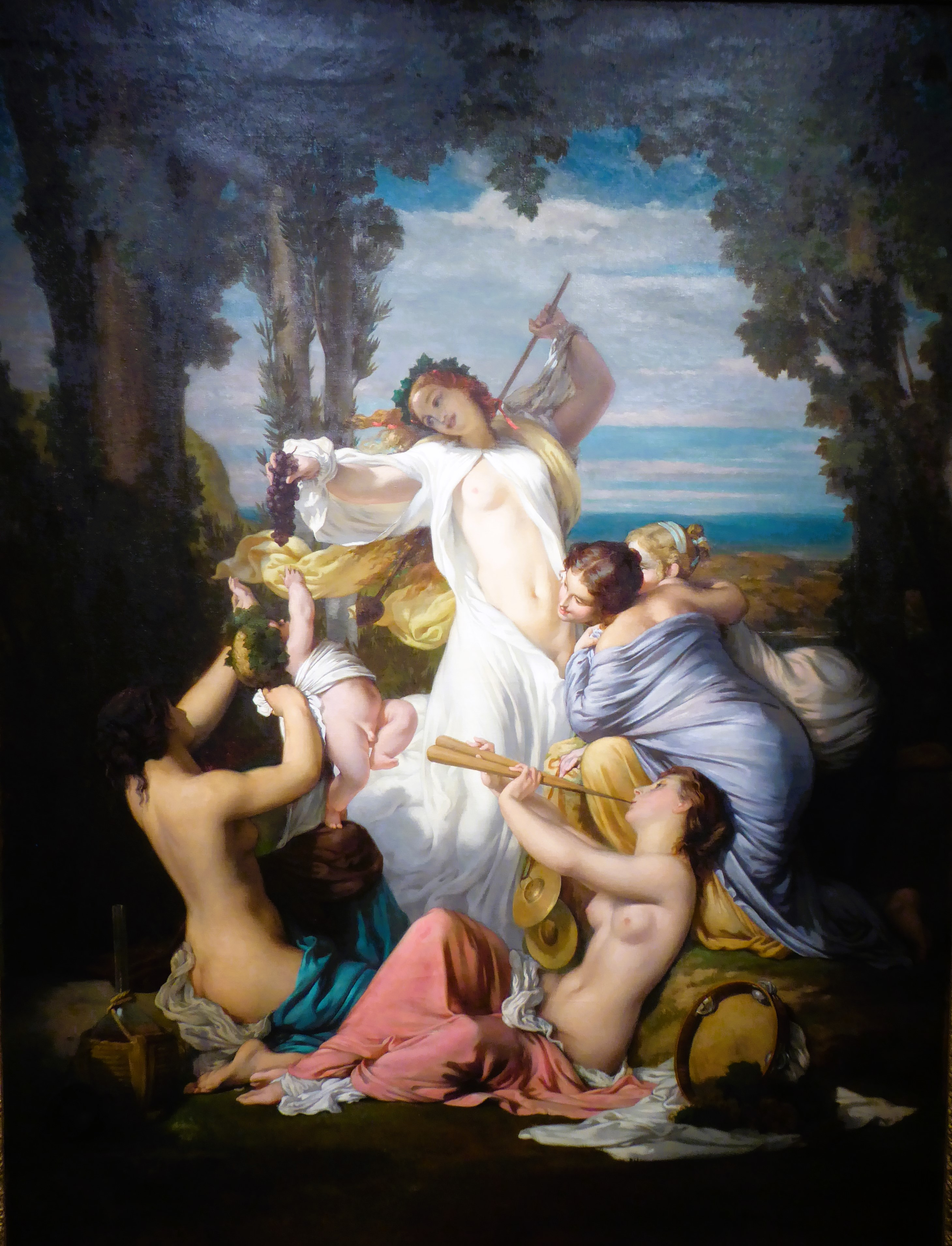
P.-D. Gourlier, Éducation de Bacchus • 1844.
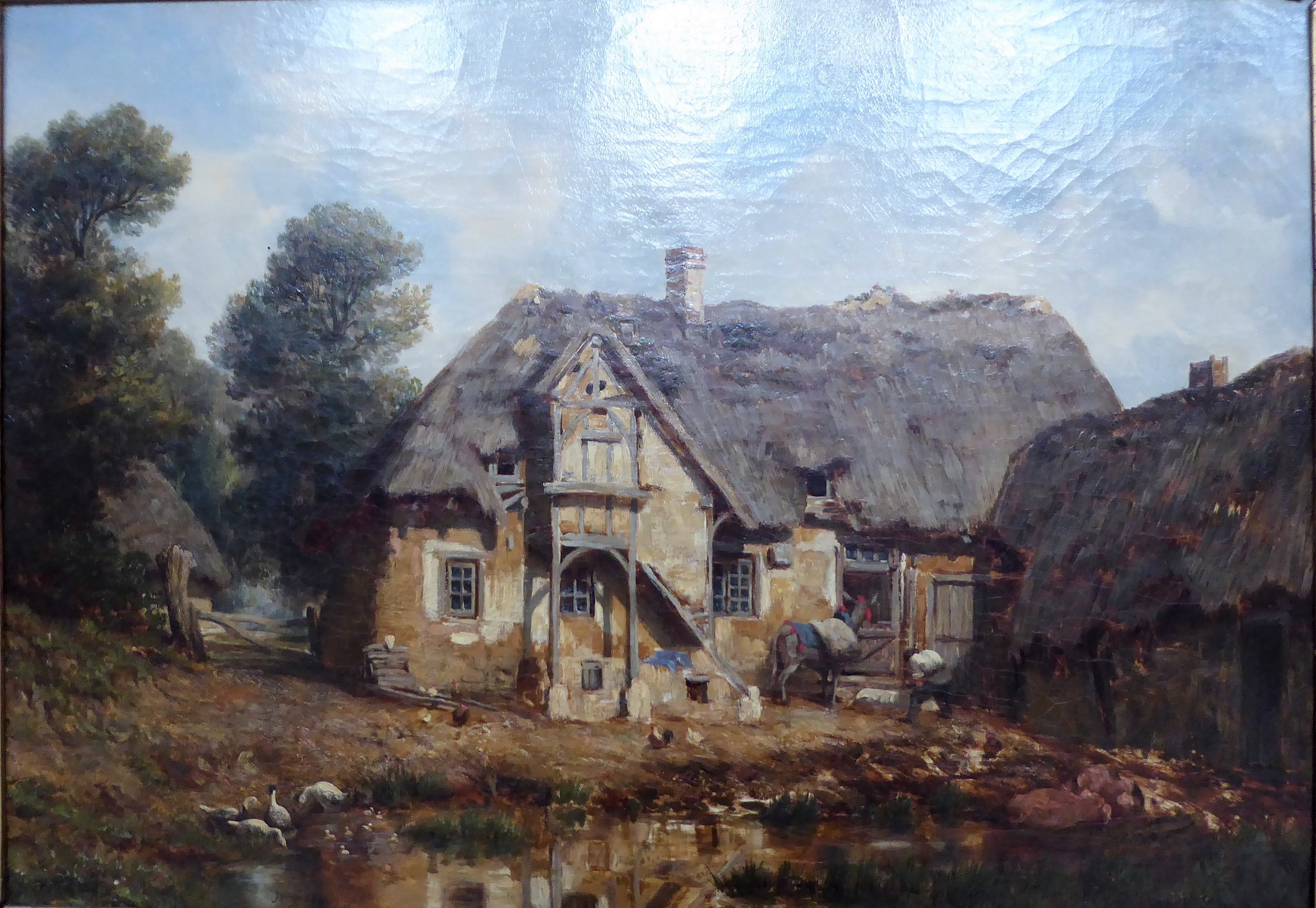
Alexandre Ségé, Une ferme à Ouerray • 1844.
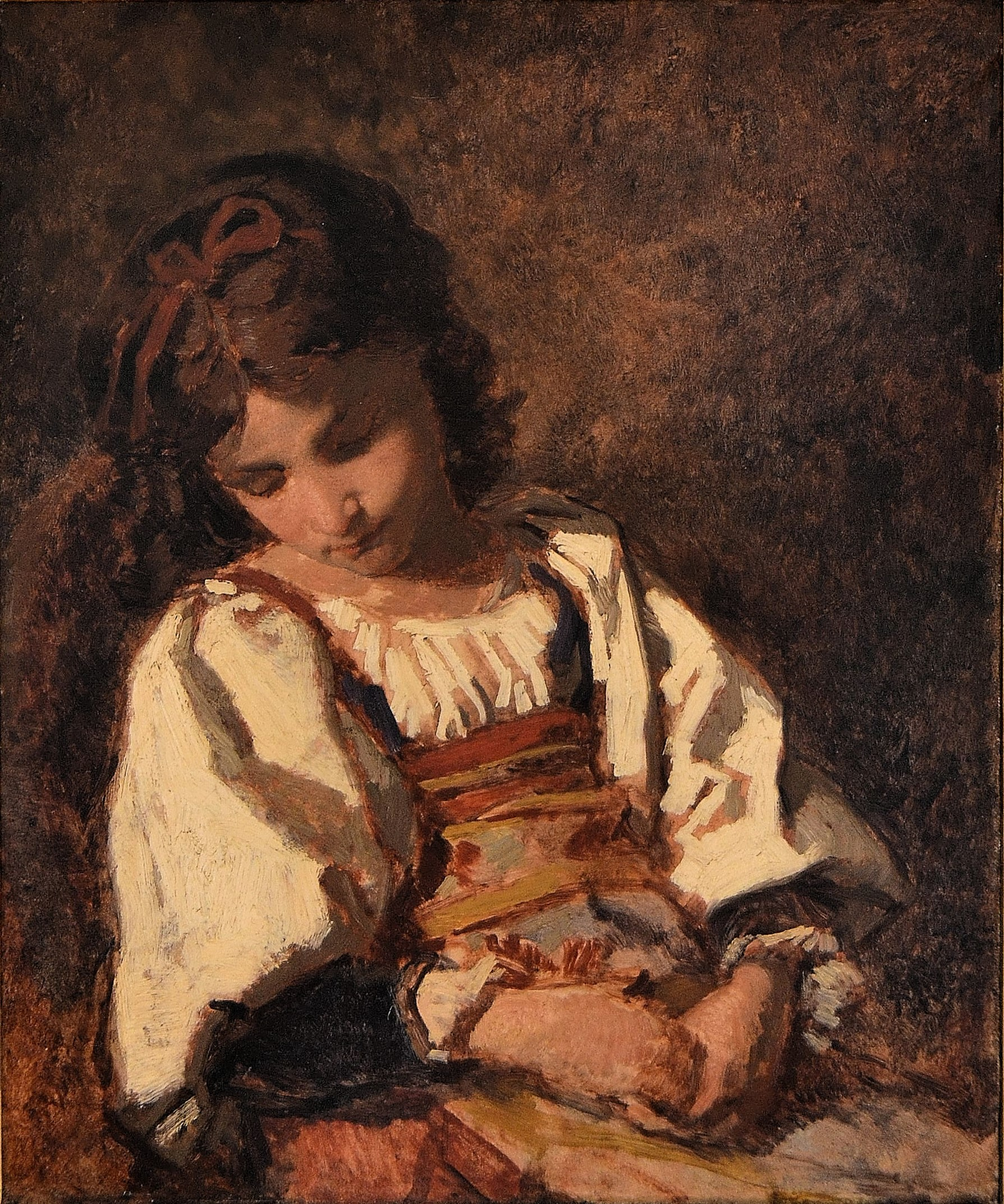
Thomas Couture, Jeune fille endormie • 1850.
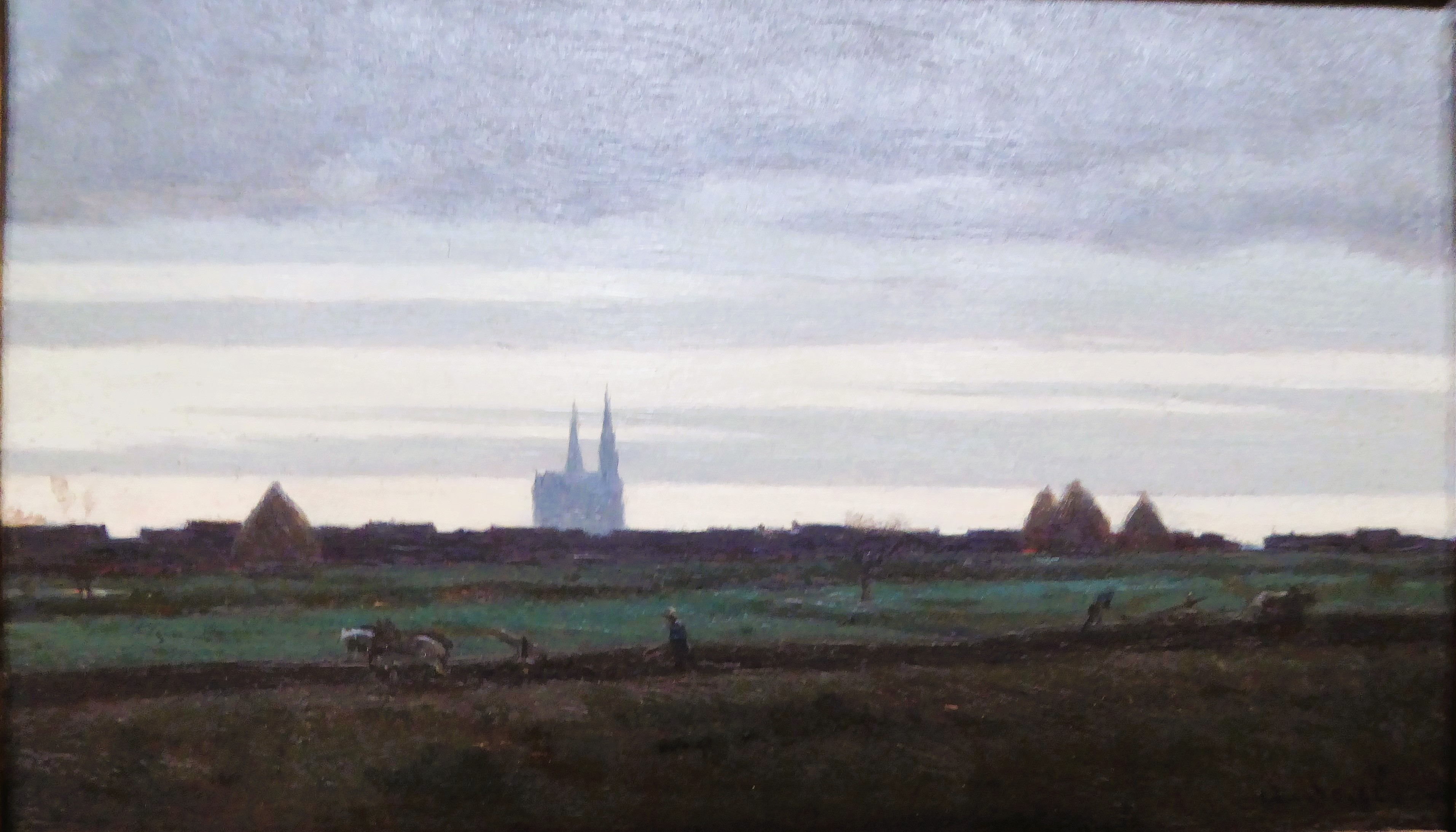
Alexandre Ségé, Scène de labour en Beauce • Seconde moitié du XIXe siècle.
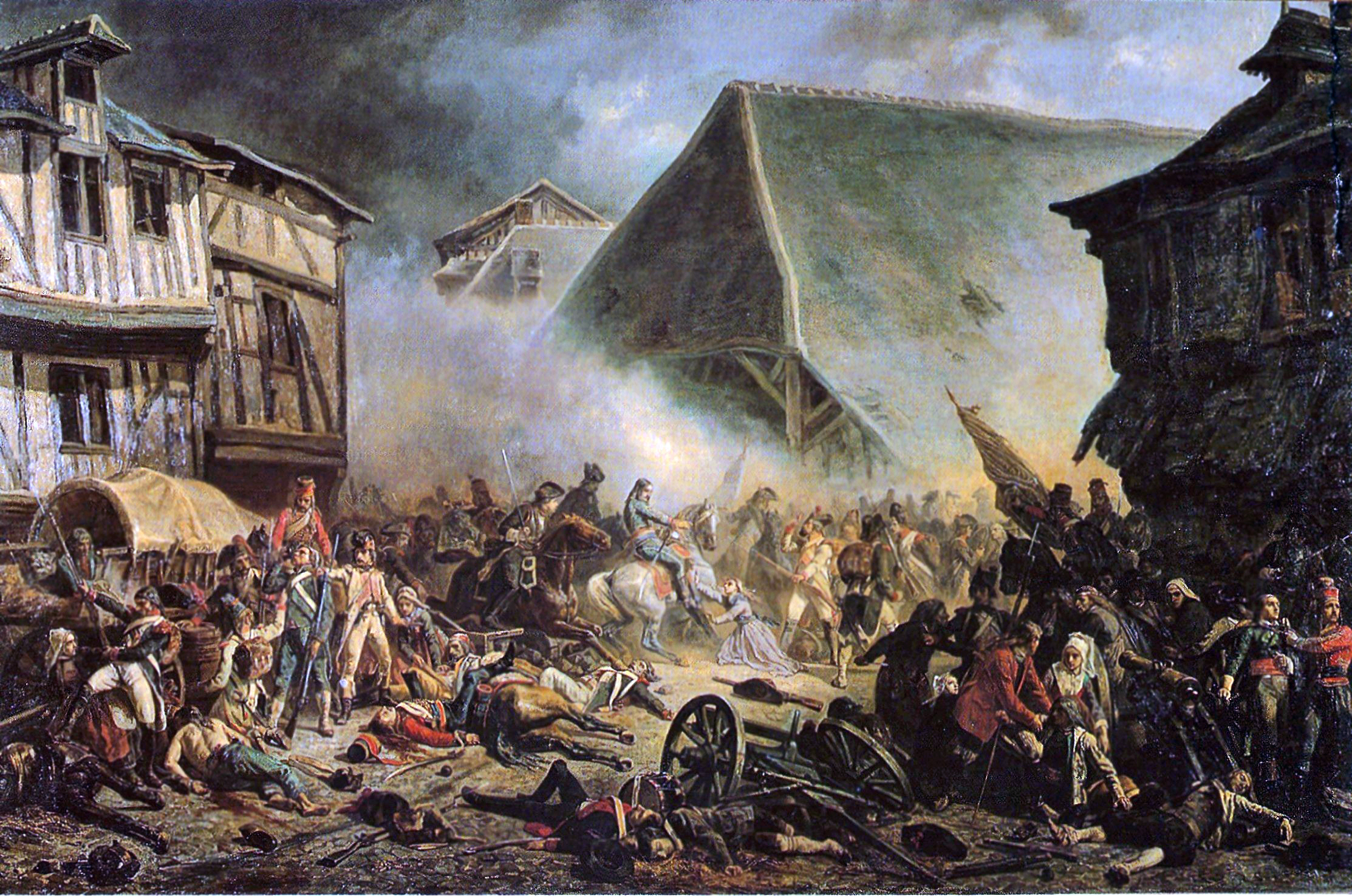
Jean Sorieul, La bataille du Mans, 12 et 13 décembre 1793 • 1853.
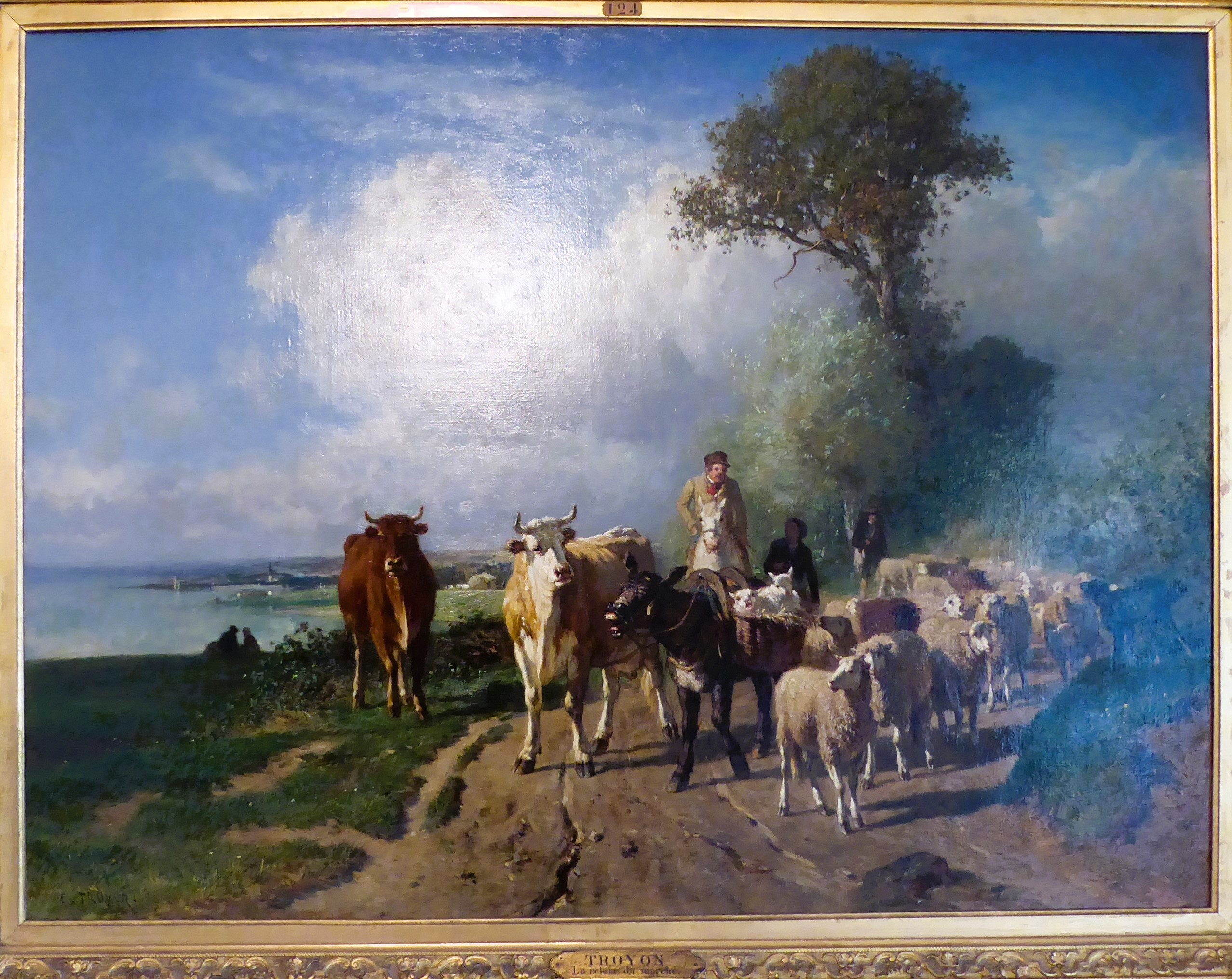
Constant Troyon, Le retour du marché • Vers 1855.
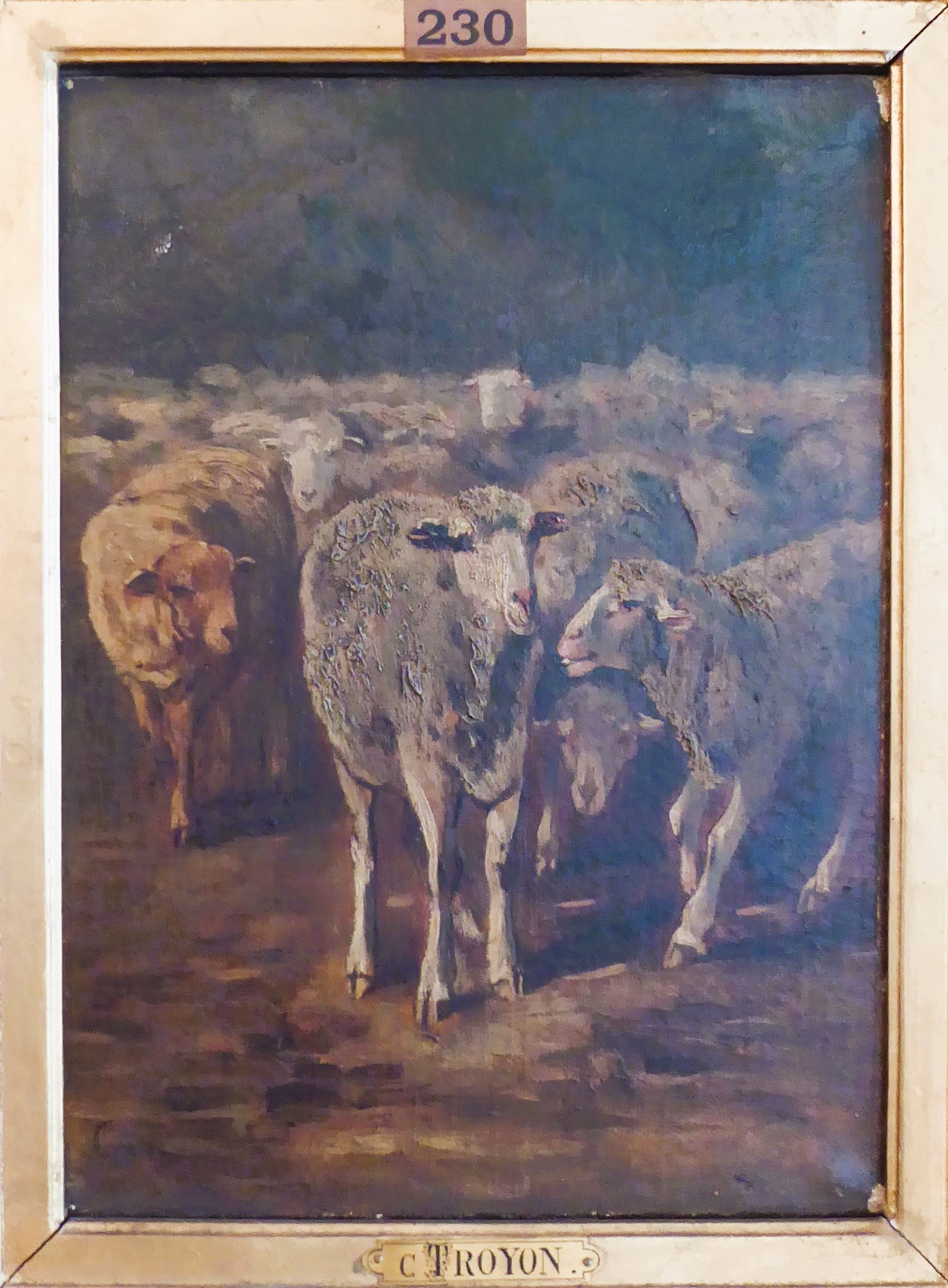
Troyon (1810-1865), Moutons.
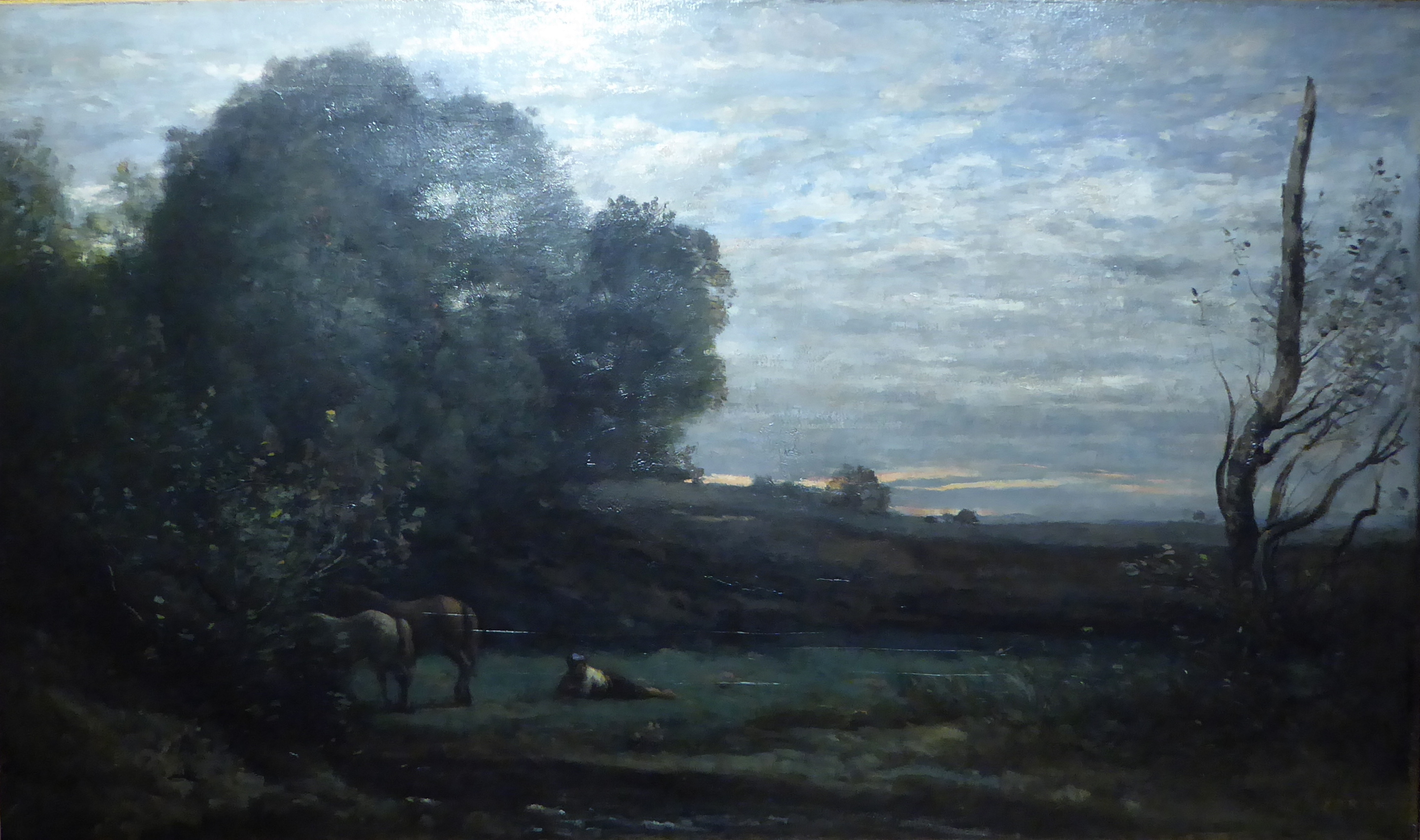
Camille Corot, Le Repos des chevaux • 1855-1875.
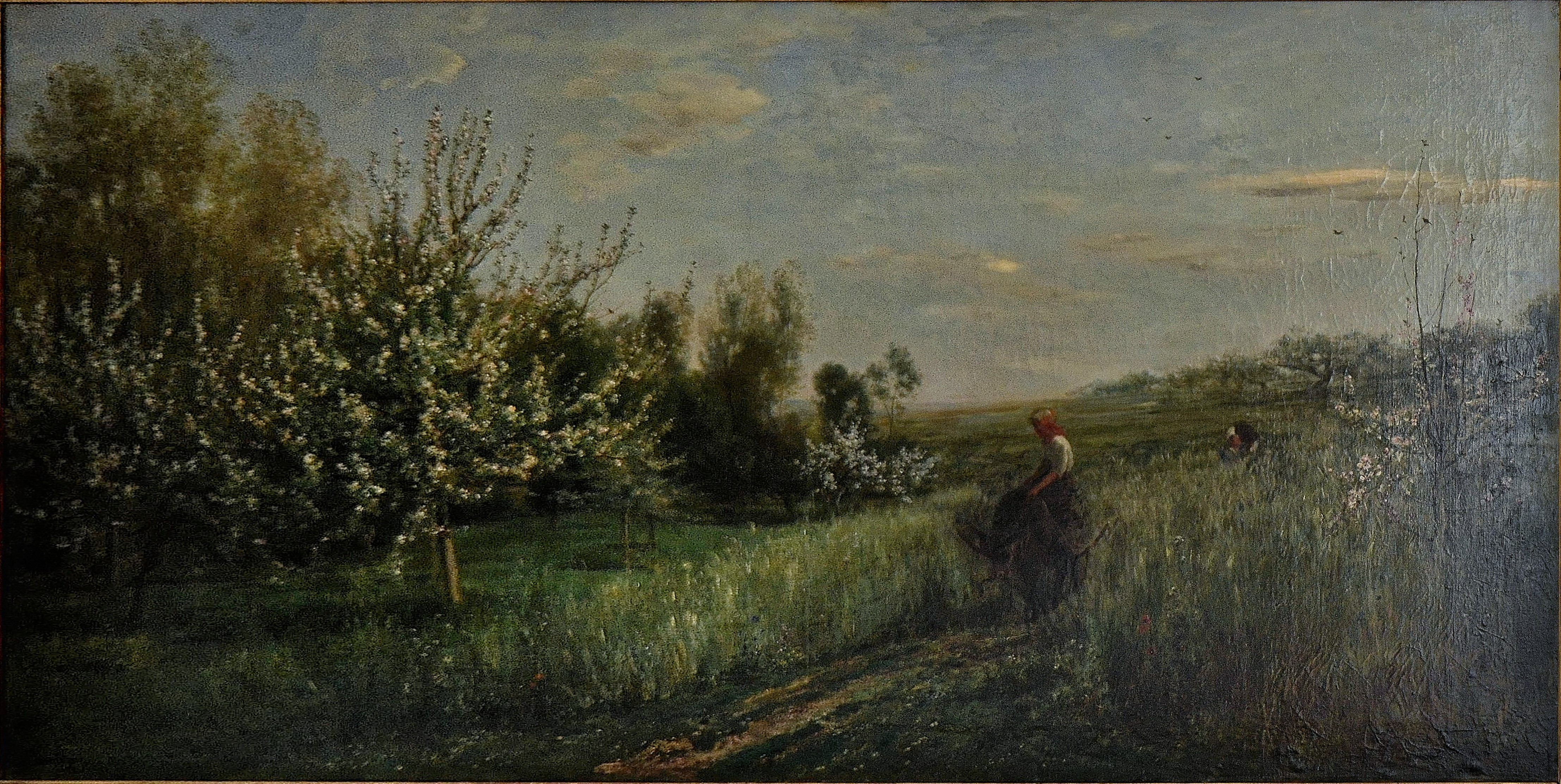
Charles-François Daubigny, Le PrintempsScène de labour en Beauce, 2e moitié du XIXe siècle, 1857.
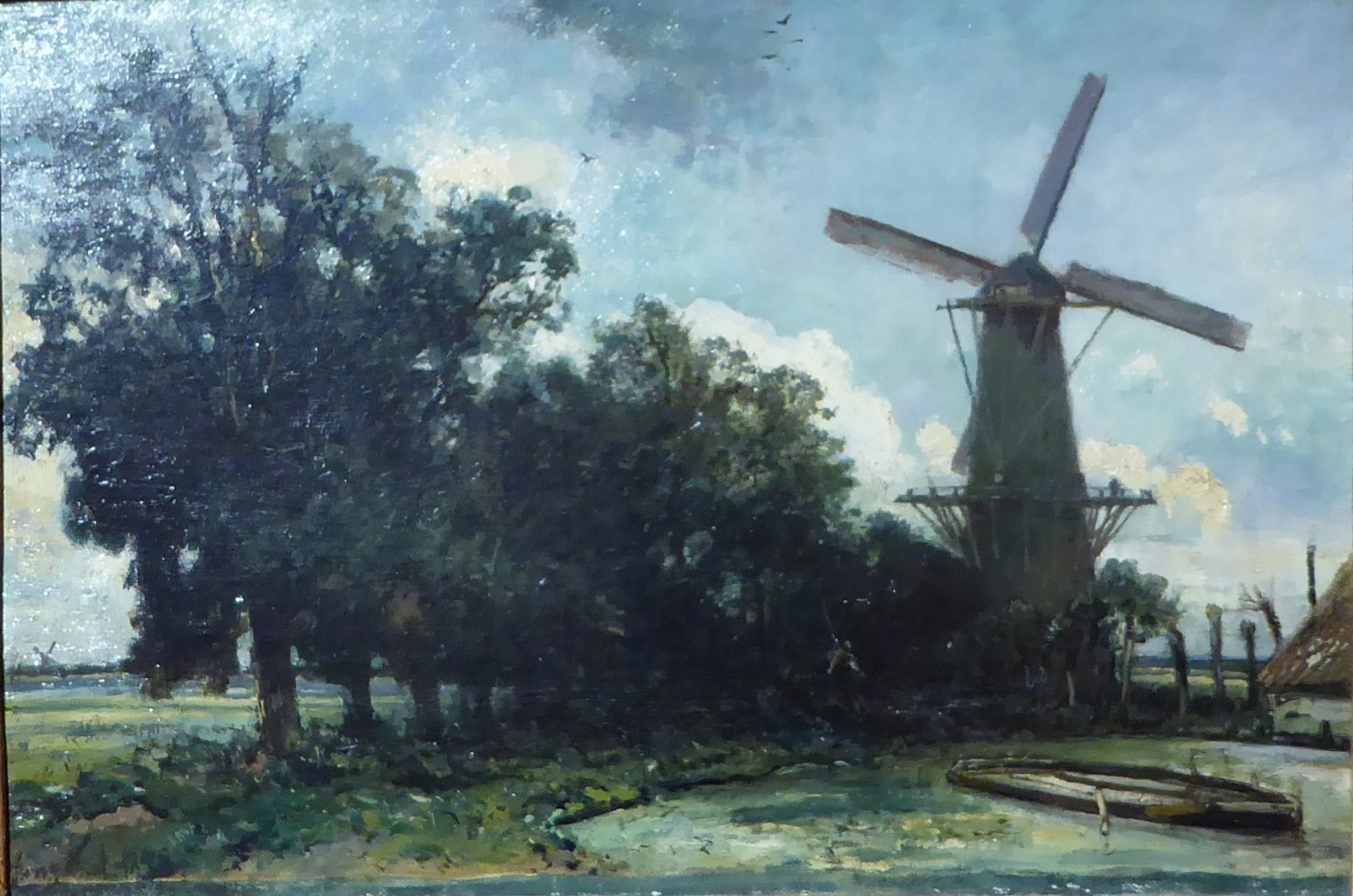
Johan Jongkind, Paysage • 1860.
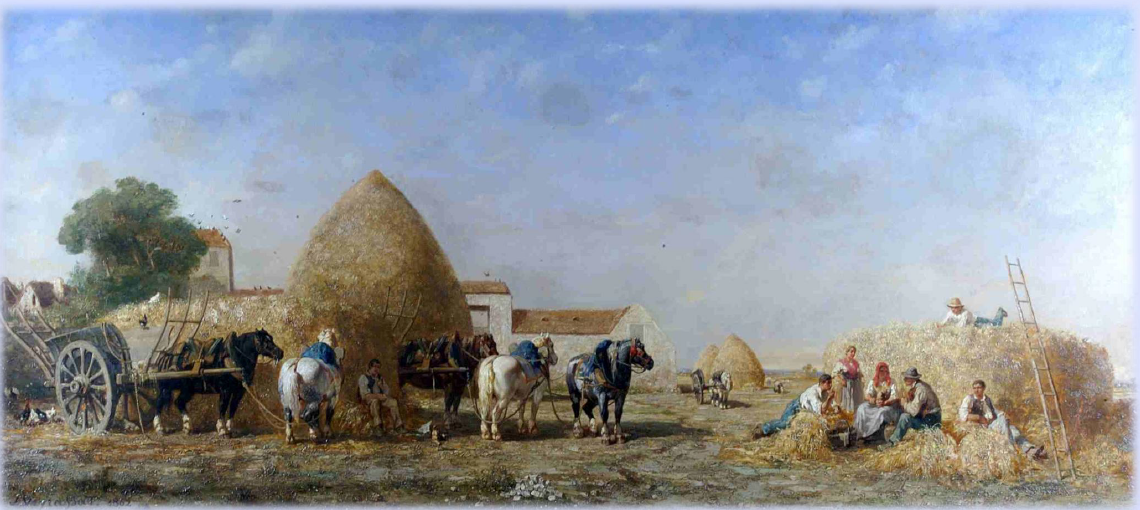
Jules Jacques Veyrassat, Le Repas des moissonneurs • 1862.
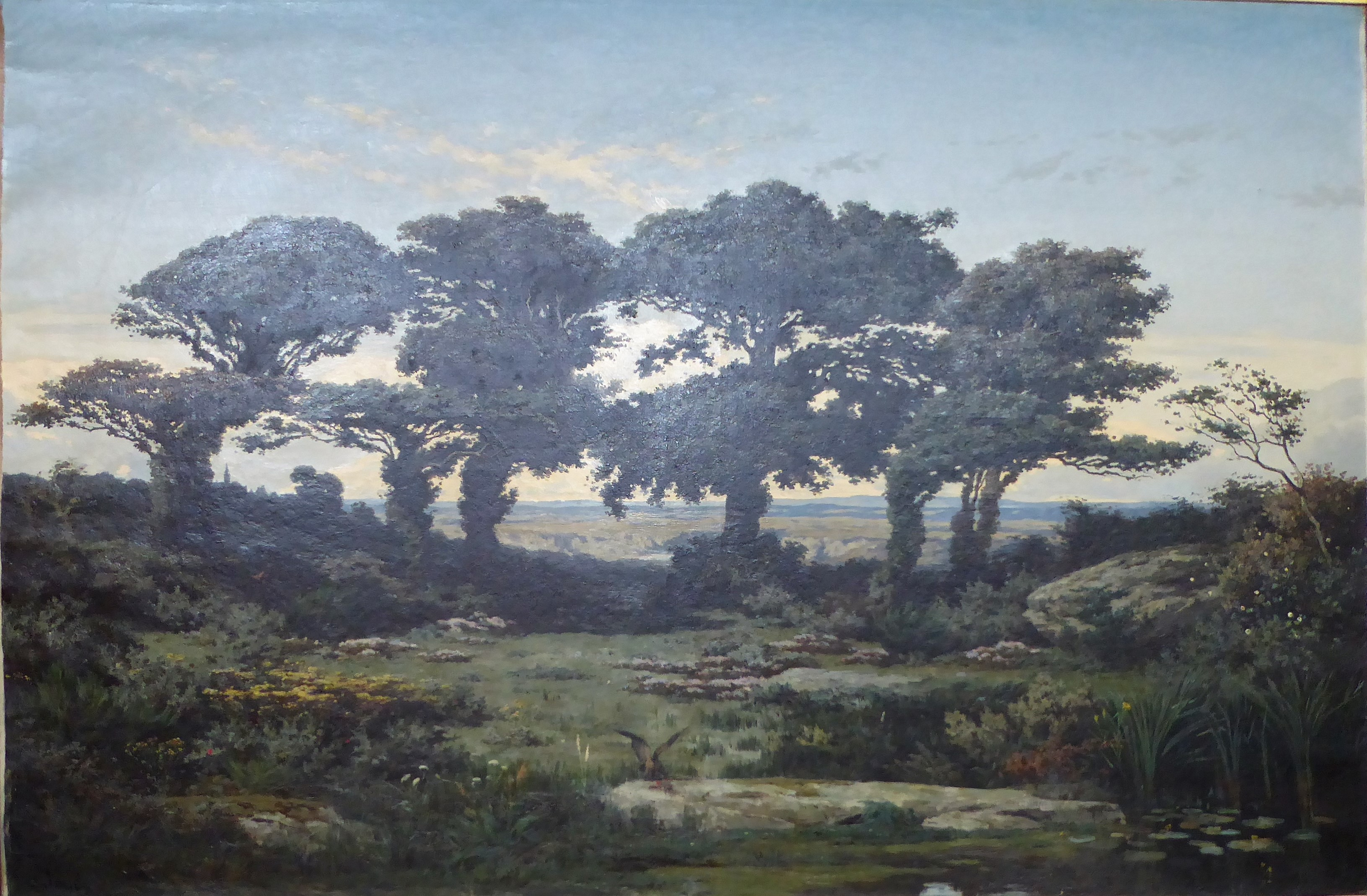
Alexandre Ségé, Les chênes de Kertrégonnec • Salon de 1870.
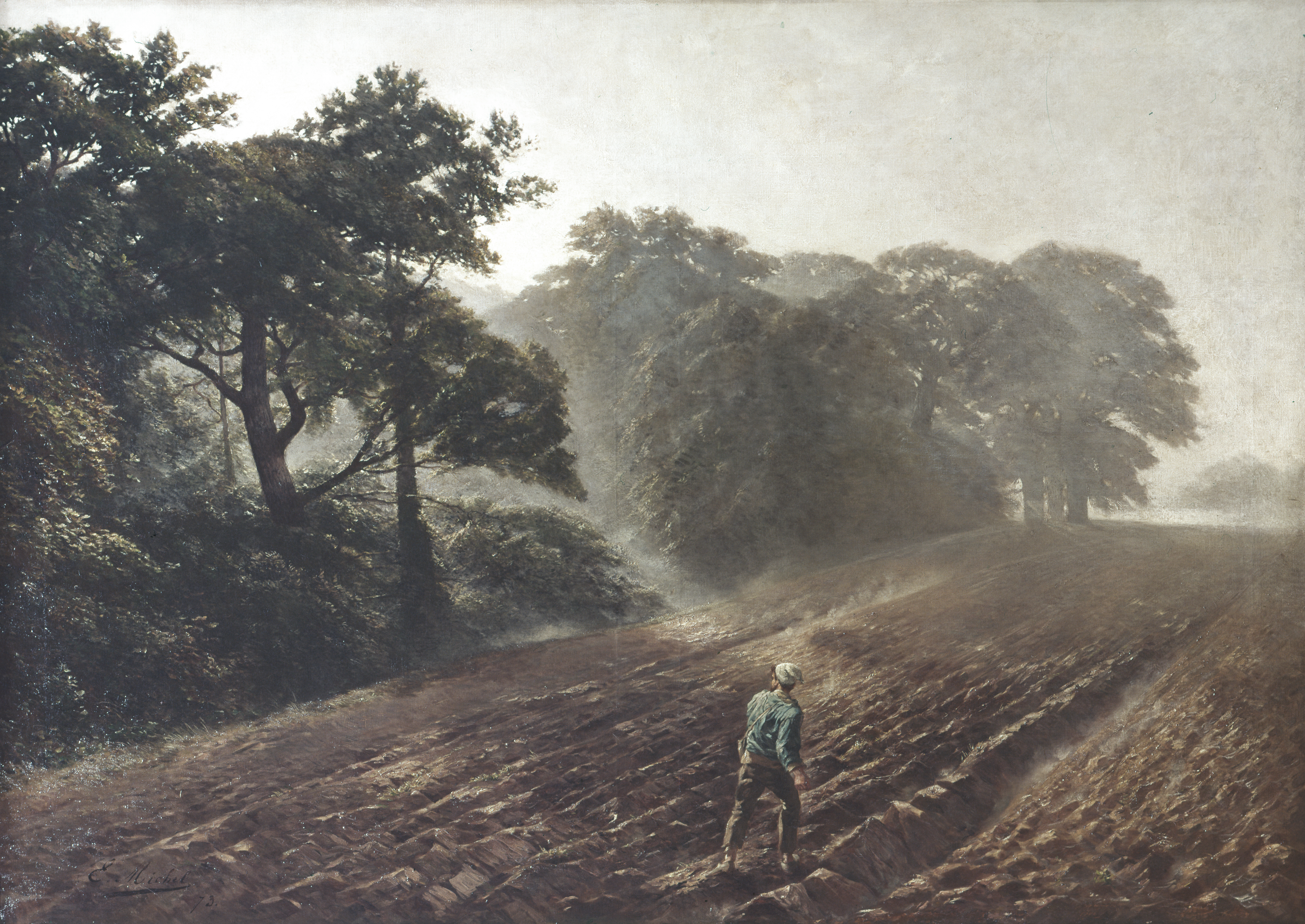
Émile Michel, Semailles d'automne • 1873.
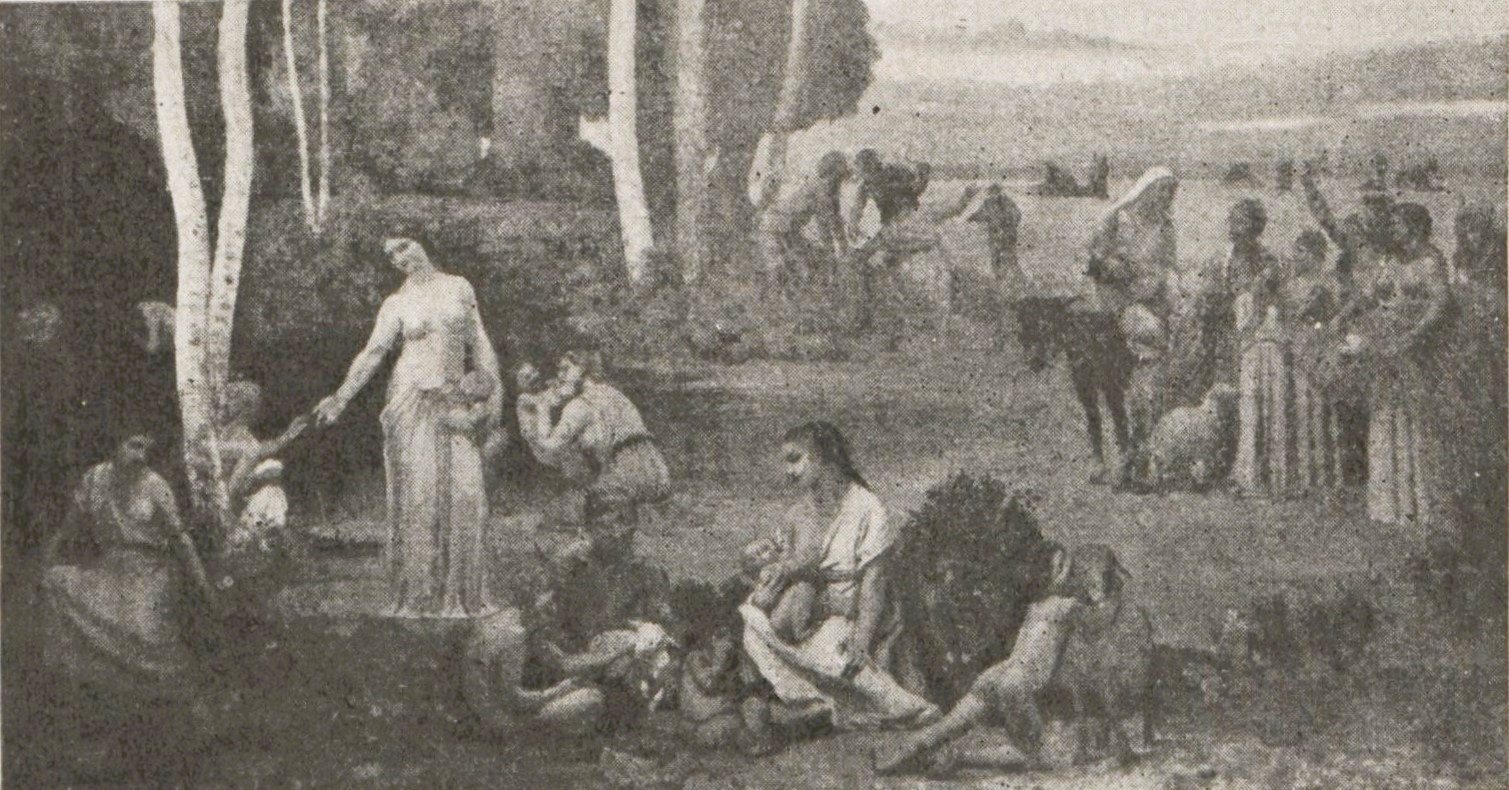
Pierre Puvis de Chavannes, L’Été • 1873.
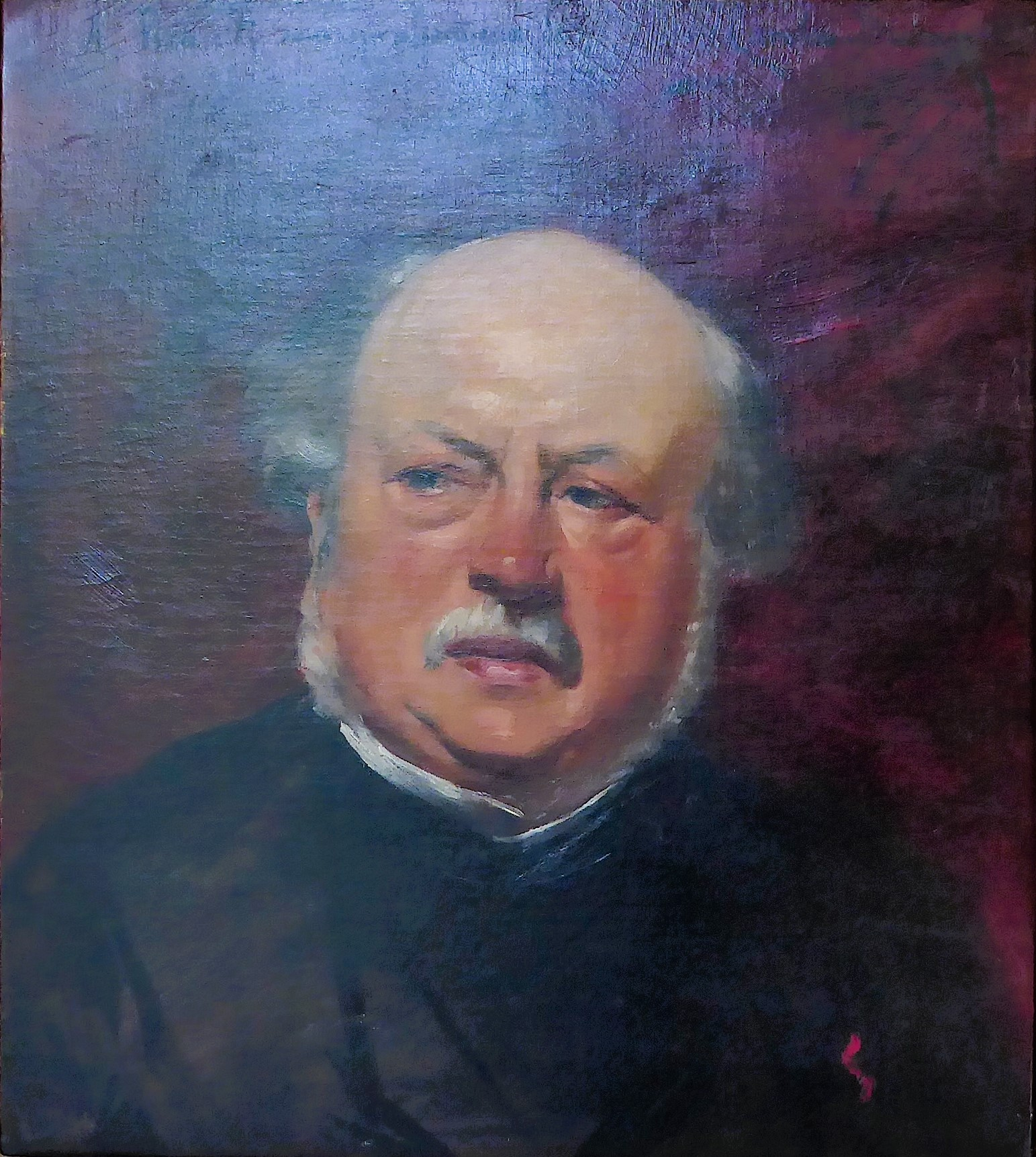
Carolus-Duran, Portrait d'Auguste Préault • 1877.
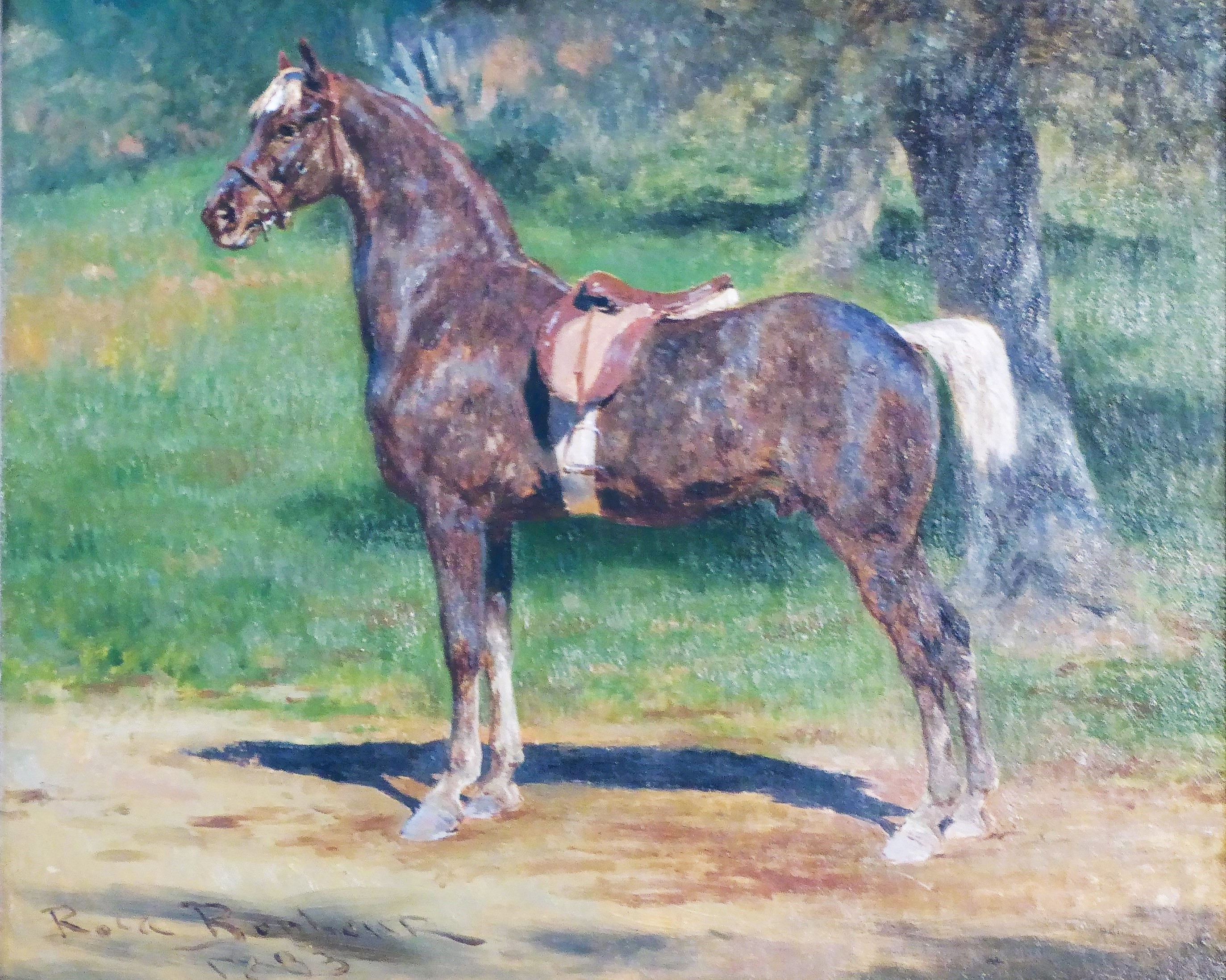
Rosa Bonheur, Cheval • 1883.
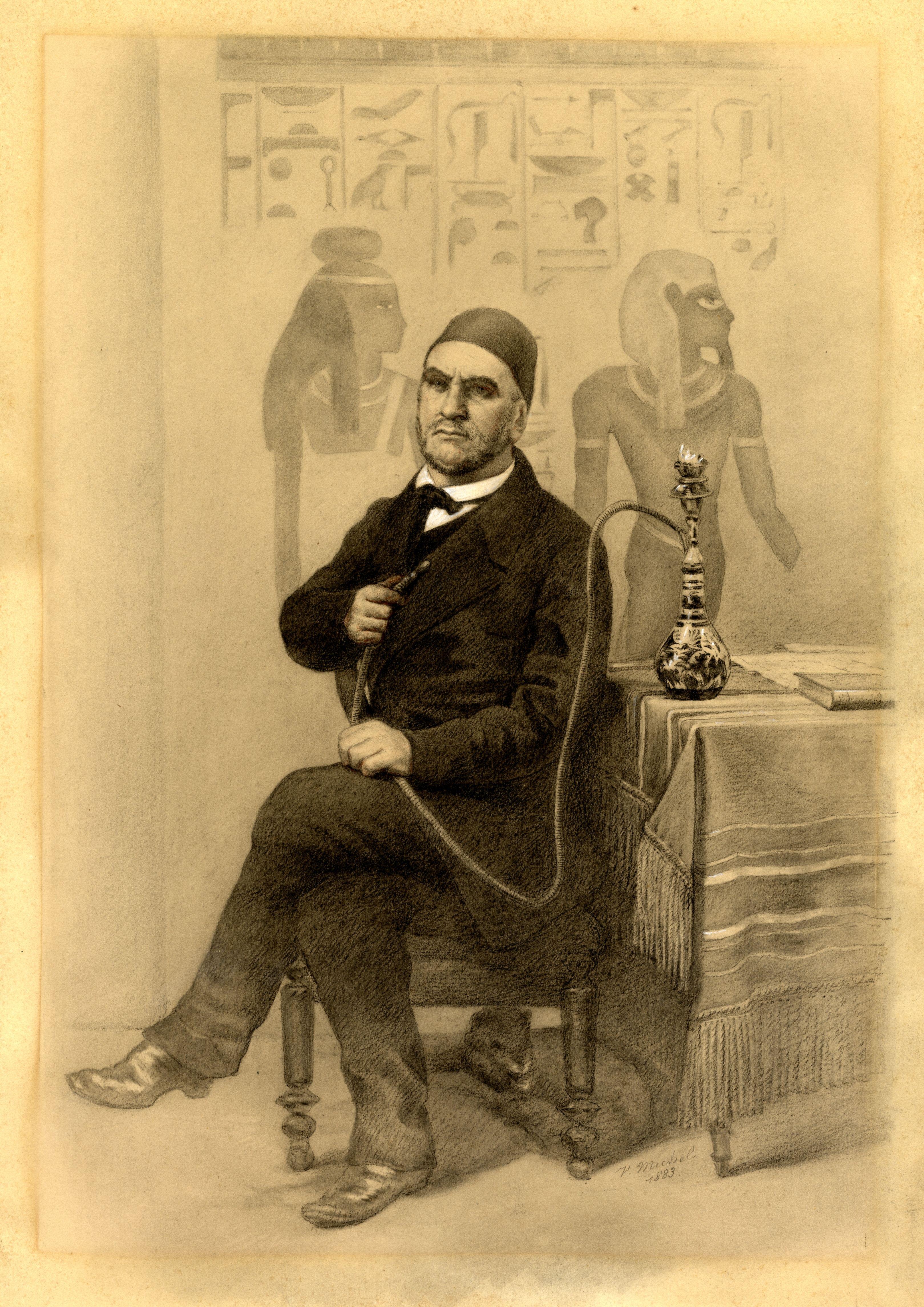
Victor Michel, Portrait de Paul Durand • 1883.
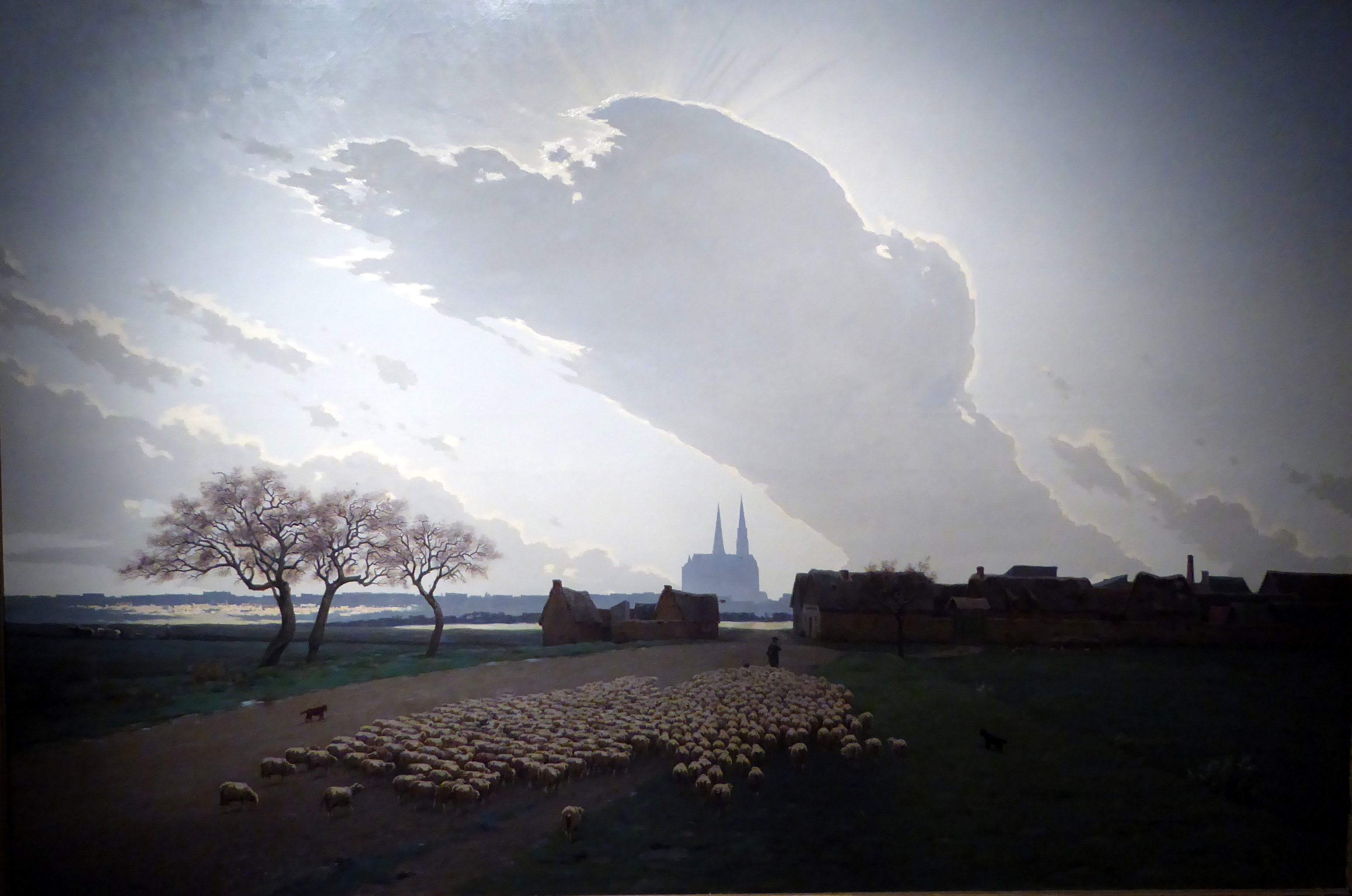
Alexandre Ségé, En pays chartrain • Salon de 1884.
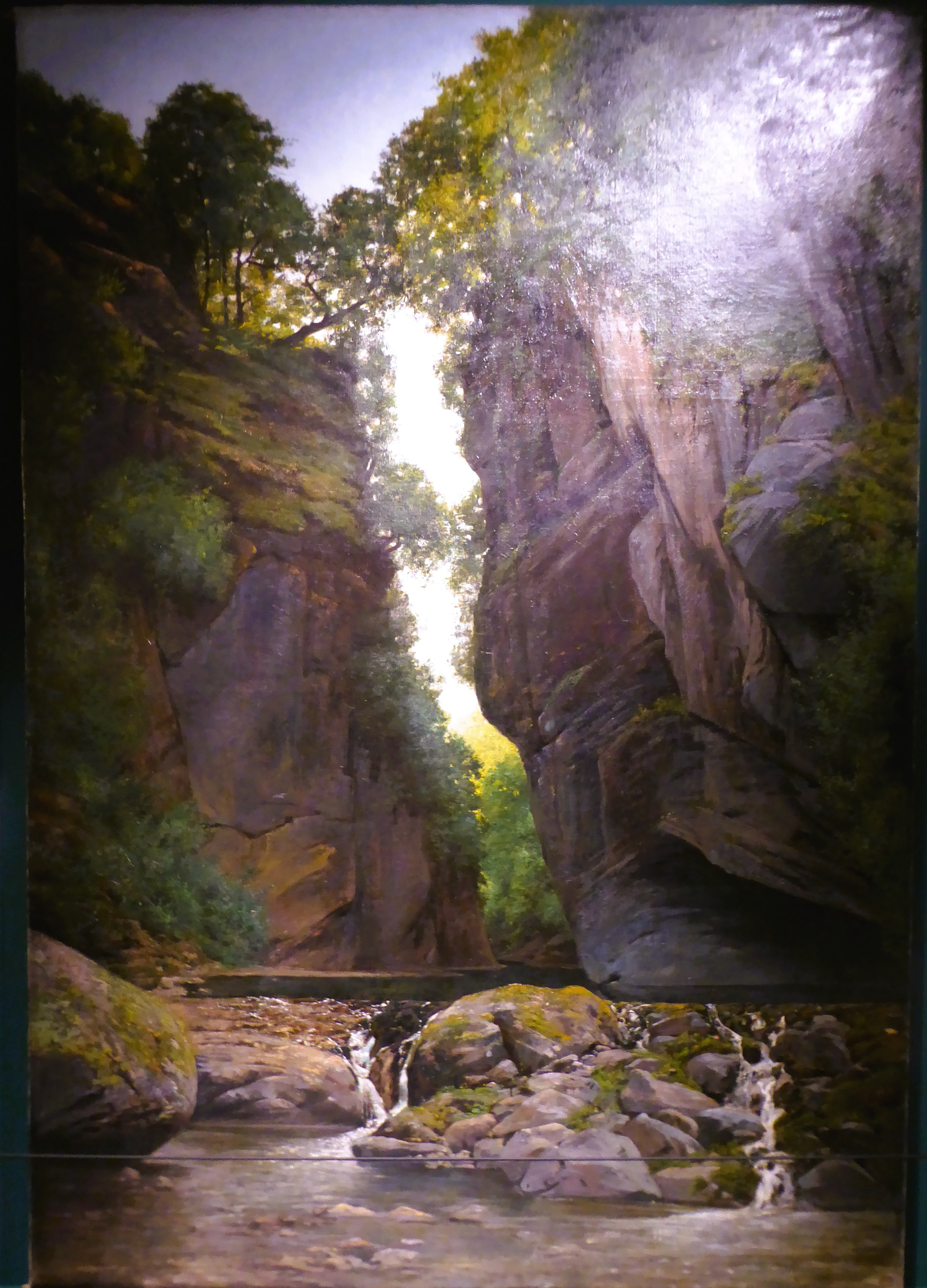
Desbrosses, Le Pas-de-la-Cère • 1888.
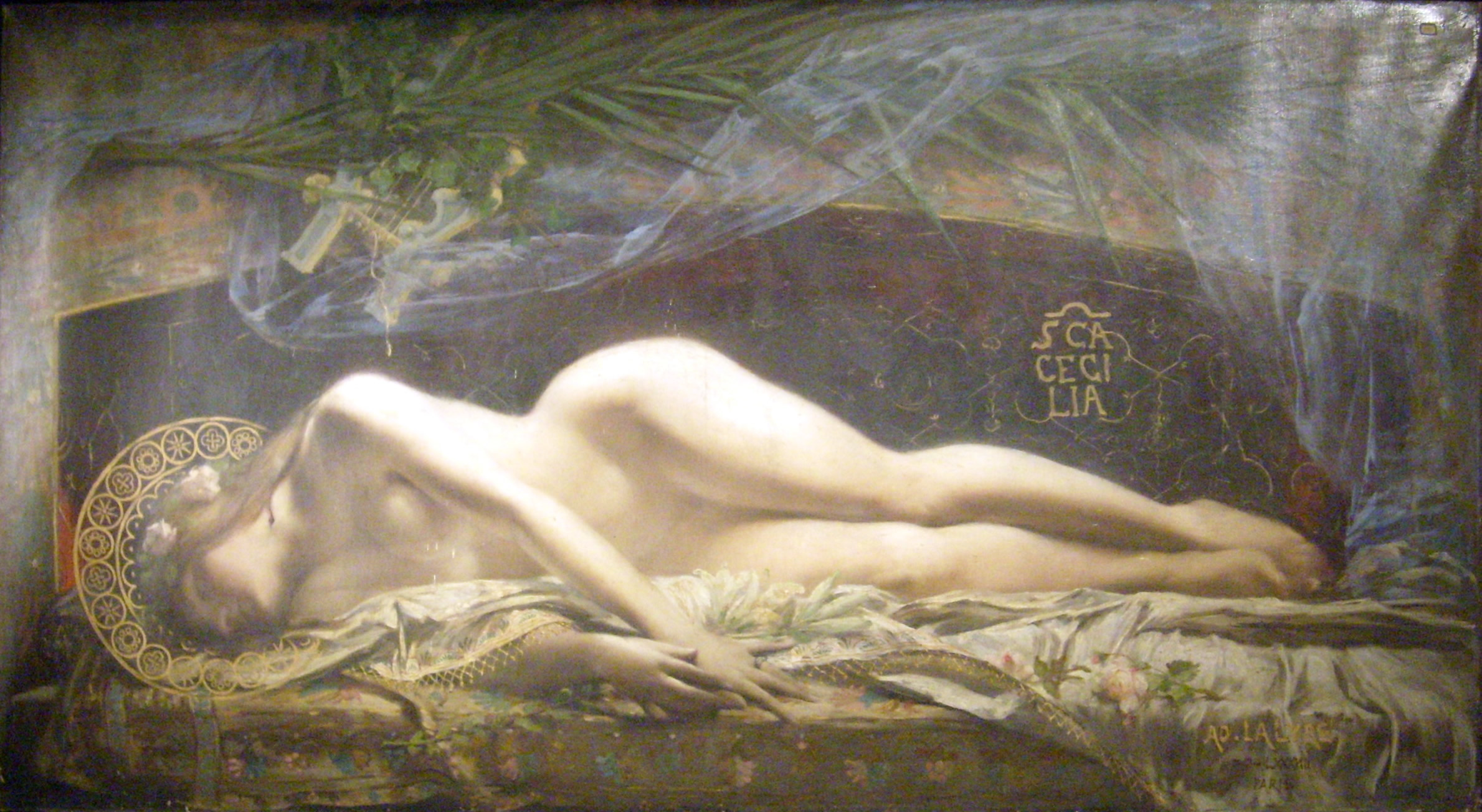
Adolphe Lalyre, Sainte Cécile • 1896.

Dates non documentées
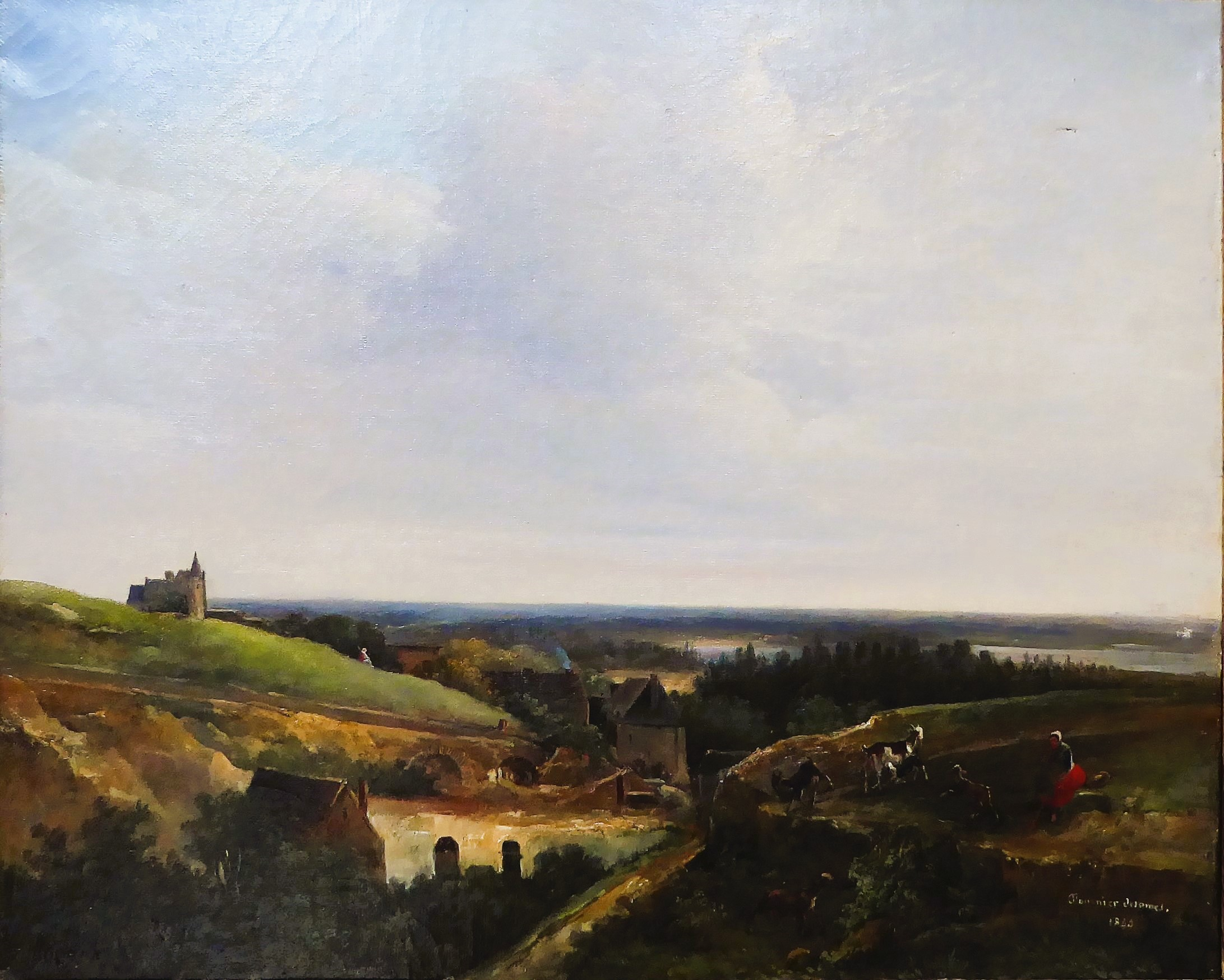
Charles Fournier des Ormes (1777-1850), Vallée de l'Eure • XIXe siècle.
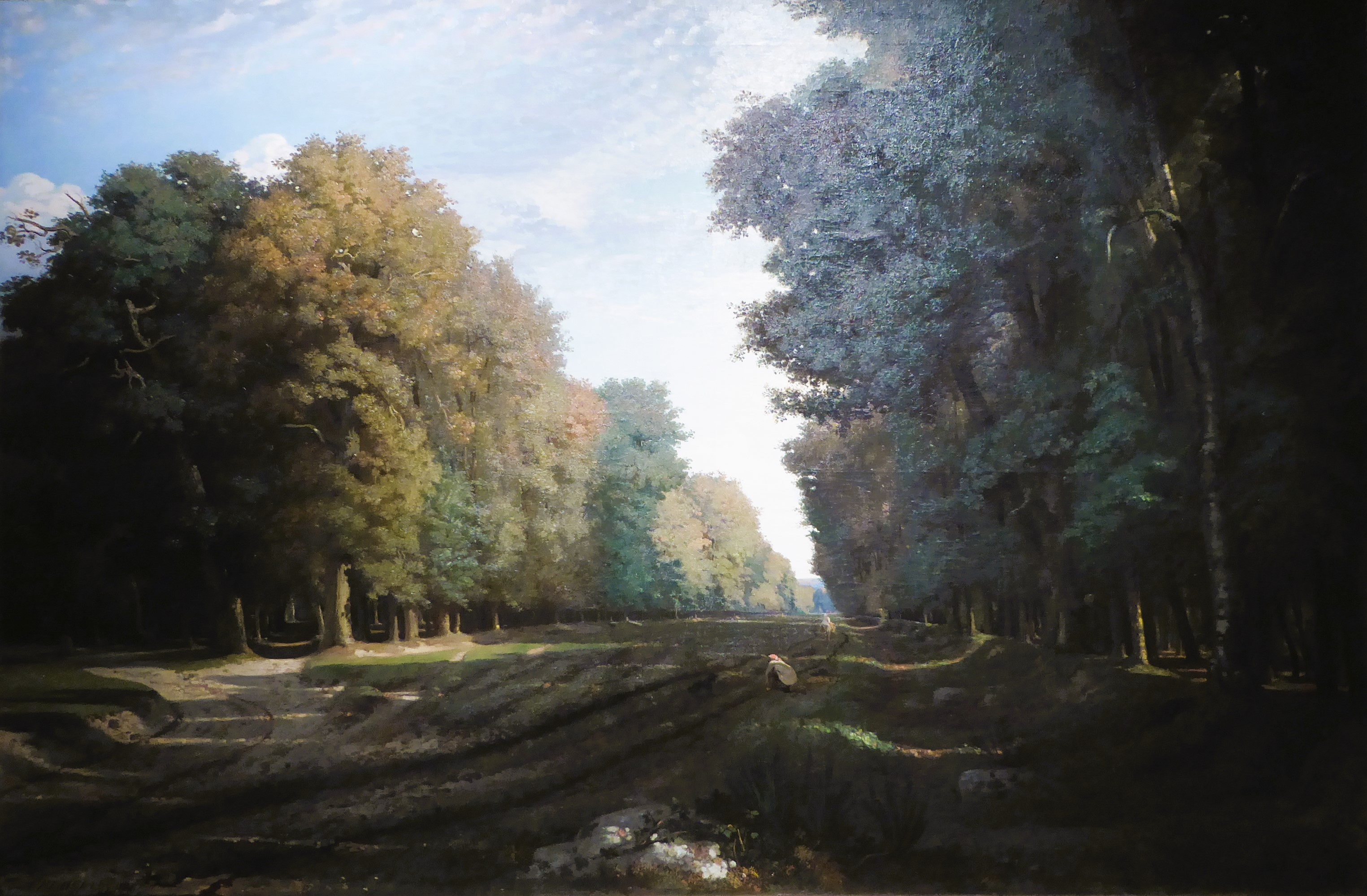
Louis Français (1814-1897), Sous-bois • Seconde moitié du XIXe siècle.
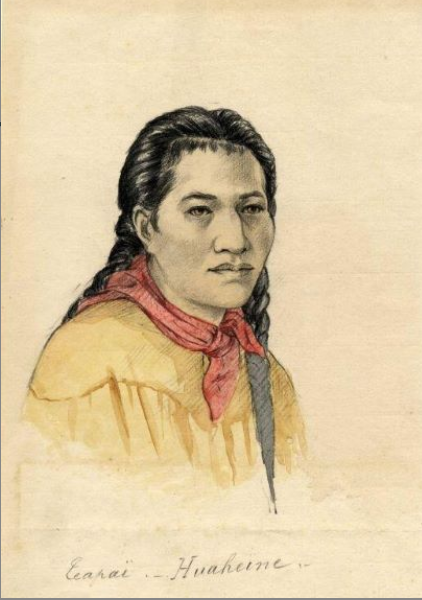
De Jonquières (1850-1919), Teapaï - Huaheïne.
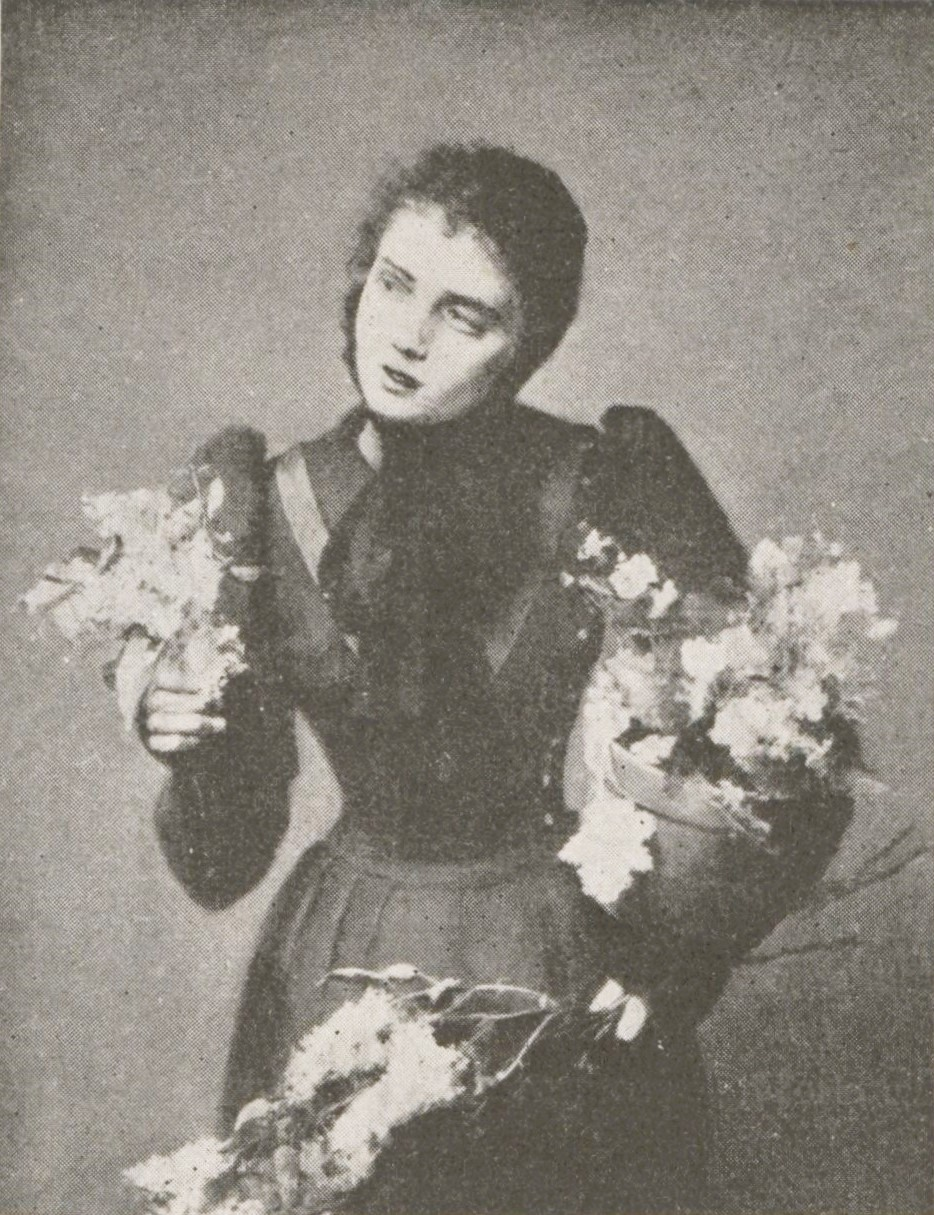
Jeanne Choppard, Bouquetière • XIXe siècle.

### Galerie de peintures du XXe siècle

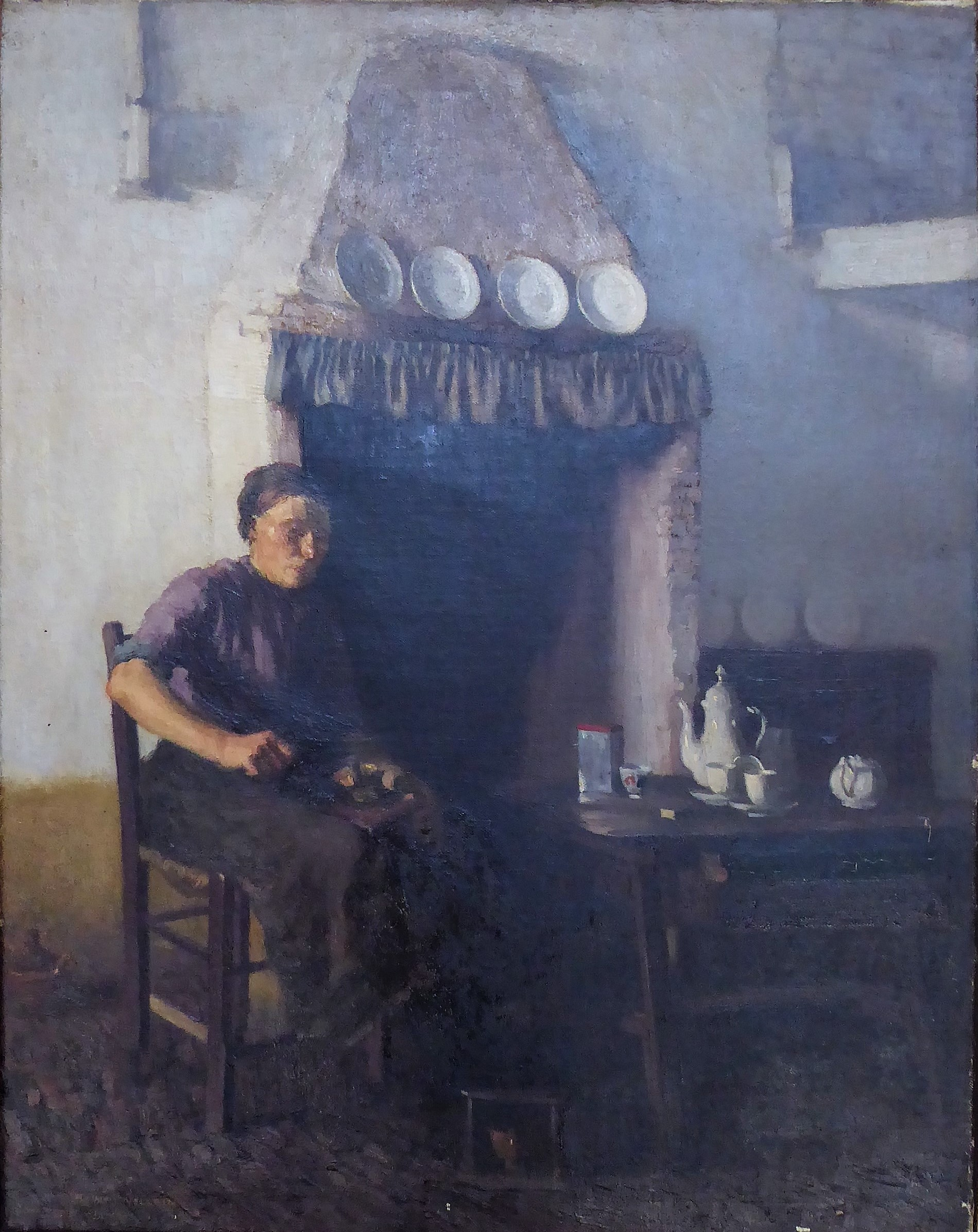
Henri Villain, L'Heure du café en Hollande • 1908.
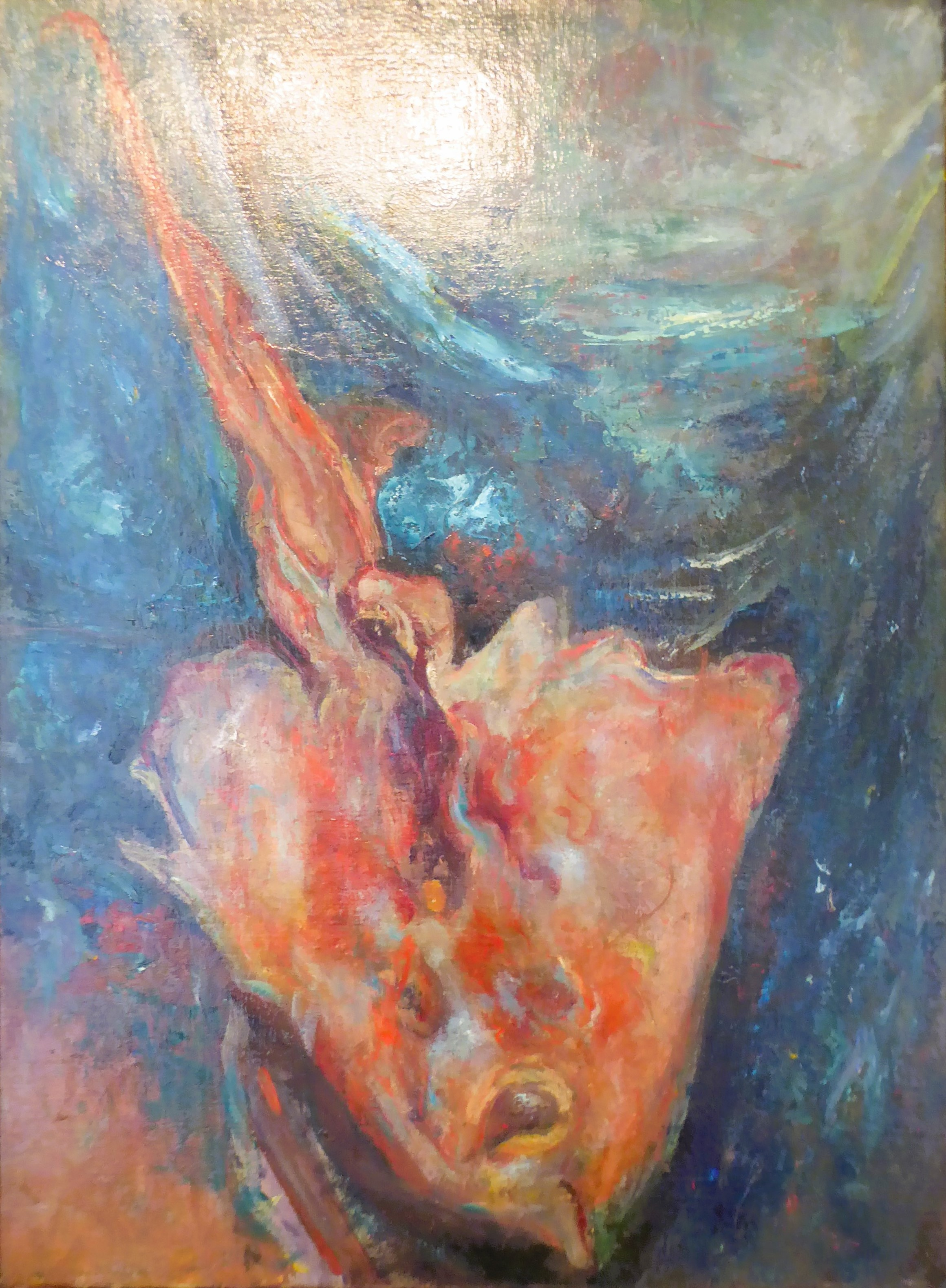
Soutine, La raie • 1923.
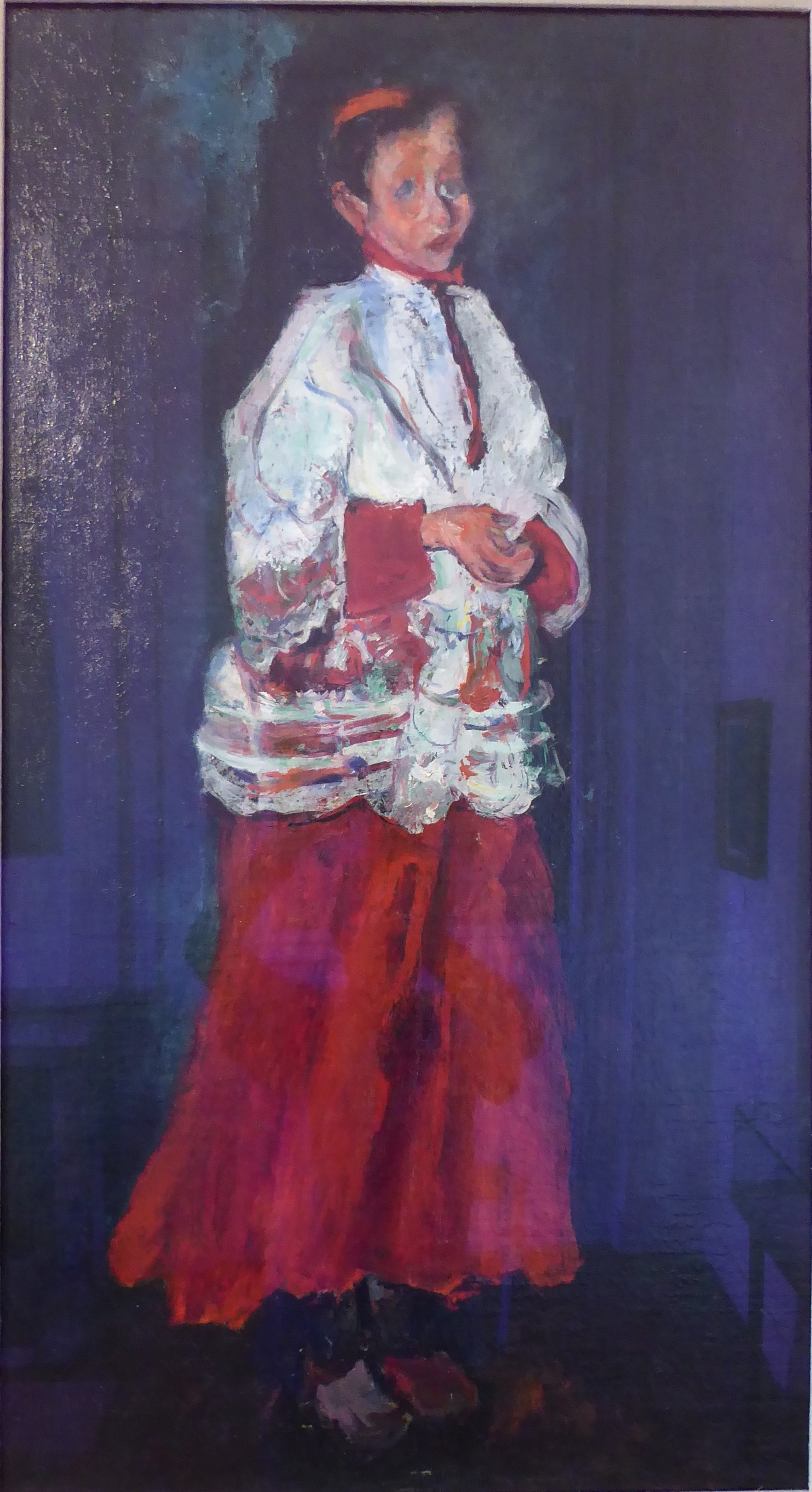
Soutine, Le grand enfant de chœur • 1925.
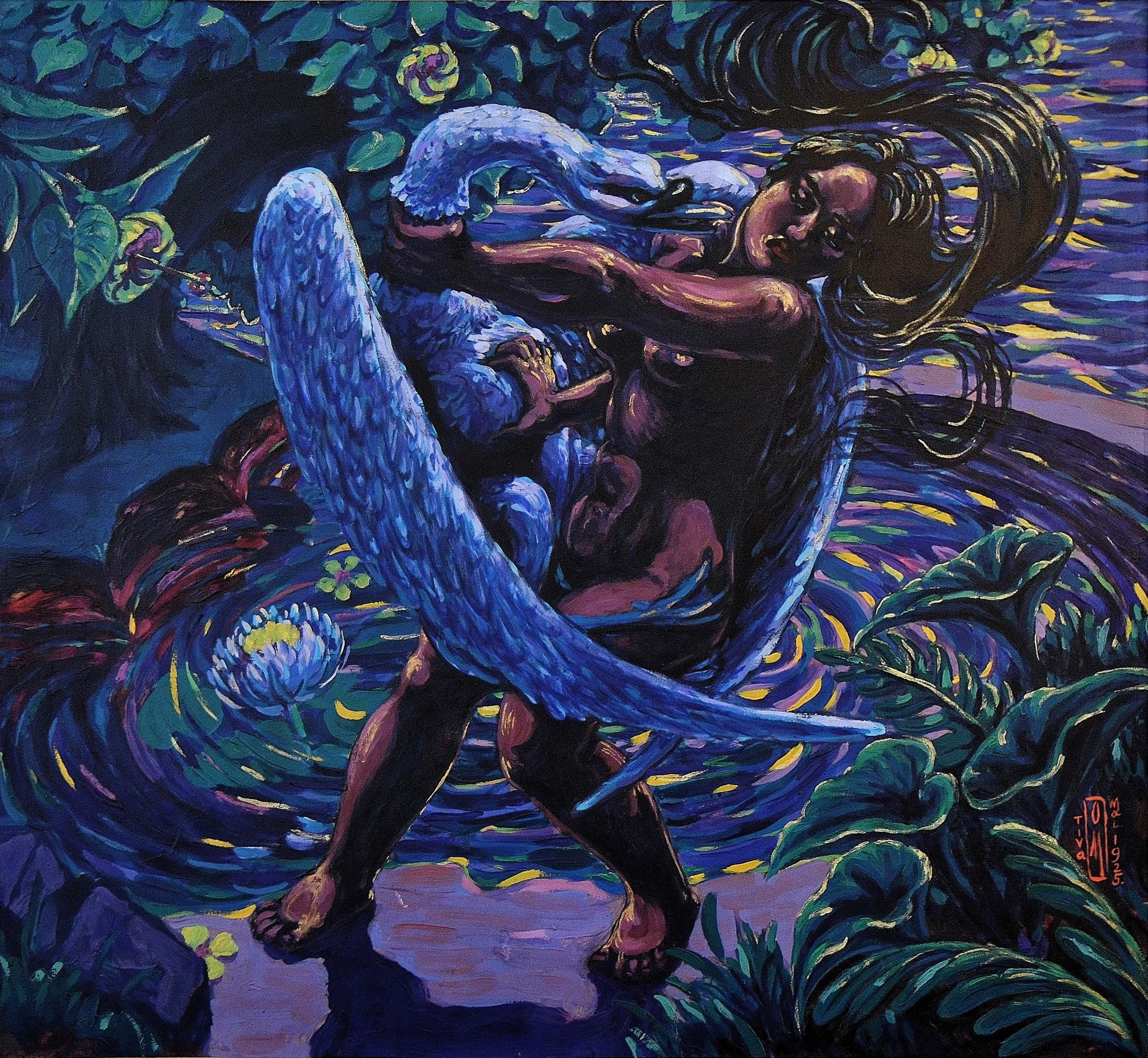
Octave Morillot, Léda et le cygne • 1925.
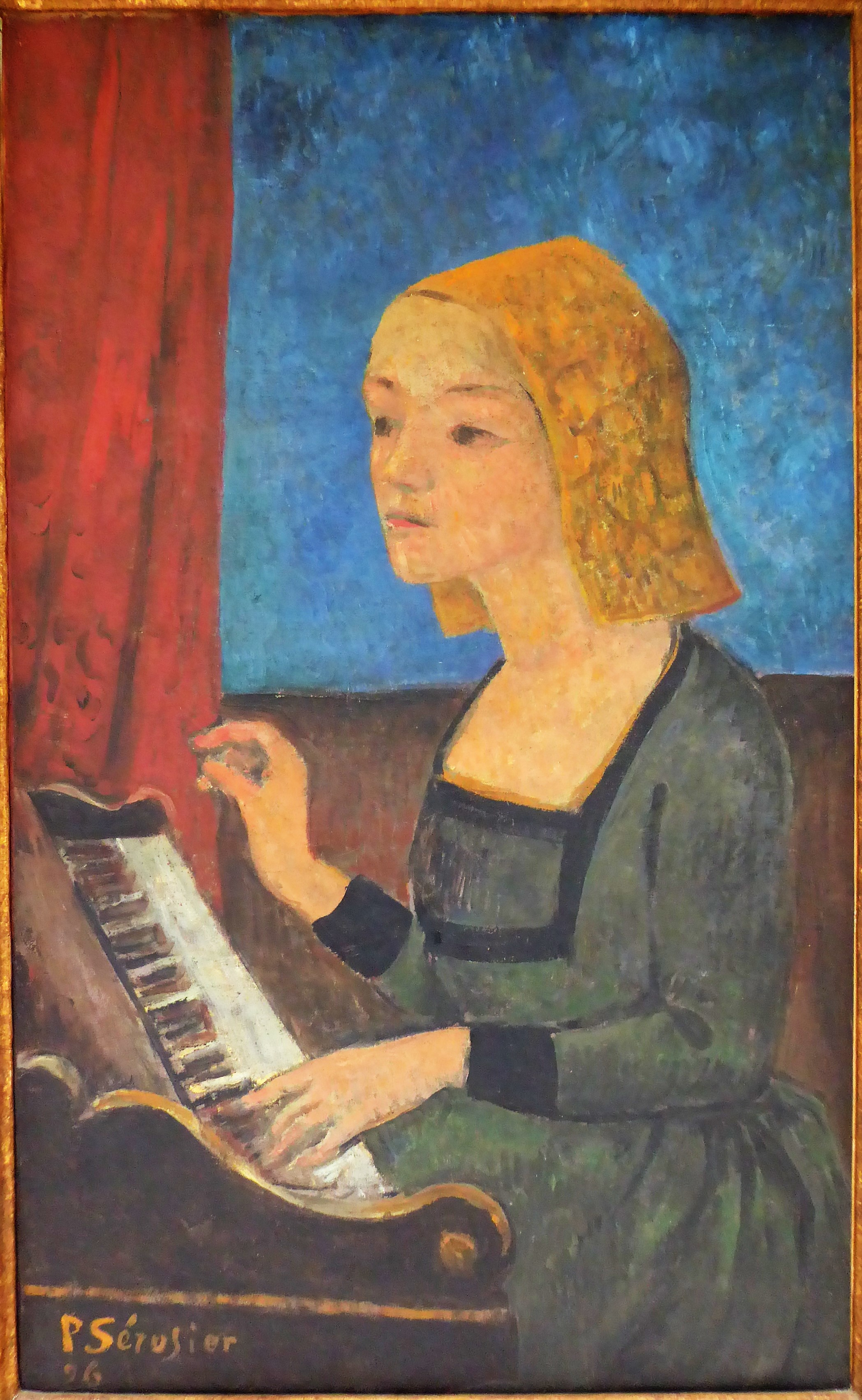
Paul Sérusier, Sainte Cécile au clavecin • 1926.
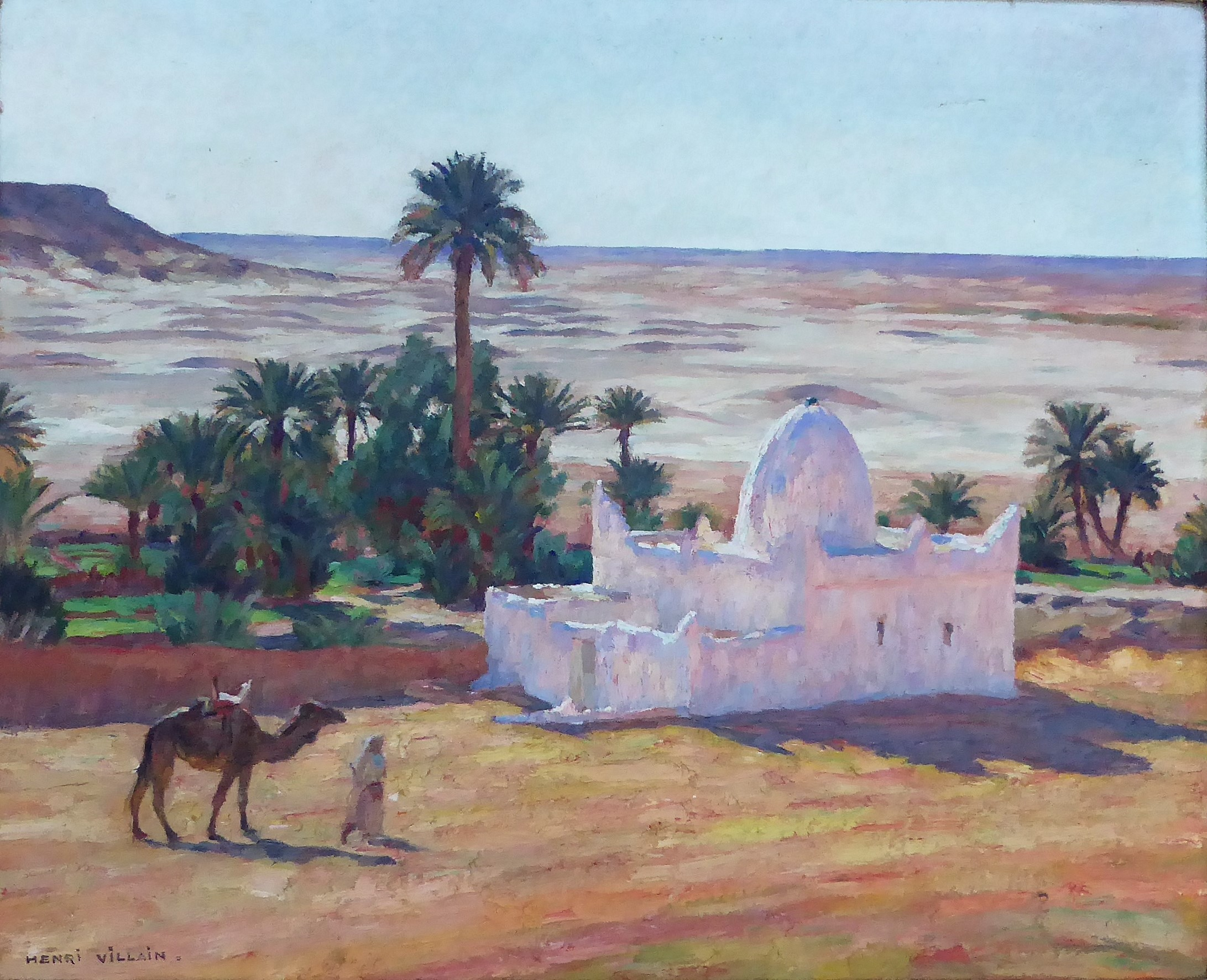
Henri Villain, Marabout à Béni-Abbes • 1927.
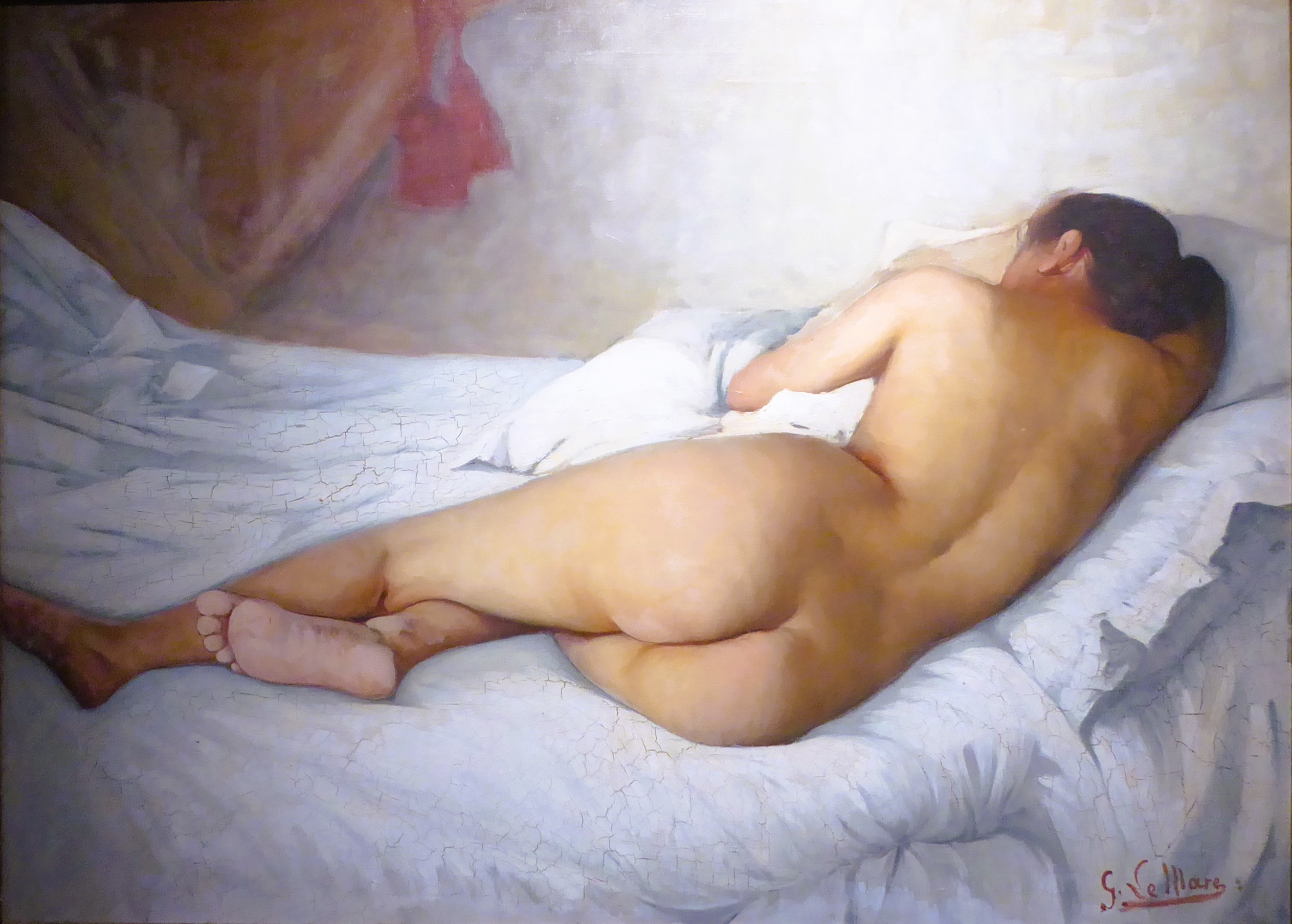
Georges-Jean Lemare, Nu féminin • Vers 1927.
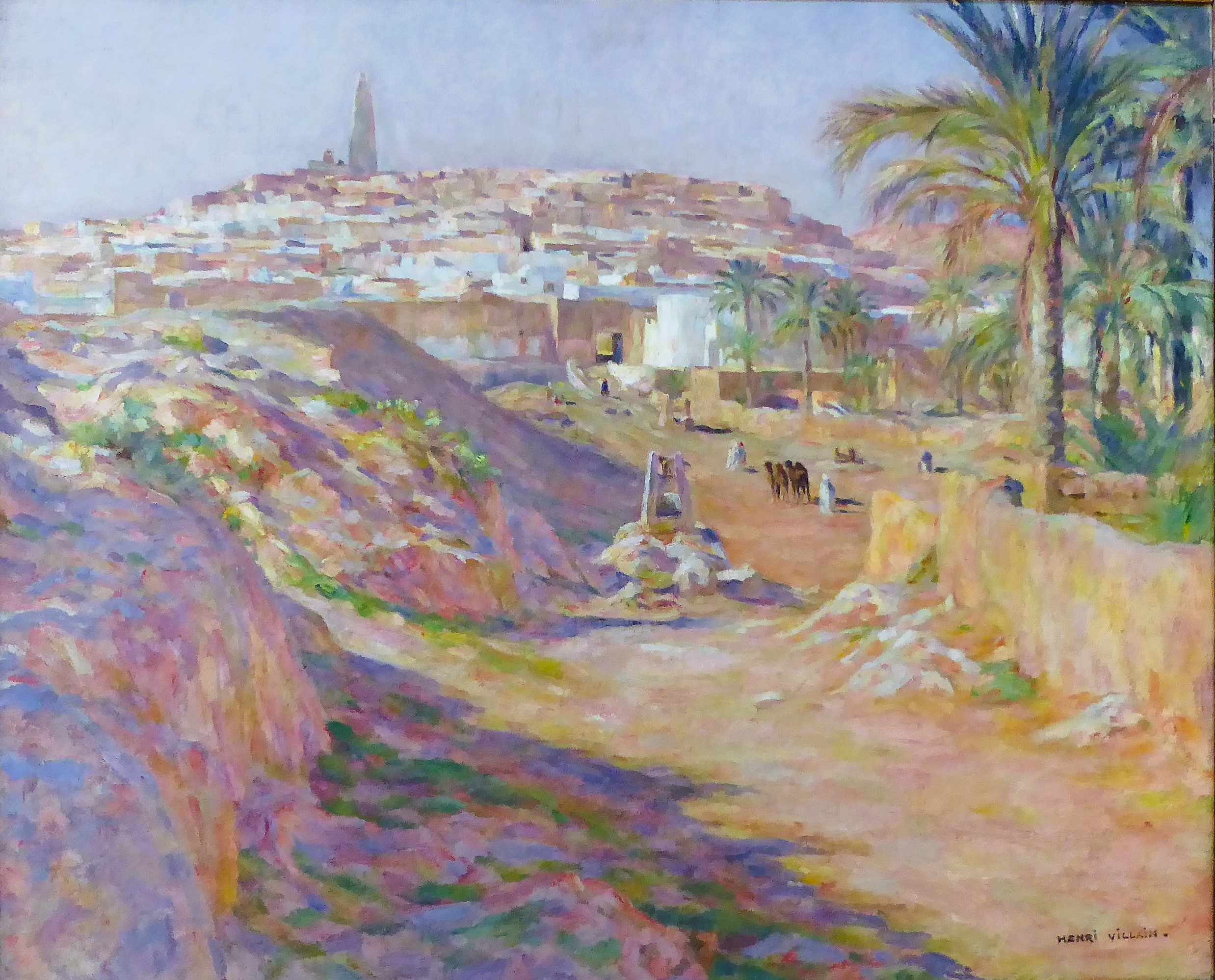
Henri Villain, Vue de Ghardaïa • 1929.
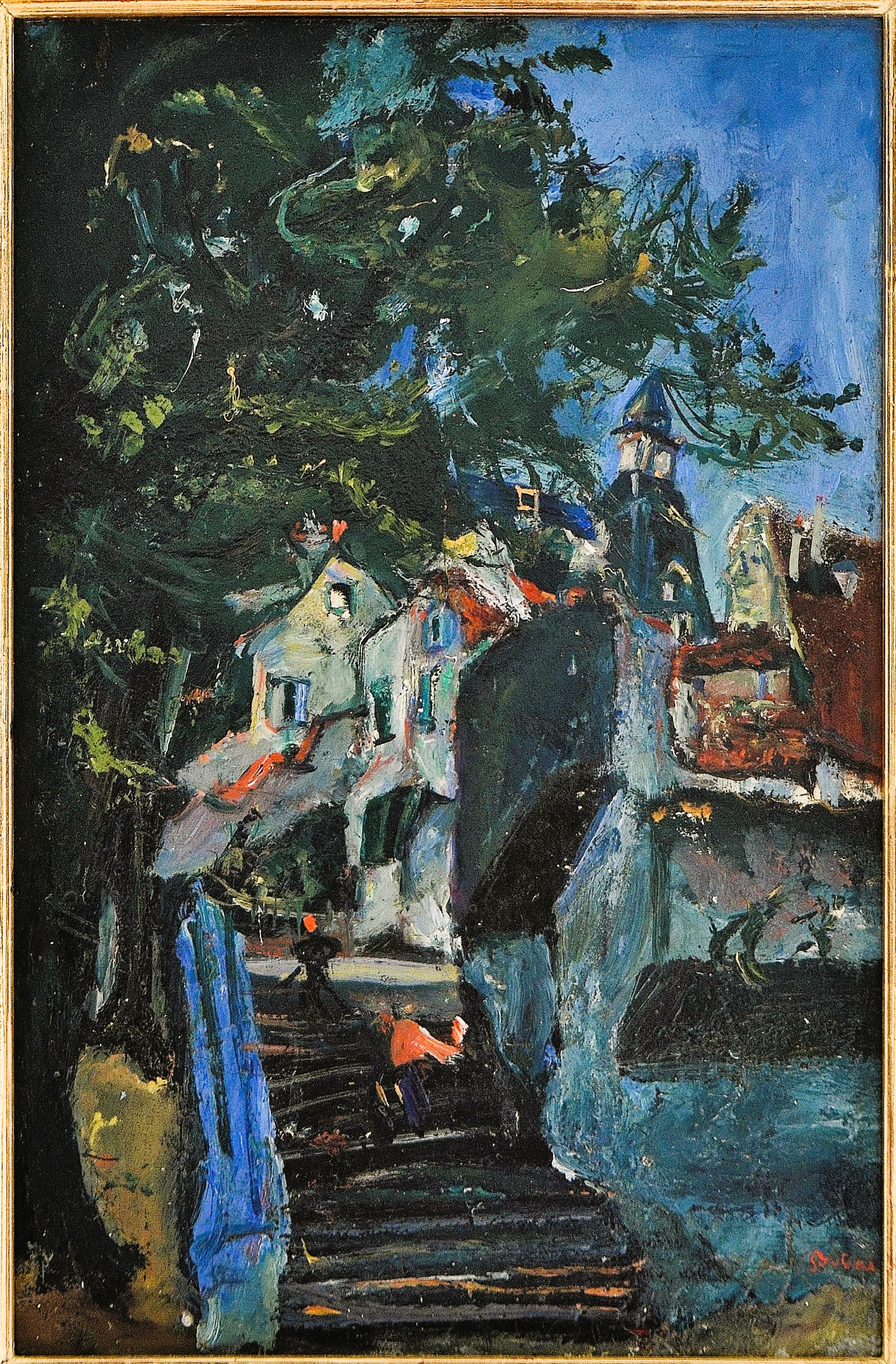
Soutine, Les escaliers de Chartres • 1933.
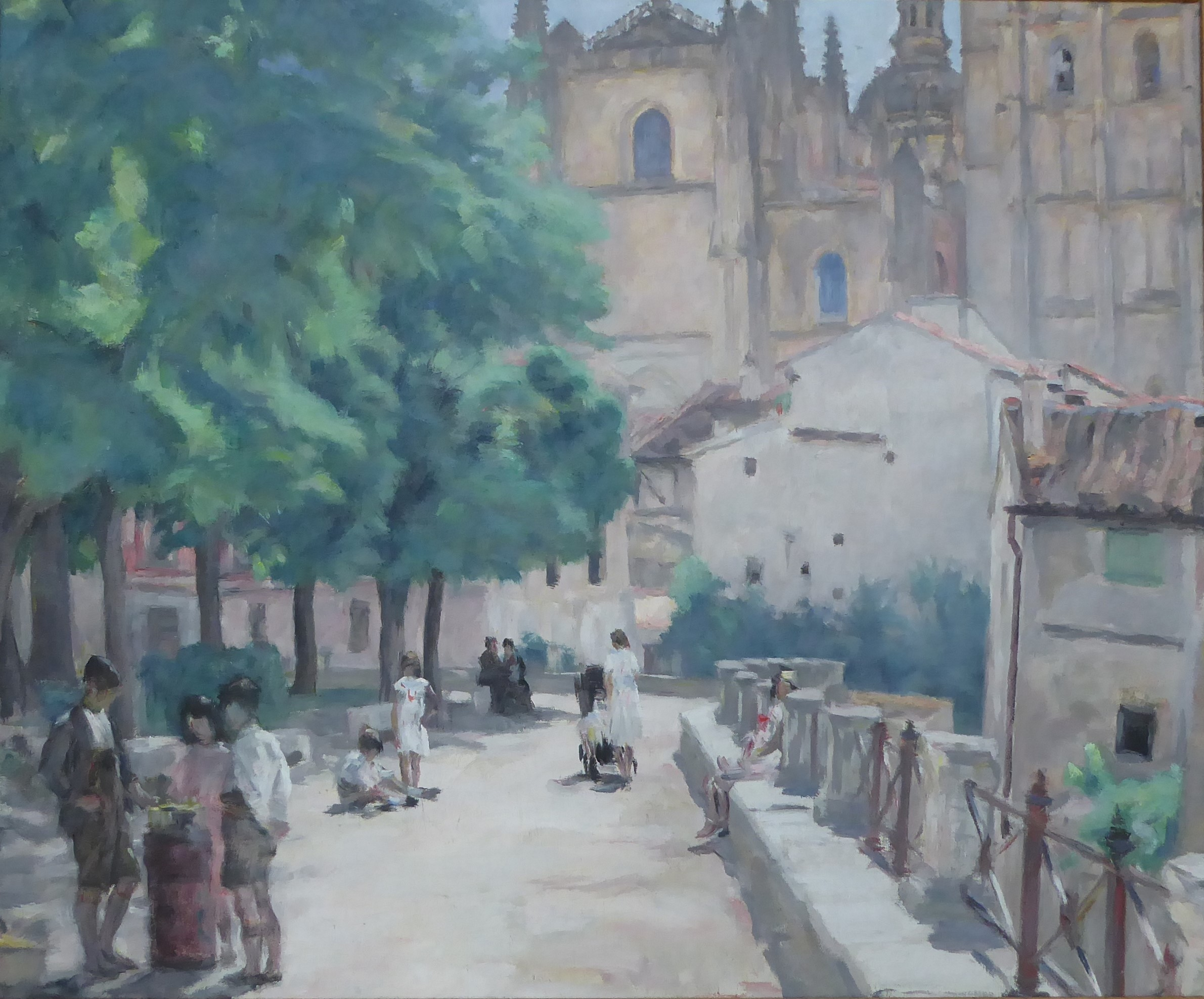
Henri Villain, Espagne, place à Ronda • 1933.
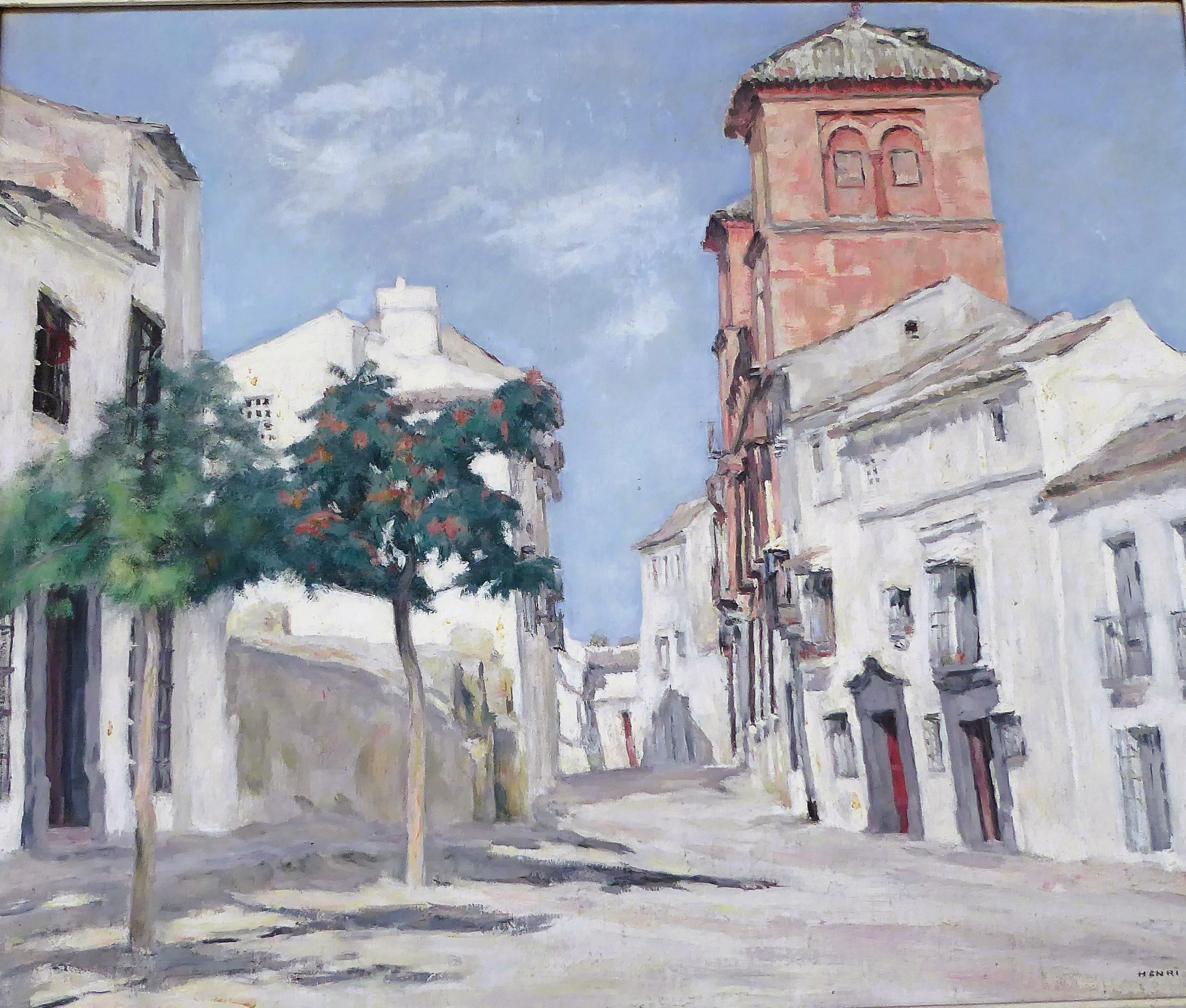
Henri Villain, Espagne, rue à Ronda • 1933.
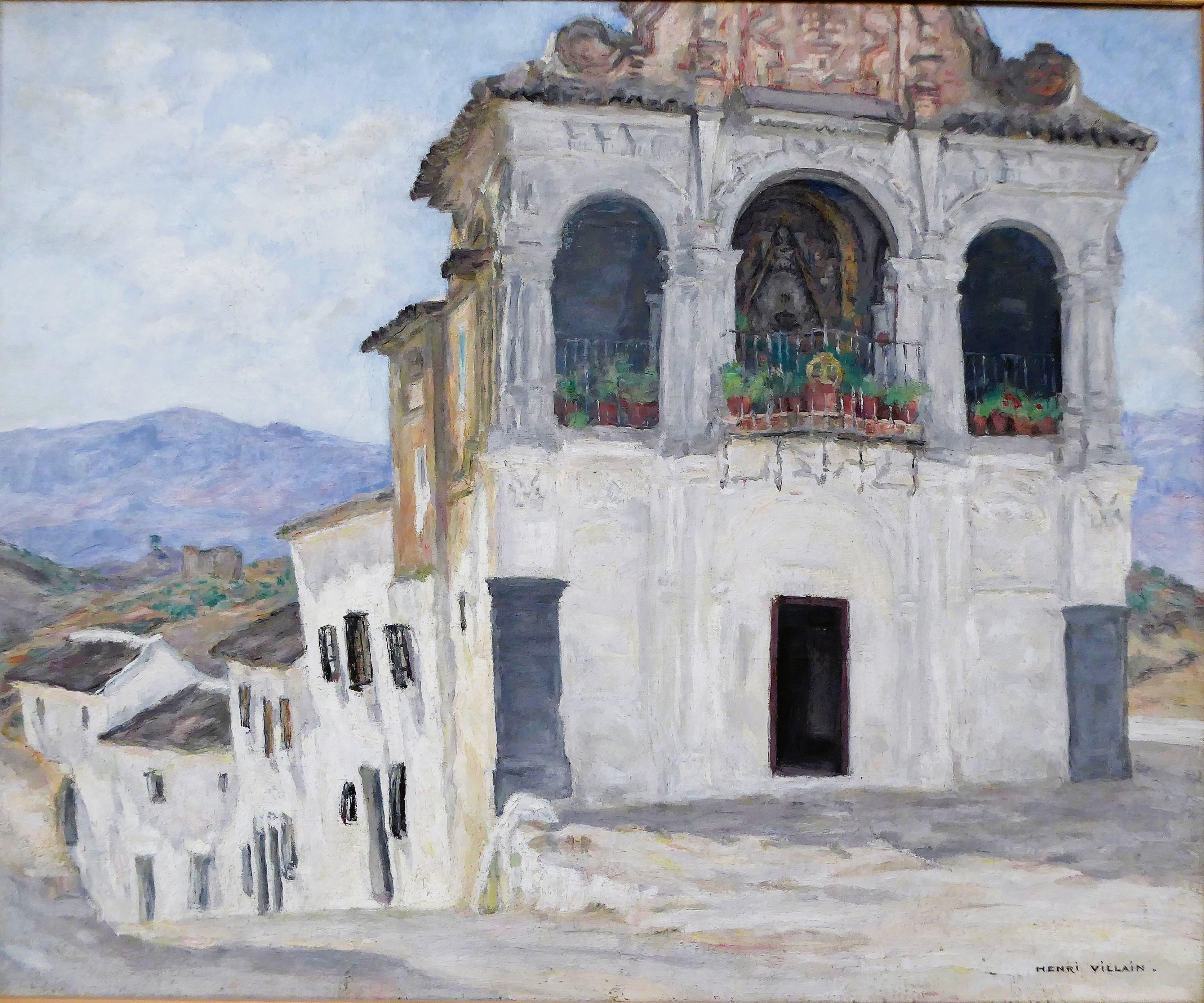
Henri Villain, Espagne, maison à la Vierge • 1934.
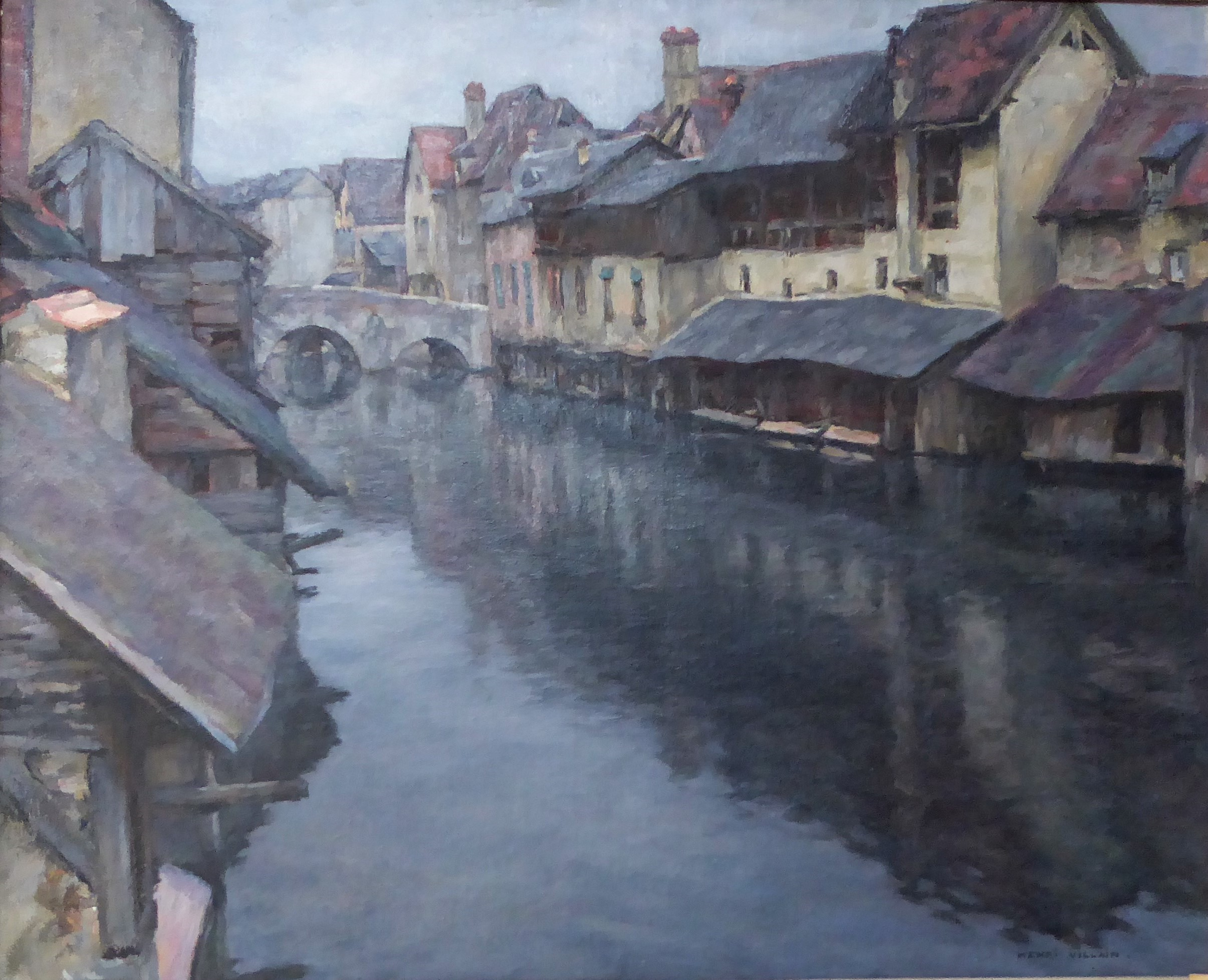
Henri Villain, Vieux lavoirs sur l'Eure • 1936.
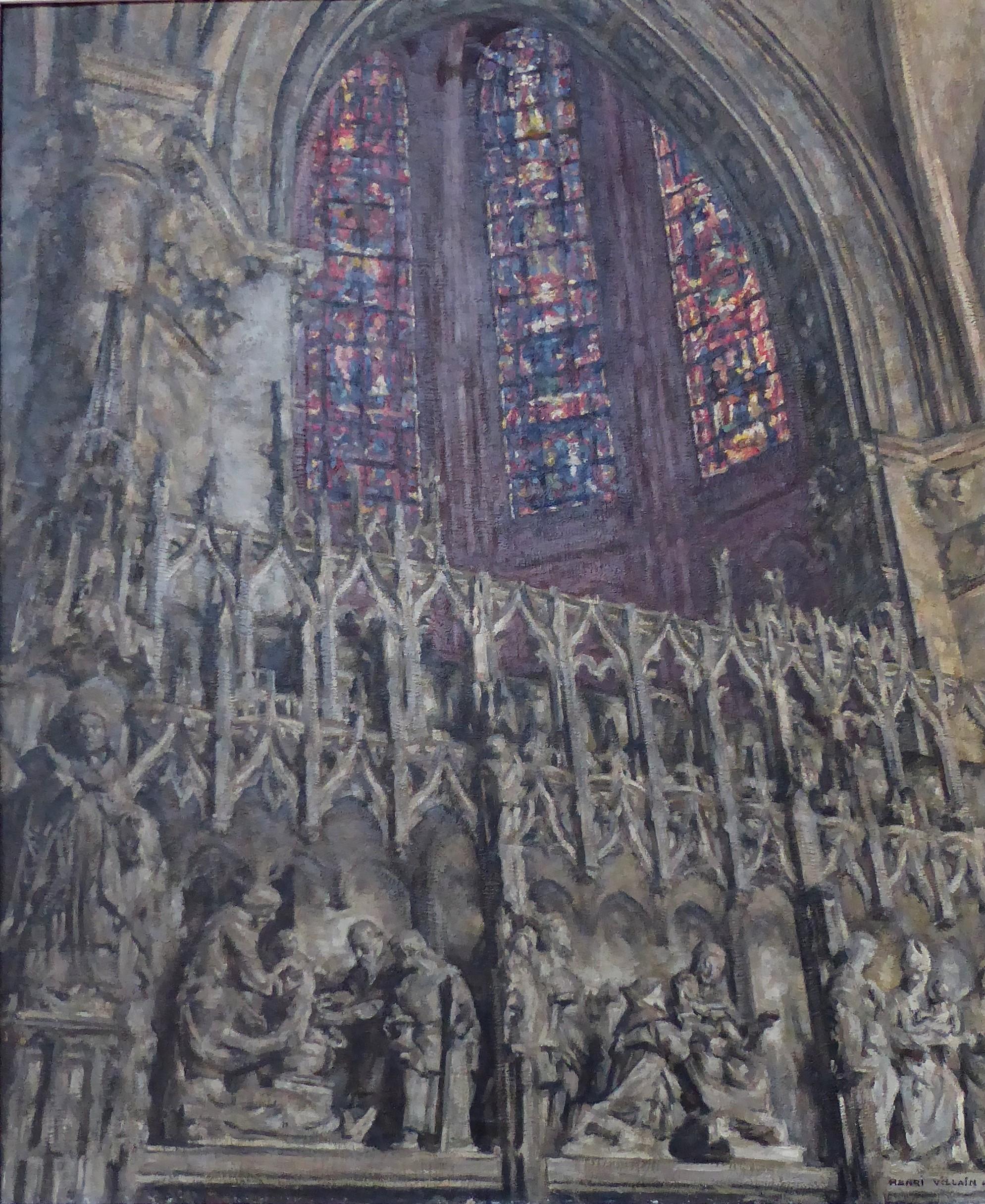
Henri Villain, Intérieur de la cathédrale de Chartres • 1936.
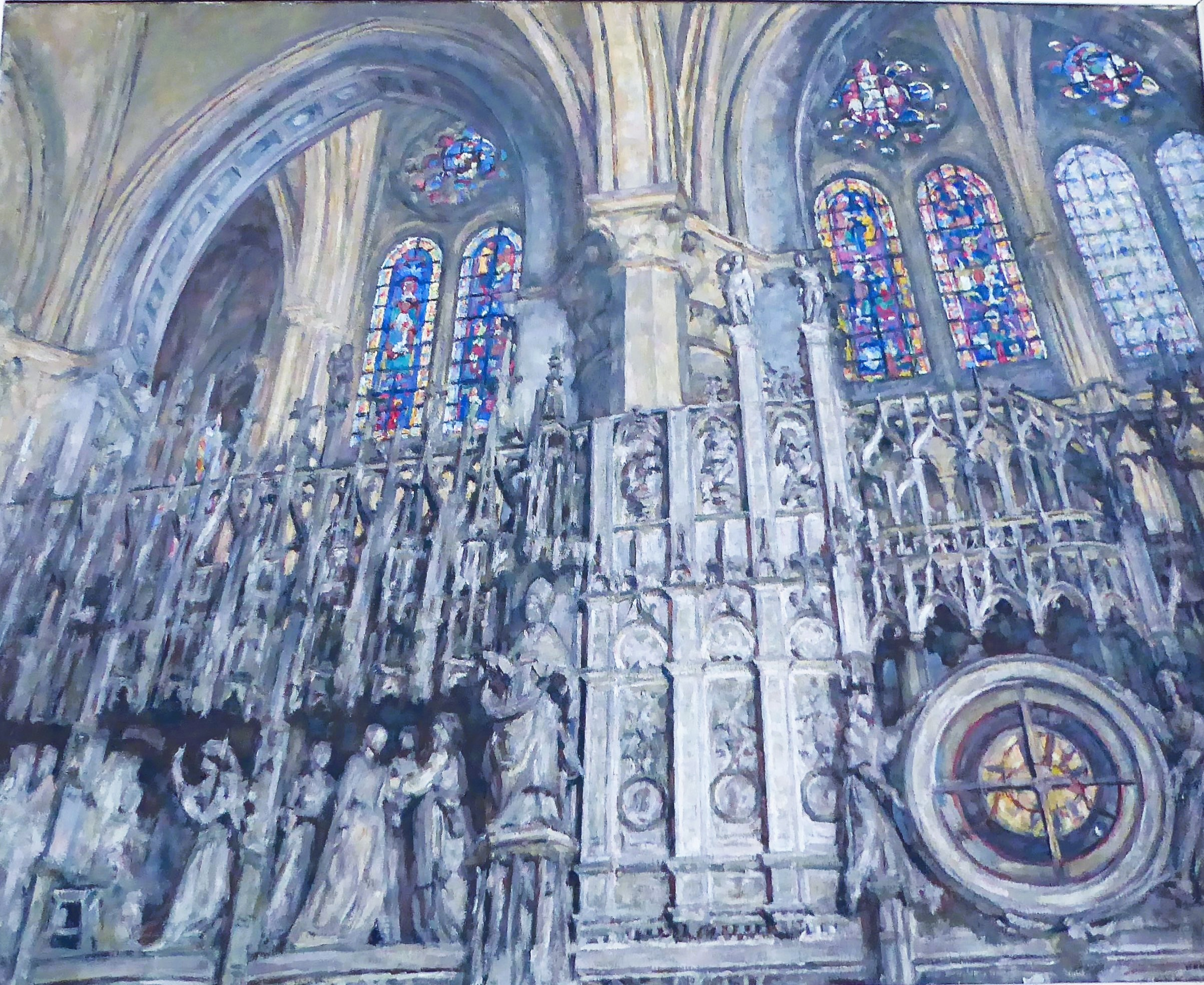
Henri Villain, Intérieur de la cathédrale de Chartres • 1938.